# Frederic Storck
Frederic Ștefan Storck (Fritz, n. 19 ianuarie 1872, București, România – d. 26 decembrie 1942, București, România) a fost un sculptor, cronicar de artă și profesor român, fiul sculptorului Karl Storck, fratele sculptorului Carol Storck, soțul pictoriței Cecilia Cuțescu Storck, tatăl ceramistei Cecilia Storck Botez și tatăl vitreg al pictorului Romeo Storck. Artistul a fost membru fondator al Societății Numismatice Române, membru fondator al societății Tinerimea artistică și profesor al catedrei de desen al Școlii de arte frumoase din București. În anul 1908 a înființat, împreună cu Vasile V. Rășcanu, prima turnătorie în bronz pentru opere de artă din București, intitulată „Prima turnătorie artistică V. V. Rășcanu & Co”. A fost elev al Liceului Sfântul Sava din București, a urmat cursurile Școlii de arte frumoase din București la clasa profesorului Ion Georgescu. A plecat apoi în Germania și s-a înscris la Academia de Arte Frumoase din München unde a studiat sculptura cu Wilhelm von Rümann. A fost influențat de clasicismul lui Adolf von Hildebrand, de Auguste Rodin și Aristide Maillol.
Storck a fost una dintre cele mai proeminente figuri ale artei românești dintre cele două războaie mondiale. Se poate spune cu certitudine că în sculptură a fost unul dintre artiștii cei mai reprezentativi și mai multilaterali. Activitatea sa artistică s-a desfășurat pe o întinsă perioadă de timp și opera care a lăsat-o posterității este cu mici excepții, executată cu mare îndemânare, foarte unitară și în același timp, foarte variată. Ea a fost realizată cu o cunoaștere adecvată a proprietății materialelor folosite, cu un simț al răspunderii demn de invidiat și cu multă știință. Multe din lucrările artistului român au elemente de compoziție proprii stilului Art Nouveau de la începutul secolului al XIX-lea. 
Opera lui Frederic Storck este caracterizată de o împietrire armonioasă dintre elementele tributare clasicismului cu cele moderniste. Artistul a practicat o artă moderată ca viziune, cu ușoare stilizări, în care a urmărit eleganța compoziției, expresia lăuntrică și perfecțiunea formei. Storck a fost o figură reprezentativă a sculpturii românești din primele patru decenii ale secolului al XX-lea. Niciunul dintre contemporanii români ai artistului nu-și putea da seama mai bine ca el de proprietățile și caracteristicile materialelor astfel încât, să se folosească cât mai bine, în avantajul creatorului, de textura suprafețelor și de calitățile materiei în reflecția luminii.
Frederic Storck nu a realizat monumente de mari dimensiuni, pentru că nu a avut această ocazie. Artistul român a realizat în schimb numeroase figuri decorative care i-au fost comandate pentru completarea și integrarea lor în unele ansambluri arhitecturale. Lucrările reprezentative sunt Aruncătorul cu piatră medaliat în anul 1897 la expoziția Glaspalast din München, statuia Gigantul din Parcul Carol parte a compoziției Statuile Giganții, Evangheliștii Capelei Gheorghieff, statuile alegorice Industria și Agricultura de pe fațada Palatului Prefecturii din Galați, statueta Aurora expusă la Expoziția Tinerimii artistice din anul 1904, bustul lui Alexandru Macedonski, Alexandrina, Alfonso Castaldi, Ion Heliade-Rădulescu, compozițiile secesioniste Madona, Pocăința și Salomea și lucrările care denotă influența lui Auguste Rodin, portretul lui Karl Storck, Cecilia Cuțescu-Storck, Durerea, compozițiile Sărutul, Femeie dormind etc.

## Încadrarea în epocă

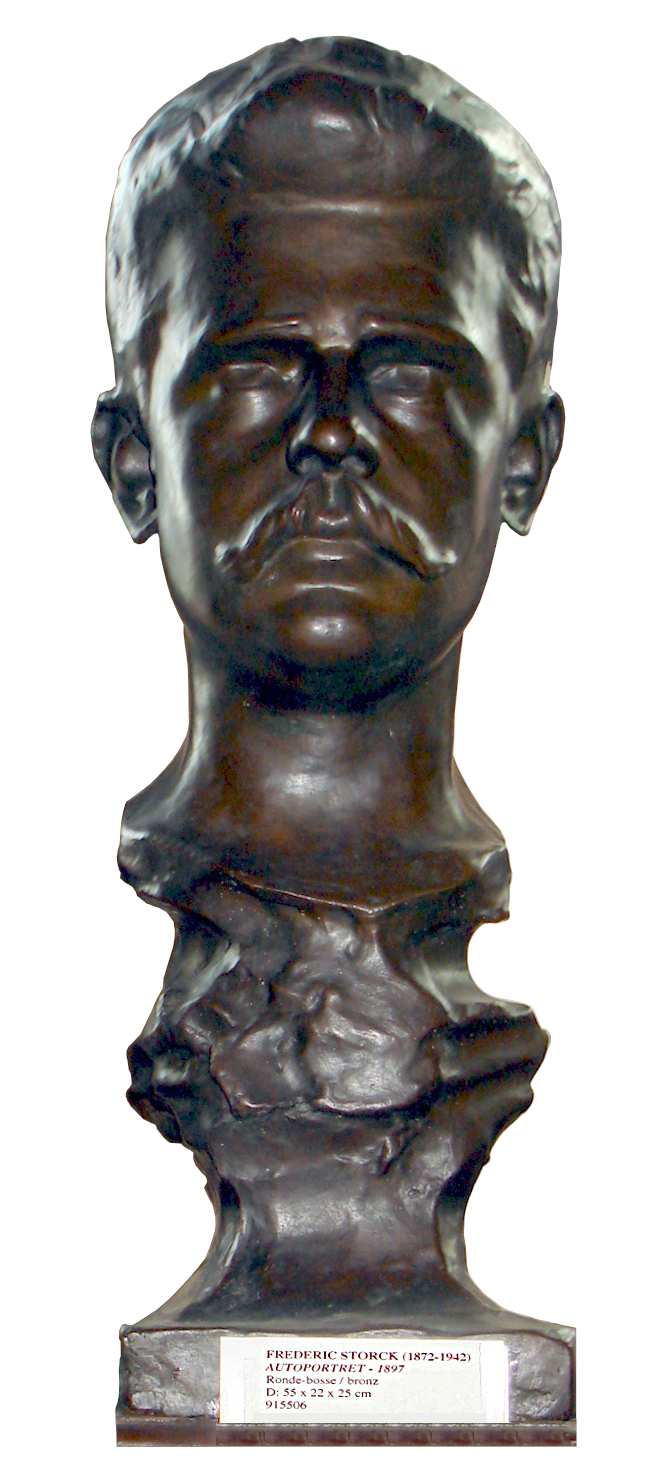
Autoportretul lui Frederic Storck (1897) expus la Muzeul de Artă Frederic Storck și Cecilia Cuțescu-Storck

Fritz Storck, așa cum îl striga în mod obișnuit mai toată lumea, a fost una dintre cele mai proeminente figuri ale artei românești dintre cele două războaie mondiale. Se poate spune cu certitudine că în sculptură a fost unul dintre artiștii cei mai reprezentativi și mai multilaterali. Activitatea sa artistică s-a desfășurat pe o întinsă perioadă de timp și opera care a lăsat-o posterității este cu mici excepții, executată cu mare îndemânare, foarte unitară și în același timp, foarte variată. Ea a fost realizată cu o cunoaștere adecvată a proprietății materialelor folosite, cu un simț al răspunderii demn de invidiat și cu multă știință.

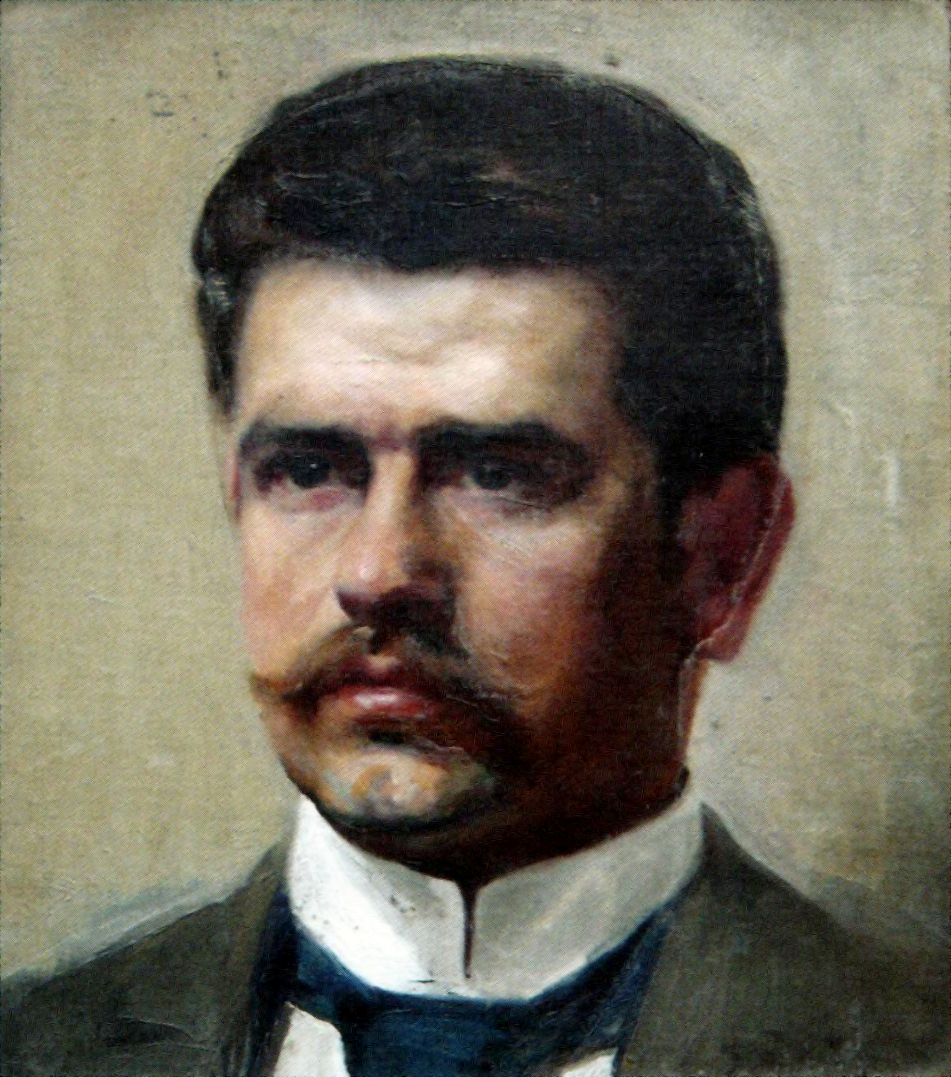
Autoportret în ulei

Meritul lui Frederic Storck apare în ochii urmașilor săi cu atât mai mare, cu cât  perioada în care a activat a fost una dintre cele mai posomorâte și mai triste epoci ale istoriei României de până atunci. În acele vremuri interbelice, subjugarea economică față de puterile occidentale era la ordinea zilei. Într-o țară plină de resurse, nu era niciun izvor important de bogăție. Minele, pădurile, petrolul, resursele agricole și aproape toată industria din România era sub influență străină. Paralel cu mijloacele de trai s-a accentuat și dependența de influența culturală străină. Publicațiile românești erau înlocuite de cele cu titulatură franțuzească și mai apoi cu cele englezești de o valoare culturală precară. Literatura românească se vindea cu greu, edițiile care apăreau erau derizorii ca număr de exemplare. Critica artistică și literară era tributară Apusului, acceptând cuvânt cu cuvânt tot ce venea din Occident. Chiar Frederic Storck a declarat într-un  interviu în revista Lupta din 18 noiembrie 1931 că „... Credința mea este că suntem în preajma unor mari schimbări în viața socială a popoarelor”. Arhitectura, sculptura și pictura românească trebuiau să concureze cu produsele care veneau din străinătate și care erau protejate de burghezie și de stat. În acest fel, era în acele timpuri o epocă în care se dădea uitării tradiția marilor clasici români. Operele acestora erau privite cu suspiciune și neîncredere, totul fiind măsurat după niște criterii ale artei decadente, care a ieșit din suburbiile moderniste ale Parisului. Portretele românești din trecut, erau aruncate prin debarale, poduri sau coborâte prin întunecimea pivnițelor, uneori fiind deliberat distruse.
Toate elementele din care se compunea o operă de artă erau desconsiderate, așa cum erau desenul, compoziția, coloritul, redarea veridică a naturii. Legătura strânsă care era între conținutul unei opere și forma sa era considerată lipsită de interes și banală. Accentul era pus pe tot ce părea original, tot ceea ce atrăgea ochiul privitorului blazat și ignorant prin stridența tonurilor, printr-o așezare în pagină nemaiîntâlnită sau prin bizareria formelor. Cum sculptura până atunci a suferit cel mai mult din pricina invaziei modelelor occidentale, totul a fost centrat pe favorizarea unui schemantism  total care denaturează și distruge formele, pentru a ajunge la final, în detrimentul întregului, la forma în sine sau la o redare  exactă a celor mai neînsemnate detalii ale unui fragment al trupului uman. Pe de altă parte, existau opere încărcate de noțiuni de natură abstractă și simboluri, care chiar dacă uneori erau mai plauzibile, necesitau multe comentarii și explicații suplimentare.
În această epocă, în care s-a constatat că o bună parte din creația artistică românească a relevat o tendință importantă de ocolire a conținutului social, a existat un număr de artiști, considerați de criticul și istoricul de artă George Oprescu ca elemente progresiste ce au păstrat memoria clasicilor români, care nu s-au lăsat înfluențați de mulțimea curentelor decadente care au încercat să antreneze arta românească pe o pantă a destrămării. Unul din ei a fost Frederic Storck, el având o doză mai mică de contaminare cu răul ce-l înconjura. George Oprescu a exprimat și motivele pentru care s-a întâmplat această departajare, prin educația pe care a primit-o de mic copil și prin calitățile native cu care l-a înzestrat natura - o fire respectuoasă față de tradiție și faptul că era ordonat, calm, cumpătat și reținut. Oprescu a mai precizat că, nu se poate vorbi de o bătălie conștientă împotriva răului sau de o rezistență a artistului dusă împotriva curentelor formaliste. Storck a fost și el influențat pentru o scurtă perioadă de timp, dar căderii i-a urmat un avânt ce a avut la bază cunoștințele solide  pe care le-a acumulat până atunci.

## Biografie

### Familia și vocația

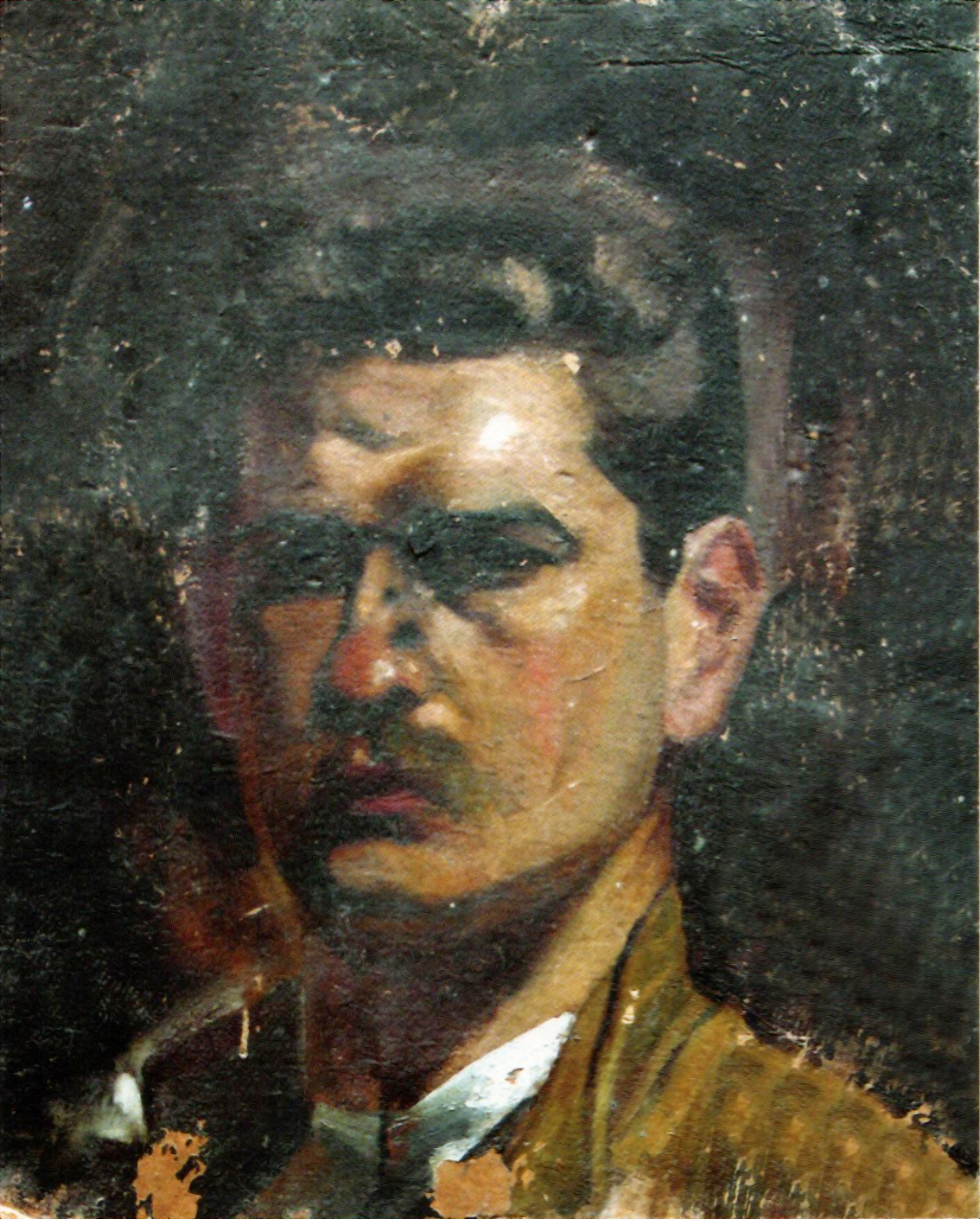
Autoportret în ulei

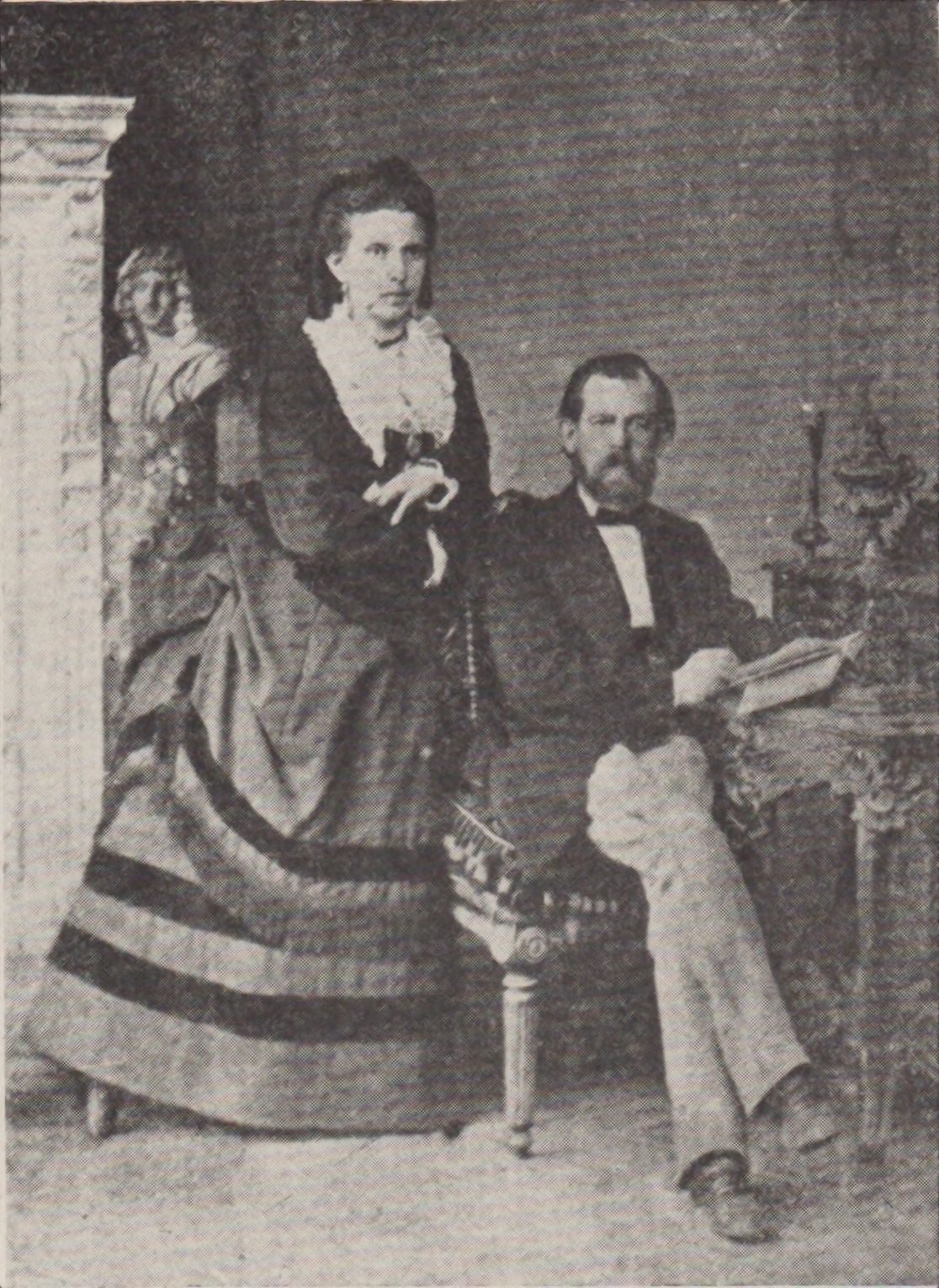
Karl Storck și Friederike Amelie Olescher

Frederic Storck s-a născut la București în data de 19 ianuarie 1872 în familia sculptorului Karl Storck, căsătorit cu Frederika Amalie Olescher din Brașov. Karl Storck a fost căsătorit cu Ana Clara Ihm (n. 18... - d. 1864), originară din Hanau ca și el. Împreună au avut patru copii, trei din ei decedând la scurt timp după naștere. Au mai rămas doar cu Johann Ludwig Karl, cel care a fost cunoscut mai târziu în România sub numele de Carol Storck. Din cauză că Ana a decedat în anul 1864, Karl s-a căsătorit la 10 decembrie 1865 cu Friederike Amelie Olescher (n. 1843 - d. 1915) din Brașov, care era educatoare / guvernantă la familia generalului Vlădoianu. Soția lui Vlădoianu a suportat ulterior o parte a cheltuielilor care au fost necesare studiilor pe care Frederic Storck le-a făcut la München. Karl și Amelie au avut nouă copii, din care au supraviețuit șapte: Emil (1866-1940), Julie căsătorită Iacobi (1870-1950), Jean (1868-1940), Frederic Ștefan, Marie căsătorită Gottsche (1879-?), Hugo (1886-?) și Rosa căsătorită Scheeser (1876-1944).
Frederic a fost cel de al treilea membru al familiei Storck care și-a dedicat viața artei. Copilăria și-a petrecut-o printre statui, într-o atmosferă oarecum fantomală și umedă care caracterizează de fapt orice atelier de sculptură. Carol Storck, fratele mai mare, era tot sculptor, însă era departe de țară, în America. În anul 1880 s-a întors la București și a început să colaboreze cu tatăl lor pentru realizarea oricăror comenzi pe care le primeau. Frederic aflat la vârsta de opt ani, a avut norocul să trăiască în preajma a doi sculptori, care l-au învățat mai întâi să deseneze și apoi i-au condus pașii în școala gimnazială și mai apoi la liceu. Astfel, prin comparație cu alți sculptori, înainte să urmeze cursuri universitare, el a făcut studii generale foarte temeinice, ucenicia fiind făcută deja în atelierul tatălui său.
Frederic Storck s-a căsătorit în 12 martie 1909 cu pictorița Cecilia Cuțescu. Împreună au avut două fete, Gabriela (Gabi) Florica-Storck care a urmat o carieră în arhitectură (n. 13 aprilie 1913 - d. 18 martie 1976) și Cecilia (Lita) Frederica Storck (n. 4 iulie 1914 - d. 30 noiembrie 1998), căsătorită Botez, care a devenit artist plastic în domeniul ceramicii.
Cecilia (Lita) Frederica Storck a fost pictoriță și ceramistă. A urmat cursurile Academiei de Arte Frumoase din București și a avut doi băieți Alvaro și Alexandru Botez. În perioada celui de al doilea război mondial a fost asistenta lui Mircea Eliade la Lisabona, unde Eliade era atașat cultural. A participat la expoziții în România, Elveția, Germania, Franța, Cehoslovacia, Japonia și Turcia. A plecat definitiv la Paris în anul 1982.
Frederic Storck a mai avut un copil pe numele său complet Romeo Kunzer Storck, el era fiul din prima căsătorie a Ceciliei-Gabriela cu violonistul Romulus Kunzer, cu care, cea devenită mai târziu cunoscută sub numele Cecilia Cuțescu-Storck, se căsătorise în 1903, în timpul șederii ei la Paris. Căsătoria însă nu a durat mult. În 1906 artista a revenit definitiv în România și s-a stabilit la București, iar trei ani mai târziu s-a căsătorit cu sculptorul Frederic (Fritz) Storck, care l-a adoptat pe Romeo Kunzer. Înclinația spre pictură a lui Romeo s-a dezvoltat în casa în care cei doi soți aveau atelierele (în prezent Muzeul de Artă Frederic Storck și Cecilia Cuțescu-Storck), în care Cecilia Storck a lucrat la decorațiile murale. Romeo Storck a adoptat acest stil, care i-a adus ulterior faima peste hotare, în Brazilia.

### Studii
Frederic a urmat Școala Sfântul Gheorghe și apoi cursurile Liceului Sfântul Sava din București. A avut colegi de liceu pe Lahovary (?), Theodor Pallady, Ion Brezeanu și Vasile Toneanu. În anul 1888 s-a înscris la Școala de Belle Arte din București la clasa profesorului de sculptură Ion Georgescu. Aici a fost coleg cu Ștefan Luchian, Ipolit Strâmbu, Alexandru Satmari, Constantin Artachino și Kimon Loghi. Perioada de studii de la București s-a încheiat în anul 1893. Ca urmare, Frederic Storck a plecat în Germania și s-a înscris la Academia de Arte Frumoase din München. Aici a studiat sculptura cu Wilhelm von Rümann, în primii doi ani de studii fiind sponsorizat de familia generalului Vlădoianu.

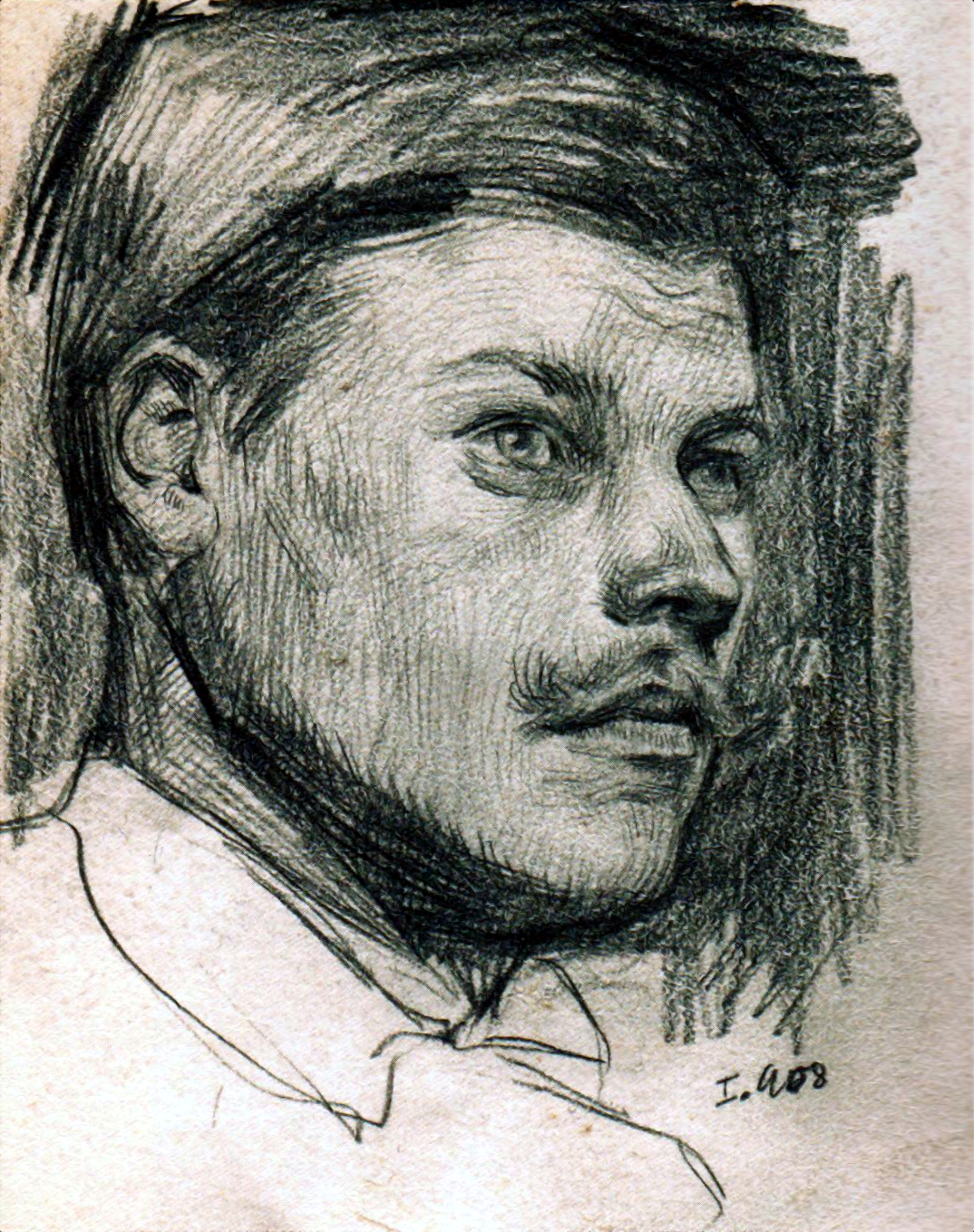
Autoportret (1908)

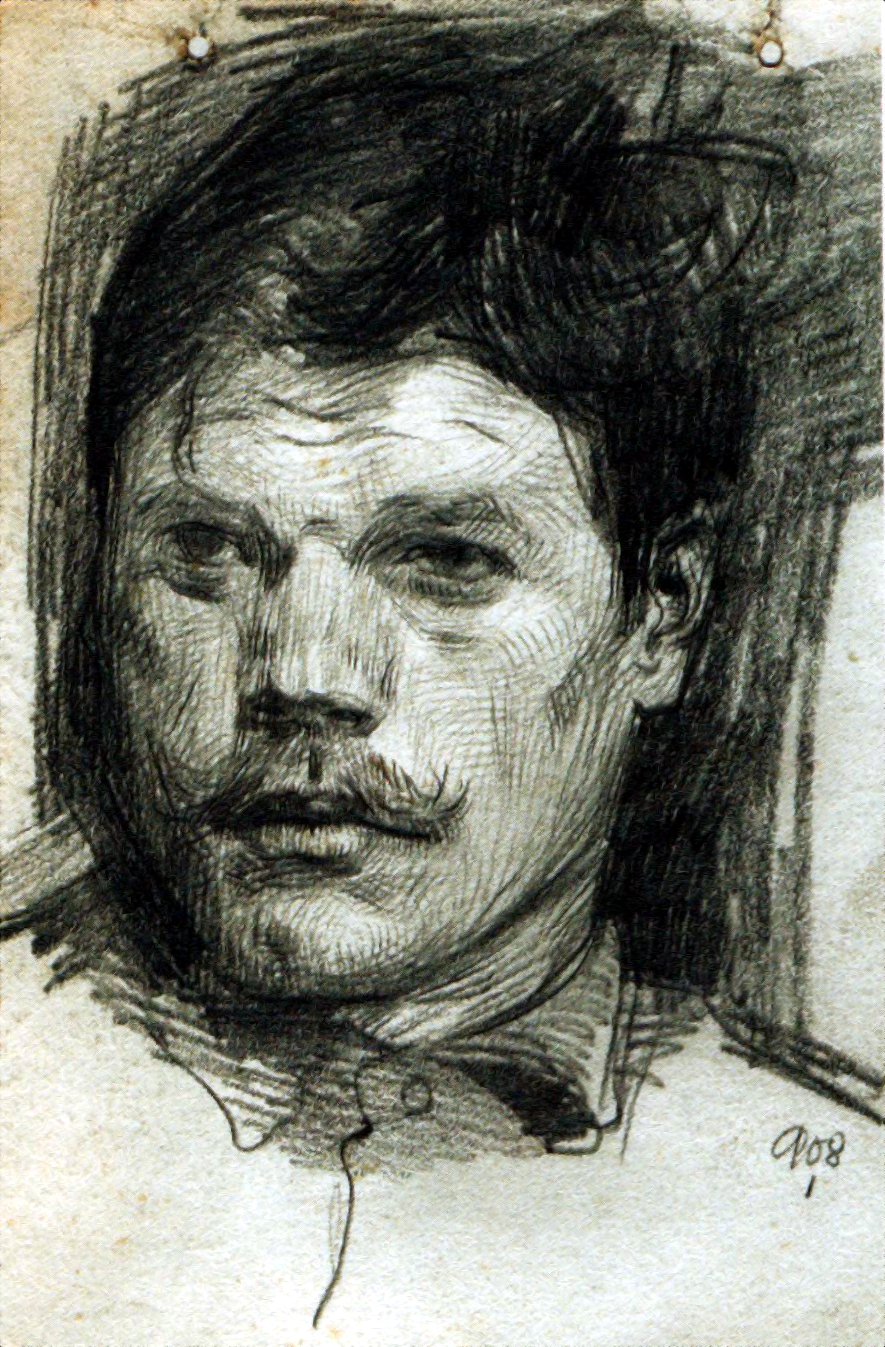
Autoportret (1908)

La München a fost atras de clasicismul sculptorului Adolf von Hildebrand, operele acestuia fiind influențate de Renaștere. Mai târziu, Storck a făcut și o plachetă, aflată azi la Muzeul Storck din București, cu chipul artistului german. În anul 1896 a realizat două rame din bronz care-l înfățișa pe Carol I și pe Regina Elisabeta. După cum reiese din corespondența pe care a dus-o cu Louis Basset, secretarul particular al regilor Carol I și Ferdinand, precum și administrator al Casei Regale a României vreme de mai bine de șaizeci de ani, Storck a încasat pentru ele suma de 1500 lei.
Cu toată reputația pe care o avea Münchenul în România, Storck nu a fost satisfăcut de oferta pe care a avut-o acolo. Münchenul era considerat în acei ani în România ca o Atenă a Nordului și majoritatea pictorilor și sculptorilor români doreau să-și perfecționeze stilul artistic acolo, dar aproape niciodată nu s-au rezumat doar la atât. Motivația pentru care exista ulterior contactului cu societatea germană o dorință de evadare din acel spațiu, era incompatibilitatea ce exista între arta oarecum convențională de academie, care era plină de elemente ale neoclasicismului, față de arta pe care o practicau artiștii români în mod liber și spontan, Frederic Storck chiar dacă era de origine germanică, s-a raliat nativ-comportamental liniei colegilor lui. Ca urmare el a părăsit Münchenul și a dorit să-și completeze studiile prin contactul pe care l-a avut la Roma cu maeștrii Renașterii și barocului. A plecat în Italia, cu mijloace financiare modeste, și a vizitat Italia de Nord până la Florența.
În anul 1897 a făcut o călătorie de studii în Italia și apoi la Paris, unde este puternic influențat de arta lui Auguste Rodin. Revenind în același an în München, a obținut Medalia de argint pentru opera Aruncătorul cu piatră la expoziția Glaspalast. Studiile le-a terminat în 1899, an în care s-a întors în România. În perioada studiilor müncheneze care a durat șase ani, în primii patru a studiat la Academie și în ultimii doi ani a lucrat intens și a participat la expoziții la Berlin, München, Viena și Hamburg.

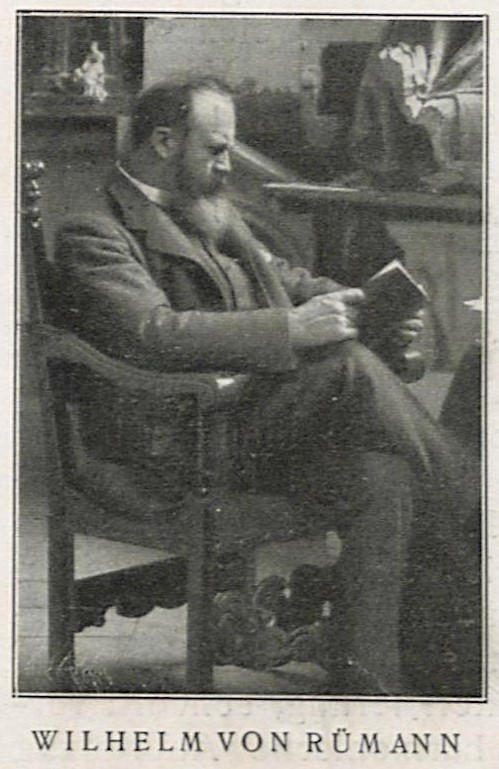
Wilhelm von Rümann
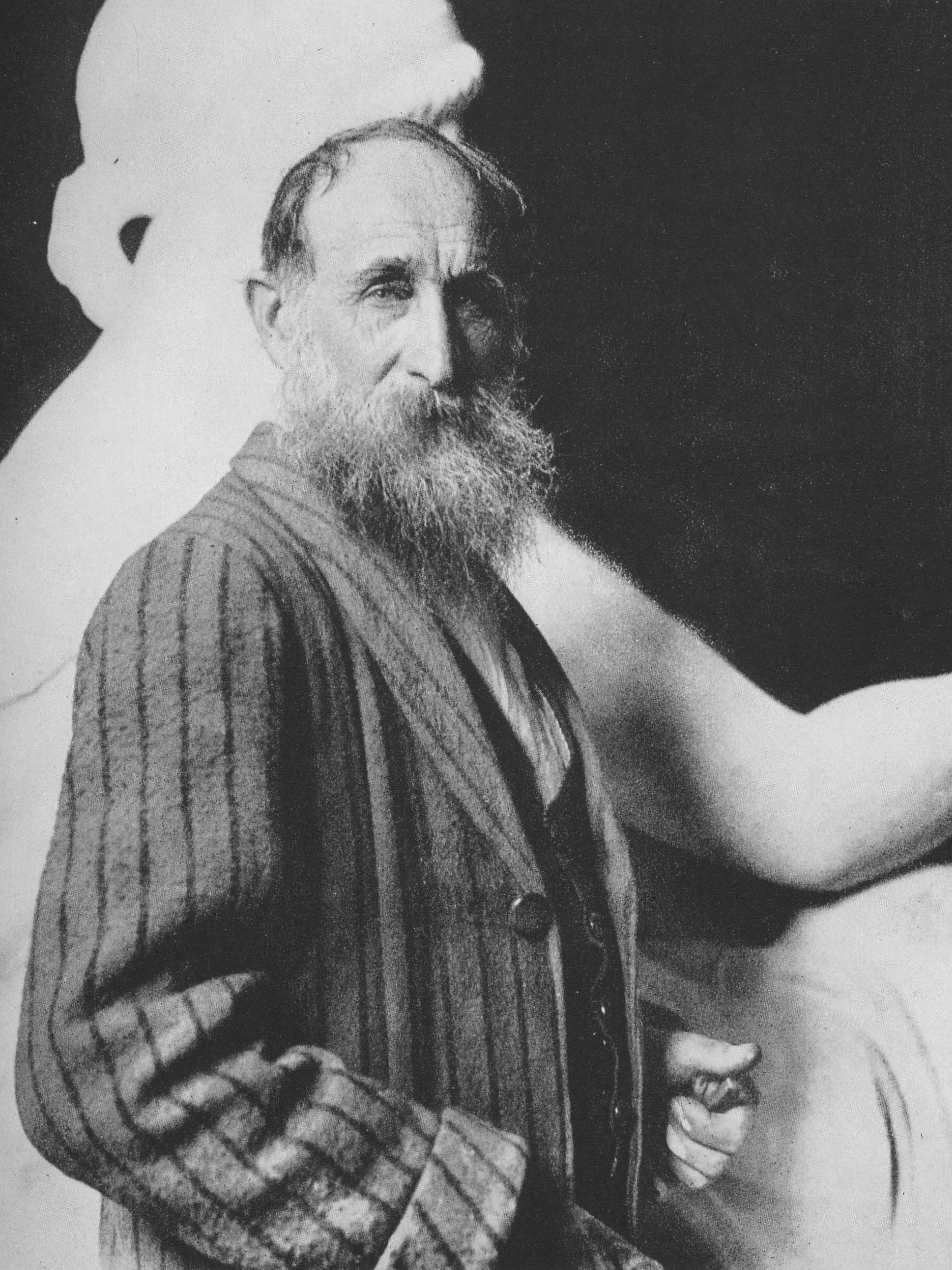
Aristide Maillol
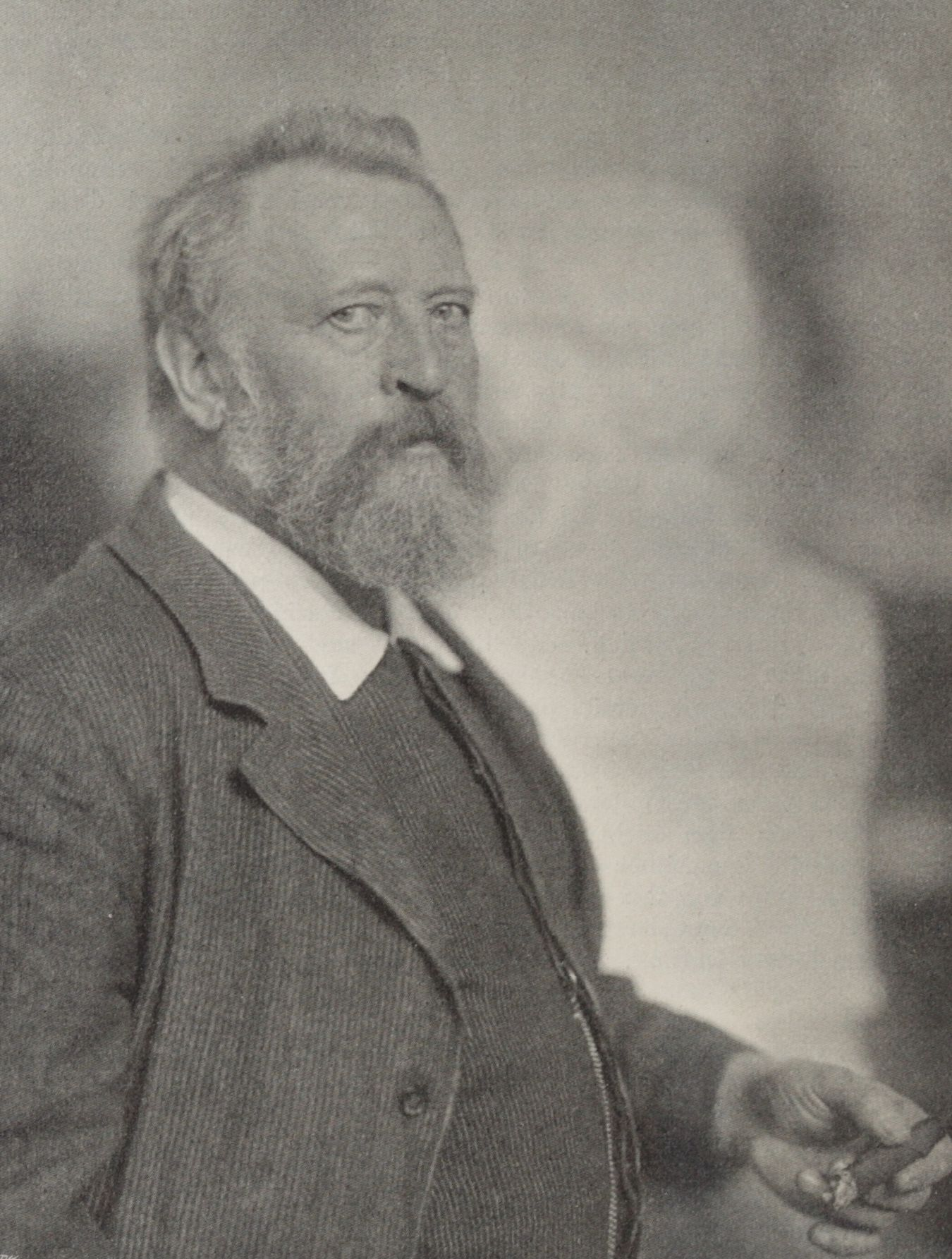
Adolf von Hildebrand
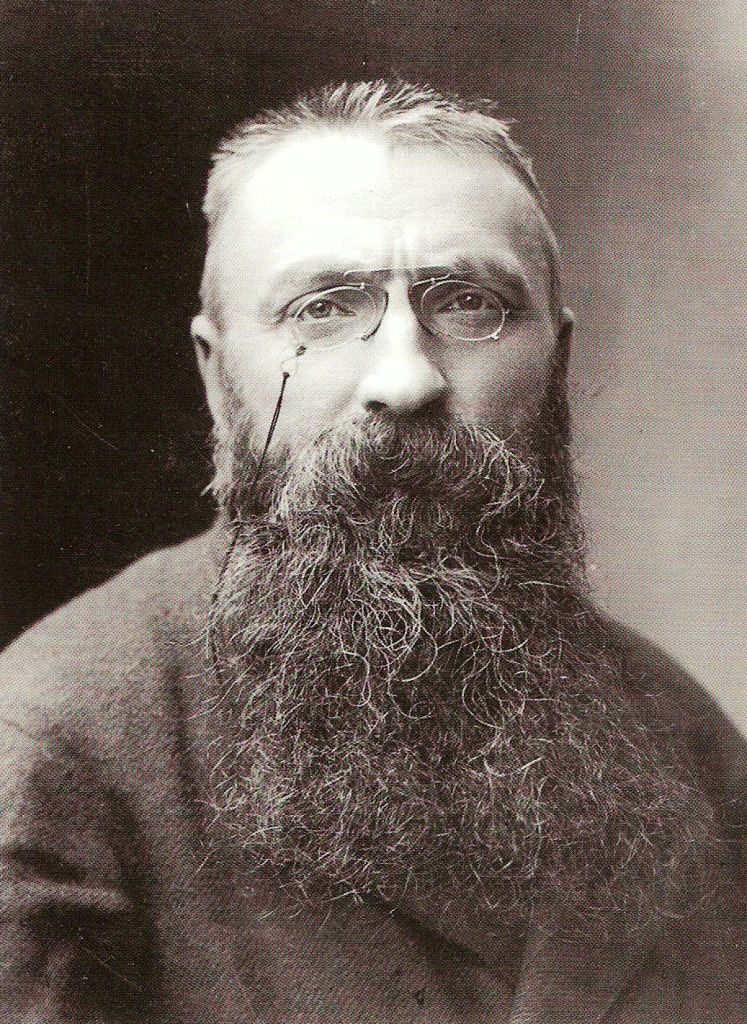
Auguste Rodin
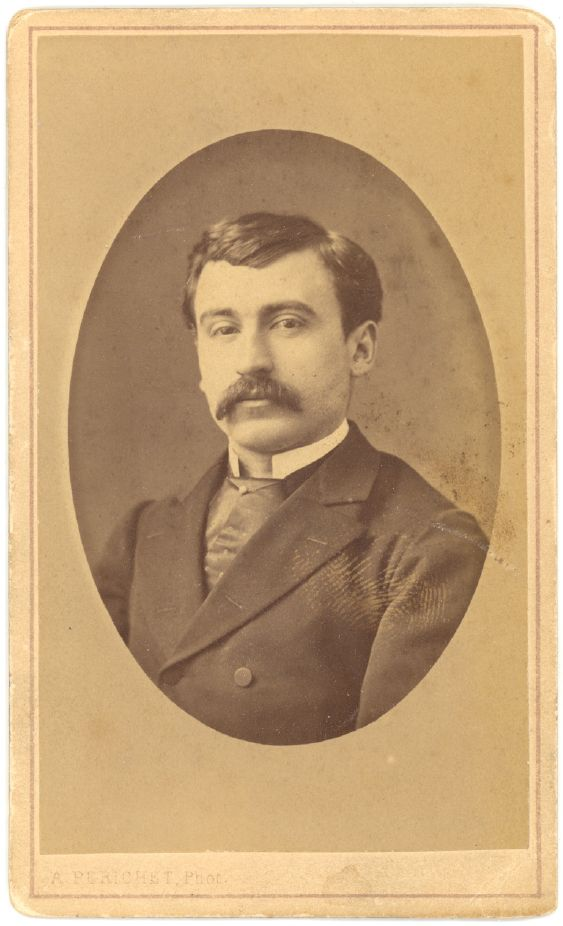
Ion Georgescu

În capitala Bavariei a realizat și primele sale plachete, așa cum și-a amintit în memoriile sale „... am avut încă de când eram la München un cult deosebit pentru basorelief dar mai ales pentru portretul în formă de plachetă. Astfel am expus la sala Secession în afară de statuete mici (Klein Plastik) și două plachete portret care pot spune au fost remarcate". Basoreliefurile înfățișau portretele surorilor sale. Plachetele au fost expuse la București la Expoziția artiștilor în viață din 1899, organizată în sala Ateneului Român,  unde a participat cu un număr de paisprezece lucrări, precum și la Expoziția Tinerimii artistice din anul 1902 organizată la București.
Pentru ca pregătirea sa să fie completă, Frederic Storck a exersat ca să taie el singur piatra, similar fratelui său Carl Storck, de aceea el a spus că „... sufletul unui artist nu este înțeles de pietrarul care-i va tăia opera, după un model gips, numai mâna artistului autor poate să însuflețească cu adevărat marmura”.

### Maturitatea
Frederick Storck a participat la Expoziția Universală din anul 1900 de la Paris, unde a primit medalia de argint pentru lucrarea „Aruncătorul cu piatră", medalie care se află astăzi în colecția Muzeului Stork din București.
O dată cu participarea României la Expoziția Universală din anul 1900 de la Paris cu un salon destinat artei, s-au creat premisele revigorării vieții artistice românești. Cum metehnele administrative privind favoritismul și criteriile de selecție ale lucrărilor nu s-au schimbat, România a avut parte la Paris de o slaba reprezentare a artei plastice autohtone. Pe de o parte, situația a dus la înrăutățirea lucrurilor și a relațiilor dintre artiști și pe de altă parte, a determinat o preocupare majoră pentru găsirea de soluții pentru ieșirea din impas.
Grupul cel mai preocupat pentru identificarea unor soluții l-au format sculptorii și pictorii care erau în acea vreme la studii la Paris. El era format din Gheorghe Petrașcu, Ștefan Popescu, Ipolit Strimbulescu, Kimon Loghi și Frederic Storck. Ei erau supuși tirului de ironii sarcastice ale colegilor străini cu privire la valoarea și statutul artei în România. Polemicile se purtau seara în atelierele lui Ipolit Strâmbu și Kimon Loghi.

Fondatorii Societății Tinerimea artistică
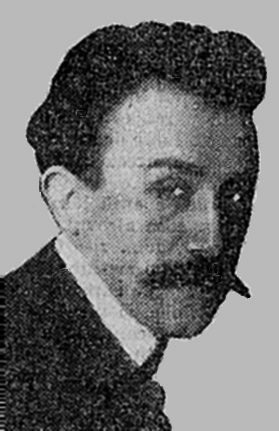
Ștefan Popescu
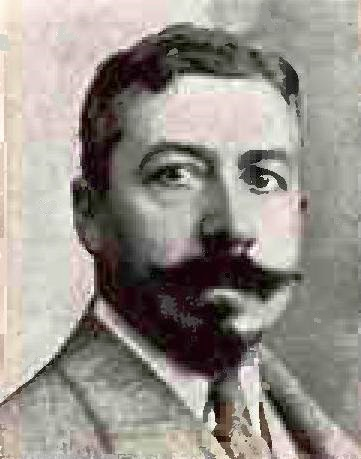
Gheorghe Petrașcu
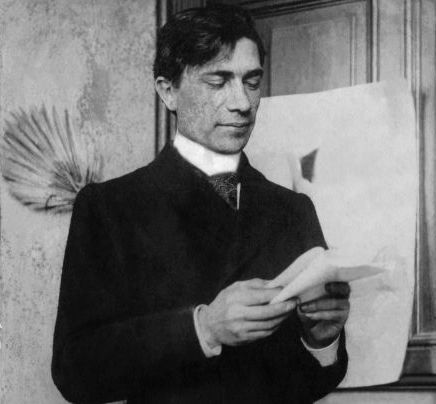
Ștefan Luchian
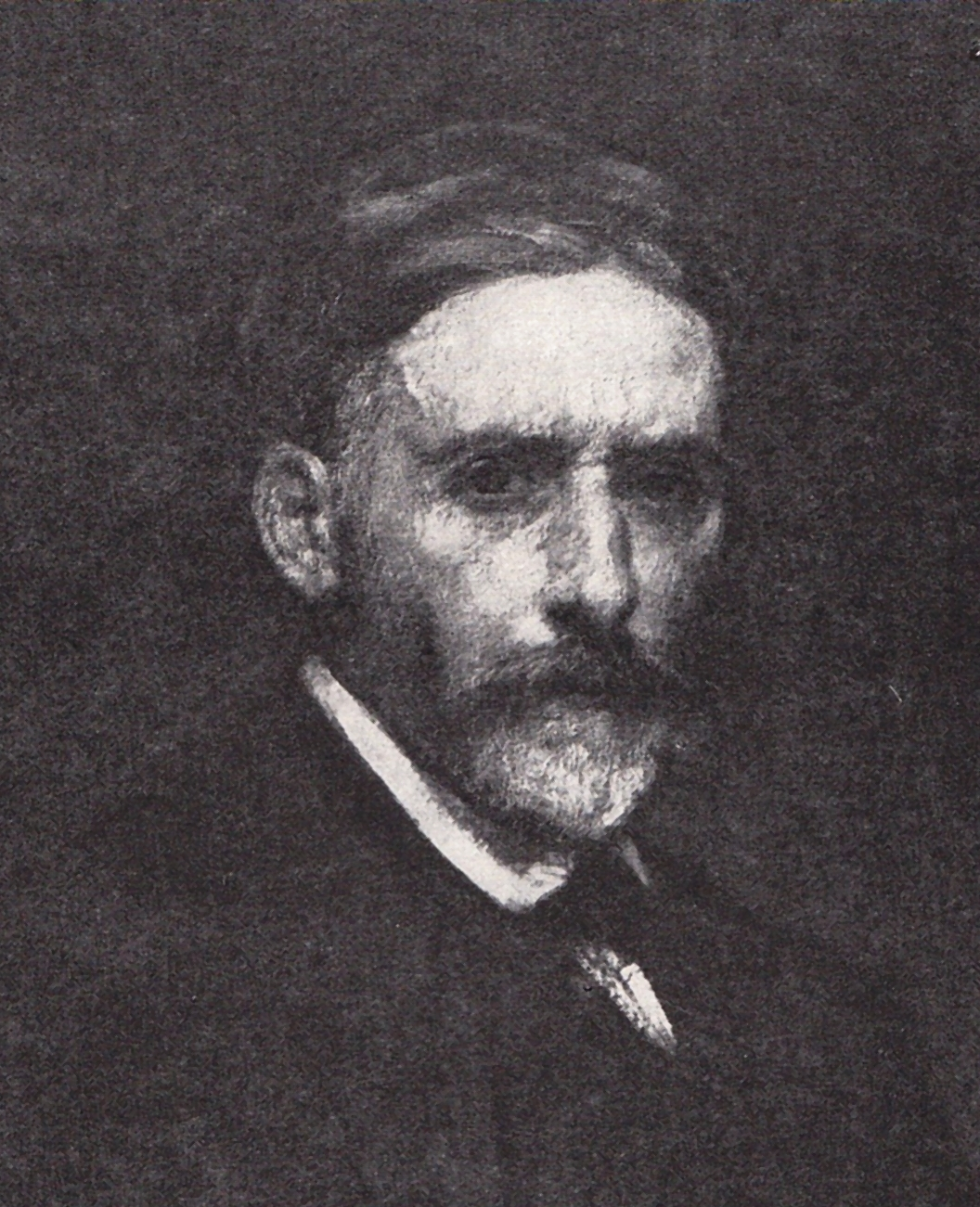
Arthur Verona
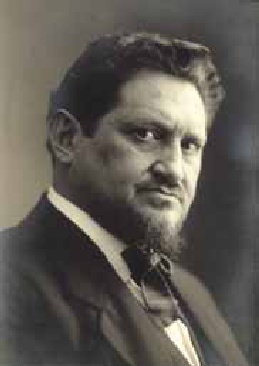
Nicolae Vermont
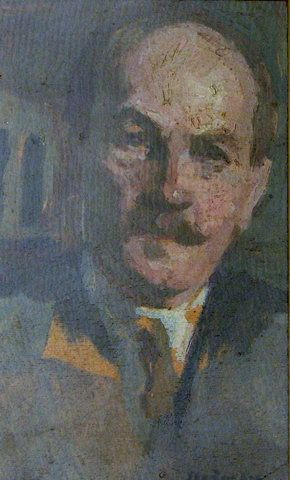
Ipolit Strâmbu
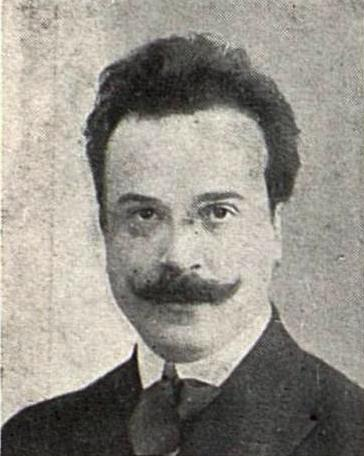
Kimon Loghi
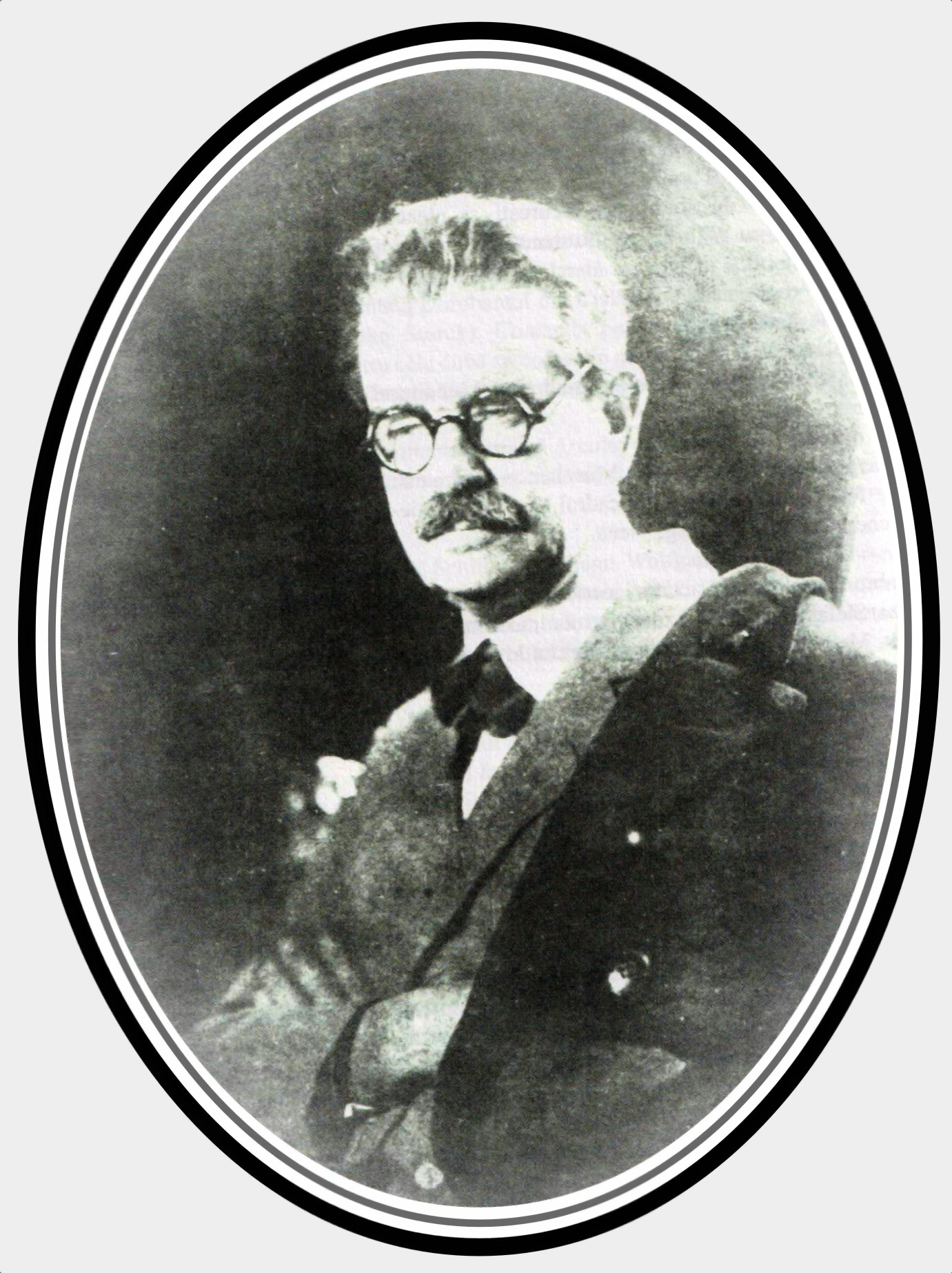
Frederic Storck
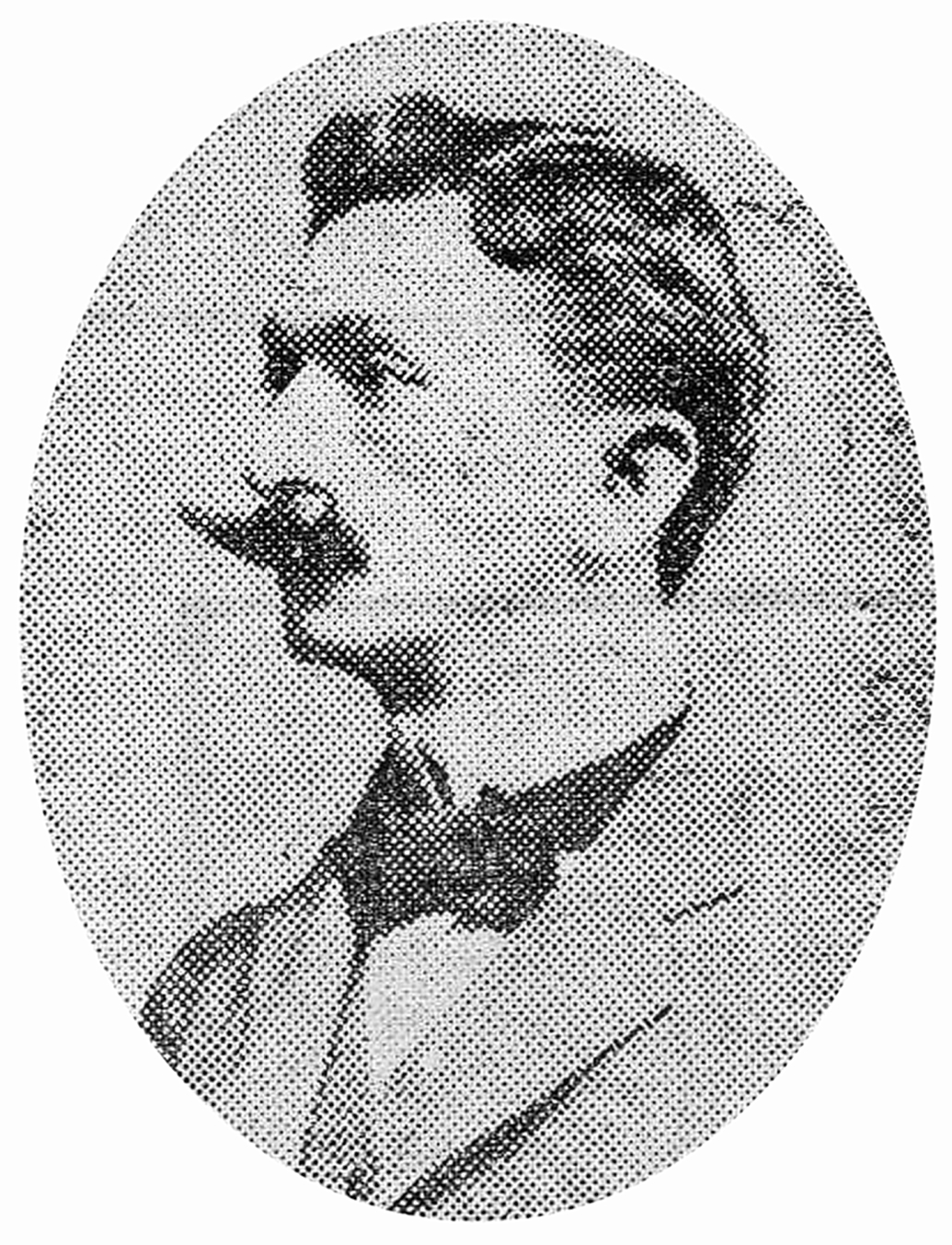
Artachino

În data de 3 decembrie 1901, Gheorghe Petrașcu, Ștefan Popescu, Kimon Loghi, Ipolit Strâmbu și Frederic Storck, împreună cu Ștefan Luchian, Nicolae Vermont, Constantin Artachino, au pus bazele Societății Tinerimea artistică. Numele organizației nu a venit de la faptul că membrii săi erau tineri, ci a fost ales în mod simbolic pentru promovarea unei arte noi. În vreme ce academiștii profesau o artă cu caracter convențional, departe de realitate, folosind formule și rețete de atelier, membrii societari promovau pitoreștile peisaje românești și o artă realistă inspirată din viața rurală a oamenilor simpli.
În anul 1906, Frederic Storck a fost numit ca profesor la Școala de Arte Frumoase din București. Pentru început a ocupat catedra de desen și modelaj, ulterior catedra s-a împarțit în două, cea de desen revenind lui Storck și cea de modelaj lui Dimitrie D. Mirea, fratele pictorului George Demetrescu Mirea care era pe atunci directorul școlii. La Muzeul Storck din București se găsesc o mulțime de desene făcute de Frederic, de la încercările cele mai neîndemânatice, ca studii de atelier, până la cele care denotă o evocare plastică demnă de vârsta maturității. Sunt acolo sute de schițe și planuri pentru operele pe care le pregătea, dar și multe desene independente - portrete de cele mai multe ori, autoportrete și portrete ale prietenilor și membrilor familiei. Liniile sunt sigure, evocatoare, imaginile fiind pline de energie, așa cum era de așteptat pentru un sculptor de talia sa. Și-a încheiat activitatea de profesor în anul 1937.
A fost, așa cum au declarat elevii săi - Lucian Grigorescu, Jalea, Boris Caragea, Ciucurencu etc., un profesor metodic, care s-a bucurat de un mare prestigiu artistic. El a insuflat elevilor respectul pentru desen, elementul de bază necesar de a fi cunoscut în studiul oricărei reprezentări plastice. Așa cum rezultă din schițele rămase de la el, era mai mult decât un bun desenator, îndeosebi la portrete.
Artistul a fost membru fondator al Societății Numismatice Române. El a confecționat o mulțime de plachete și medalii, la Muzeul Storck regăsindu-se numeroase dintre ele, precum și multe din schițele care au stat la baza conceperii și realizării lor. Acest gen de lucrări în basorelief au constituit un capitol aparte în activitatea sa artistică, ele fiind caracterizate prin finețea modelării. A executat portretele membrilor familiei, ale prietenilor, oficiali, personaje istorice, medalii comemorative și de eveniment, așa cum au fost Dimitrie Gerota, Thoma Ionescu, Mihai Viteazul etc. Prin tot ce a făcut în acest domeniu, Frederic a dovedit că a moștenit meticulozitatea de bijutier a tatătului său, Karl Storck. În anul 1908 a înființat, împreună cu Vasile V. Rășcanu, prima turnătorie în bronz pentru opere de artă din București, numită V.V. Râșcanu & Co.
Pe Frederic Storck l-au interesat de-a lungul vieții și alte aspecte ale artei, așa cum era poezia și muzica. El a dorit să reconstituie arhetipul renanscentist al artistului vrând să devină un artist complet. A fost un meloman pasionat, avea o cultură muzicală impresionantă și cânta la unele spectacole cu o frumoasă voce de bariton. A facut și cronică de artă semnând cu pseudonimul de St. Sterescu și Fra Angelico. Astfel la 1 septembrie 1906 a scris în revista Viața literară și artistică despre pictura lui George Demetrescu Mirea intitulată Vârful cu dor că „... valoarea artistică a acestui tablou îmi pare că a fost exagerată, și cu toate că prezintă câteva calități de colorit decorator, nu cred că va însemna pe viitor mai mult decât avântul unui om de talent, care nu și-a ținut promisiunea...”

## Opera
„... Locul său [Frederic Storck] în sculptura noastră este dintre cele mai înalte. Este greu să se facă comparații, mai ales când există mari deosebiri de temperament între unii și alții dintre sculptorii noștri. Ca desăvârșire a cunoștințelor, ca fermitate a doctrinei, ca îndemânare practică, ca bogăție a motivelor de inspirație și ca realizare, dacă exceptăm marea sculptură monumentală, putem afirma că el are în perioada critică dintre cele două războaie mondiale importanța pe care Ion Georgescu o avusese în generația precedentă.”

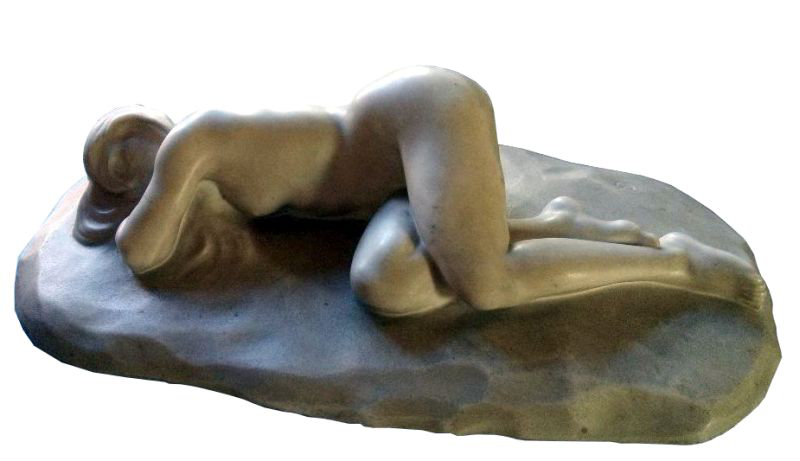
Femeie dormind (1918), marmură - de la Muzeul Storck din București

Opera lui Frederic Storck este caracterizată de o împietrire armonioasă dintre elementele tributare clasicismului cu cele moderniste. Artistul a practicat o artă moderată ca viziune, cu ușoare stilizări, în care a urmărit eleganța compoziției, expresia lăuntrică și perfecțiunea formei. A fost îndemânatic și meticulos, a avut cunoștințe solide de anatomie, calități profesionale semnificative și își realiza operele ca un artizan medieval. A căutat echilibrul volumelor și a ajuns la un mare grad de finisare al detaliilor. El însuși a declarat că ... Crezul meu estetic este frumosul expresiei și se sprijină pe credința morală și spirituală, pentru că numai frumosul te transpune, te înalță.
În construcția volumelor a fost înfluențat de Auguste Rodin și Aristide Maillol. Opera lui a reprezentat o încercare de a contopi elementele clasicismului cu realismul, acea concepție care bântuia lumea artistică a acelor vremuri. El nu a urmărit să redea realismul naturii ca o copie exactă a ei, chiar dacă ea ar fi fost seducătoare, ci a urmărit o simplificare a formelor, uneori până la esență, în cazul statuetelor.
Frederic Storck a fost o figură reprezentativă a sculpturii românești din primele patru decenii ale secolului al XX-lea. El s-a bucurat de critica de artă a timpului. Tudor Arghezi a considerat în anul 1904 că statueta Aurora care a fost expusă la manifestarea expozițională din acel an a Tinerimii artistice „... drept cel mai valoros bronz din expoziție”. Oscar Han l-a socotit pe artist, în 1926, „... o conștiință severă pentru ceea ce constituie meșteșugul sculpturii”. Nicolae Tonitza a spus că „... Dragostea pentru perfecțiunea formei l-a condus pe artist, în lucrările expuse, spre voluptatea moliciunilor pline, care hotărăsc materialului dur o ambianță caldă și seducătoare... [Storck era]... o rară și severă conștiință, concentrată neodihnit în urmărirea și stăpânirea legilor nestrămutate de veacuri care stau la baza meșteșugului sculptoricesc. Pentru această constantă și disciplinată străduință, Frederic Storck își păstrează locul de cinste între înaintașii sculpturii românești”.

### Lucrări și influențe

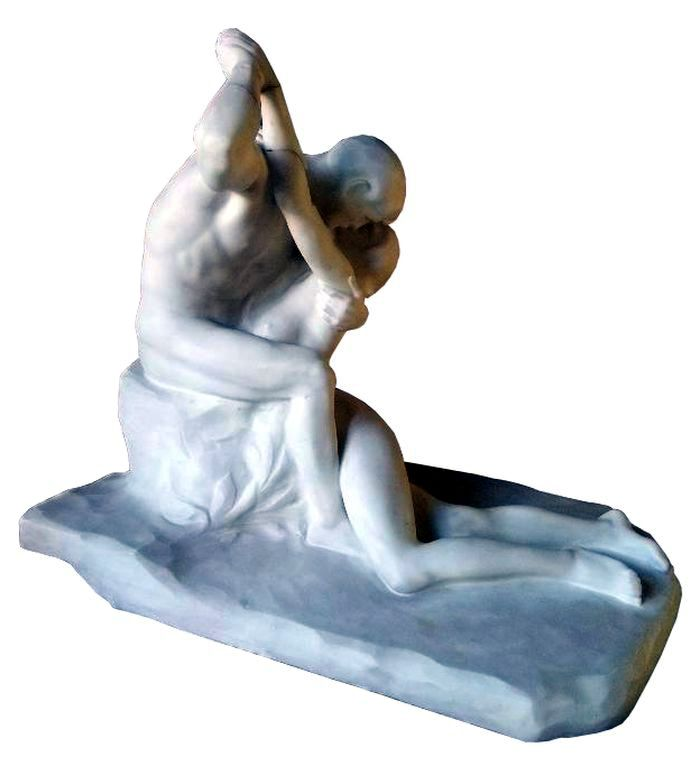
Sărutul (1921) marmură - de Frederic Storck, Muzeul Storck din București

La doar câțiva ani de la venirea sa de la studii în București, Frederic Storck a fost sub influența lui Auguste Rodin, care avea un prestigiu atât de mare încât domina toată sculptura europeană. Din acei ani datează câteva sculpturi ale lui Storck, așa cum este grupul Sărutul ce a fost inspirat din opera cu același nume a lui Rodin, precum și ideea de a lăsa un cap oarecum capturat în materia din care a fost realizat. Așa sunt operele Durerea, Portretul lui Karl Storck și Portretul Ceciliei Cuțescu-Storck. Aproape toate acestea au fost realizate înainte de primul război mondial. Această formă a sculpturii este o concepție de care s-a folosit Rodin atunci când a executat capul cunoscut sub numele de La Pensée, care este de fapt o preluare de idee de la opera Sclavii a lui Michelangelo. Și la Michelangelo, personajele nu erau desprinse total din piatra din care au fost înfățișați.
Frederic Storck a fost conștient încă de pe vremea când își făcea studiile la München despre importanța pe care-l avea nudul în sculptură și studiul după un model viu. Pe artist l-a atras mai mult reprezentarea nudului feminin decât al celui masculin, așa cum s-a întâmplat în cazul sculptorului Ștefan Ionescu-Valbudea. Desenarea nudului masculin a reprezentat pentru Storck una din preocupările sale majore, cu toate că atunci când se apuca să conceapă o operă finală, el s-a îndreptat întotdeauna spre înfățișarea nudului feminin. Această argumentare pe care a făcut-o criticul de artă George Oprescu este susținută în realitate de o serie numeroasă de sculptură de mici dimensiuni, turnată în bronz, pe care a lăsat-o posterității. Așa sunt operele intitulate Femeia cu mărgăritare (cu perle), Adolescența, Tentația etc. Tipologia nudurilor concepute induc ideea că Storck avea o admirație față de trupul feminin adolescentin care are forme precise, ferme, și care păstrează în sine conturul tinereții. Linia zveltă a nudurilor realizate este conturată și de atitudinile alese cu mâinile ridicate pentru ca bustul să se înalțe armonios peste mijlocul mlădios cu picioare lungi modelate într-un mod admirabil.

Influența lui Auguste Rodin în opera lui Frederic Storck
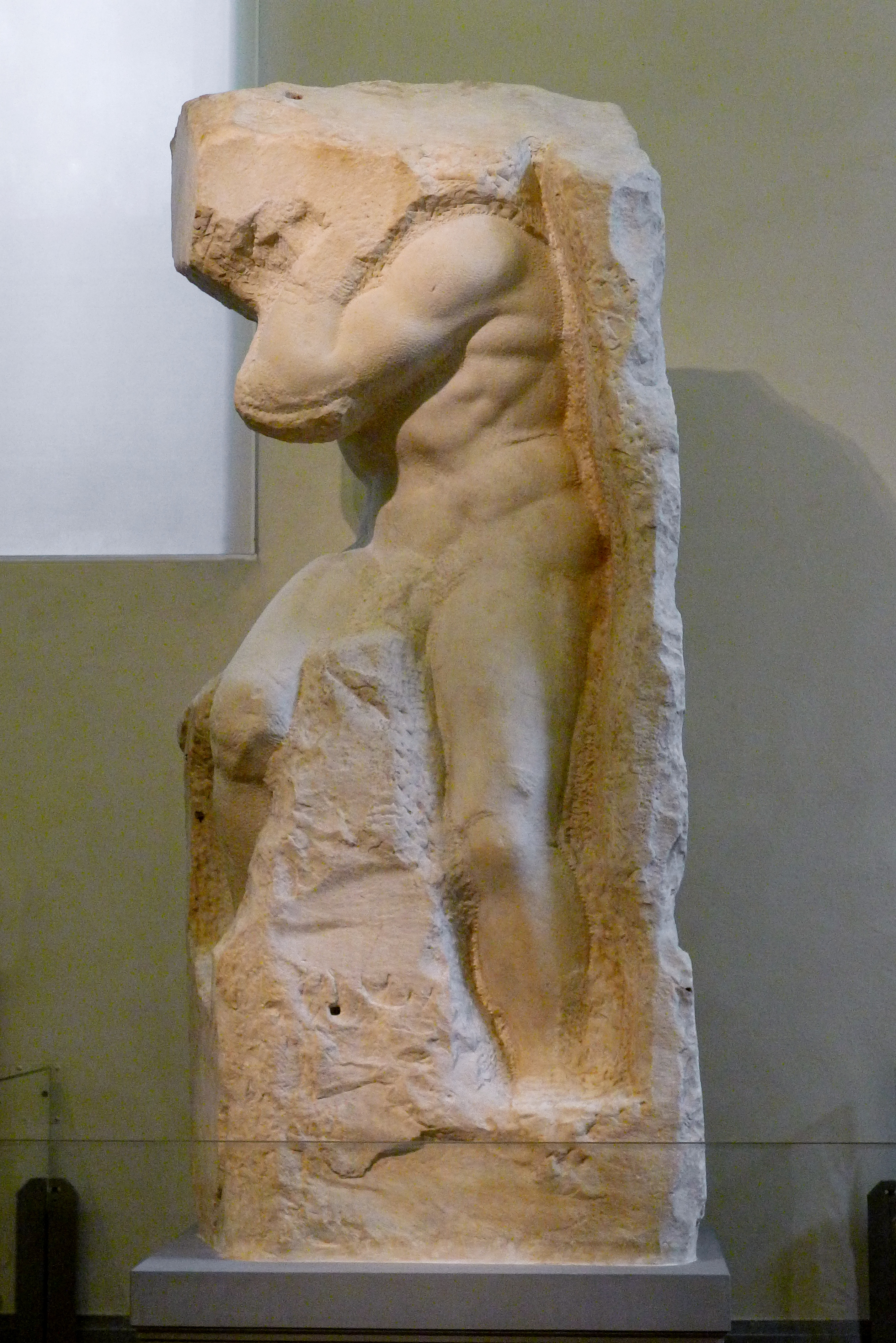
Sclavii de Michelangelo
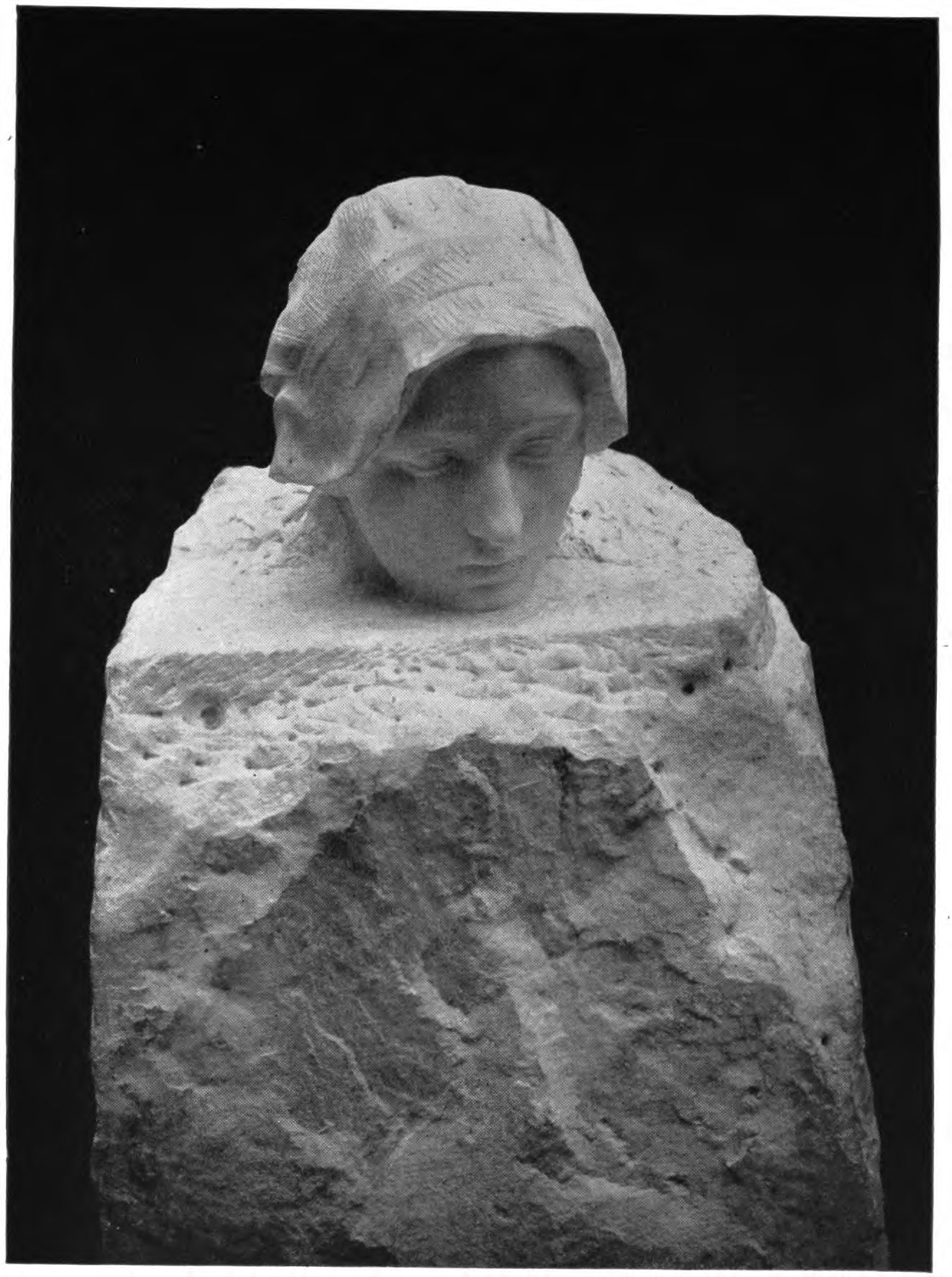
La Pensée de Rodin
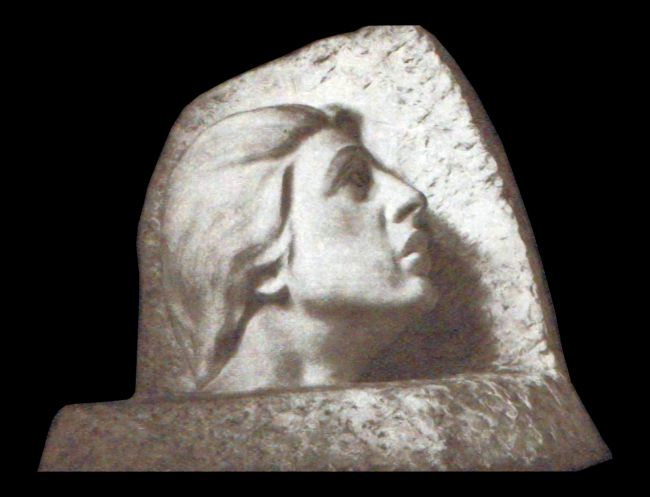
Durere (1917)
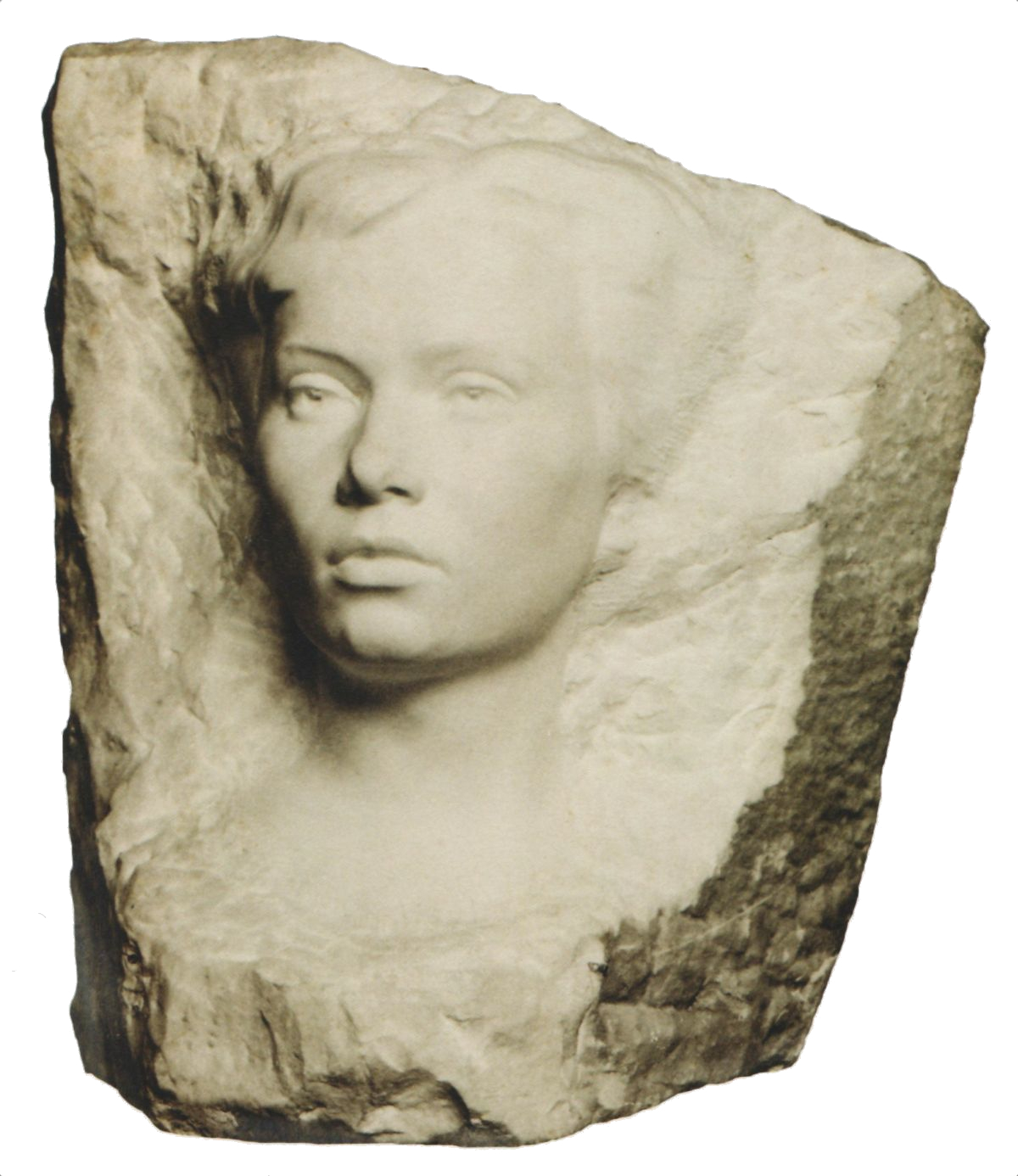
Cecilia Cuțescu-Storck (1909)
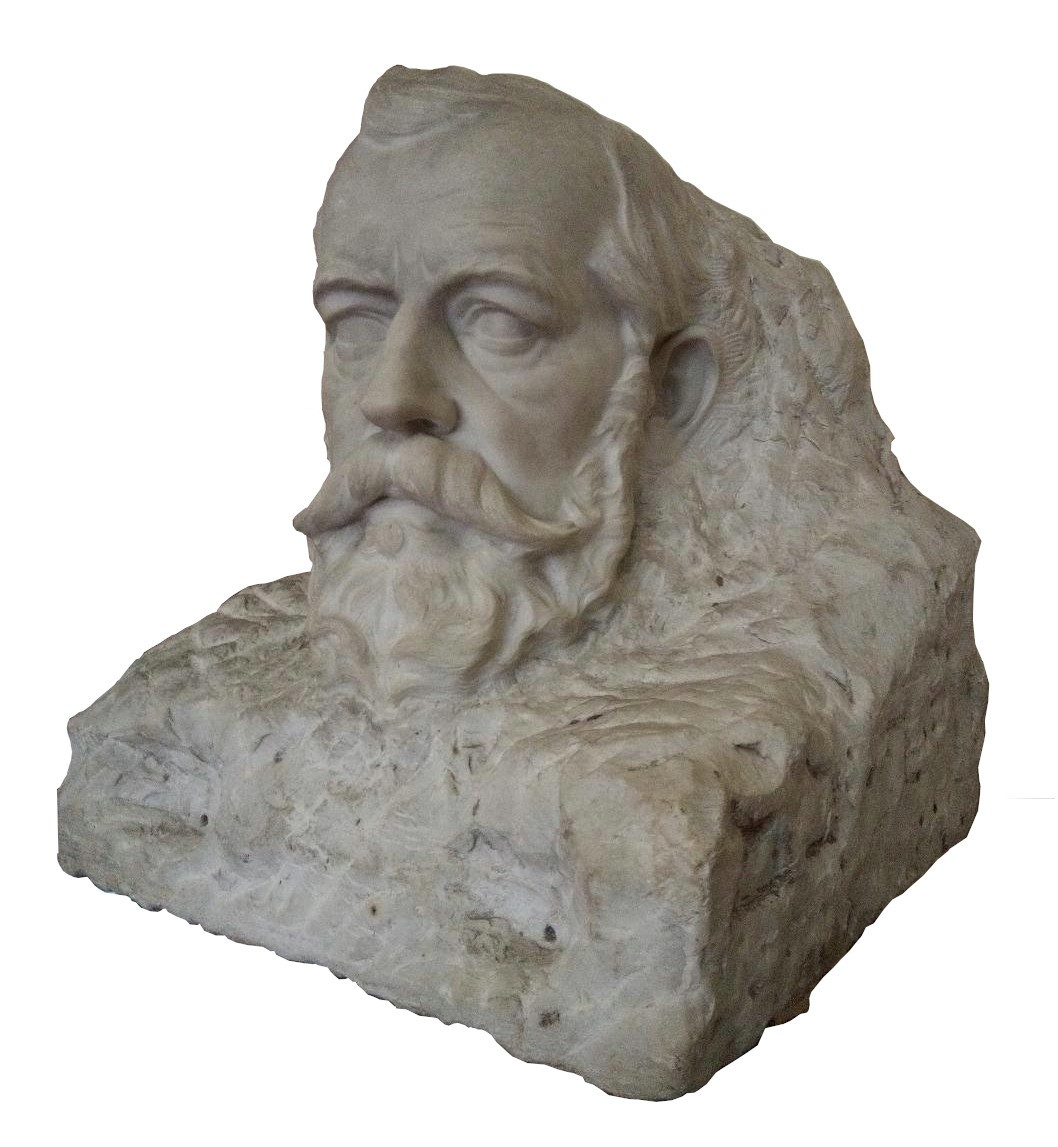
Karl Storck (1918)
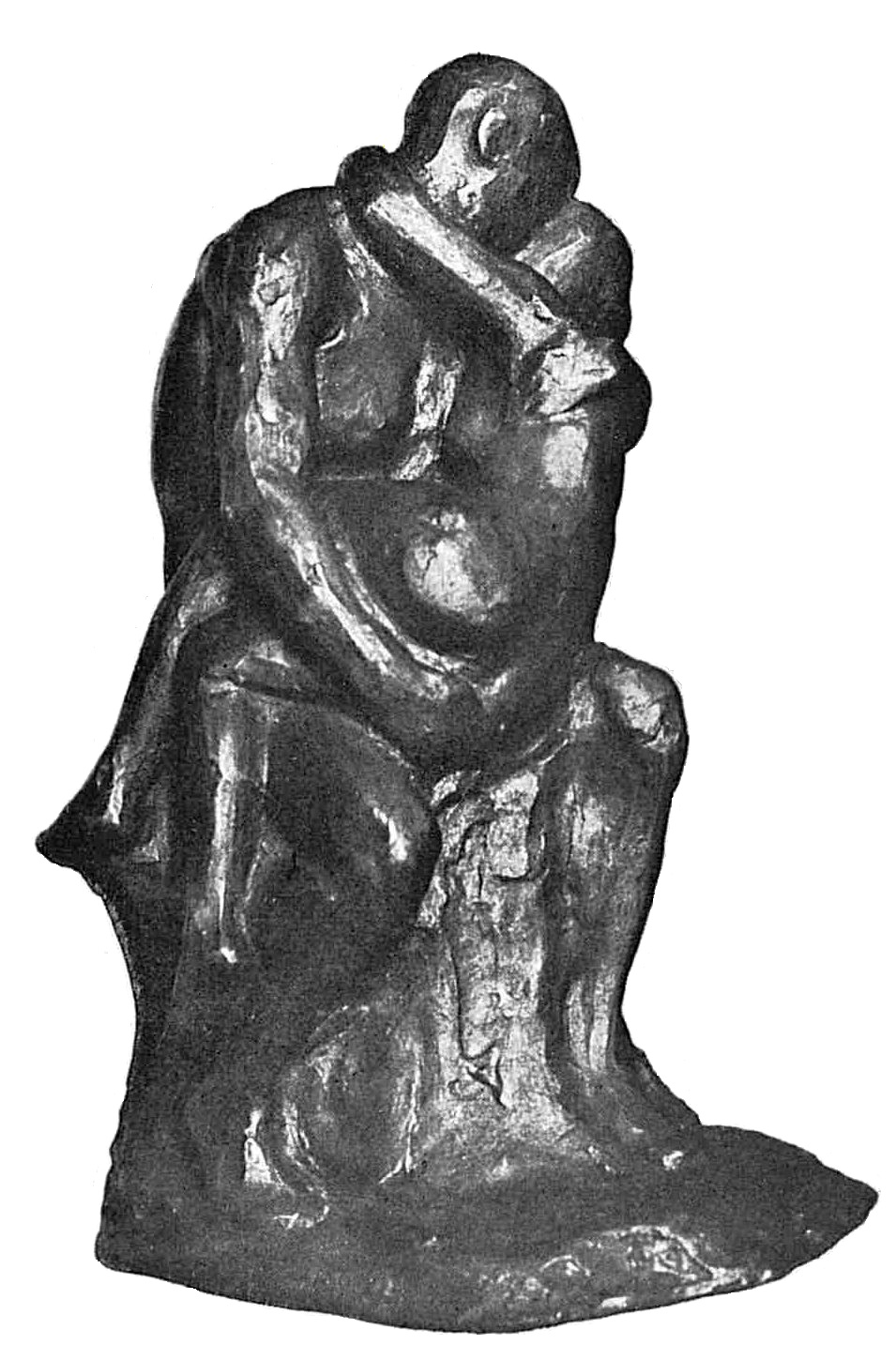
Iubire (1908-1909)
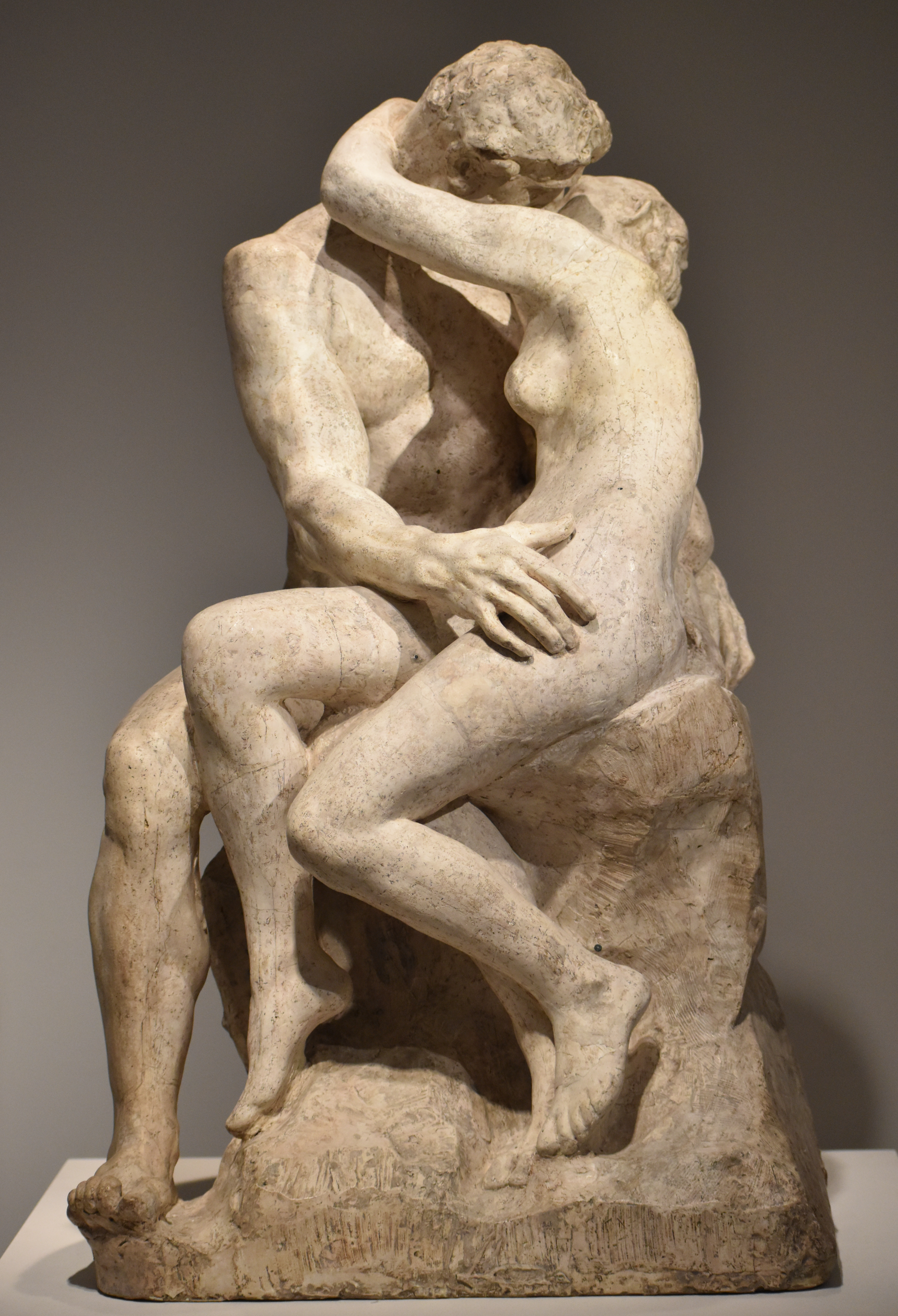
Sărutul de Rodin

George Oprescu a fost de părere că niciunul dintre contemporanii artistului nu-și putea da seama mai bine ca el de proprietățile și caracteristicile materialelor astfel încât, să se folosească cât mai bine, în avantajul creatorului, de textura suprafețelor și de calitățile materiei în reflecția luminii. Frederic Storck își tăia singur marmura și cu excepția lui Constantin Brâncuși, niciun sculptor român nu a mai obținut efecte tactile și optice mai evidente ca el. Exemple sunt nenumărate, ca sculpturile intitulate Pocăința, Durerea sau Căința, fără să se mai ia în calcul performanța în redarea epidermei pe care a reușit-o în Portretul Ceciliei Cuțescu-Storck. Pentru realizarea sculpturilor în bronz, Storck avea obiceiul să supravegheze întregul proces de turnare al bronzului, de la topire la debavurare și lustruire. Rezultatul se dovedea de fiecare dată un succes, astfel încât, patina obținută era de o asemenea calitate încât finețea suprafeței realizate era desăvârșită. Exemplu în acest sens este bustul țigăncii Alexandrina, care  poate sta oricând printre cele mai bune exemplare din Renaștere.

Influența lui Aristide Maillol în opera lui Frederic Storck
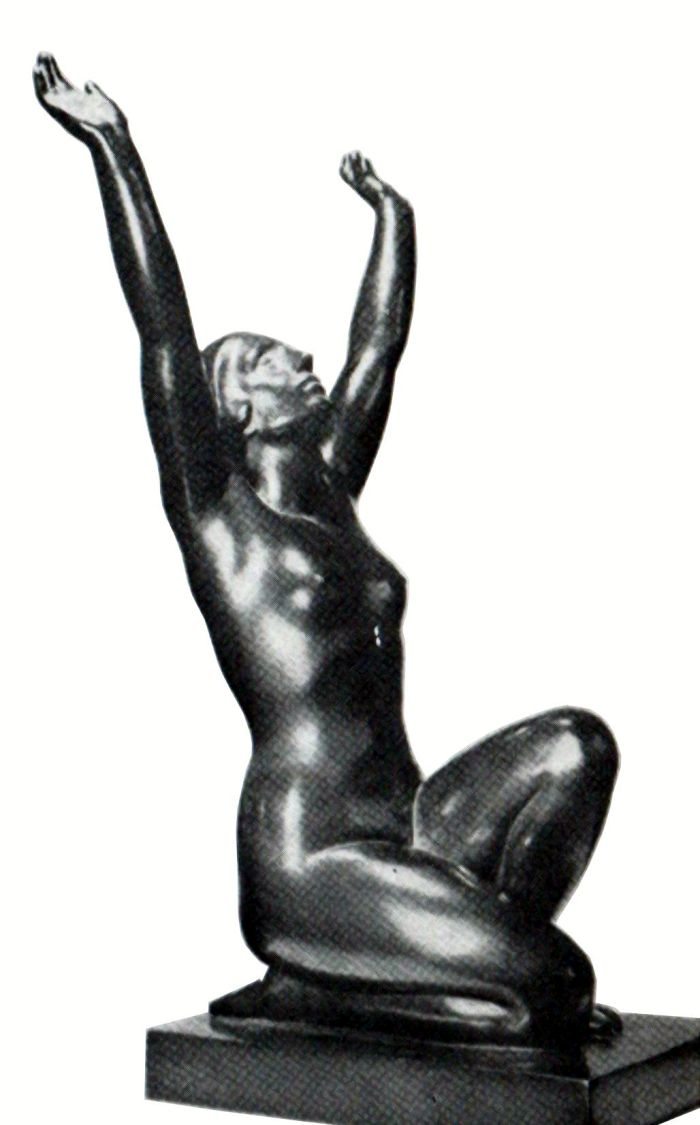
Spre infinit (1921)
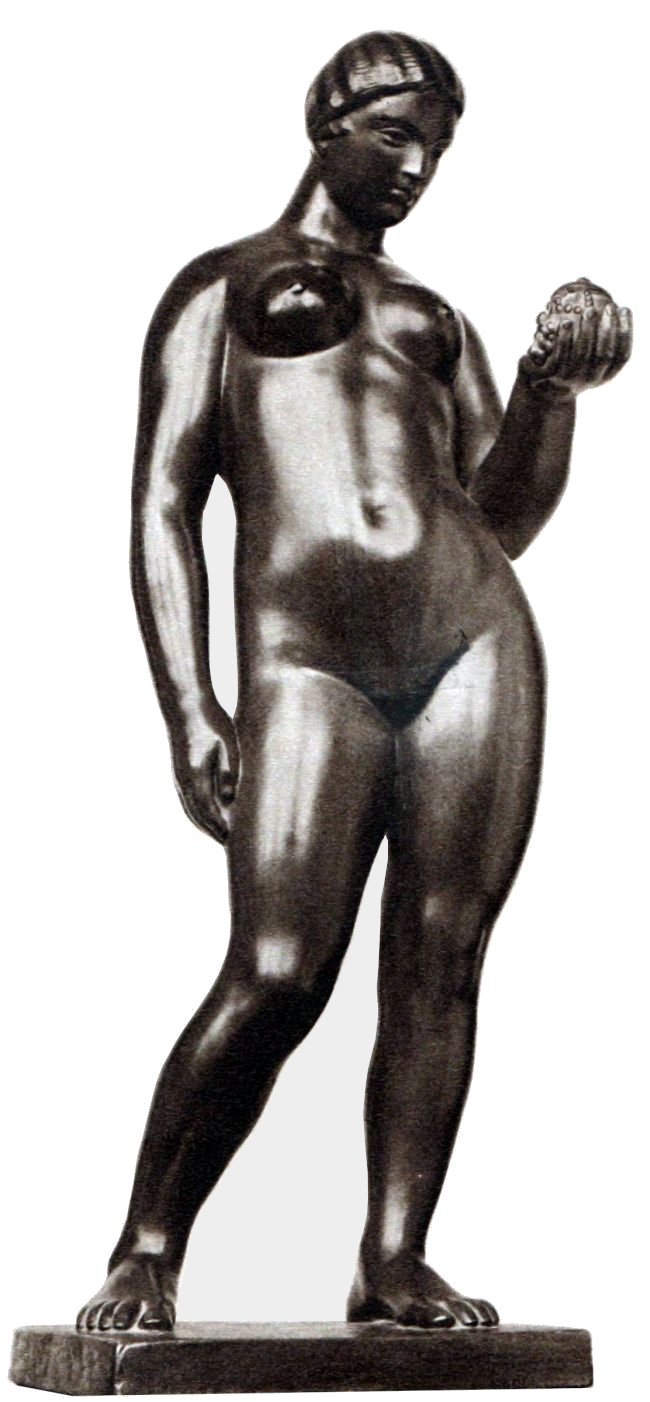
Femeia cu mărgăritare (1927)
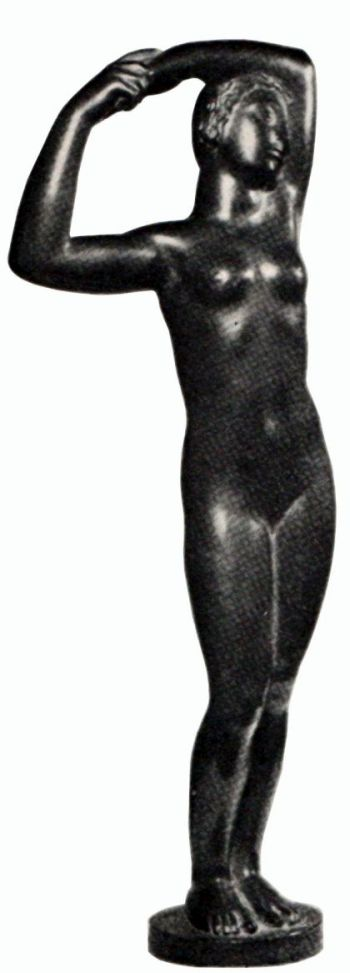
Adolescența (1926)
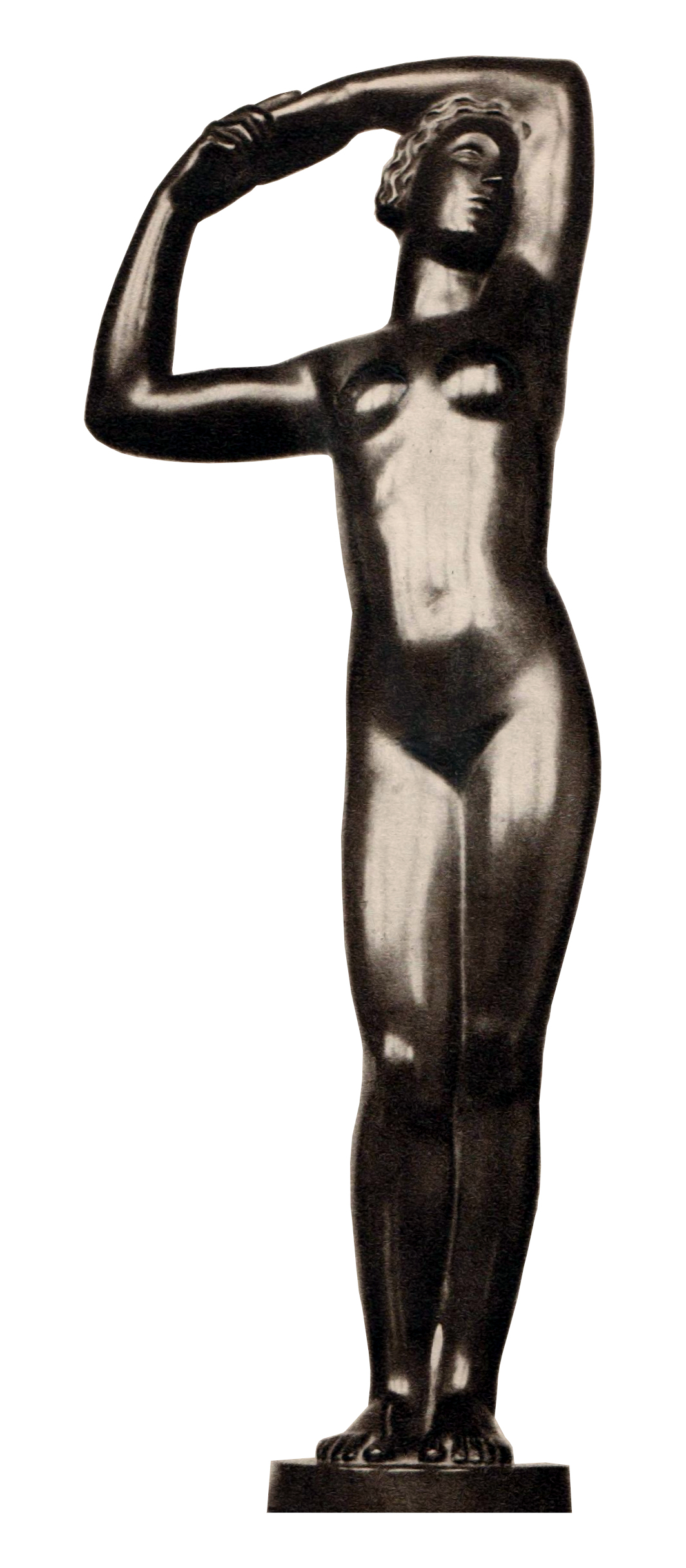
Adolescența
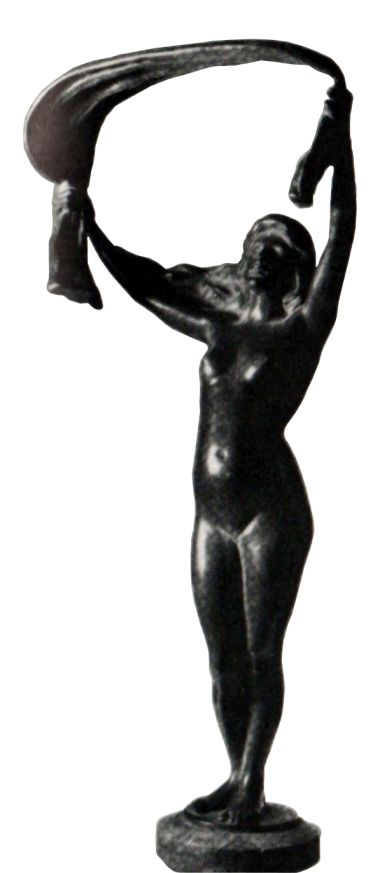
Aurora (1899)
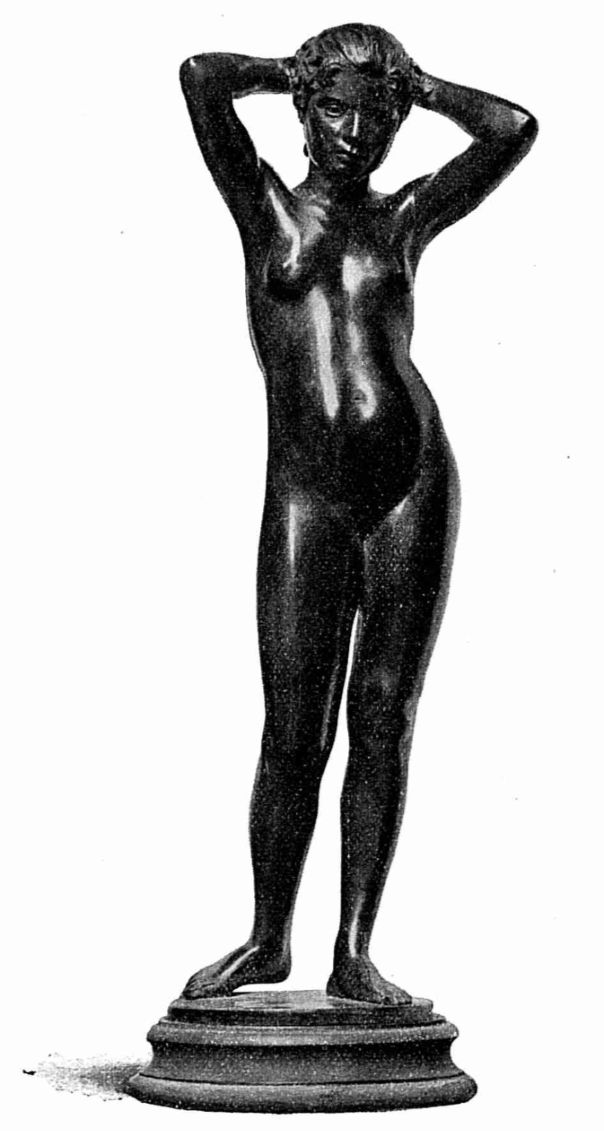
Eva (1899)
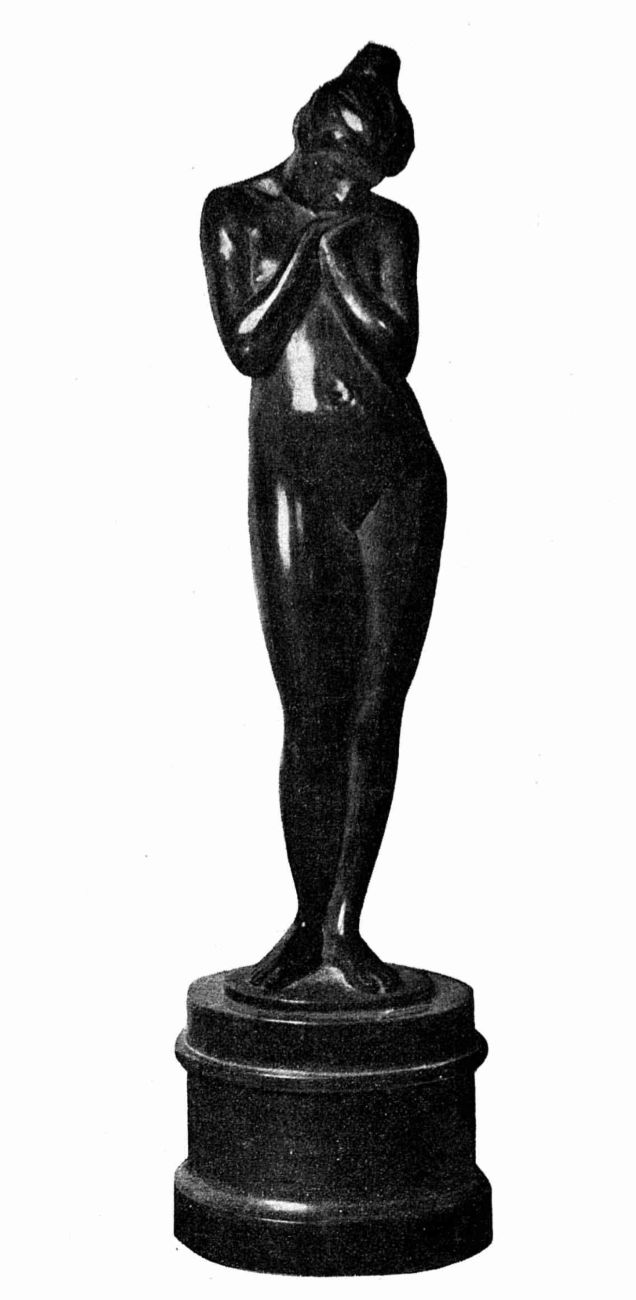
Castitate (1905)

În anul 1907 a realizat unul din primele sale autoportrete, cel care se află astăzi la Muzeul Storck fiind din gips patinat. După debutul de la expozițiile Tinerimii artistice, Frederic Storck și-a extins influența în lumea artistică prin funcția de profesor de desen și modelaj la Școala de Arte Frumoase. Cum catedra de modejal a fost dată lui Dimitrie Mirea, el s-a concentrat asupra desenului care căpătase o și mai mare însemnătate curiculară. Catedra pe care o conducea a devenit baza studiilor școlii și punctul de la care pleca crearea oricărei opere de artă. Analizând desenele care au rămas posterității de la sculptorul român s-a constat o preferință și o concepție artistică care l-a caracterizat în întreaga sa carieră. Frederic Storck a fost fără nicio îndoială un clasic, dar nu unul academic, deoarece academismul este o derivare decadentă a clasicismului.  Ori pentru Storck, precum și pentru orice adept al clasicismului, că se vorbește despre arta renanscentistă sau cea veche, o operă de artă își avea obârșia în contactul cu natura și observarea atentă a modelului viu. Adică ce avea valoare de adevăr pentru oamenii Renașterii sau pentru vechii greci, avea și pentru Storck.
Privind operele pe care le-a lăsat, se vede în spate, cu pregnanță, prezența modelului viu. Atunci când artistul a sculptat un nud, indiferent cât de mare, el a redat tremurul vieții cu stridențele ei, față de modelul ideal, și tocmai din acest motiv se vede cu claritate că Storck a ales natura reală care antamează și în final depășește canoanele fixe de atelier. În acest mod se explică armonia vizuală la sculpturile Pocăința, Căința sau Mutter Erde, unde cu toate că motivul arată un trup ghemuit, el își păstrează plinătatea formelor, proporția și în final anatomia. Întreaga atitudine simbolizează efectul sentimentului dominant care o constrânge la o maximă concentrare.

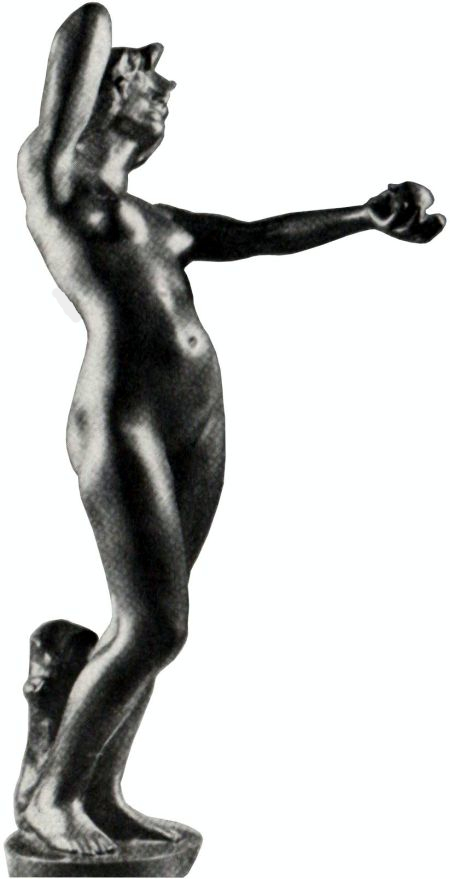
Pomona (1897)
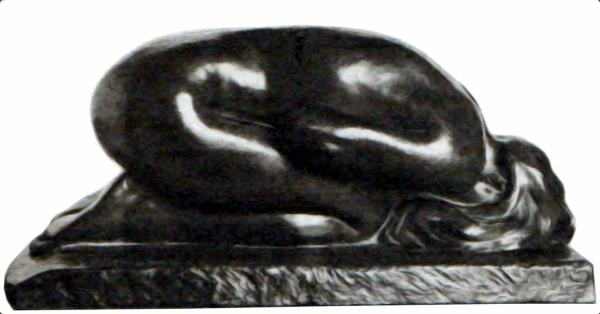
Pocăința (1931)
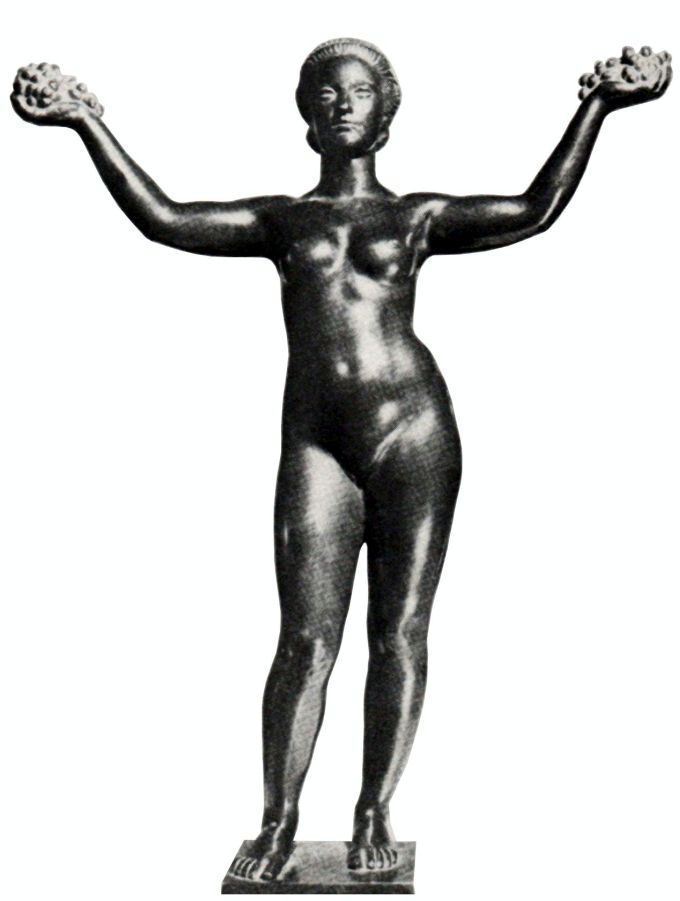
Abundența (1926)
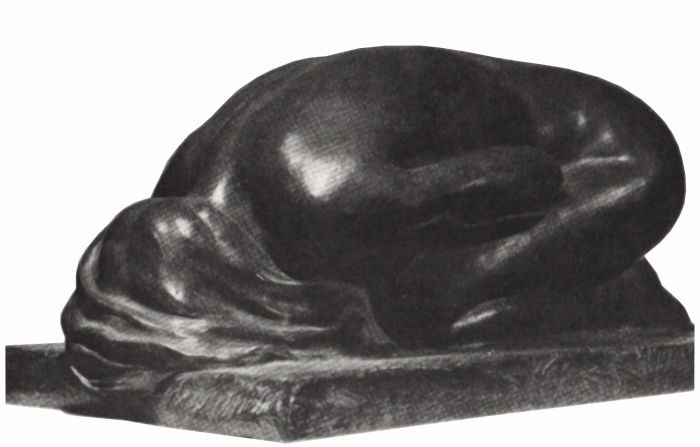
Pocăința
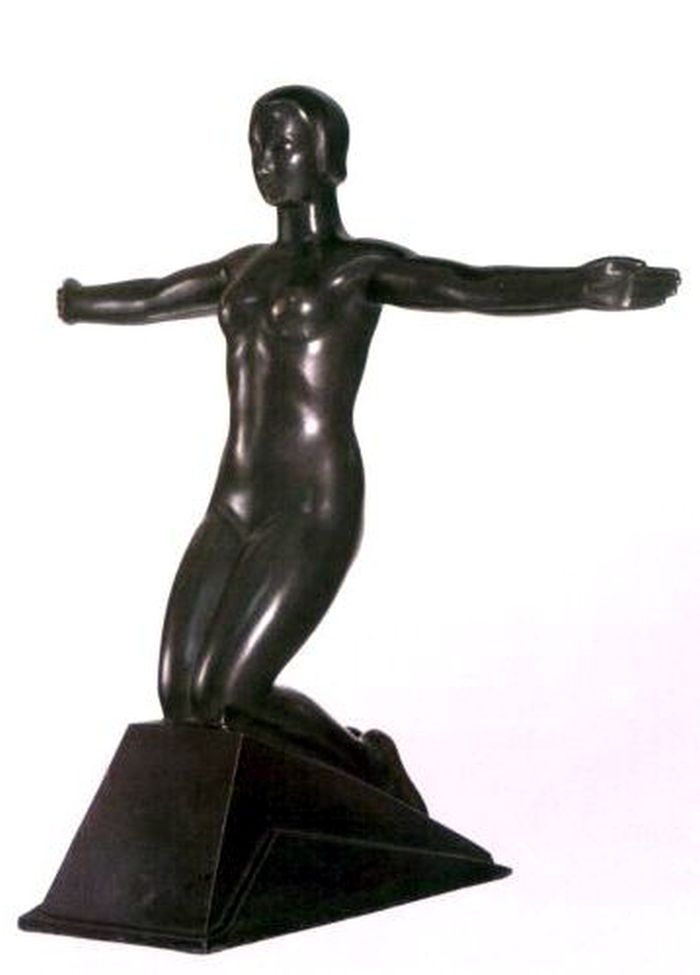
Bună dimineața (1926)
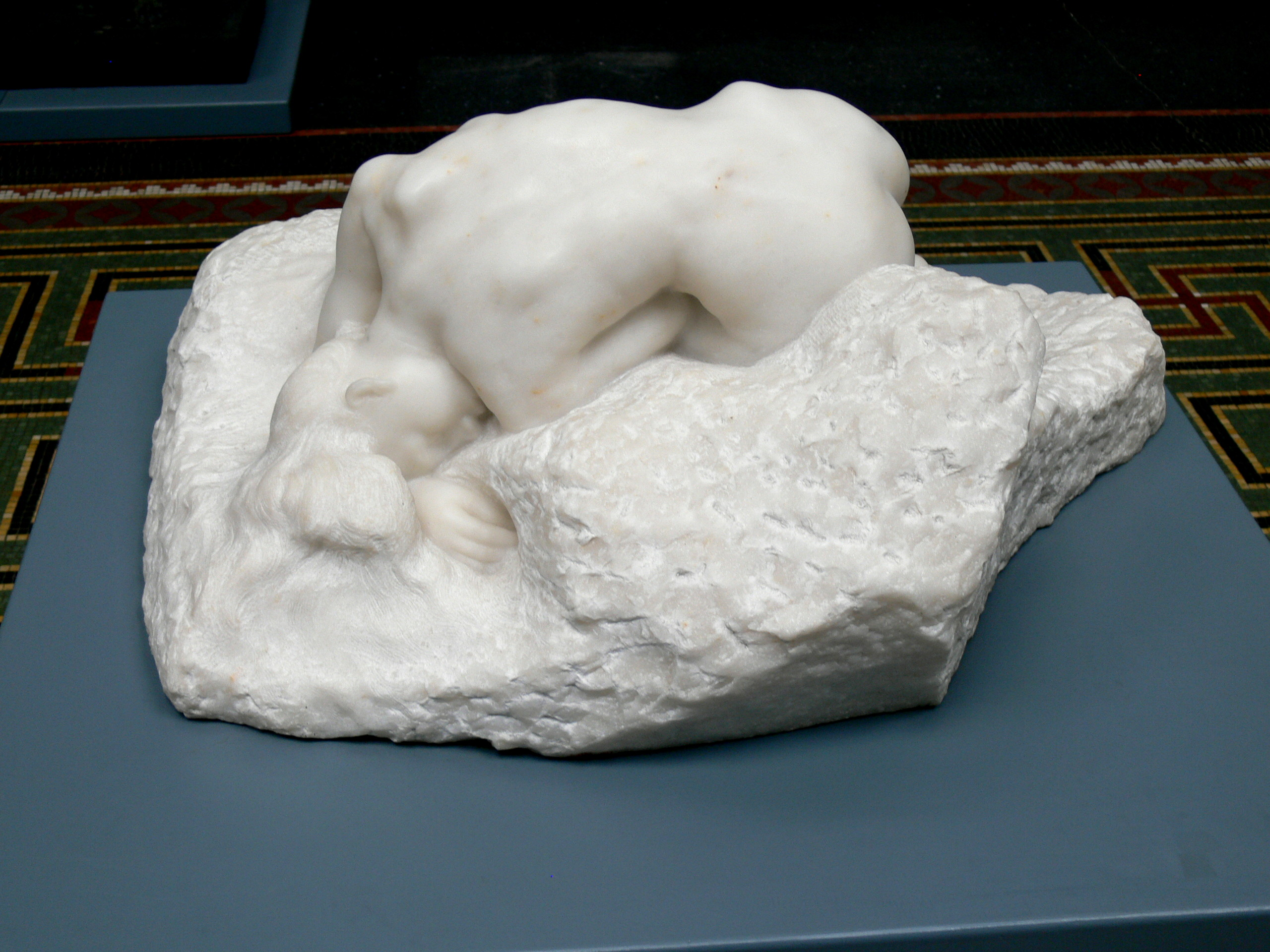
La Danaide - de Auguste Rodin

Criticul de artă Marin Mihalache a precizat că raporturile dintre elementele care compun o lucrare realizată de Storck, dau o notă de monumentalitate chiar și statuetelor de mici dimensiuni. În cazul acestora lumina se află în directă colaborare cu spațiul astfel încât, părțile convexe alternează cu cele concave, de tip clasic, într-un mod foarte abil. Multe din lucrările artistului român au elemente de compoziție proprii stilului Art Nouveau de la începutul secolului al XIX-lea. 

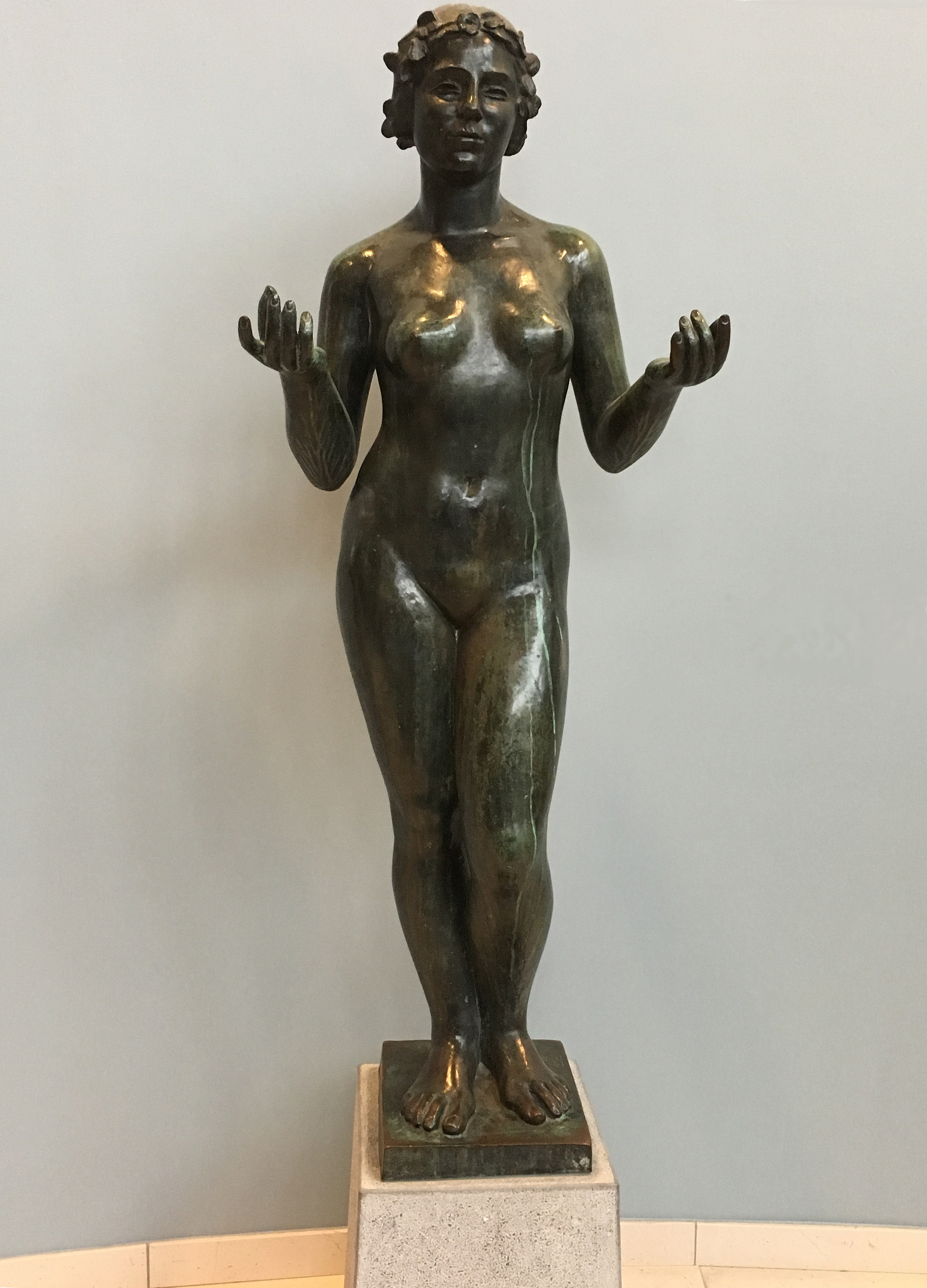
Nimfă - de Aristide Maillol

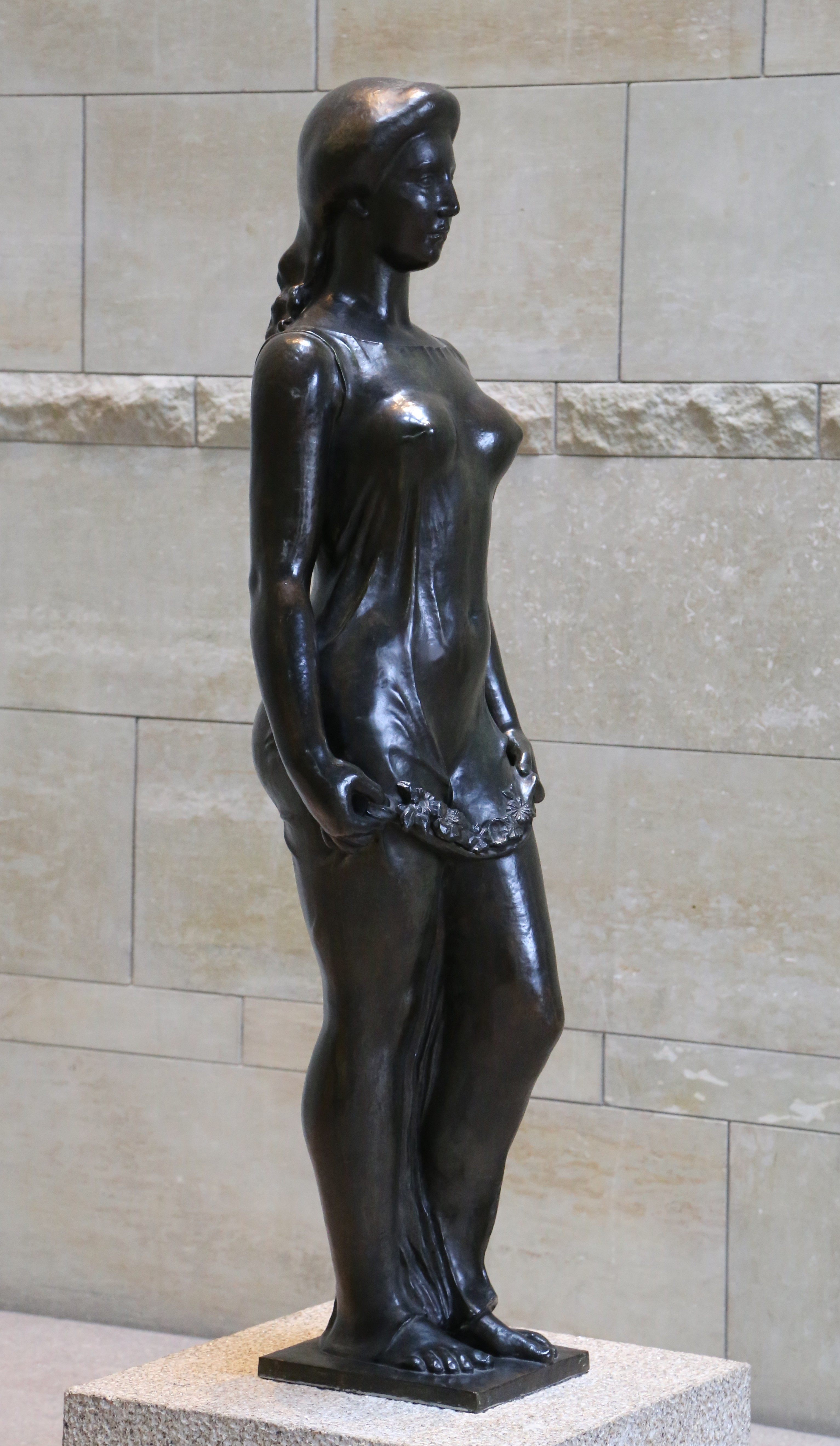
Flora - de Aristide Maillol

Relevant în argumentare este rondbosse-ul în piatră făcut în anul 1903 și intitulat Pocăința, cu variantele sale în bronz patinat sau marmură, motivul fiind un simbol tributar unei nuanțe secesioniste. Din plastica de mici dimensiuni se remarcă lucrarea Salomeea (există trei variante) realizată mai târziu în cariera artistului, în 1930. Aceasta are un rol decorativ fiind cizelată, ea constituind o filiație, deci o continuare a stilului secesionist după douăzeci și șapte de ani de la Pocăința. Contrar opiniilor lui George Oprescu, care a considerat-o ca un element distonant în opera lui Storck, Marin Mihalache a apreciat eleganța formei, alungirea gâtului, polizarea suprafețelor similar operelor lui Constantin Brâncuși. Criticul de artă a elogiat perfecțiunea formelor la micile statuete feminine, de abia ieșite din adolescență, conturate delicat, uneori cu forme pline, chiar generoase și de o plenitudine și robustețe a vieții, vezi Femeia cu mărgăritare (bijuterii/perle) ce-l amintesc pe Aristide Maillol.
Raoul Șorban i-a caracterizat întreaga activitate spunând că Frederic Storck „... a cercetat insistent natura, deslușind în ea legile echilibrului, ale ritmului, ale armoniei și contrastului, și a râvnit să confere materiei inerte viață, expresie și emoție. Înzestrat cu o fire receptivă, sensibilă, pătruns de pasiunea de a lucra, stăpân pe un meșteșug evoluat, nuanțat, apt să-l servească, el a înțeles sculptura ca una din modalitățile de reprezentare a tipurilor și caracterelor umane, a trăsăturilor definitorii, generalizatoare, a întruchipare a ideilor.”
Similar sculpturii Pocăința sunt și numeroasele busturi pe care le-a realizat, nu neapărat cele comandate în mod oficial, ci mai ales cele pe care el le-a ales ca motiv. În acestea se vede că a fost interesat de echilibrarea puterii lor de expresie cu trăsăturile caracteristice ale personajelor. Așa sunt capetele de țigănci și mai ales excepționalul portret al Alexandrinei. Mai sunt și cele unde temperamentul, vârsta, talentul sau voința personajului și-au pus amprenta, relevant în acest sens fiind bustul lui Alexandru Macedonski și cel al lui Castaldi.

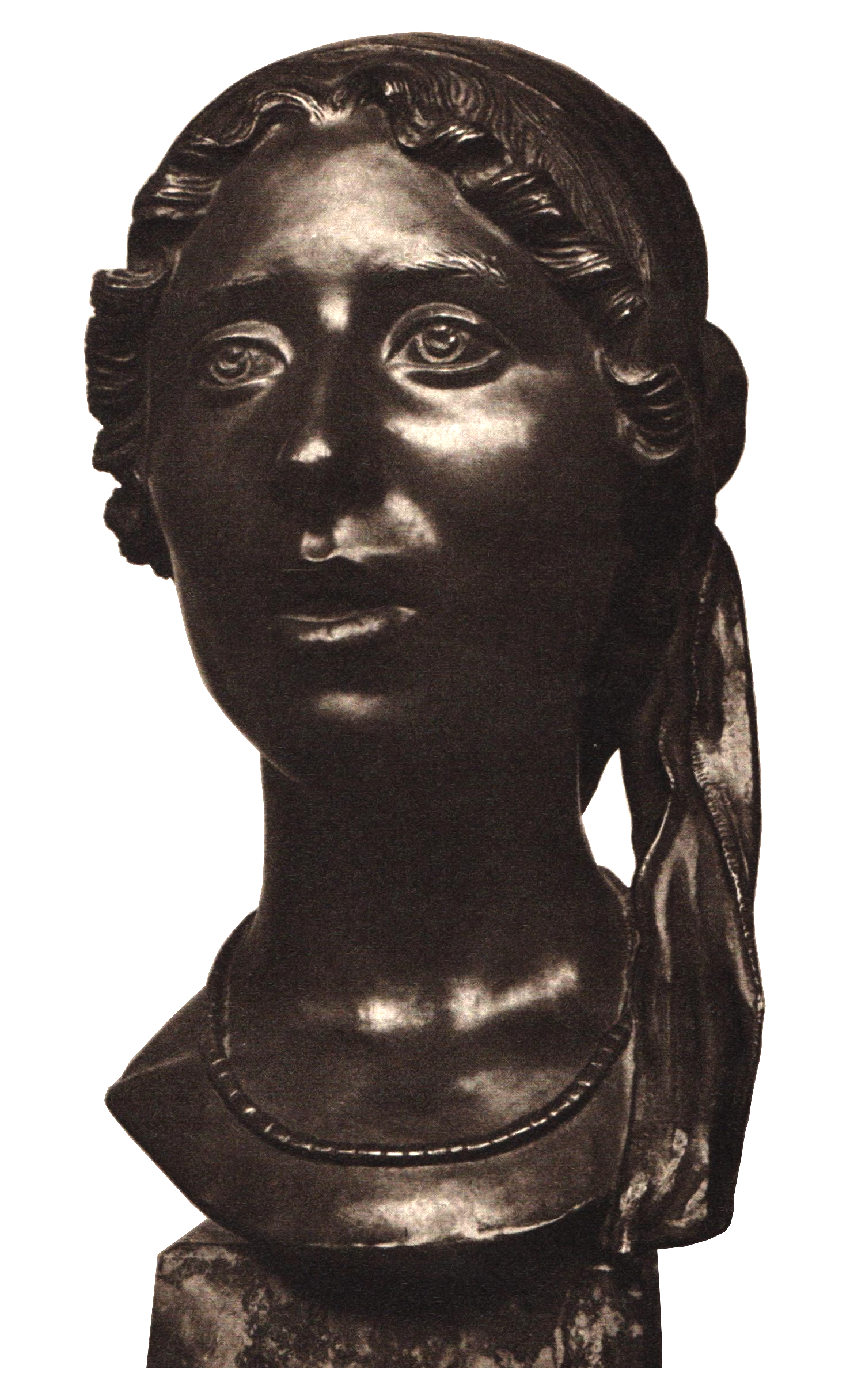
Alexandrina (1902)
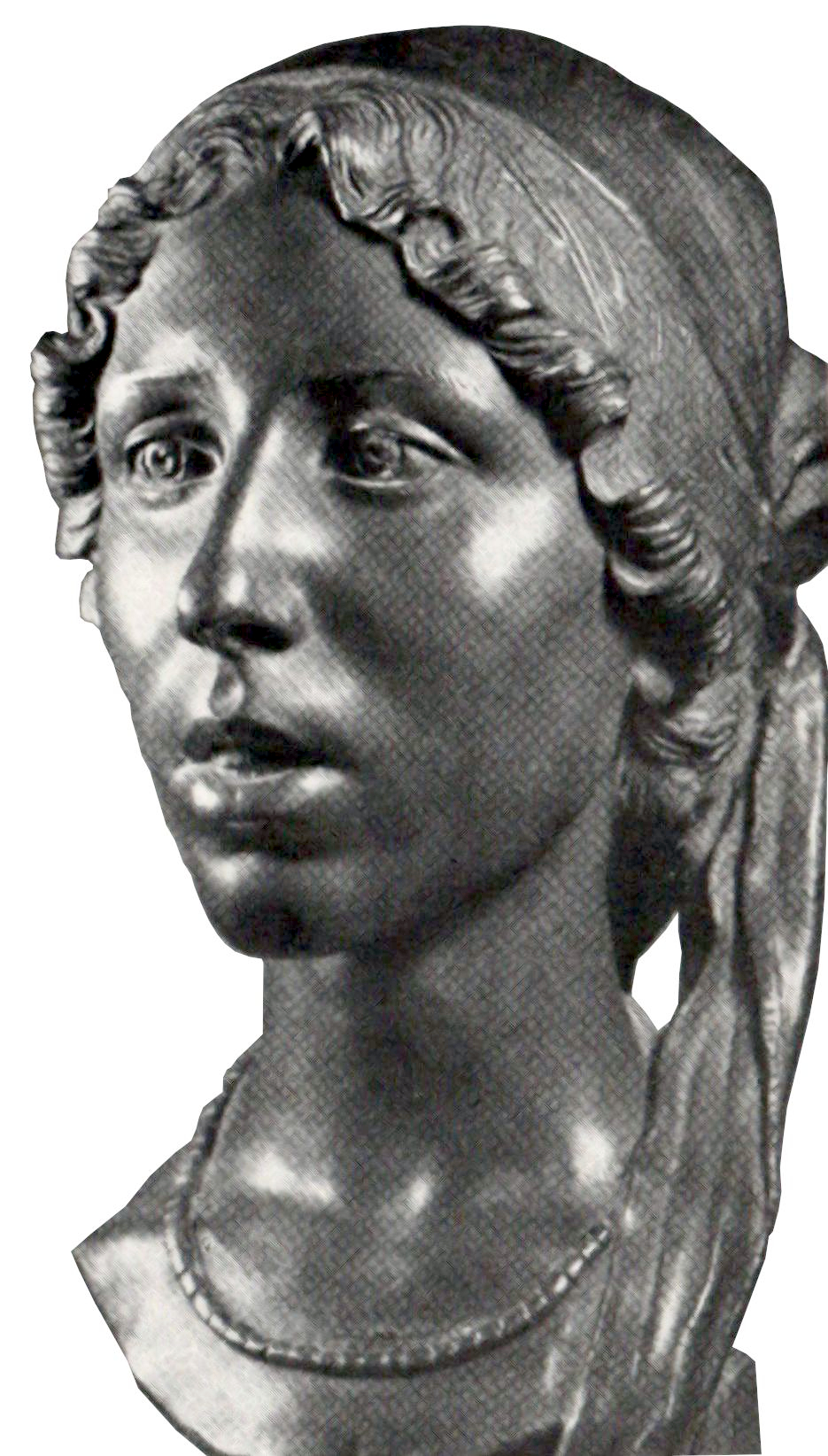
Alexandrina (1902)
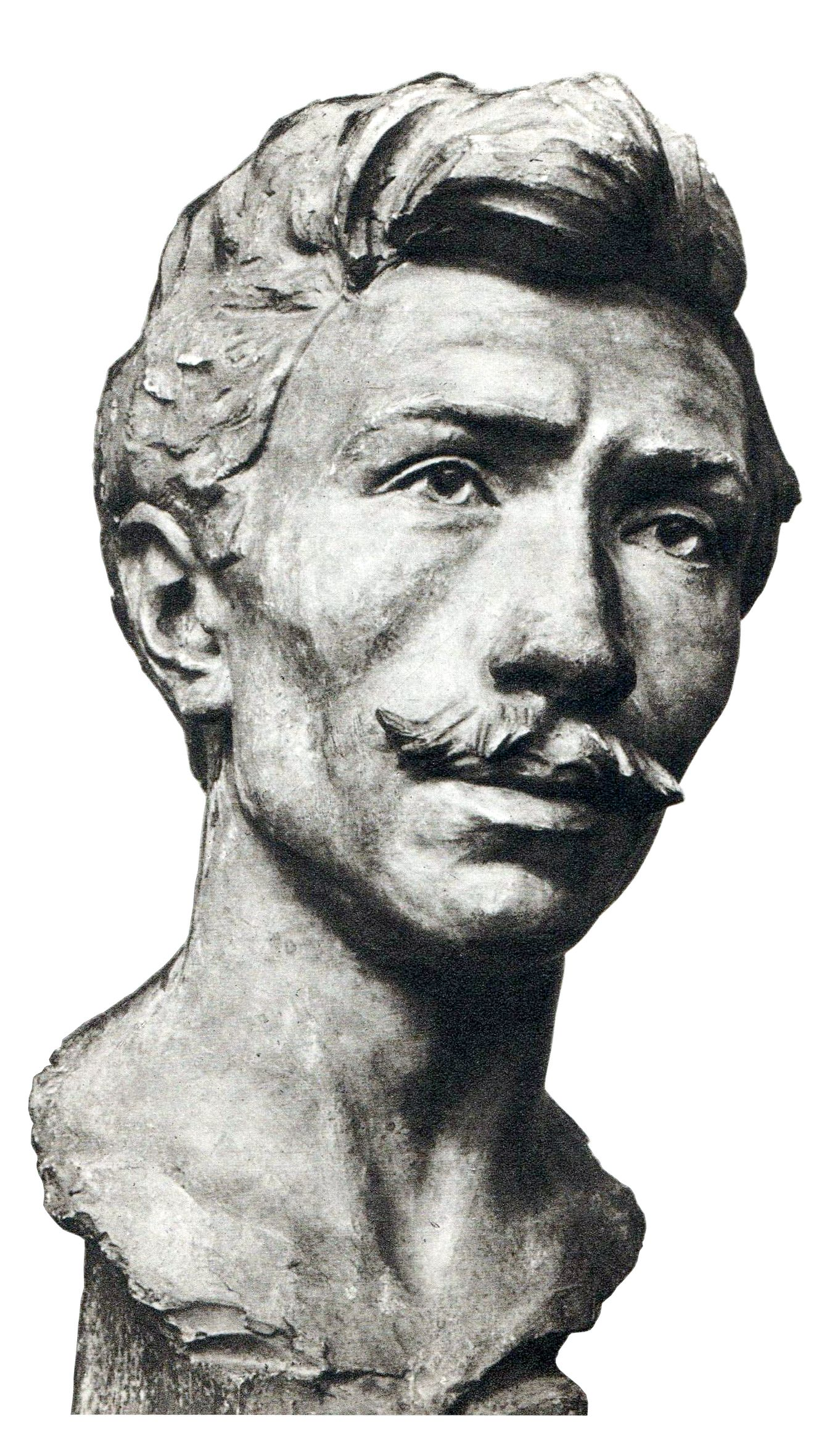
Alfonso Castaldi (1903)
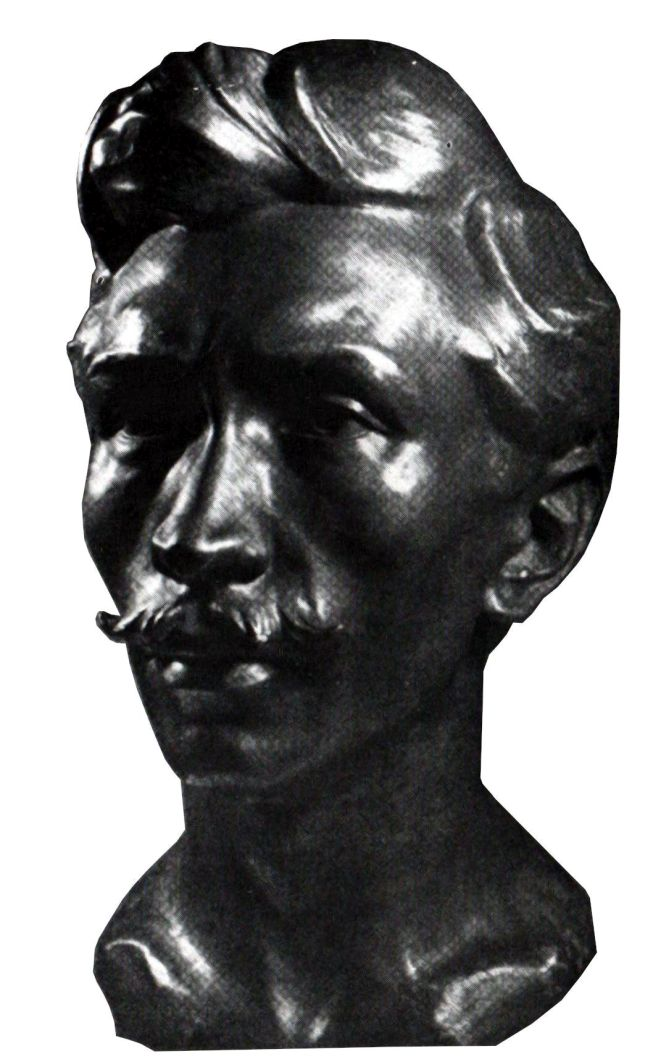
Alfonso Castaldi (1903)
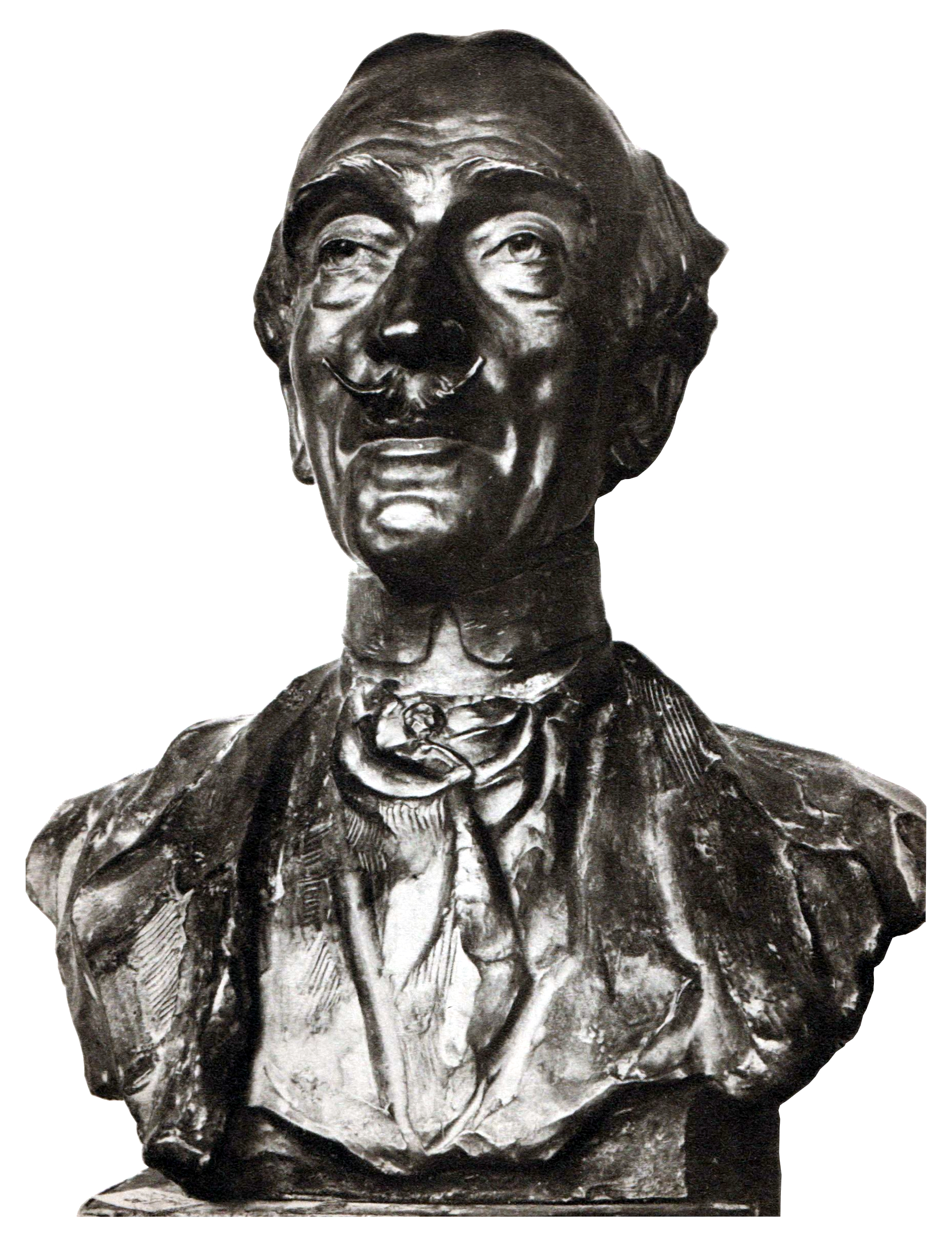
Alexandru Macedonski (1917)
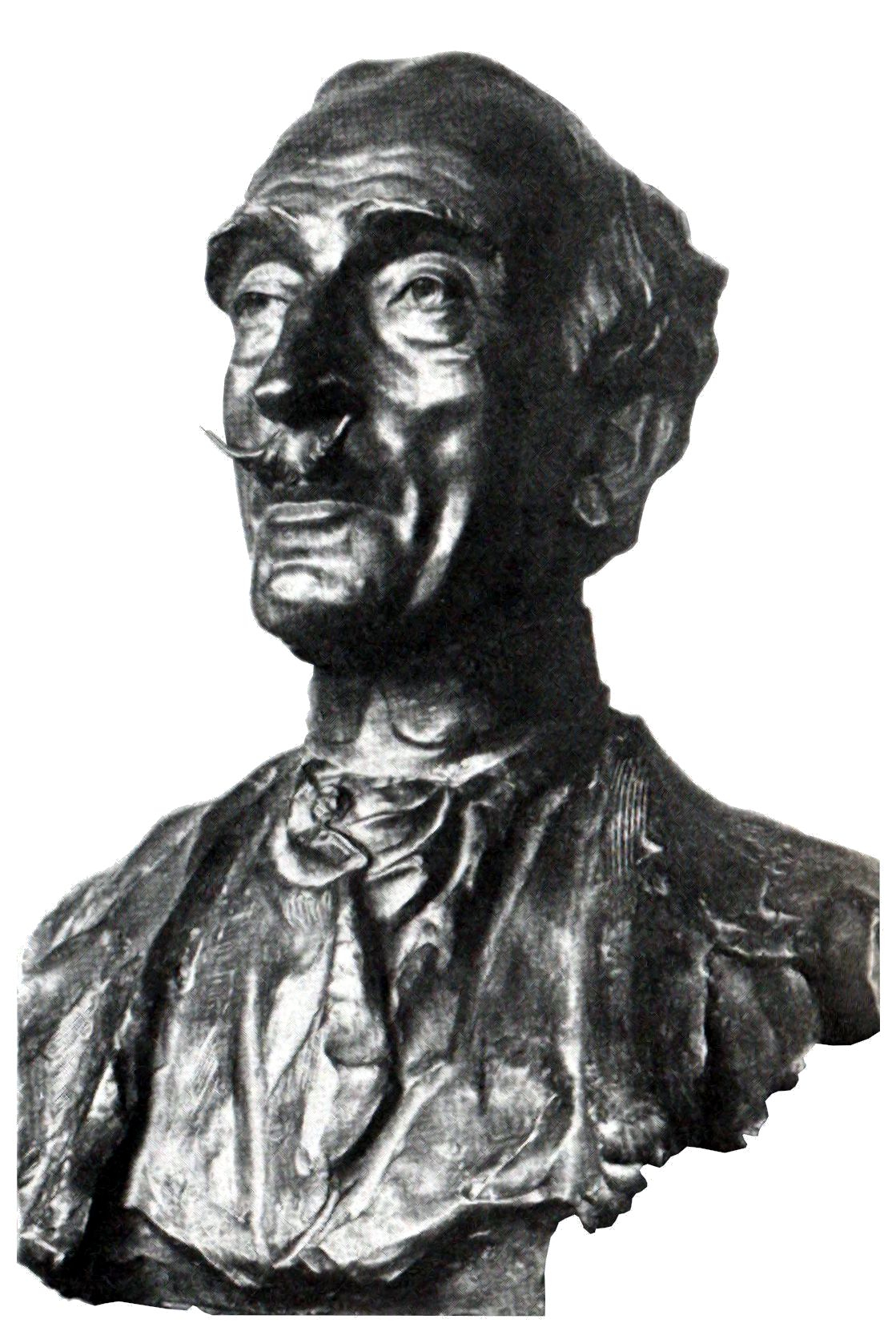
Alexandru Macedonski

Cel mai bine se poate observa înțelegerea pe care a avut-o artistul pentru calitățile materialului pe care l-a folosit pentru realizarea unei lucrări, în bustul portret al lui Alexandru Macedonski. Storck a intuit perfect caracterul personajului, firea lui neliniștită, spiritul polemic și aerul țanțoș pe care-l etala. George Oprescu  i-a adus mari elogii acestui portret și a arătat că în 1917, anul în care Storc realiza lucrarea, Macedonski nu mai era un om tânăr, ba chiar trecuse de maturitate. Din acest motiv, mușchii feței și-au pierdut fermitatea, ochii își pierduseră strălucirea, erau puțin obosiți, pe jumătatea închiși. Gulerul are o formă neobișnuită, mai trebuia puțin și se ajungea la caricatură. Oprescu a caracterizat opera după cum urmează:
„... Storck a știut să se mențină în limite veridice, să dea o atât de mare acuitate observației și preciziei desenului, nu știu ce aer triumfător în ținuta capului, cu toate semnele evidente de decădere fizică, încât ceea ce ne-ar fi făcut să surâdem tratat de un altul, ne satisface deplin, ca orice soluție elegantă a unei probleme dificile.”
Chiar Macedonski în persoană a spus că „... Acest bust este o minune, și mai sus nu se poate merge. Semănarea lui e perfectă. În el trăiesc cu o viață sufletească intensă, pe care Dumneata ai știut-o s-o deprinzi din trăsăturile mele. Iată-mă nemuritor, dacă nu prin altceva, cel puțin prin bustul Dumitale...”

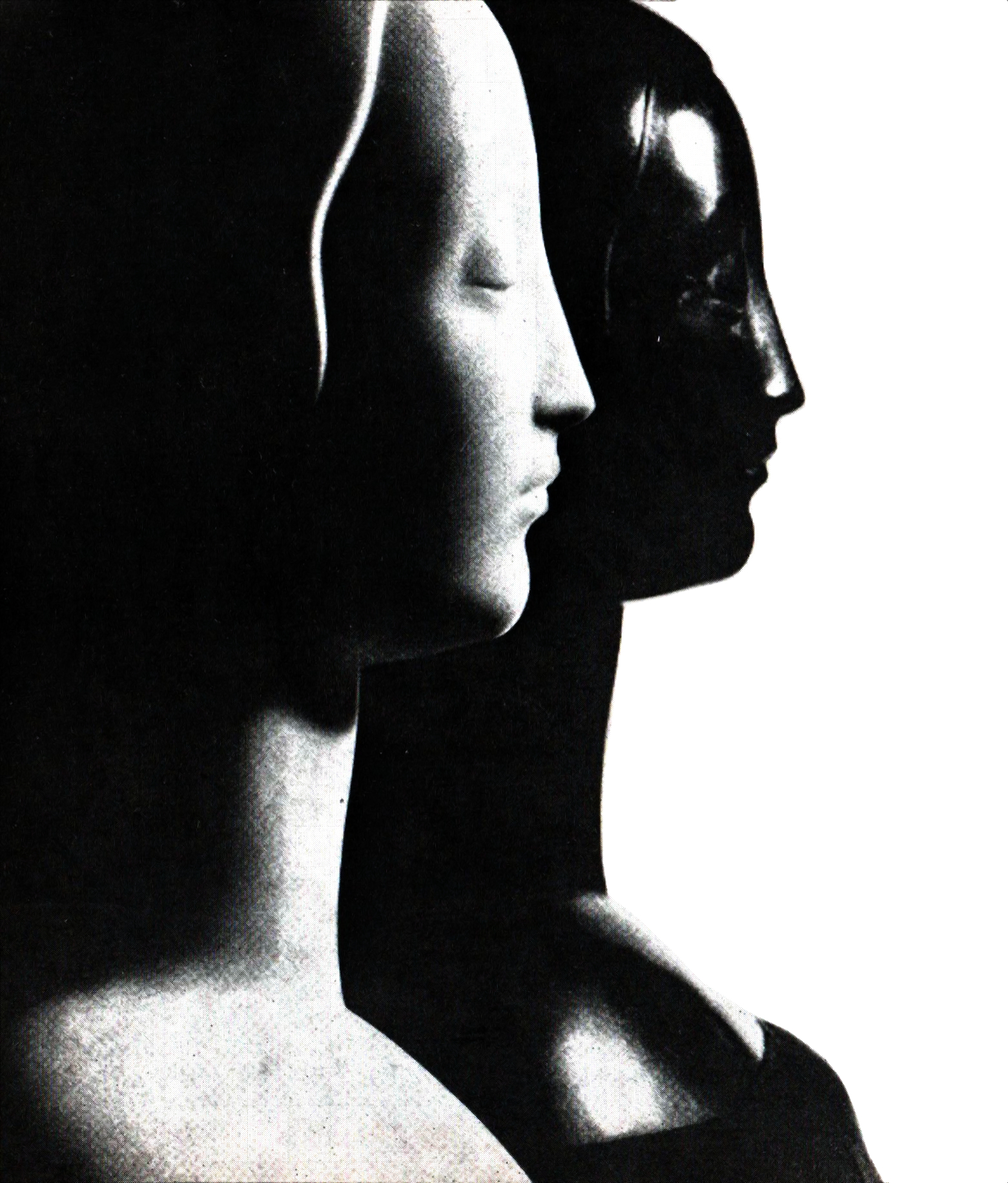
Madonele (1925)
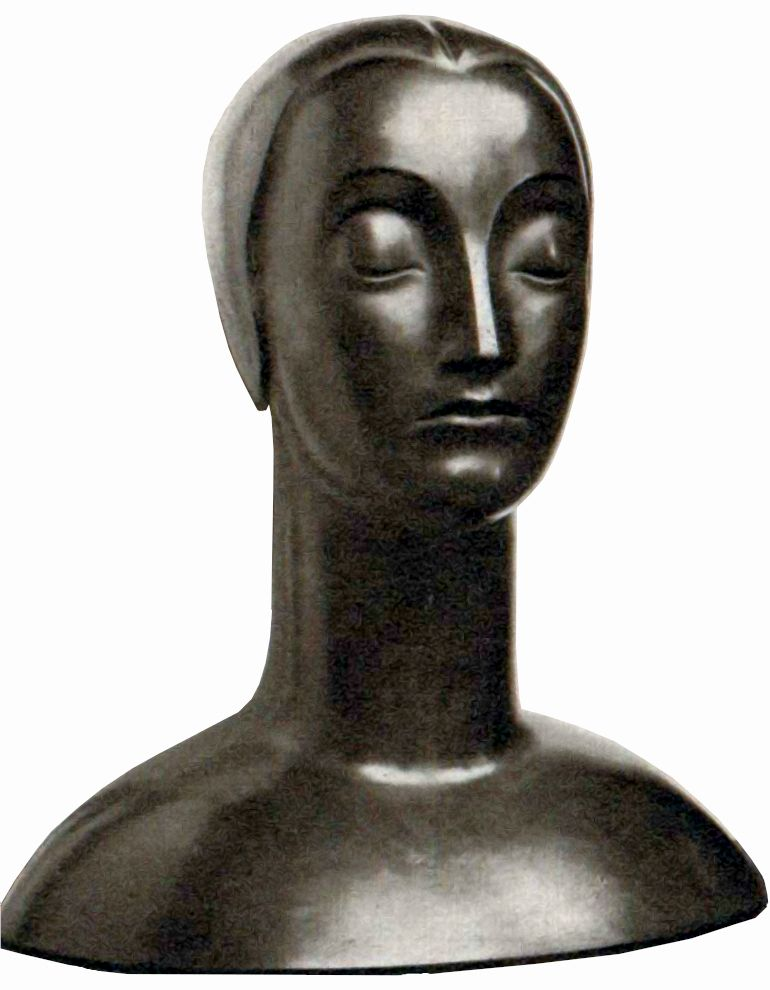
(bronz)
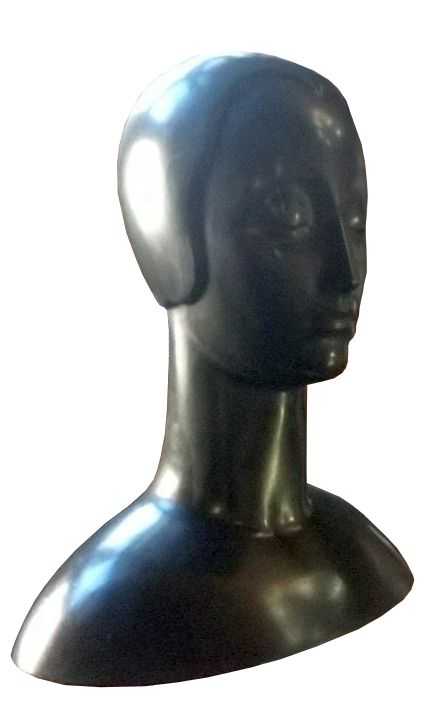
(bronz)
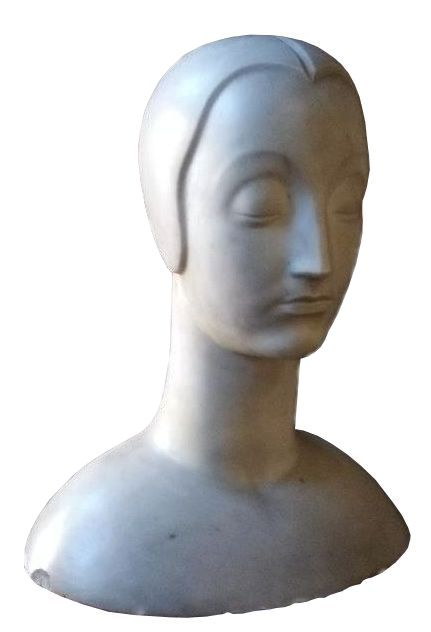
(marmură)
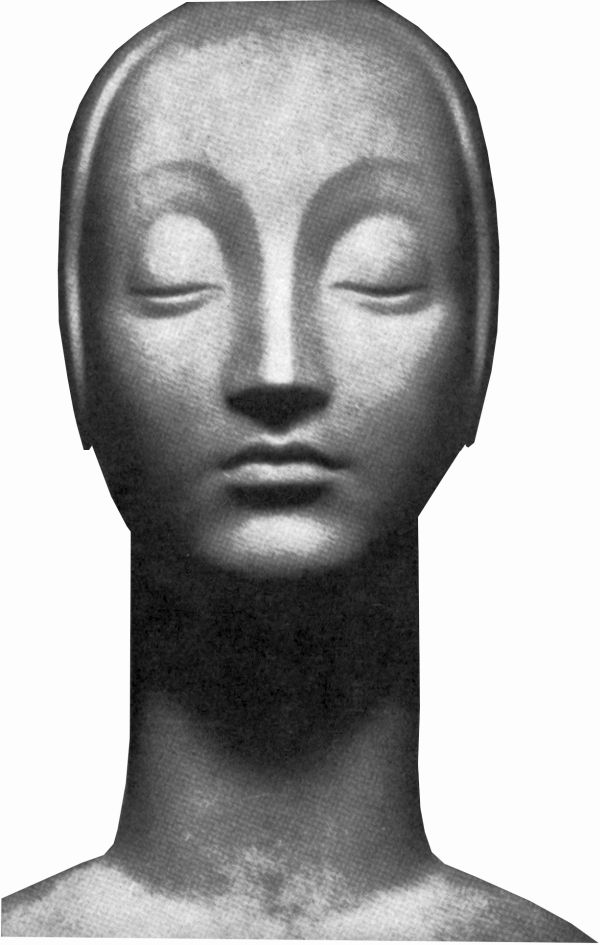
(marmură)
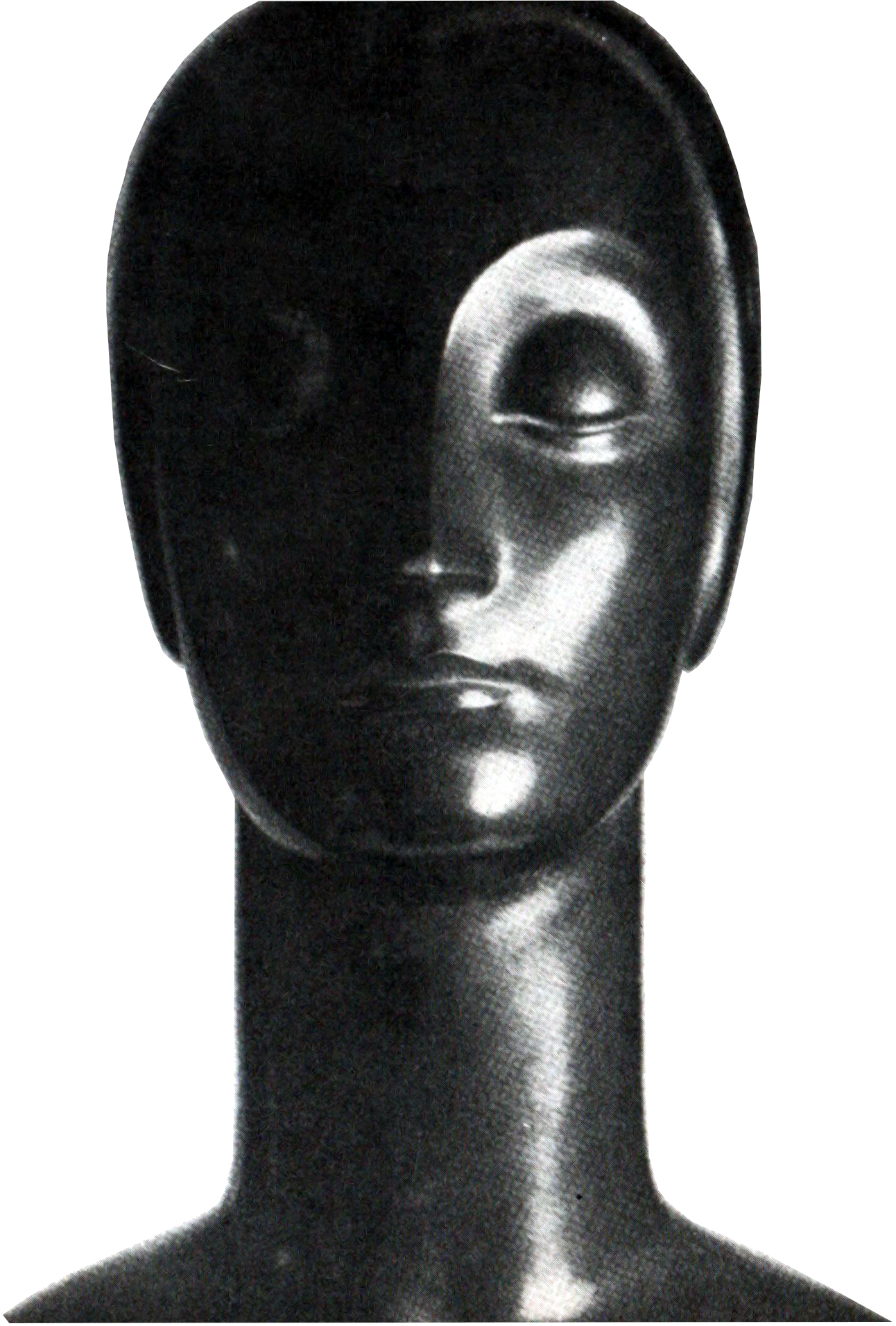
(bronz)
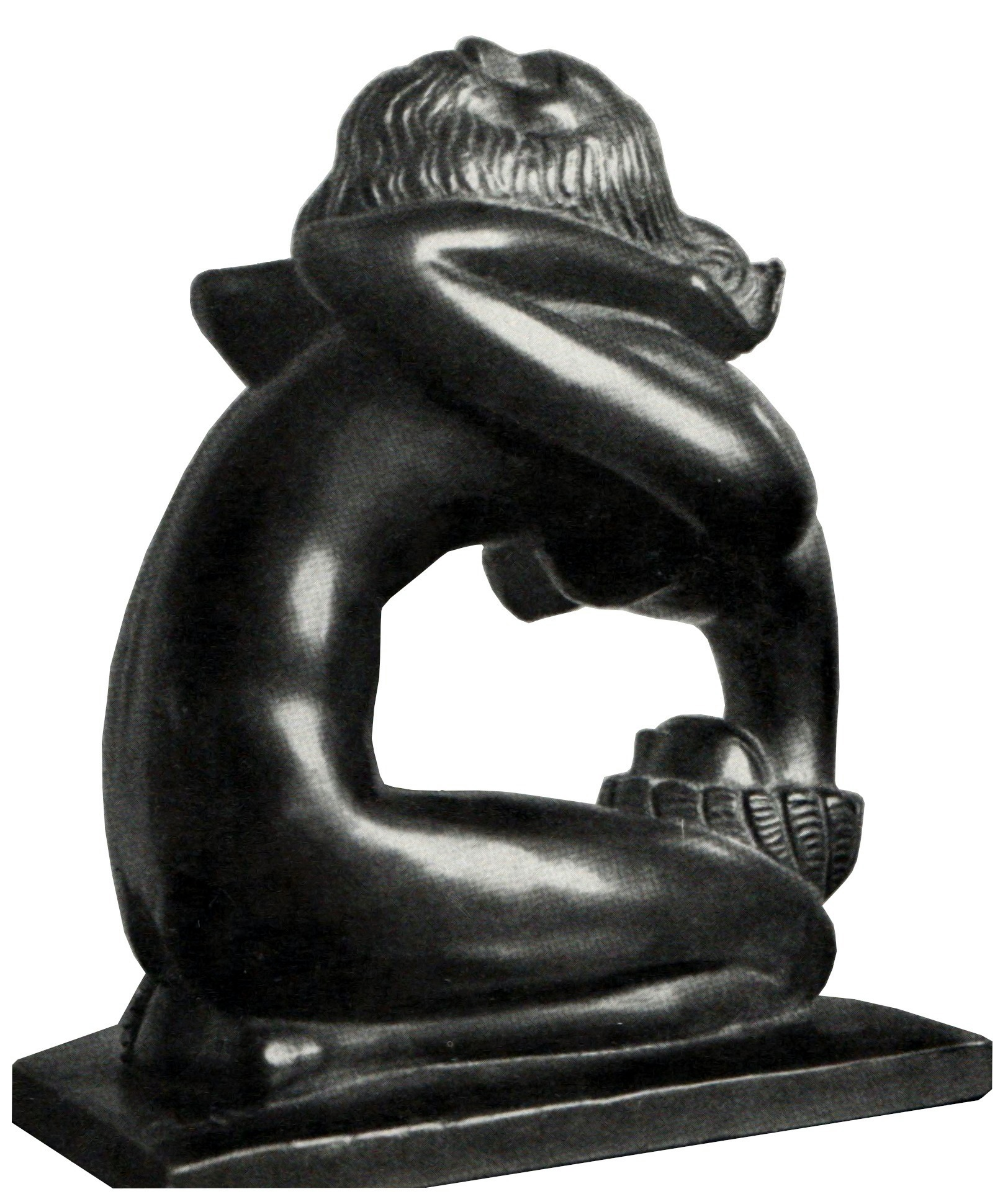
Salomeea (1931)
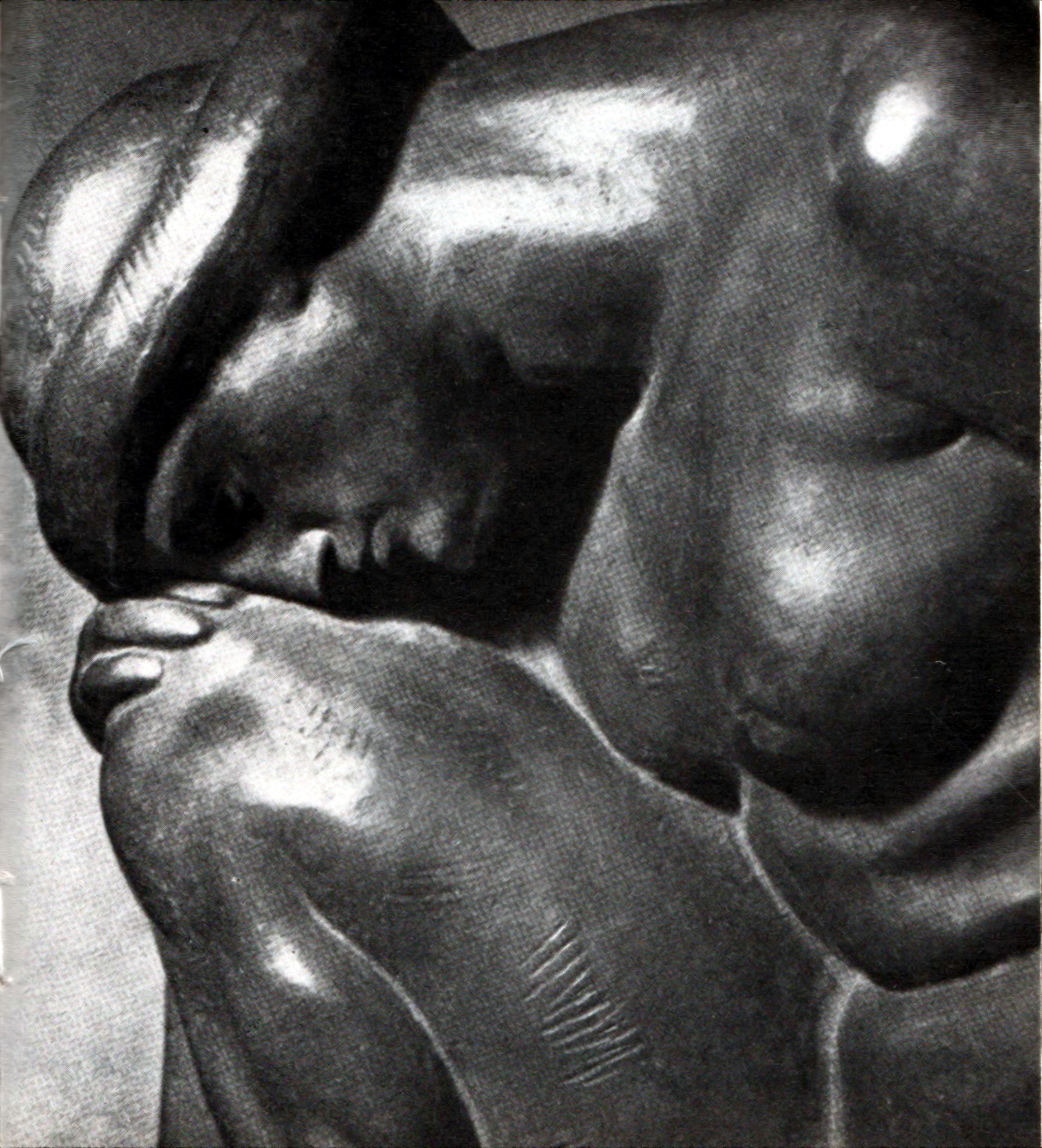
Reverie (Căința) (1922)

Primele comenzi pe care le-a primit după sosirea sa de la studii în România au fost busturi, unele din ele având caracteristici monumentale, așa cum au fost cel al lui Ion Eliade Rădulescu din Târgoviște sau cel al lui Spiru Haret din București. Printre lucrările oficiale pe care le-a primit, Frederic a realizat și capetele lui Moș Florea și Moș Costache, dar și o statuetă a unuia dintre ei în picioare. Motivul l-a interesat în mod deosebit pe artist deoarece a executat două capete pentru fiecare, unul în piatră și unul în bronz. Preocupările cu privire la proprietățile materialelor folosite în sculptură se pot vedea în cele două Capete de femeie (Madonele). Ambele sculpturi sunt expuse astăzi la Muzeul Storck din București.
Mai târziu, Frederic Storck s-a aflat sub influența curentelor artistice formaliste. Acestea propagau ideea că simplificarea și așa numita reducere a formelor la un așa-zis prototip al lor, mai mult sau mai puțin abstract, era principalul scop și cea mai înaltă menire pe care o avea sculptura. Această perioadă de rătăcire a fost scurtă pentru Storck. Concepțiile formaliste s-au conturat în două opere pe care le-a făcut, intitulate Cap de femeie (Madonele), în două variante, în bronz și în marmură, și Salomeea, care este o lucrare plină de bizarerie și destul de surprinzătoare pentru un artist echilibrat ca Frederic Storck. Cele două sunt produse trecătoare în evoluția artistică a sculptorului român și, după această rătăcire, el a revenit pe terenul solid al realismului care i se potrivea atât de bine.

### Lucrări publice
Frederic Storck nu a realizat monumente de mari dimensiuni, pentru că nu a avut această ocazie. George Oprescu a argumentat această afirmație după cercetări din care a rezultat că în opinia cercurilor oficiale cosmopolite, marile comenzi nu se acordau artiștilor autohtoni, ci doar celor francezi sau italieni, celor despre care se vorbea prin presa europeană și celor care aveau o reputație mai mare. Oprescu a precizat că „... nu s-a făcut excepție de la această nenorocită și umilitoare tradiție bazată pe minciună, nici în cazul lui Valbudea, nici în cel al lui Paciurea, și nici în cel al lui Storck”. Dacă se atribuia comanda unui sculptor, lucrarea nu era executată de acesta, ci de elevii săi. Tot Oprescu a opinat că, de fapt, nici Storck nu a dorit să-și lege numele de un mare monument public care să fie privit de la distanță. Cea mai mare parte a lucrărilor lui Storck impresionează nu prin ceea ce se poate numi un aspect retoric al sculpturii și nu printr-un raport al volumelor, ci prin delicatețea detaliilor, prin precizia lor și prin raportul atât de armonios între formă și conținut versus conținut și materia în care a fost el exprimat.
Artistul român a realizat în schimb numeroase figuri decorative care i-au fost comandate pentru completarea și integrarea lor în unele ansambluri arhitecturale. Lucrările lui Storck completau practic opera altora și au mai puțin o existență artistică individuală. Acest fapt este pentru arta românească un eveniment fericit, pentru că sculptorii străini la care recurgeau partidele politice și ministerele statului nu credeau că este de demnitatea lor, poate nici nu le convenea din punct de vedere financiar, a-și lega numele de cerințele unui anumit arhitect. În acest mod, sculptura românească a beneficiat de un debușeu prin care s-a îmbogățit cu opere de natură publică, cele mai multe de mari dimensiuni, care sunt semnificative pentru evoluția sculpturii din România, opere semnate de Ion Georgescu, Ștefan Ionescu-Valbudea, Frederic Storck etc.

#### Evangheliștii Capelei Gheorghieff
„... Pentru executarea acestor statui am colindat tot Bucureștiul, căutând în biserici să mă familiarizez cu stilul bizantin. Am studiat și prin cărți și gravuri tot ce putea fi în legătură cu concepția în pictură a figurii omenești drapate, de către pictorii bizantini de pretutindeni.”
----- Citat din mărturia lui Frederic Storck din Marin Mihalache: Sculptorii Storck, pag. 87
În ceea ce-l privește pe Storck, prima lucrare  de expunere publică ce i s-a ivit în cale au fost cele 4 sculpturi reprezentând Evangheliștii realizați în perioada anilor 1903-1905. Acestea au fost montate în cele 4 colțuri ale capelei Gheorghieff, din Cimitirul Bellu, proiectul arhitectural fiind realizat de Ion Mincu. La Muzeul Storck din București există sculpturi cu numărul de inventar 915160, 915159, 915229, 915230, 915228, 916175, 915227, executate în gips, care sunt schițe pe care Frederic Storck le-a făcut înaintea realizării sculpturilor monumentului Gheorghieff. Mincu i-a comandat lui Storck două statui de evangheliști, pe Matei și pe Ioan, după care a fost de acord și cu execuția celorlalți doi, Marcu și Luca. Ansamblul funerar este unul dintre cele mai importante realizări ale artistului, deoarece a fost rezolvată transpunerea canoanelor bizantine în cadrul tridimensional al pietrei sculptate.

Cei patru evangheliști ai Capelei Gheorghieff din Cimitirul Bellu realizați de Frederic Storck
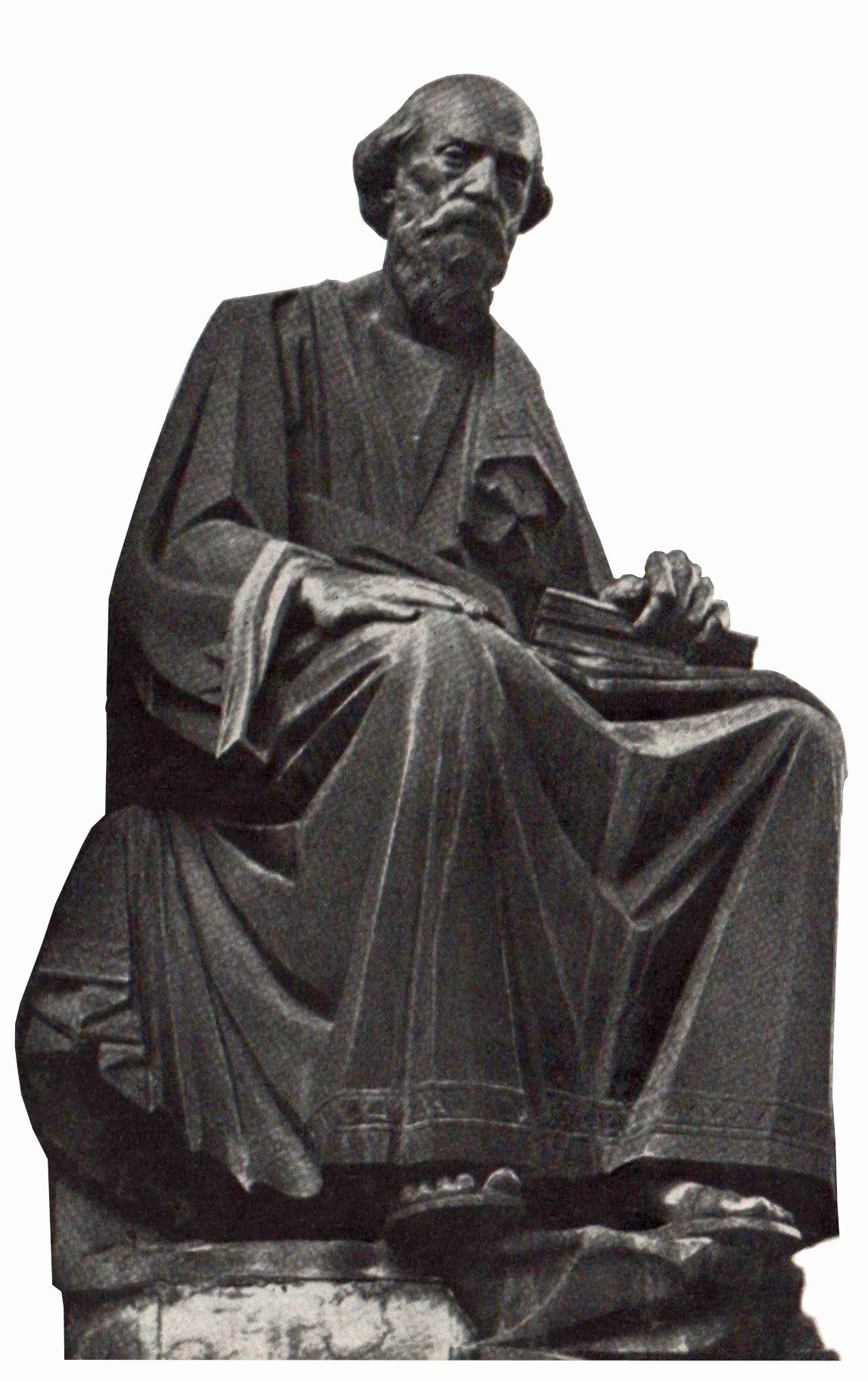
Evanghelistul Luca
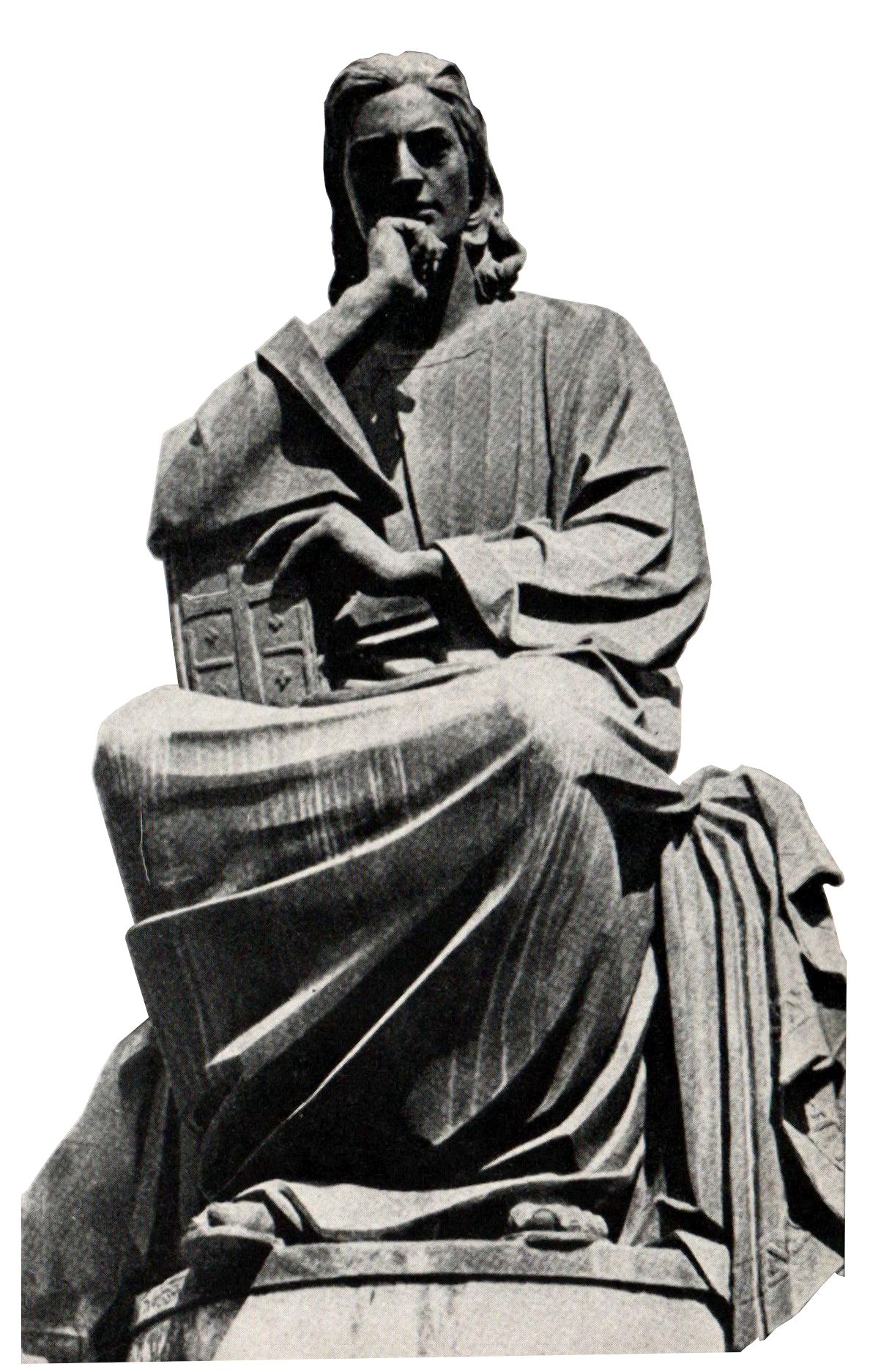
Evanghelistul Ioan
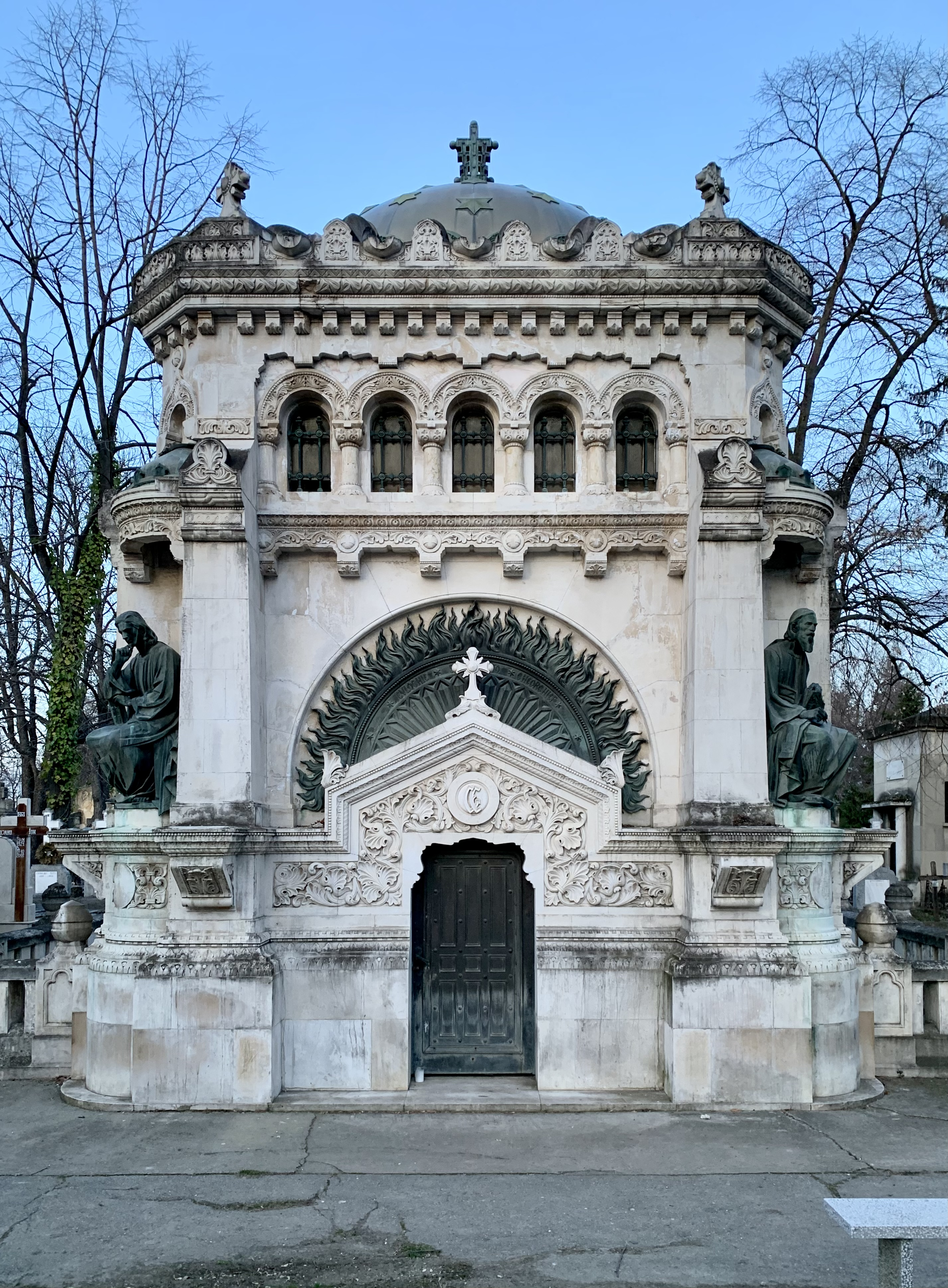
Capela Gheorghieff
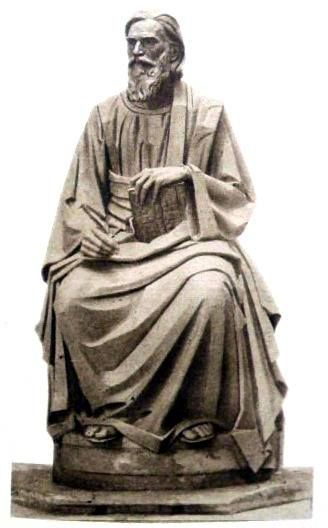
Evanghelistul Matei (1903-1904)
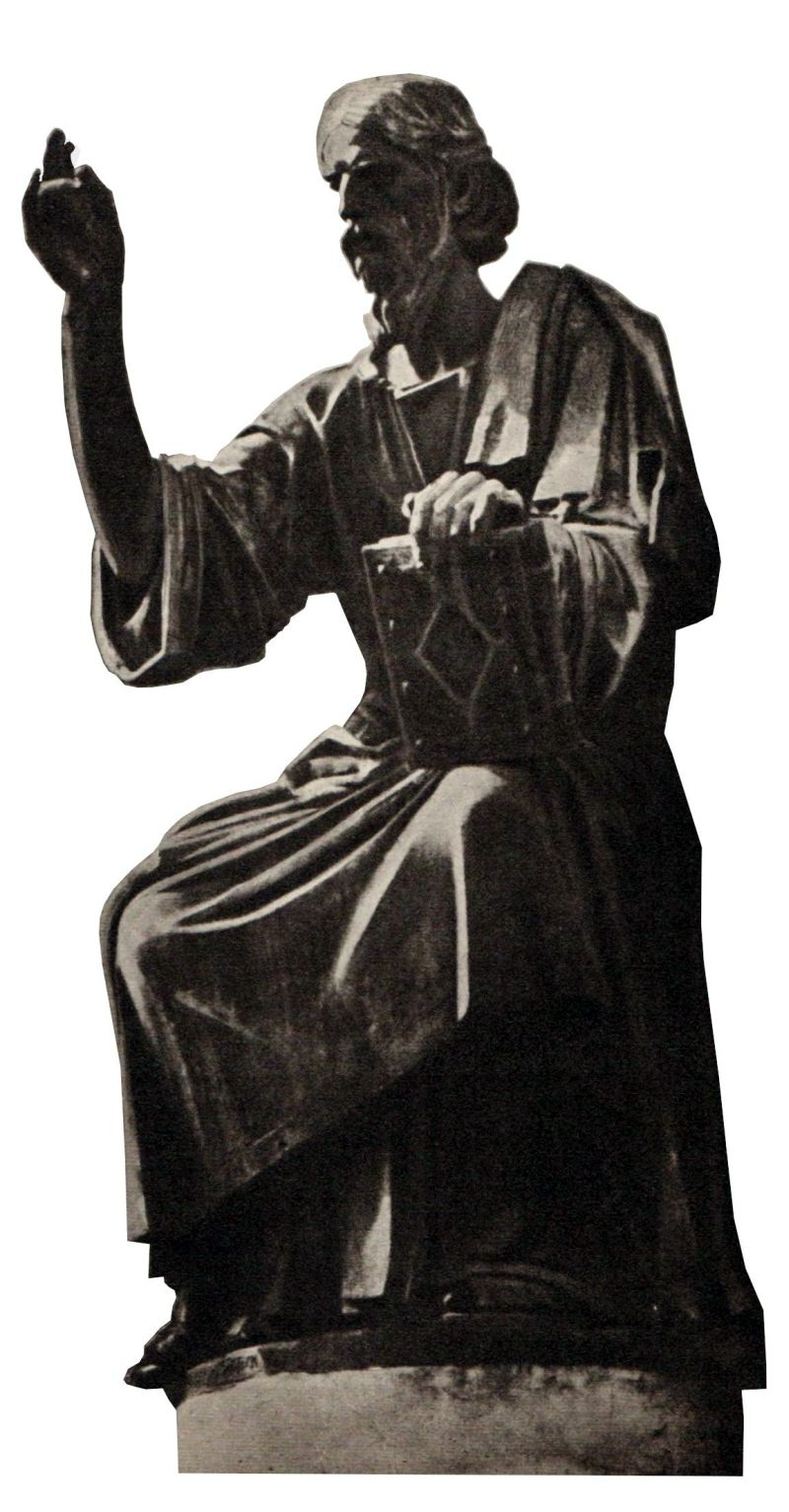
Evanghelistul Marcu

În concepția acestor sculpturi, artistul și-a propus să realizeze o sinteză care să fie situată între regulile artei clasice și legile bizantine, proprii bisericii ortodoxe, dar și o integrare a lor în cadrul ansamblului arhitectural pe care-l decorează. Comentând aceste aspecte, George Oprescu a precizat că un astfel de demers la care s-a angajat artistul, este pe cât de interesant, pe atât de greu de realizat. Argumentul principal al acestei afirmații ține de aplicarea unei arte destinate unor suprafețe mari, a cărei însușire principală este valoarea decorativă, de siluetă și colorit, cu valorile unei alte arte a cărei viață ține doar de volume.

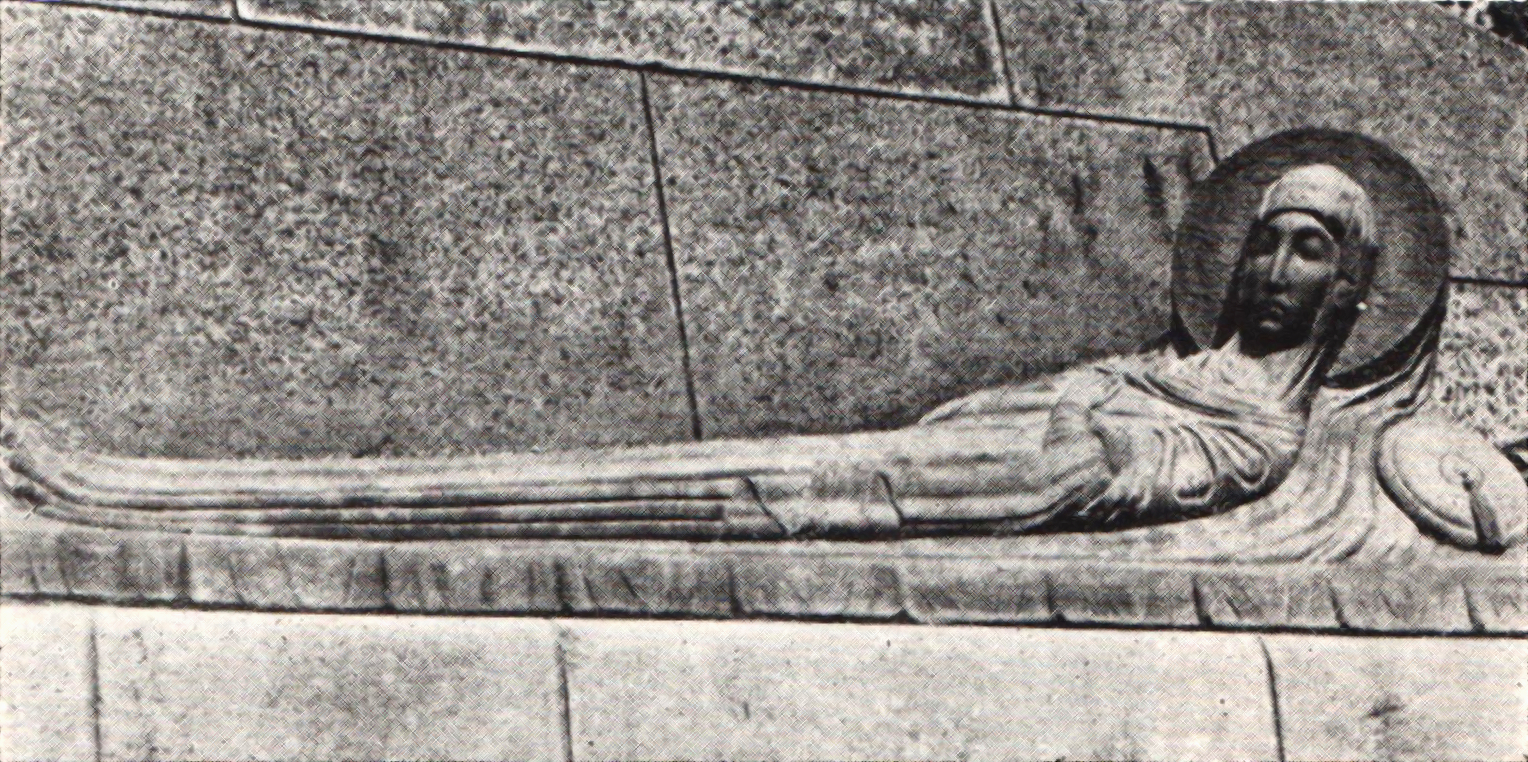
Madona Stolojan / Adormirea Maicii Domnului / Moartea Fecioarei - de Dimitrie Paciurea aflată în 1912 la Capela din Cimitirul Bellu

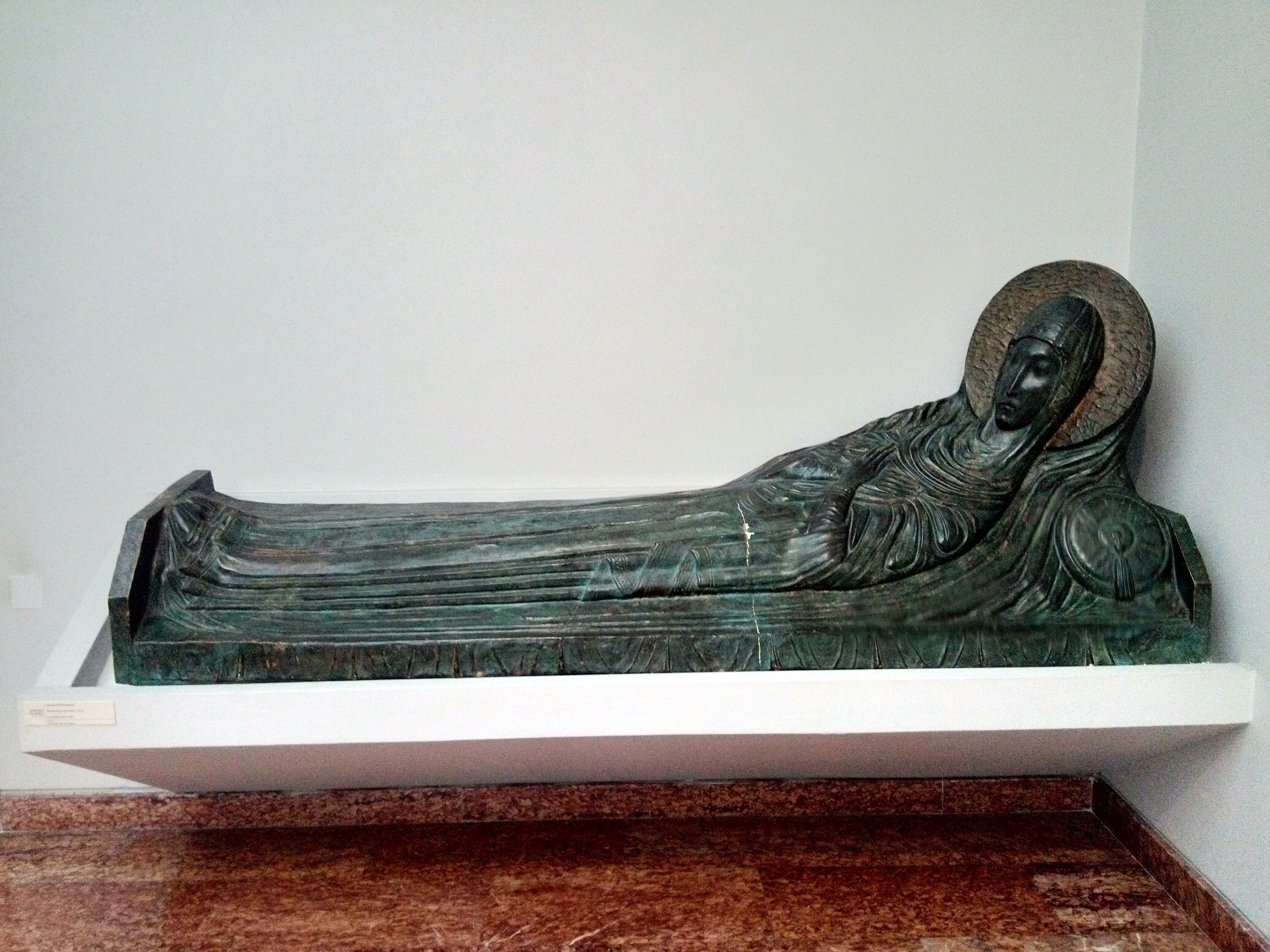
Madona Stolojan / Adormirea Maicii Domnului / Moartea Fecioarei - de Dimitrie Paciurea aflată în martie 2021 la Muzeul Național de Artă al României

Frederic Storck a înregistrat un succes notabil cu această lucrare în respectarea adevărului ca principiu, în rigiditatea cutelor și în adâncimea umbrelor obținute contrazicând suplețea și catifelarea stofelor. A reușit și în reprezentarea gesturilor reținute și măsurate ale mâinilor, în atitudinile pline de severitate estompată astfel încât trupurile statuare să facă un corp comun cu arhitectura. Realizarea lui Storck de la Capela Gheorghieff are ceva din spiritul vechilor fresce românești. Pe de altă parte, capetele relevă o expresie naturală, cu toate că la fiecare în parte se constată o concentrare în simțire și gândire, o exprimare veridică a unor ființe care cred că sunt purtătoare ale unor misiuni înălțătoare, așa cum sunt acești patru apostoli.
Când se vorbește în critica de artă despre Frederic Storck, se vorbește aproape automat și de Dimitrie Paciurea. Și Paciurea a fost interesat de fuziunea tendințelor vechi românești de natură bizantină, care s-au manifestat cu precădere în pictura murală decorativă, și clasicism, stil care-și găsise deja suprema expresie în sculptură. Exemplul cel mai la îndemână este tot o capelă funerară, de această dată cea a lui Atanasie Stolojan, tot din Cimitirul Bellu. Contactat în anul 1911 ca să realizeze monumentul, Paciurea a așezat deasupra intrării un relief impozant intitulat Moartea Fecioarei, după alții Adormirea Maicii Domnului, motiv care în mod obișnuit se regăsește în pictura murală bisericească pe un întreg perete, o compoziție cu foarte multe figuri. Aflat în opoziție cu Storck care a păstrat Evangheliștilor caracterul realist al unei astfel de opere, Paciurea a reținut din vechile fresce doar esența stilului și doar ce era necesar pentru a obține o linie impunătoare, severă și hieratică, transpunând totul într-un stil neobizantin modernizat. Astfel, Paciurea a renunțat complet la volume și și-a întins compoziția pe o lungime de 2.5 metri cu adaosuri de linii șerpuitoare orizontale, care induc ideea prin relieful foarte sumar realizat, de contur al trupului Sfintei Fecioare. În opinia lui George Oprescu, soluția lui Storck primează în fața hieratismului lui Paciurea.

#### Statuile Giganții din Parcul Carol din București
Cu ocazia pregătirilor în vederea participării României la Expoziția internațională din 1906, perioadă care coincide cu intrarea lui Frederic ca profesor la Școala de Arte Frumoase din București, a primit comanda de execuție a uneia dintre statuile Giganții, înaltă de 3,5 m, care este amplasată în prezent în Parcul Carol I din București. Comanda i s-a datorat doctorului Constantin I. Istrati, un personaj deosebit de influent în acea epocă. Marin Mihalache a considerat Gigantul lui Storck superior sculpturii de tinerețe Aruncătorul cu piatră, datorită volumelor mai judicios echilibrate. Cu toate că artistul a reușit să conceapă o operă puternică, care este remarcabilă mai ales prin execuție, ea este în opinia lui George Oprescu mai mult o realizare scolastică comparând-o cu cealaltă statuie de Gigant a lui Dimitrie Paciurea, plină de patos și foarte nimerită de a fi comparată cu creațiile lui Michelangelo. Dacă Gigantul lui Paciurea a reprezentat pentru artist un moment capital al carierei artistice, pentru Frederic Storck, Gigantul nu este decât o operă onorabilă, nimic mai mult. Diferența dintre avântul romantic al lui Paciurea, dublat de simțul înnăscut pentru monumental și calitățile de sculptor savant, practician, al celui de al doilea, se vede cu mare ușurință. La Muzeul Storck din București mai există încă două reducții ale Gigantului lui Storck, unul în gips, 66x33x21 cm, nr. inventar 915232, și unul în bronz, 58x34,5x22.5 cm, nr. inventar 915504.
Gigantul lui Paciurea a fost adesea comparat cu Sclavii lui Michelangelo, fapt deja acceptat de critica de artă din România. Niciodată până la această operă și nici după aceea, nu a existat nicio lucrare românească de sculptură care să fi transmis în limbajul tradițional atâtea emoții sau idei atât de complexe. Gigantul a avut un mare succes la public și la cercul restrâns al specialiștilor, fapt pentru care se consideră astăzi că această operă l-a consacrat definitiv pe Dimitrie Paciurea în sculptura din România. Ca atare, Paciurea a expus la Expoziția Tinerimii artistice din anul 1907 un studiu de dimensiuni reduse a monumentului din Parcul Carol, motiv care a entuziasmat întreaga presă bucureșteană. A existat și un motiv pentru care s-a întâmplat acest lucru - seriozitatea și sinceritatea operelor lui Paciurea contrastau într-un mod evident față de convenționalismul și falsitatea de care dădeau dovadă mai toate lucrările de sculptură care se expuneau în acea epocă. Pentru realizarea sculpturilor, cei doi artiști au apelat la Kirilov, modelul viu al Școlii de arte frumoase din București.[A]

#### Statui decorative de fațadă

Statuile „Agricultura” și „Industria” de pe fațada Palatului Prefecturii din Galați (1907)
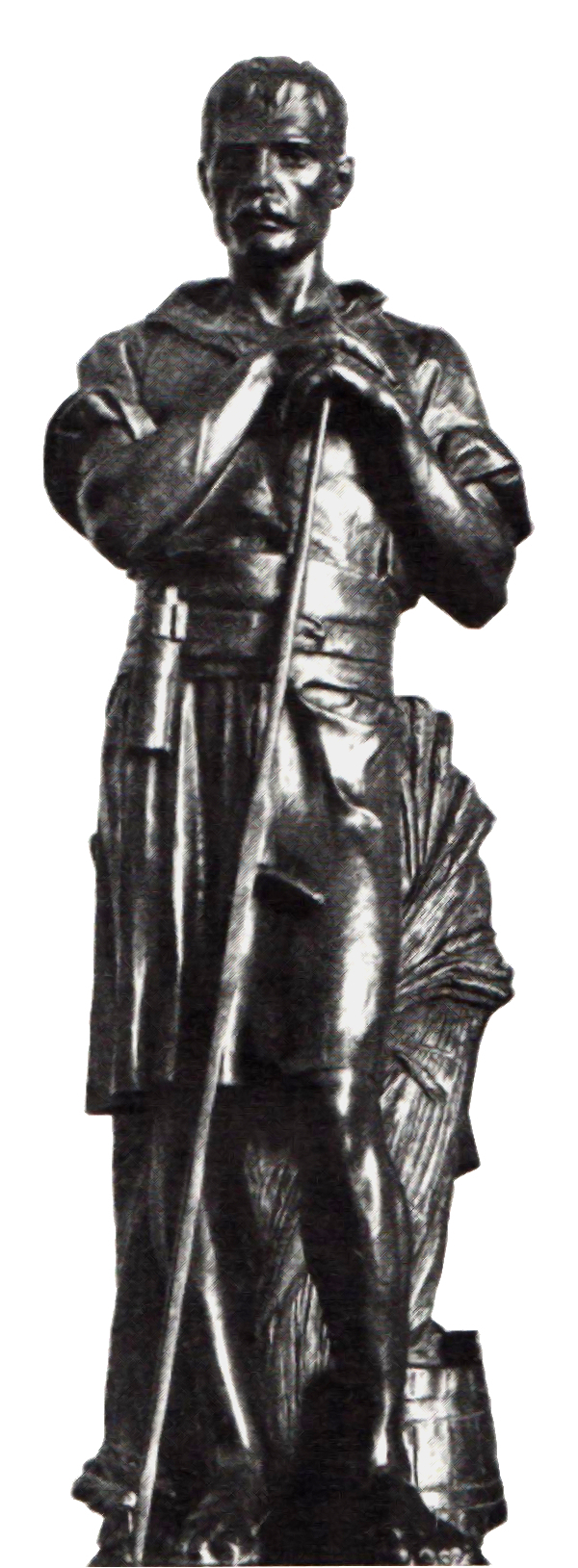
(bronz) (1906-1907)
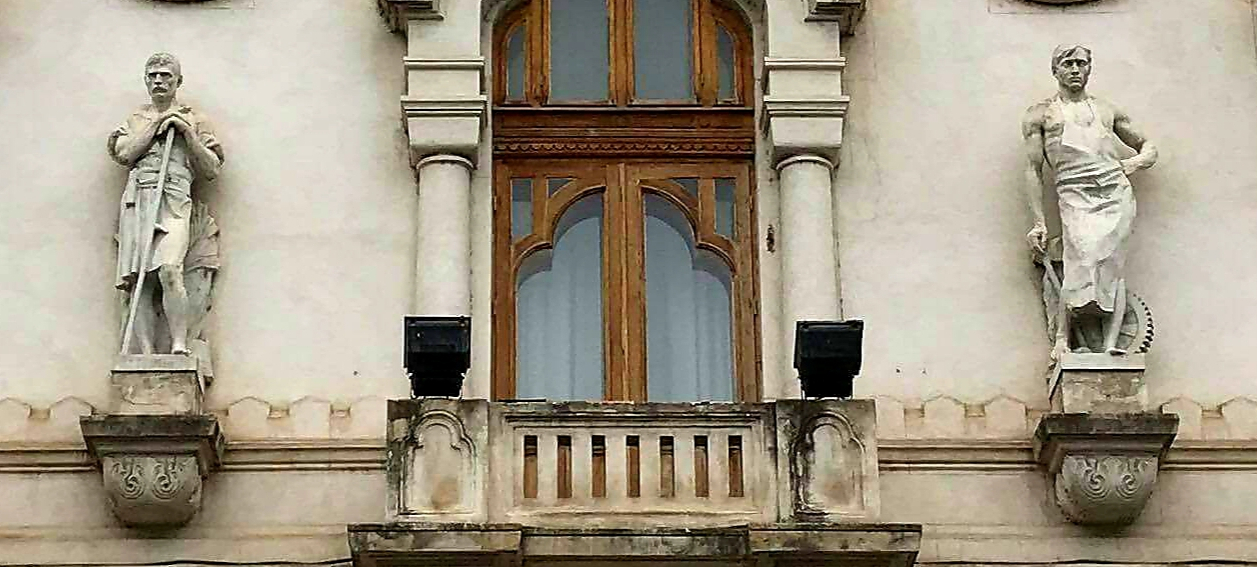
(marmură de Carrara)
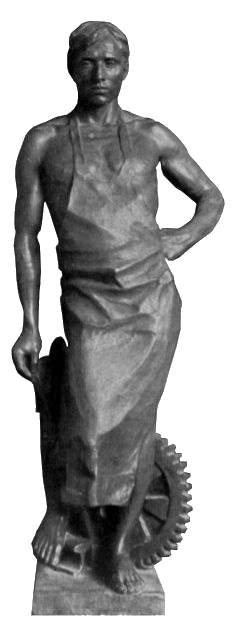
(bronz) (1906-1907)

Frederic Storck a realizat o serie de figuri decorative ca alegoriile „Adevărul”, pentru Palatul de Justiție din București, „Industria”, „Agricultura” pentru Palatul Prefecturii din Galați la indicația arhitectului Ion Mincu, în 1907, ale căror originale puteau fi văzute de bucureșteni, în acel an, în rotonda Ateneului Român, și pentru fosta Bancă de Credit Român din București. Artistul și-a ales modelele dintre muncitori. Conceperea alegoriilor a pornit de la ideea că un simbol cum erau cele care înfățișează Industria, Agricultura sau Comerțul, trebuia să fie identificat de marele public prin câteva detalii convenționale, uneori chiar banale, care sunt adânc înrădăcinate în memoria colectivă. Astfel, Agricultura a luat forma unui țăran muncitor, Industria sub cea a unui muncitor dintr-o uzină. Reducțiile din bronz ale celor două statui de pe fațada Prefecturii de la Galați se află astăzi în colecția Galeriei de artă contemporană a Muzeului Național de Artă al României. Pentru realizarea acestor opere, sculptorul român a făcut o serie de schițe care pot fi văzute în colecția Muzeului Storck.
Din păcate, la renovarea Palatului Prefecturii din Galați, în perioada 2003-2005, statuile „Industria" și „Agricultura", sculptate în marmură de Carrara, instalate pe fațada clădirii, au fost vopsite cu vinarom, în dezacord cu orice principiu de restaurare a unei opere de artă. În anul 1994 au avut loc lucrări de restaurare a fațadei Palatului de Justiție din București și istoricul Petre Oprea a urcat pe schelele șantierului ca să identifice statuile. Oprea a aflat că singura statuie care poartă semnătura (Fr. Storck 1901) lui Frederic Storck este a doua din stânga, intitulată Vigoarea.

Statui alegorice realizate de Frederic Storck pentru decorarea fațadelor din București
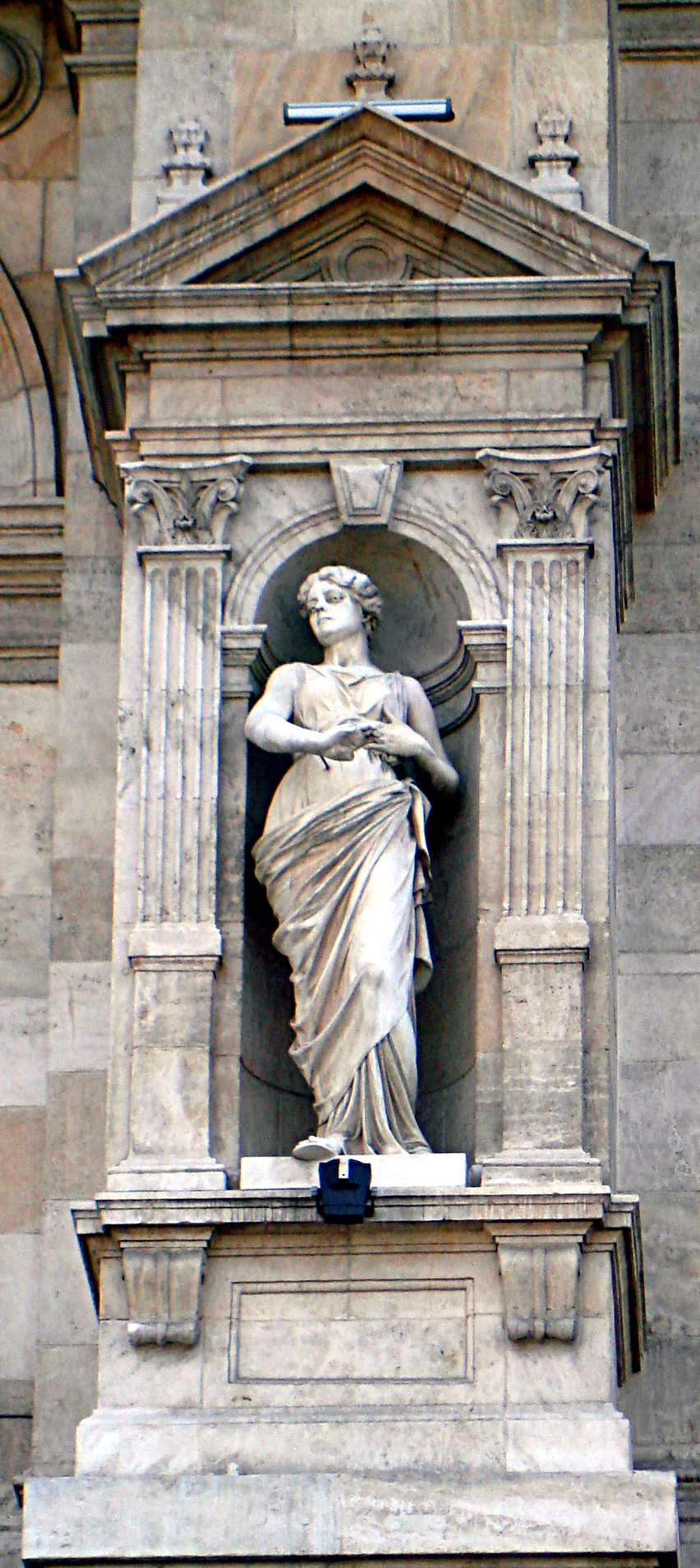
Statuie alegorică 2 Vigoarea - Palatul de Justiţie din Bucureşti
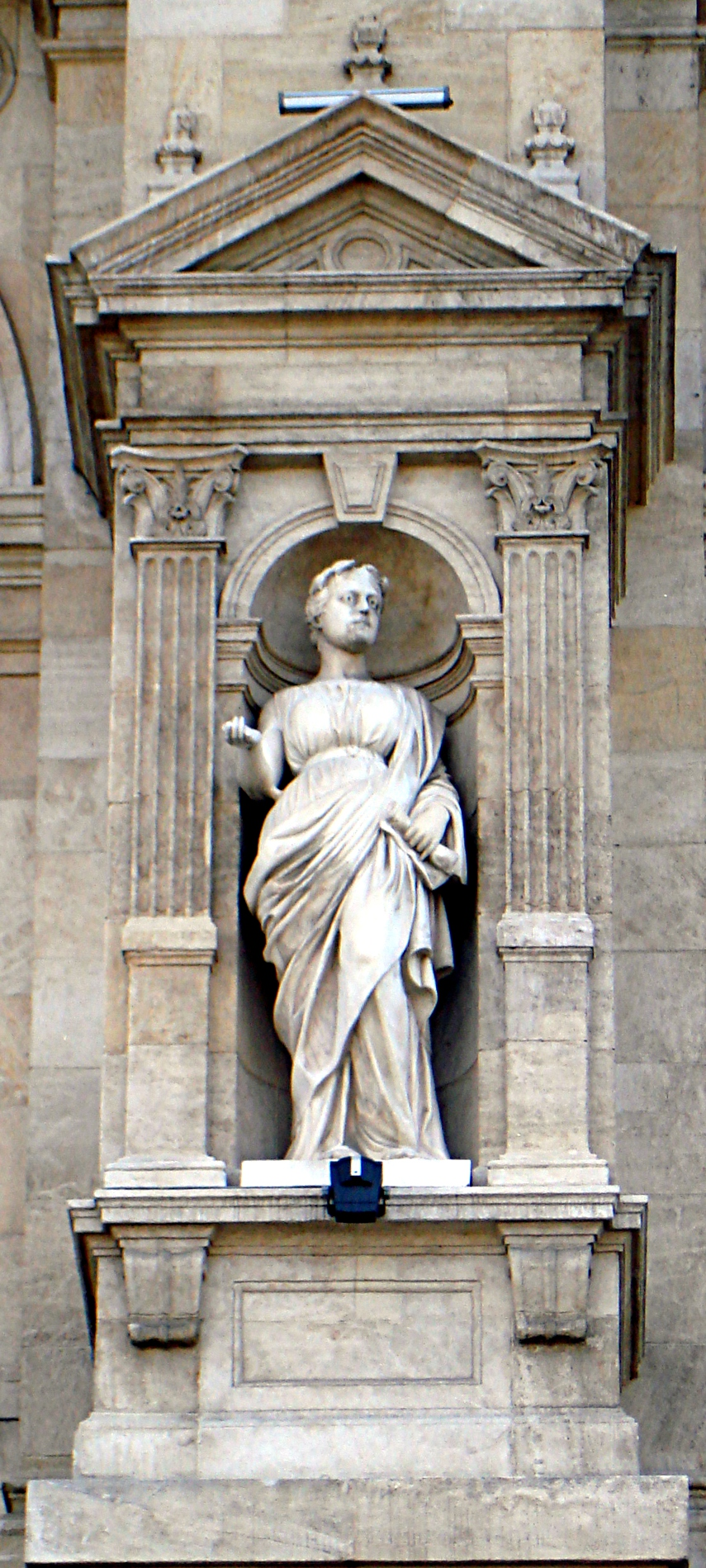
Statuie alegorică 6 Adevărul - Palatul de Justiţie din Bucureşti
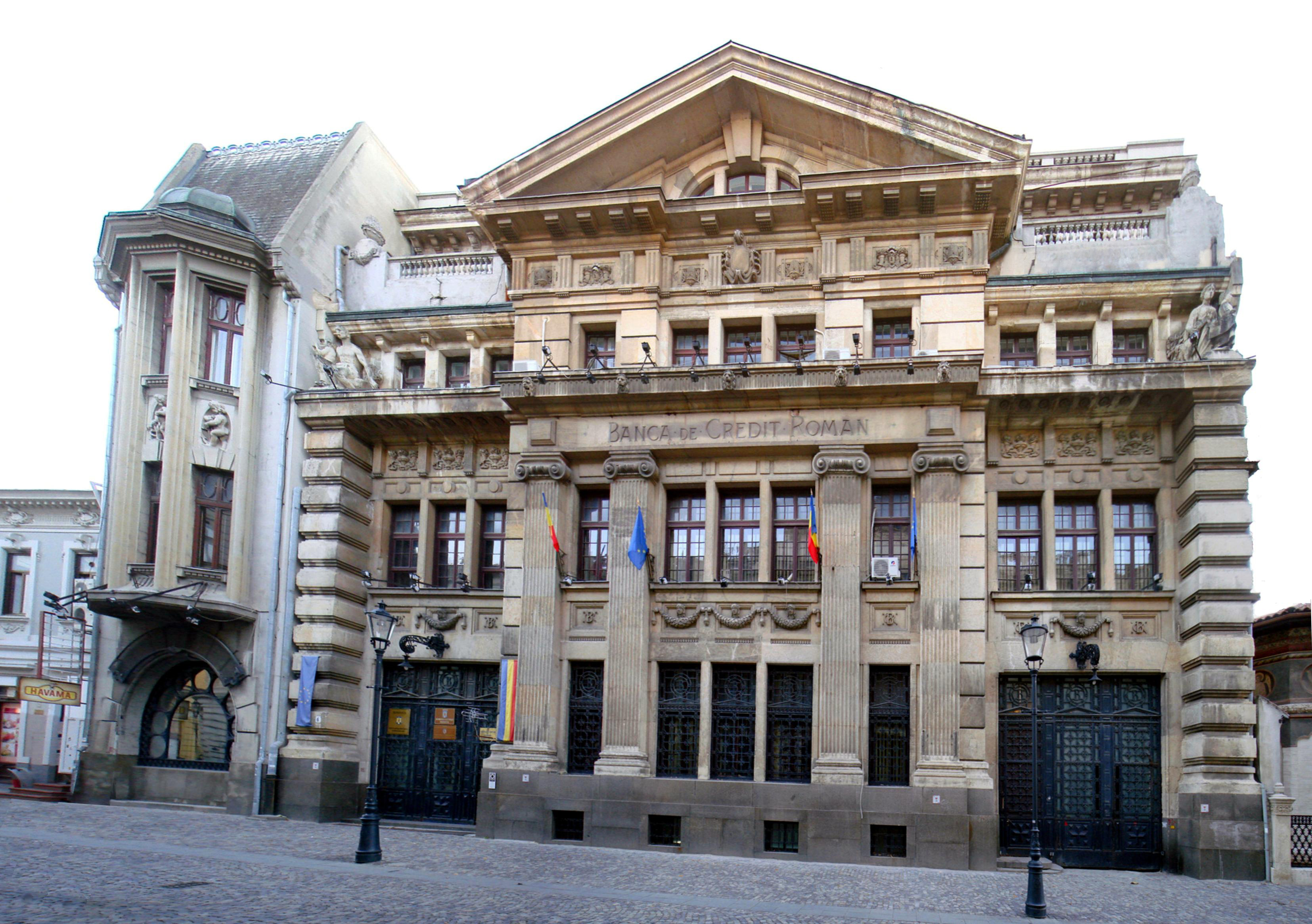
Banca de Credit Român din București
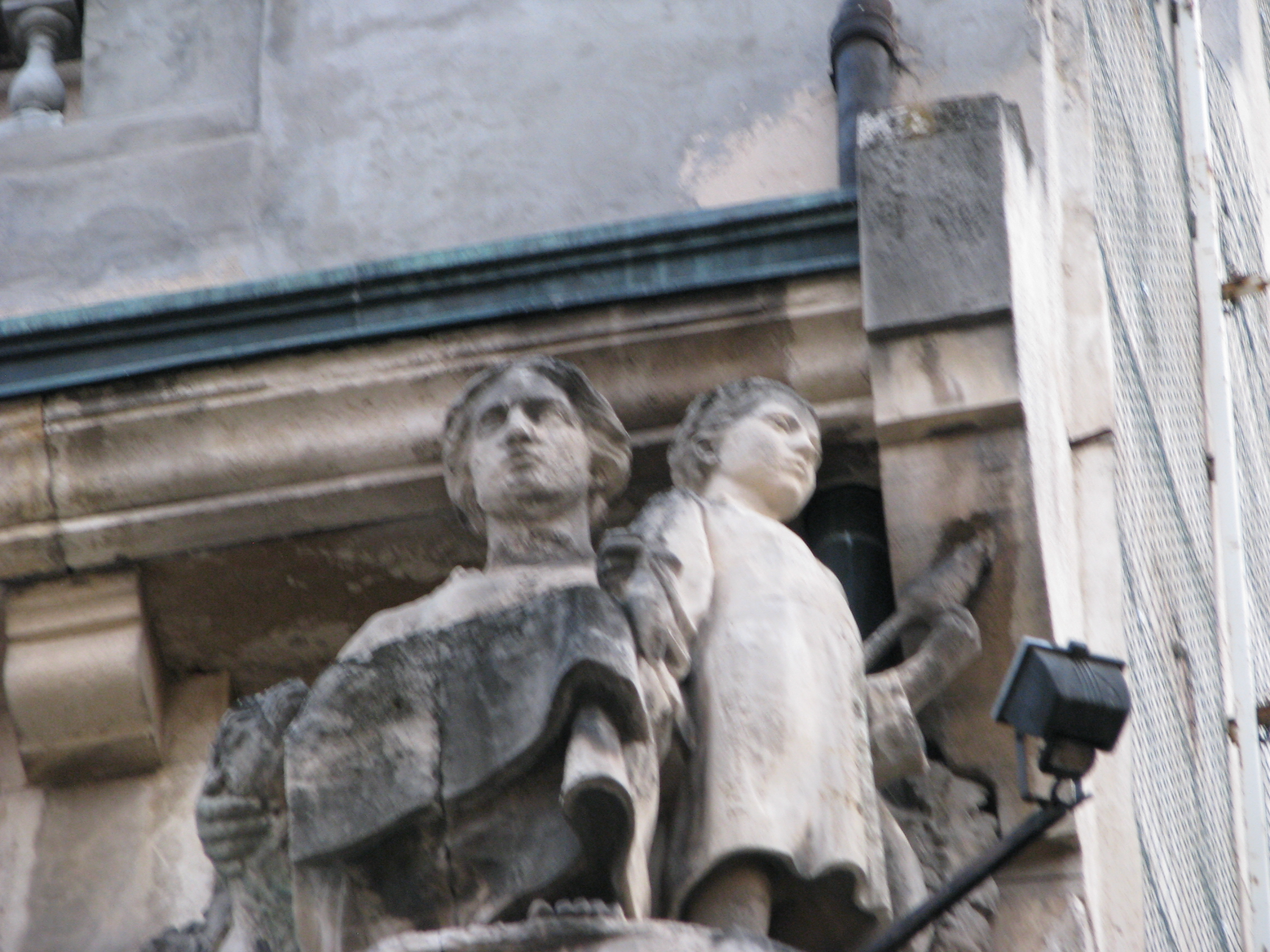
Statuie de pe fațada Băncii de Credit Român

#### Alte lucrări publice

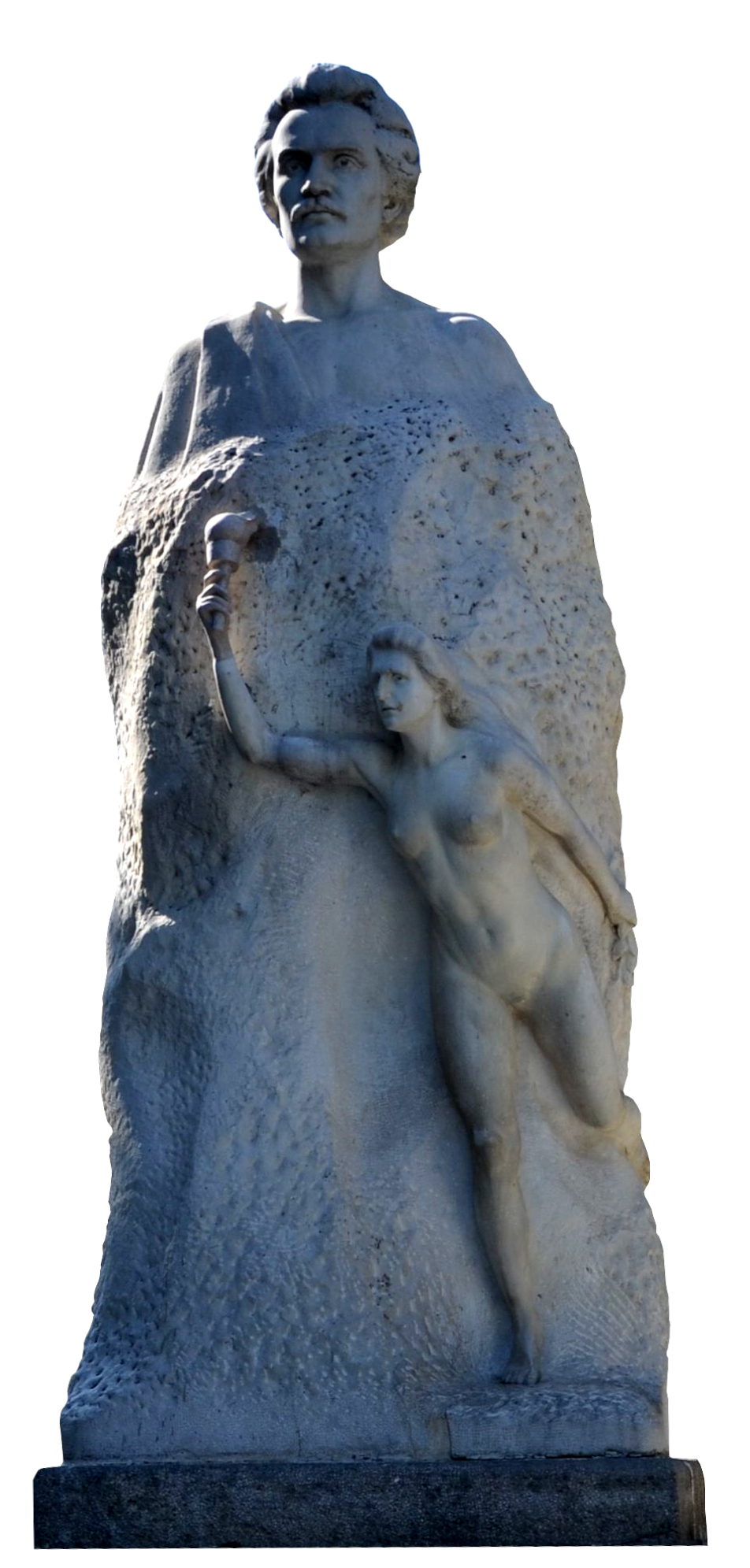
Monumentul lui Mihai Eminescu din Galați (1911)

- Storck a realizat un număr mare de portrete, unele fiind comandate de autoritățile statului sau de către instituții. Așa sunt cele patru statui mai mari de un stat de om - Goethe, Schiller, Beethoven, pentru foaierul Teatrului Național și Operă, și statuia lui Mihai Eminescu din Galați. Bustul lui Beethoven nu a fost considerat o reușită de către artist. Toate cele patru lucrări sunt cam idealizate și Eminescu a fost tratat cu o oarecare răceală fără a crea cumva un fior lăuntric privitorului.[55]
- Statuia lui Mihai Eminescu, realizată de sculptor în 1911, este prezentă astăzi în Parcul Central al municipiului Galați. Ridicarea statuii a fost meritul întregului oraș, pentru că în cadrul subscripției publice organizate la inițiativa ziaristului C. Botez gălățenii au donat 12.500 lei. Inaugurarea monumentului a avut loc la 16 octombrie 1911.[53] Istoricul de artă Marin Mihalache a afirmat că Frederic Storck intenționa să realizeze o statuie a lui Eminescu încă de la întoarcerea lui de la studiile pe care le-a făcut la Mūnchen. Realizarea de la Galați, în opinia lui Mihalache, nu este o reușită, pentru că monumentul pare a fi greoi din lipsă de unitate. Față de masivitatea monolitului, femeia de pe soclu este firavă și nu este legată cu restul compoziției. Bustul poetului este departe de a releva personalitatea poetului. Tot Mihalache a precizat că lui Storck îi reușeau statuetele, micile sculpturi, care în mod surprinzător aveau viziuni monumentale. De aceea se pare că Petru Comarnescu l-a caracterizat pe Frederic Storck ca „... artist cu certe merite, dar nu monumentalist”. Amelia Pavel a socotit că sculptorul român „... pendulează în permanență între aspirația către grandoarea monumentală și aspirația către perfecțiunea artizanală, excelența meșteșugului”.[56]
- Monumentul Dorabanțul de la Cislău executat în anul 1911;[57]
- Statuia doctorului Constantin Codrescu, care a fost ridicată în anul 1903 de Fundația Spitalului "Elena Beldiman" și este amplasată în incinta Spitalului Municipal de Adulți Bârlad. Cioplită în marmură albă, statuia îl reprezintă pe doctor în picioare cu o carte în mâna stângă, actul de fondare a clădirii spitalului în mâna dreaptă și câteva din publicațiile sale pe postament. Soclul, de asemenea din marmură, este decorat în relief cu panouri realizate din cununi de lauri.[58]
- Bustul dr. Alexandru Obregia, dezvelit la 22 iunie 1935 în fața pavilionului central al Spitalului clinic de psihiatrie "Prof. Dr. Al. Obregia", din București.
- La Muzeul Storck din București se află statuia din bronz intitulată Aruncătorul cu piatră. În curtea Palatului Regal din București se găsește o reducție din bronz a lucrării împreună cu alte unsprezece sculpturi semnate de artiști români și doi străini.[59]
- Bustul monumental al lui Ion Heliade-Rădulescu din marmură de Carrara într-o viziune neoclasică în orașul Târgoviște;[30]
- Bustul lui Spiru Haret pentru Camera Deputaților;[30]
- În anul 1921 a primit o comandă pentru execuția operei Legionarul roman, destinată decorării Arcului de Triumf din București.  Sculptura nu mai există, dar la Muzeul Storck s-a păstrat o schiță a acesteia.[14]

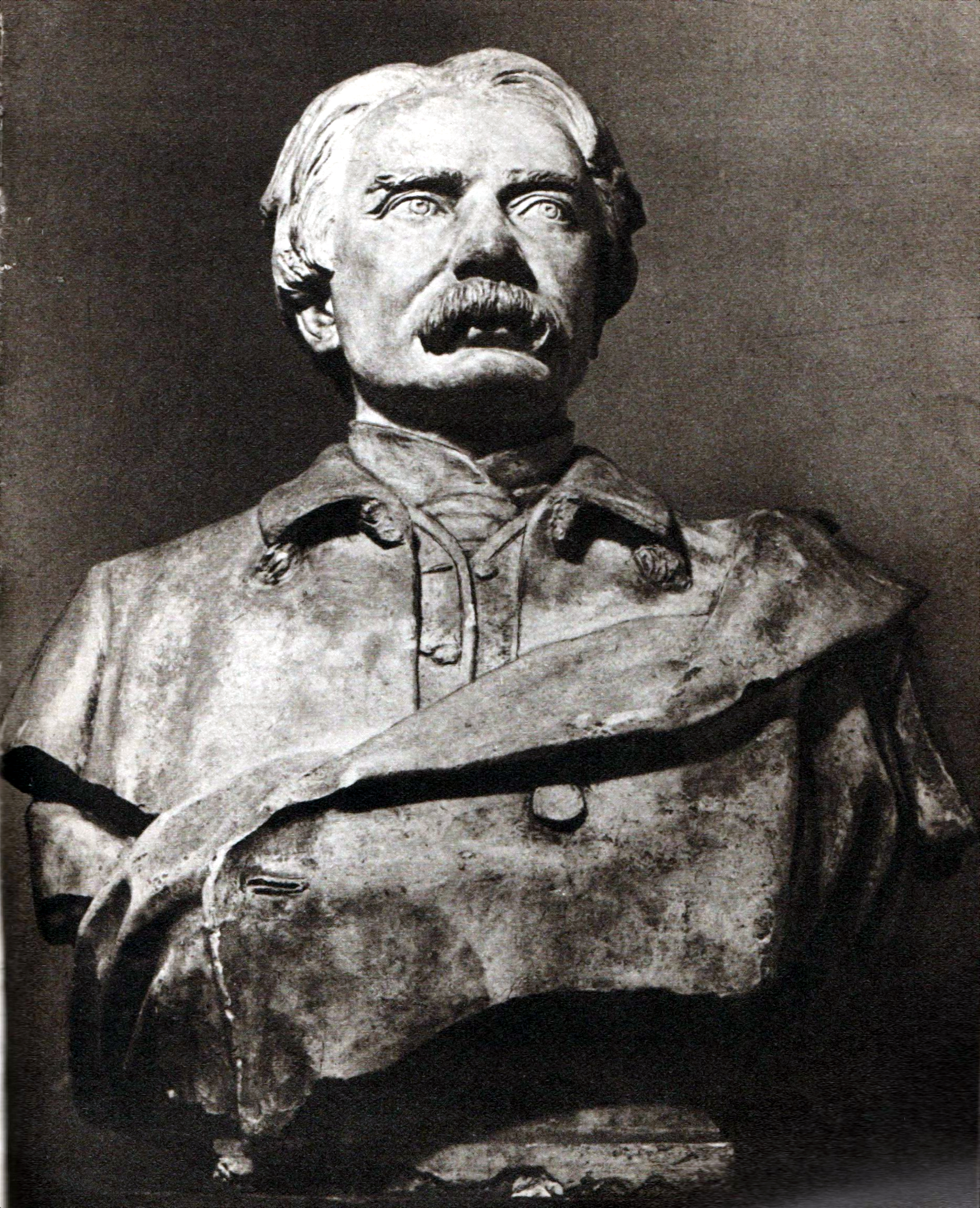
Ion Heliade-Rădulescu
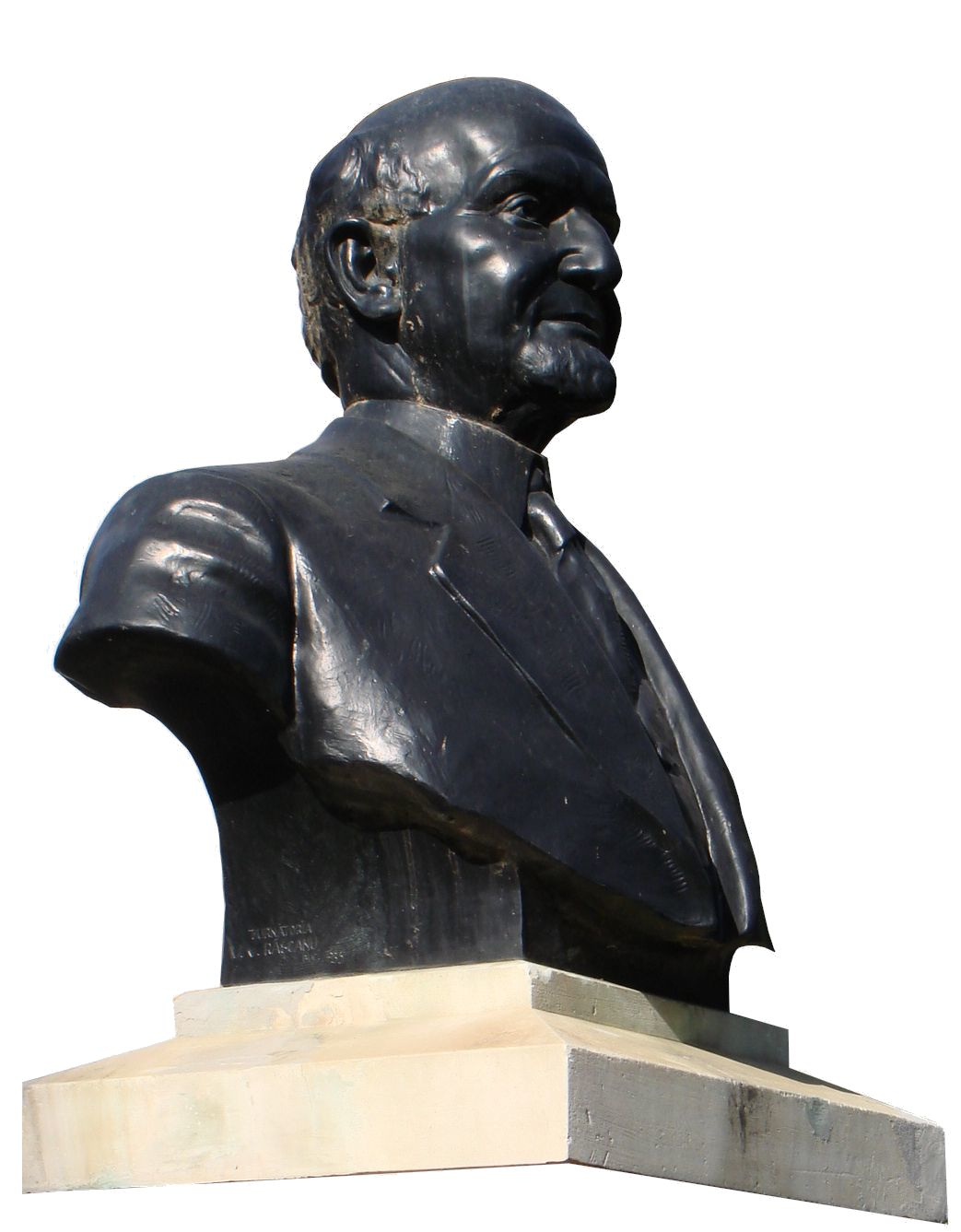
Alexandru Obregia (1935)
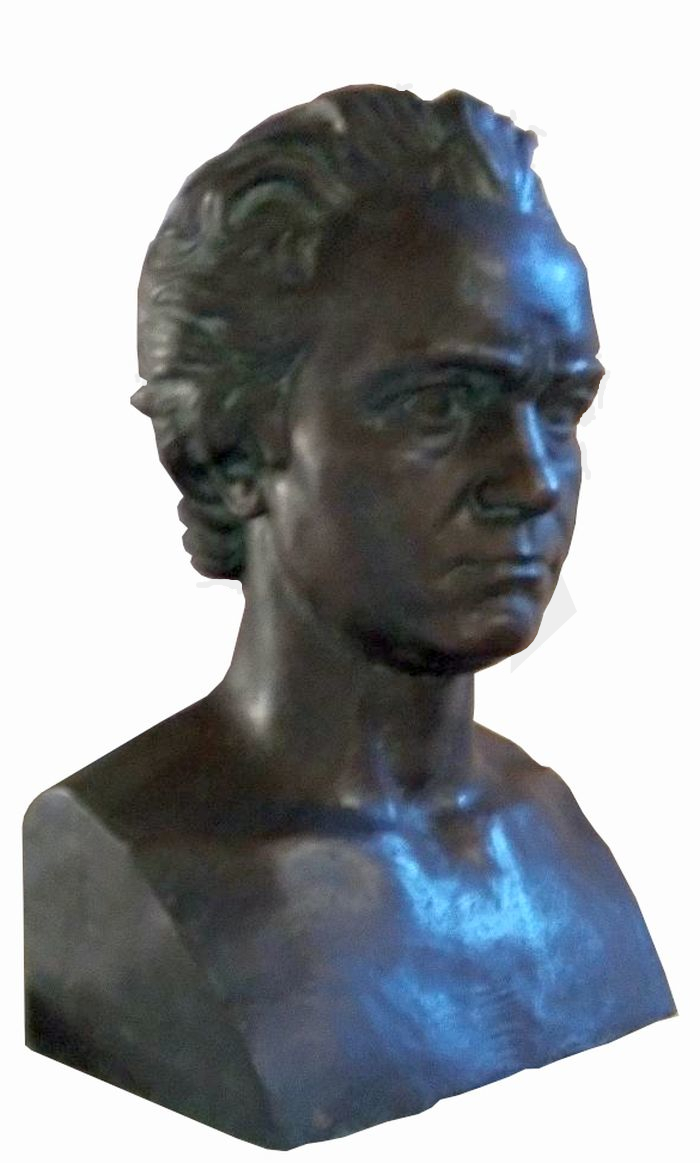
Beethoven (1932)
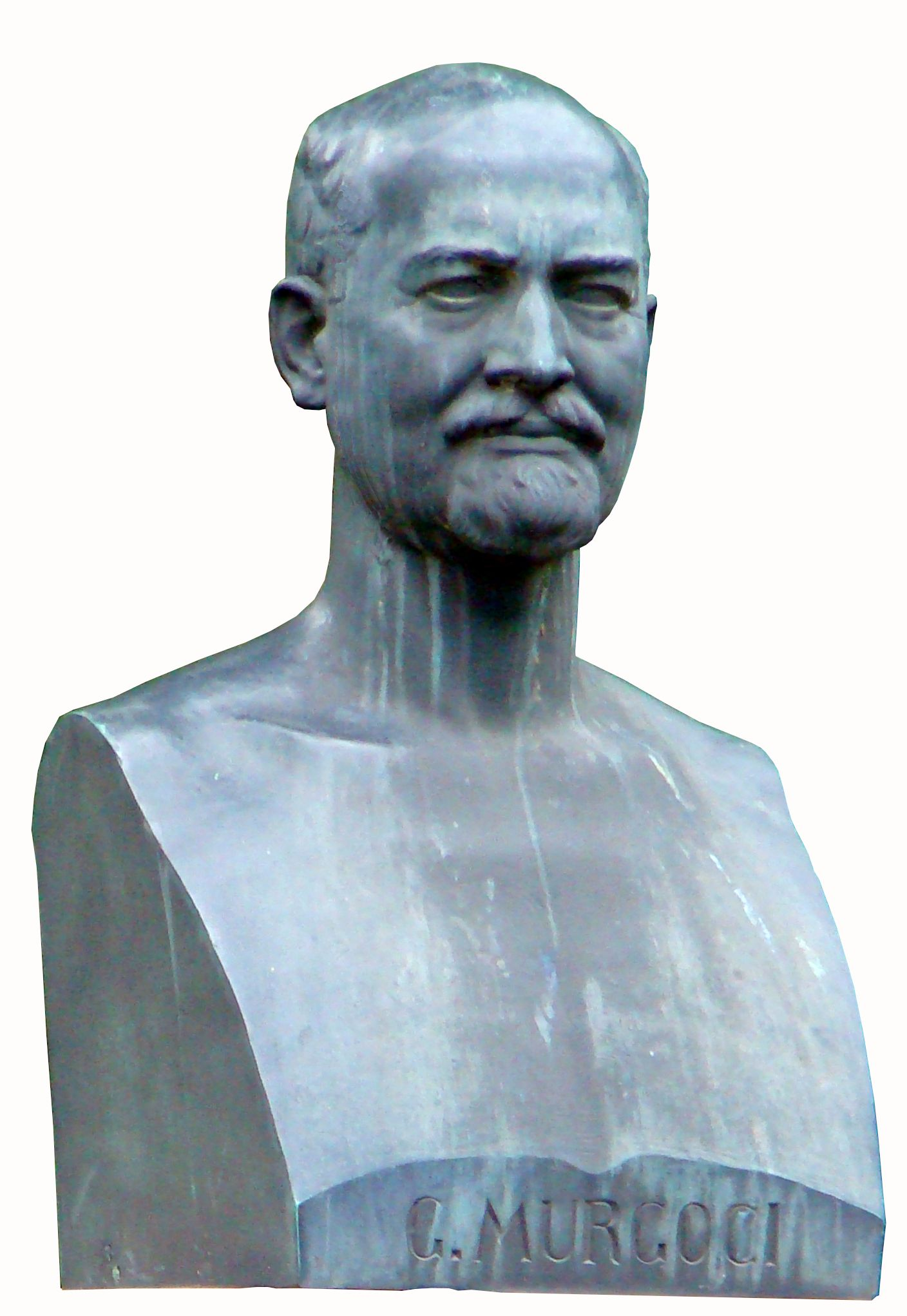
Gheorghe Munteanu-Murgoci (1932)
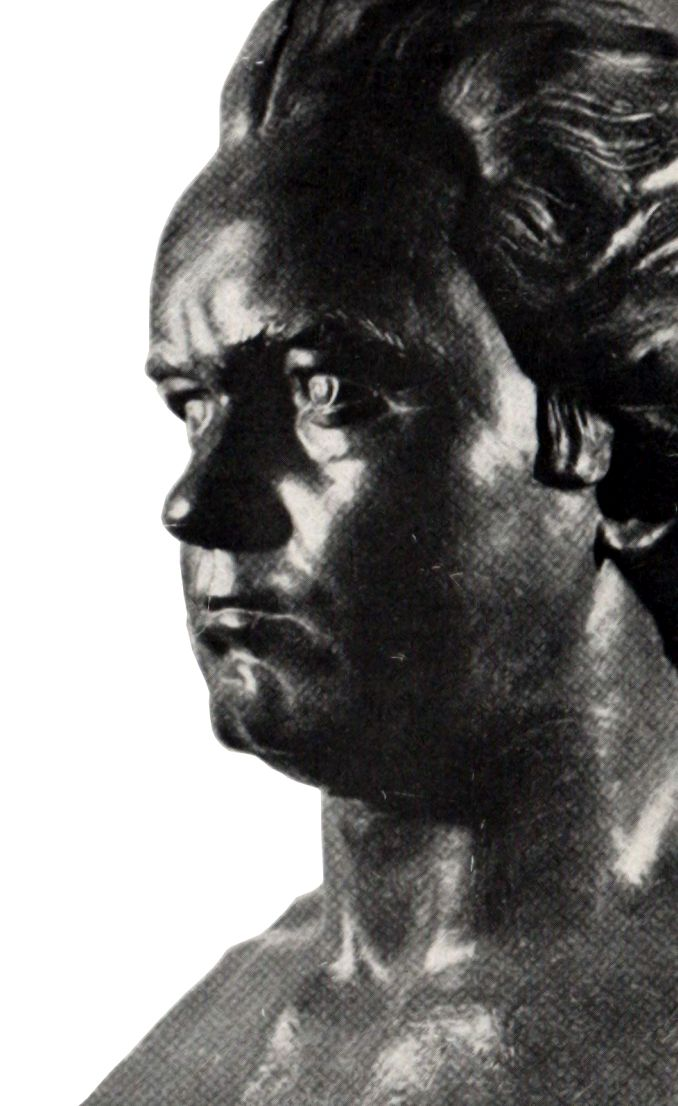
Beethoven
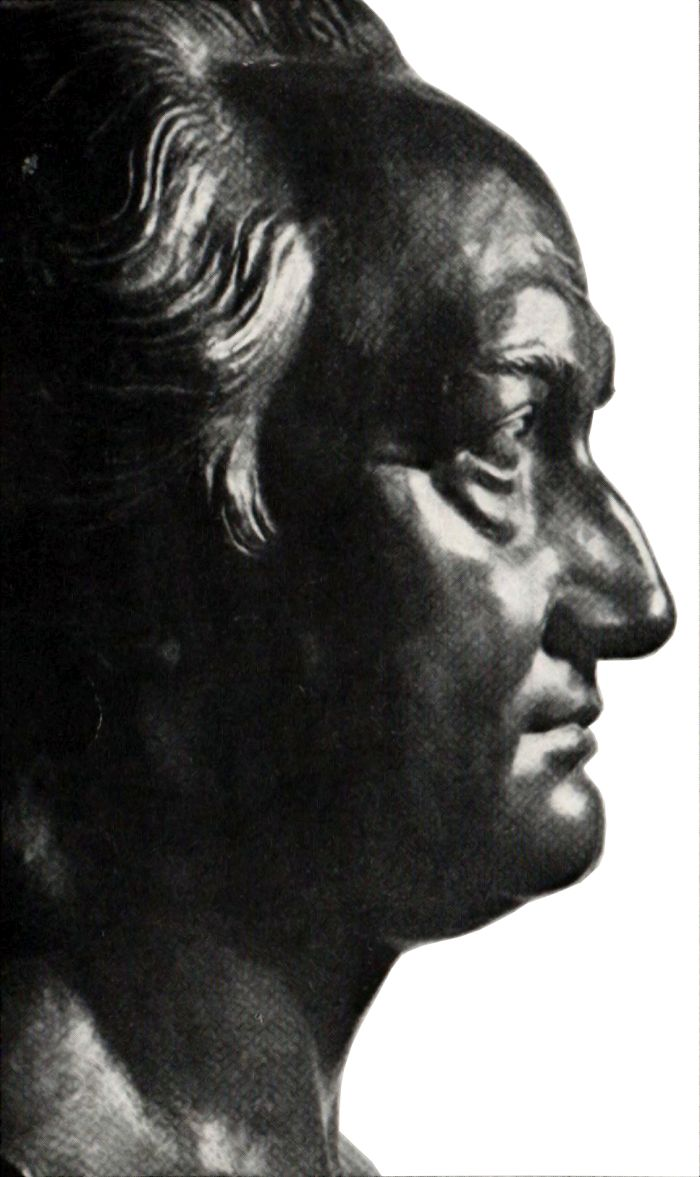
Goethe (1922)
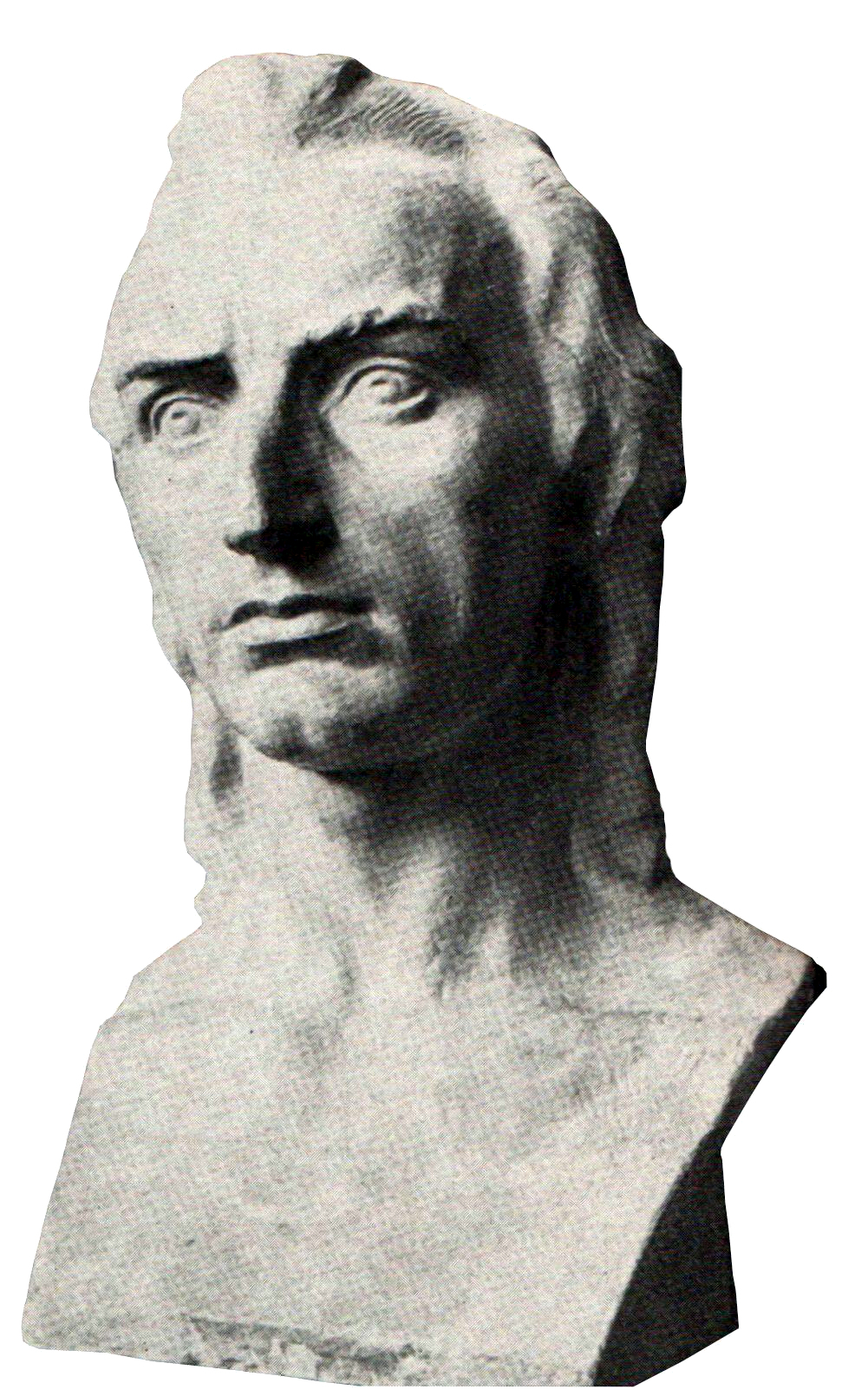
Schiller (1922)
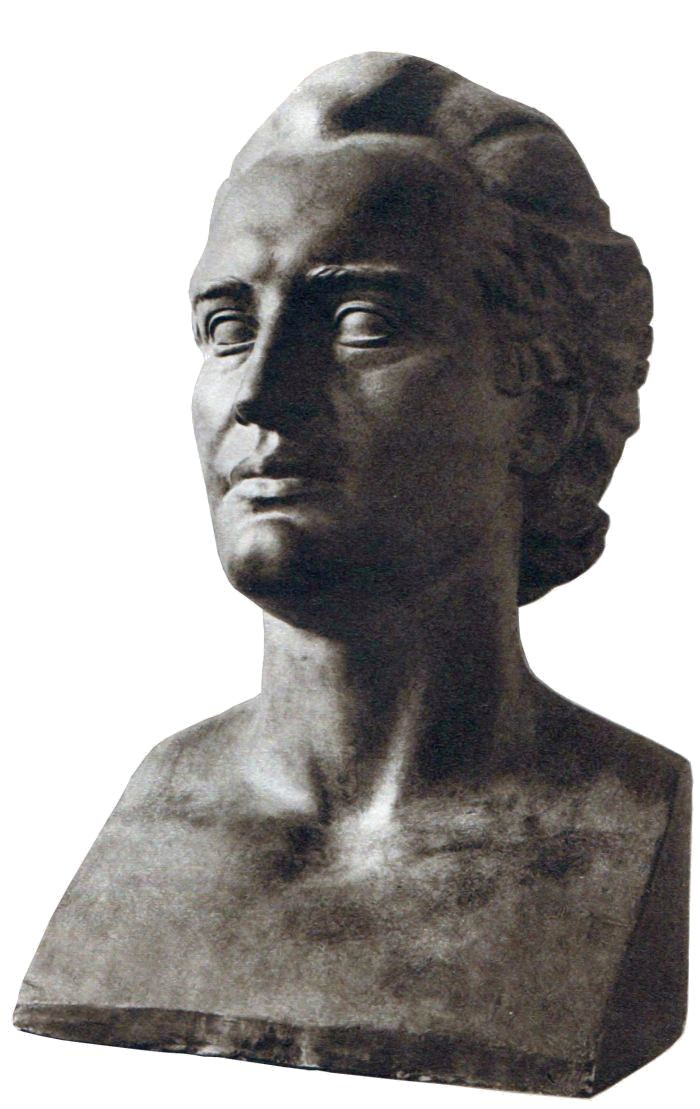
Eminescu (1927)
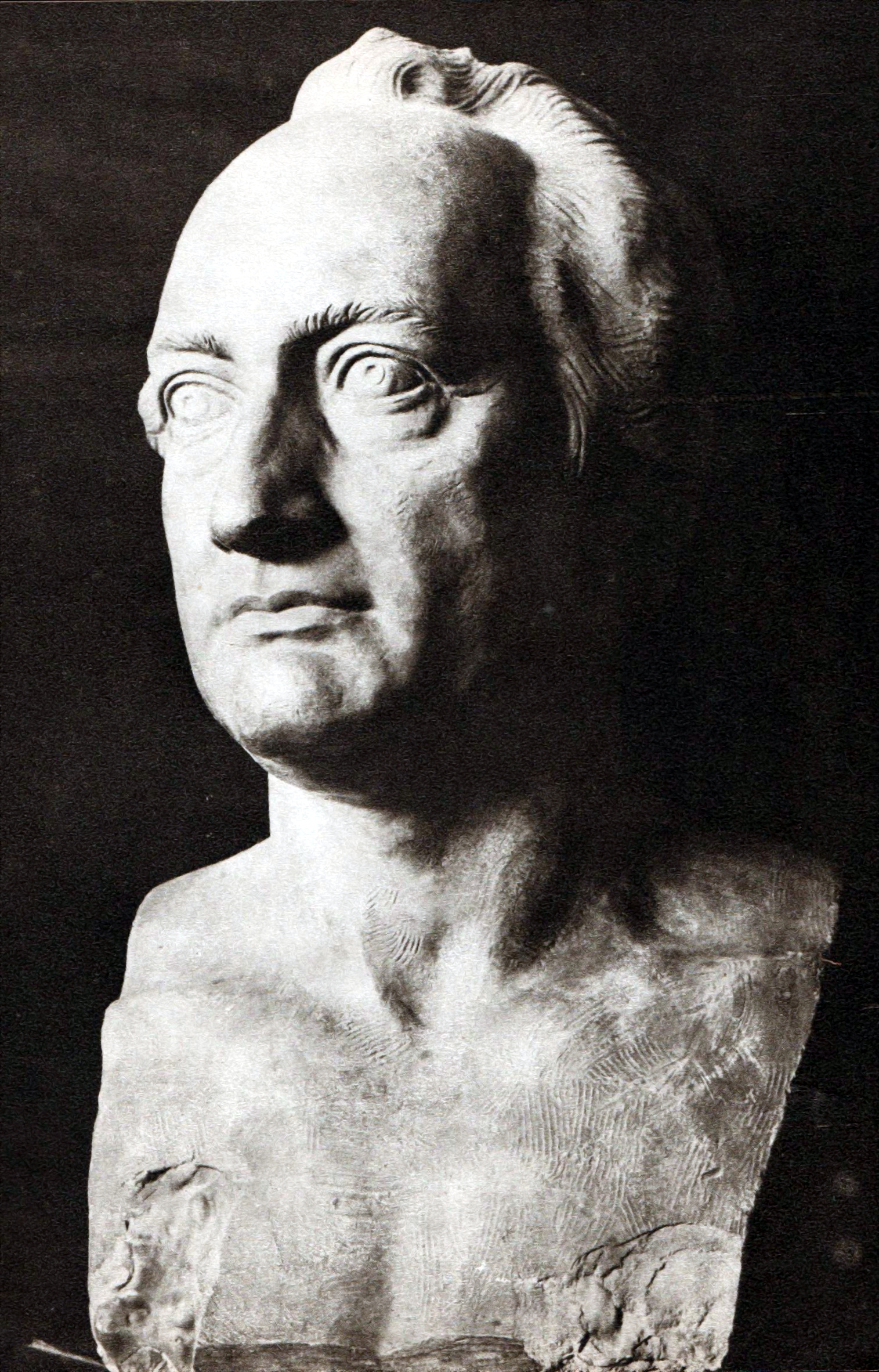
Goethe

#### Lucrări funerare

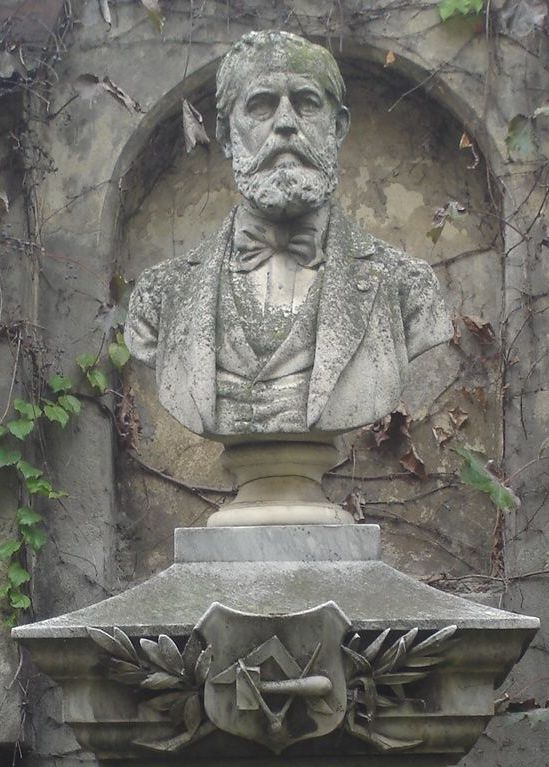
Bustul sculptorului Karl Storck

Frederic Storck este înmormântat în Cimitirul Sfânta Vineri. El a realizat o serie de monumente funerare, după cum urmează:
- Monumentul funerar Karl Storck și Carol Storck din Cimitirul Evanghelic, Șos. Giurgiului nr. 4, sector 4, București. Monument istoric, cod LMI B-IV-m-B-20091[61].
- Sarcofagele din marmură pentru mormântul lui Radu cel Mare și pentru racla cu capul lui Mihai Viteazul, în 1912, din pronaosul bisericii Mănăstirii Dealu, au fost executate de Frederic Storck între 1912 și 1913.[57]
- medalioanele de la Cimitirul Bellu-Catolic: Math. Greiger (1899), profesorul Fl. Thierin din 1908, Bruzzesi din 1904, bustul Fr. Kaiser (1926), medalionul mamei sculptorului și medalioanele Nirescher din 1941 de la Cimitirul Bellu-Protestant;[60]
- în Cimitirul Bellu-Ortodox - cei patru evangheliști de pe mausoleul Gheorghief, zidit de Ion Mincu, modelați de Frederic Storck într-o viziune personală, într-un stil clasic simplificat; bustul generalului C. Angelescu, din 1920 (38-48); medalionul Badulescu, din 1911 (61-119); monumentul L. P. Niculescu (1903, 27-23); bustul profesorului Ionescu-Gion din 1907 (17-25); bustul medalion Stoenescu, din 1907 (65-41); medalionul Gr.Triandafil, din 1908 (5-32); medalionul P.S.Aurelian (1909,7-38); bustul N. Moscu (1910, 27-22); bustul dr. Marinescu,din 1906 (64-31); medalionul Panait Cerna (1913, 84-8); bustul M. Ionescu-Calinegti, din 1914 (6-22); bustul E. Economu (1922, 20-13).[60]
- două sarcofage turnate în bronz pentru familia Alexandrescu din Craiova (1908), Cimitirul Sineasca. Operele funerare au fost expuse în cadrul Expoziției Tinerimii artistice din anul 1908;[57]
- Monumentul familiei Seceleanu de la Buzău, monument istoric, cod LMI BZ-IV-m-B-02505,[62][57] situat în Cimitirul Dumbrava din Buzău;
- Monumentul familiei Pleșoianu din Caracal;[57]

Frederic Storck a executat două serii de sculptură decorativă, unele sub formă de metopă, care au fost inspirate ca subiect și ca formă din arta antică. Acestea sunt compoziții cu două-trei personaje, unele sub formă de medalioane cu relief foarte pronunțat și înalt, așa cum sunt cei patru Evangheliști din bronz făcuți pentru sarcofagul familiei Alexandrescu din cimitirul din Craiova. La Muzeul Storck există câteva mulaje ale acestor opere. Basorelieful este prin excelență o sculptură care are la bază desenul. Aceste lucrări au fost realizate în perioada de maturitate a artistului.

### Portrete

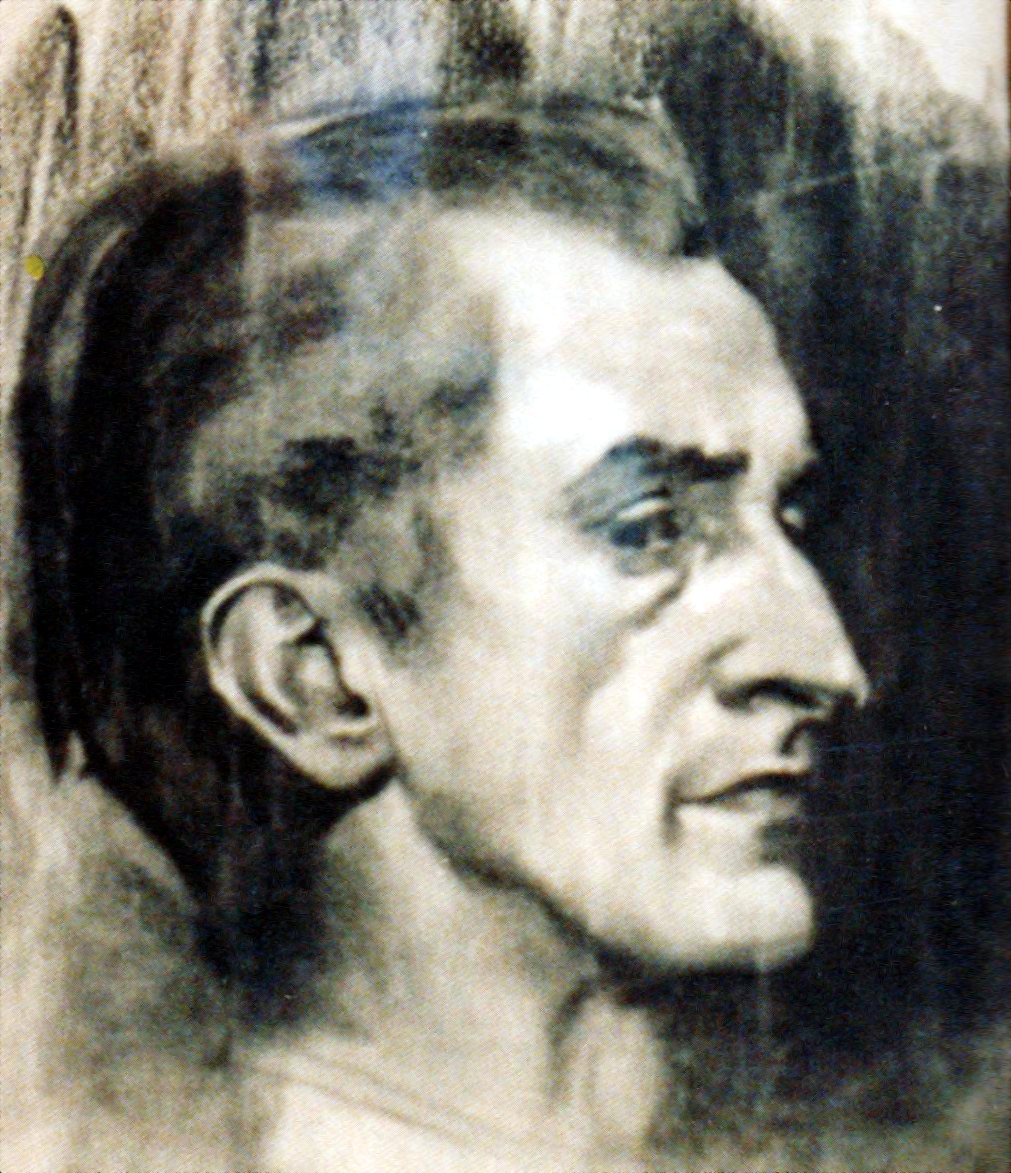
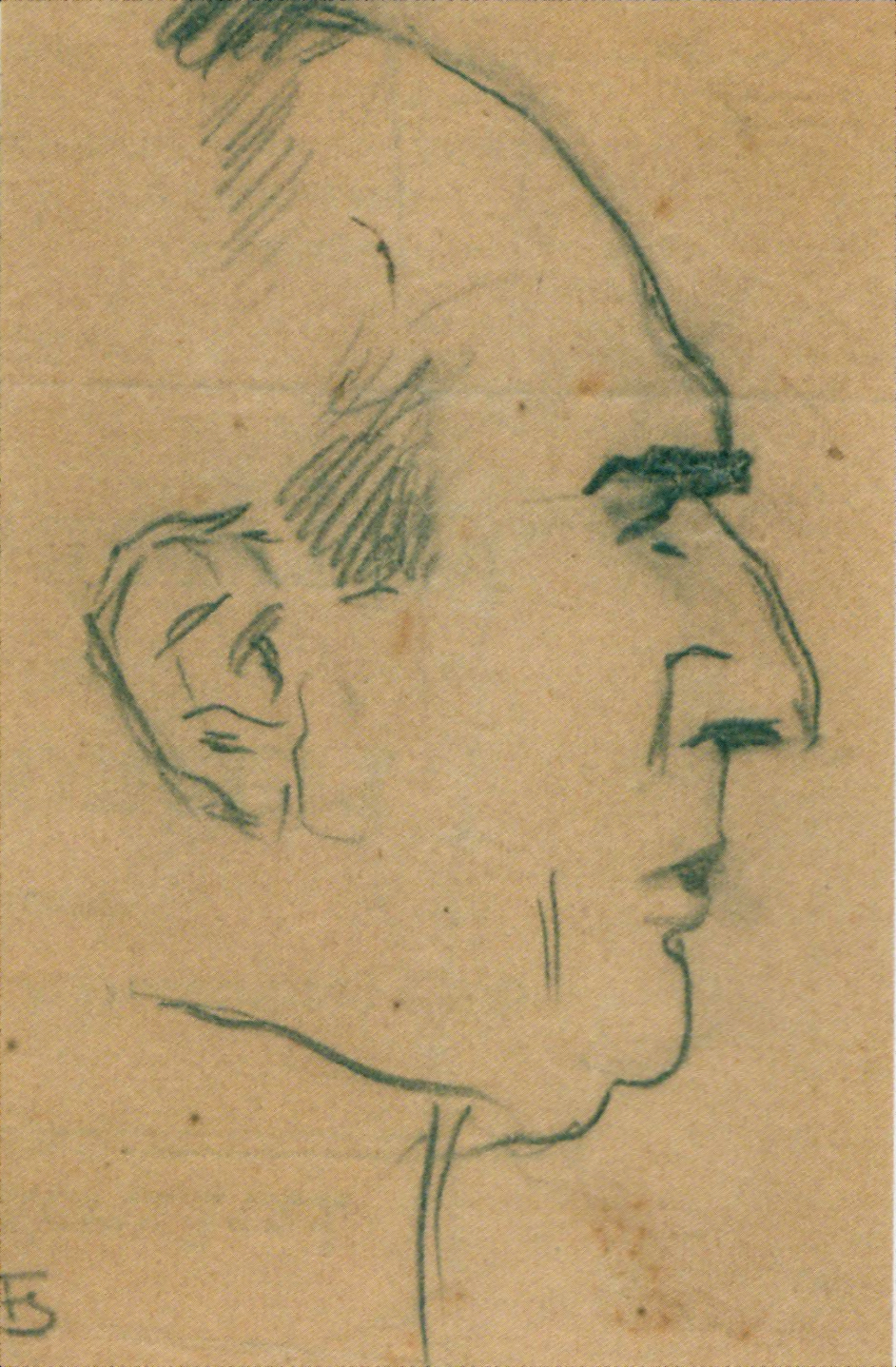
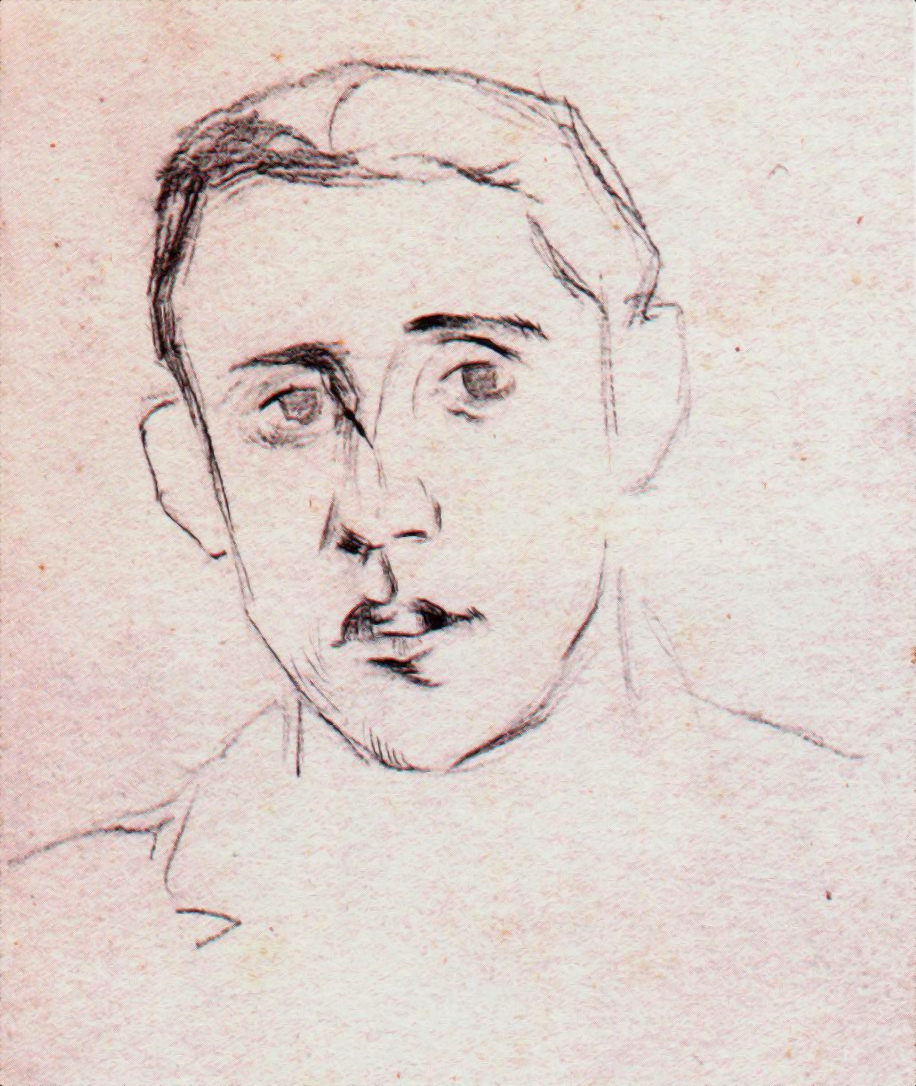
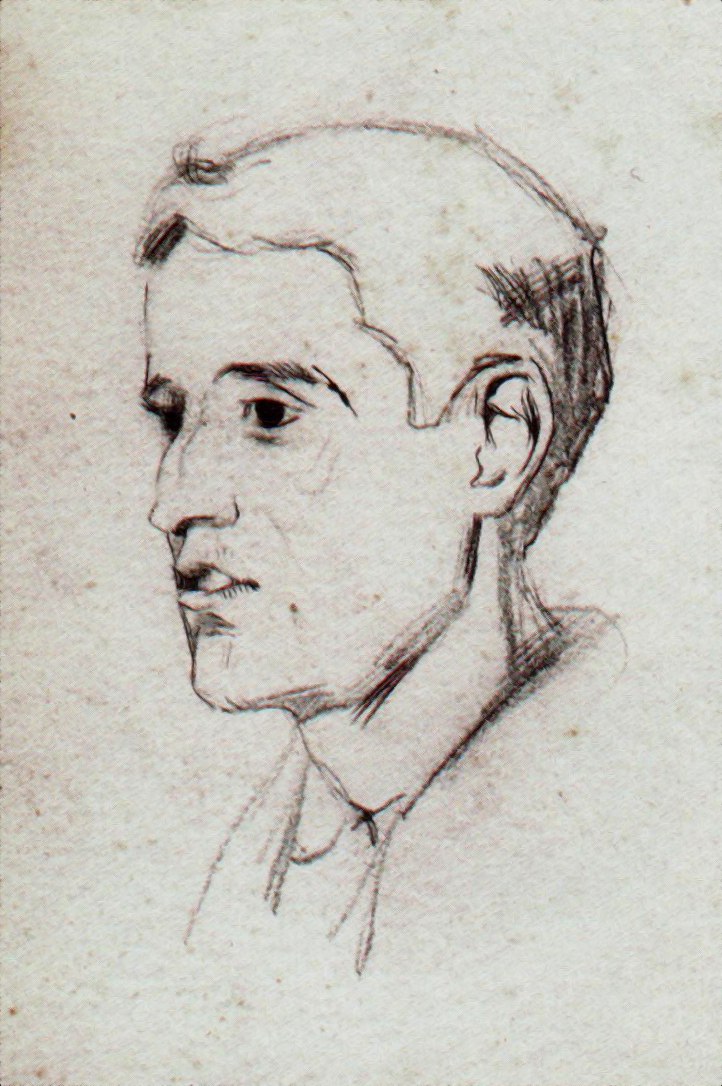
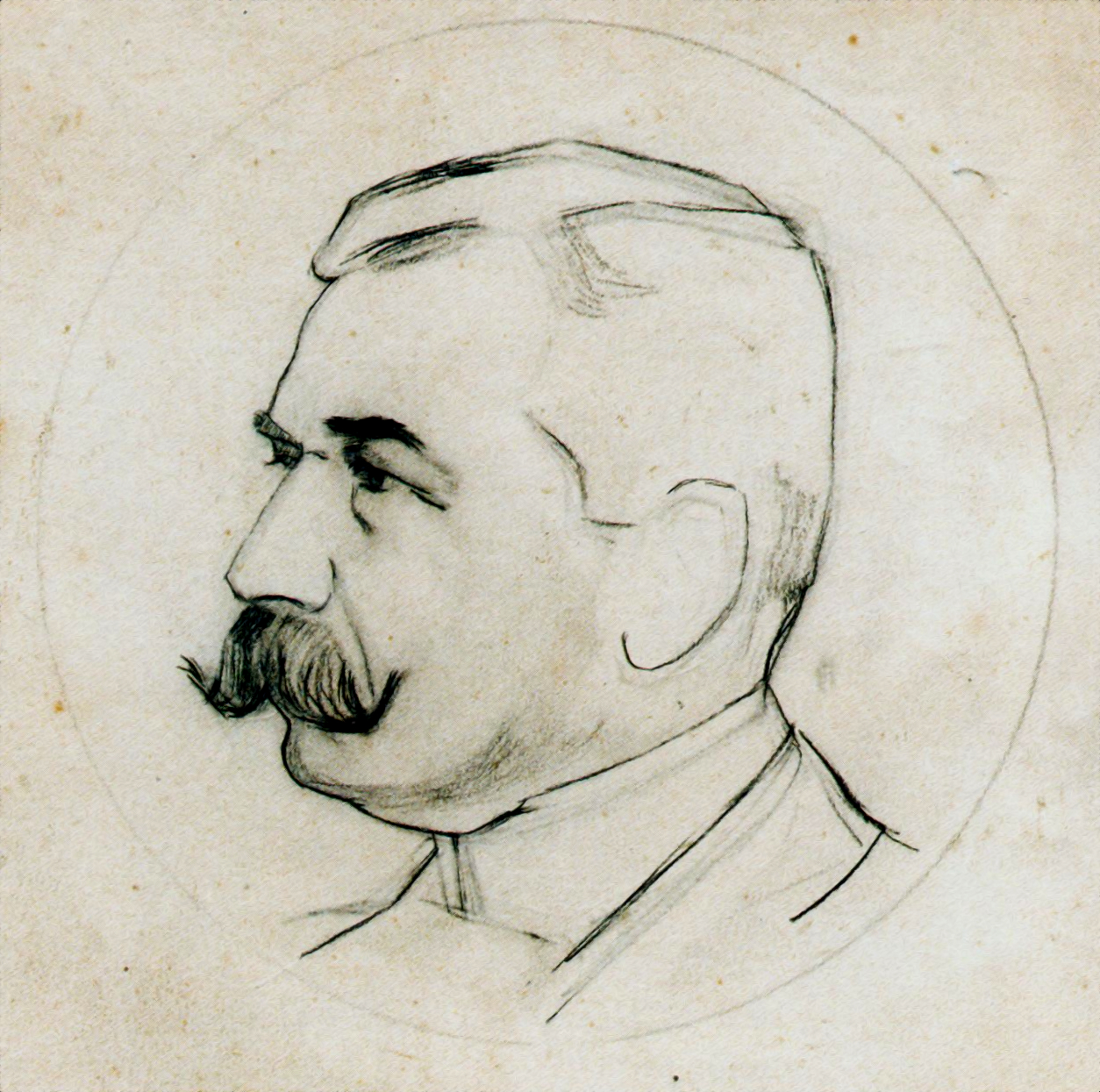
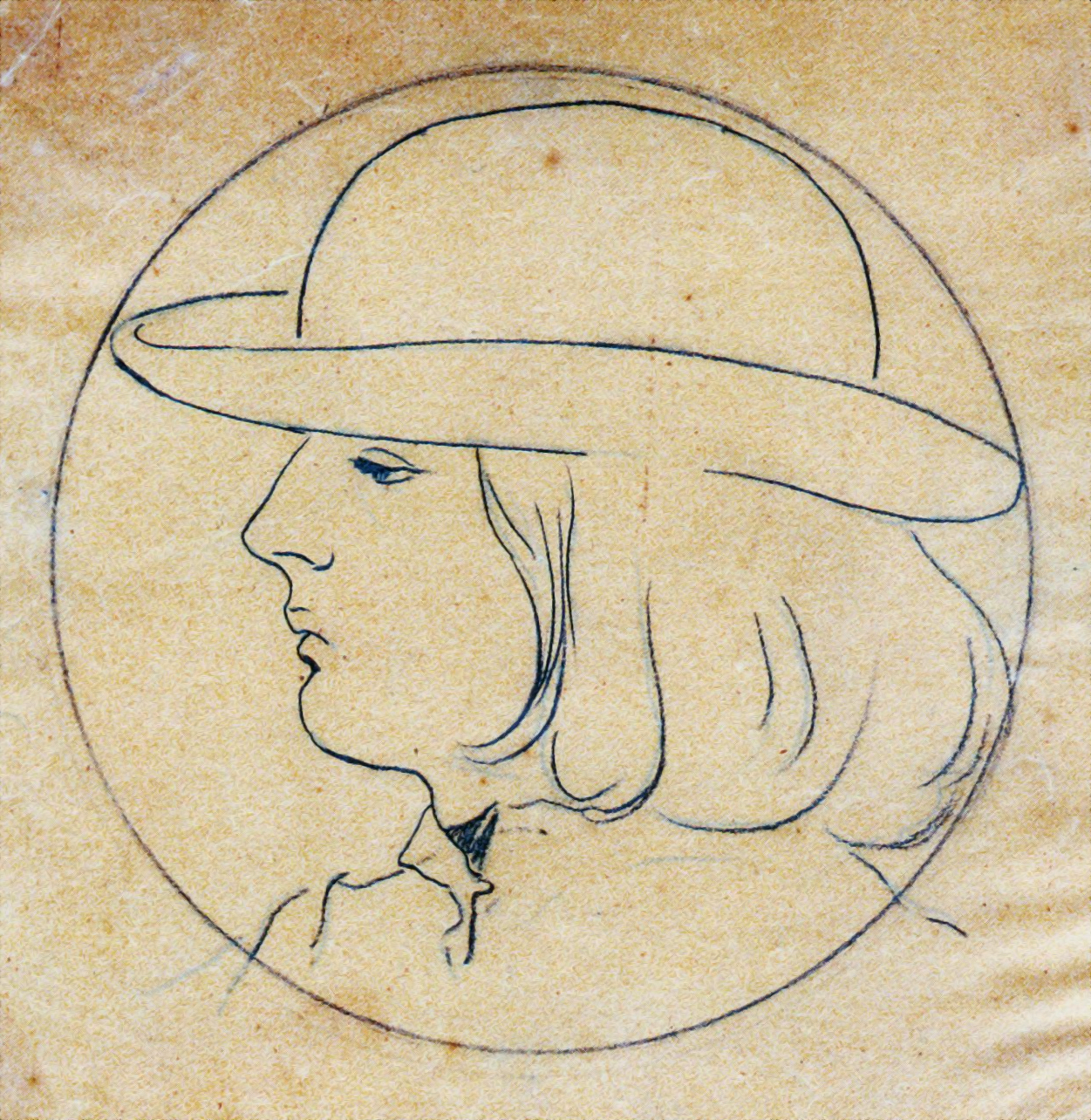

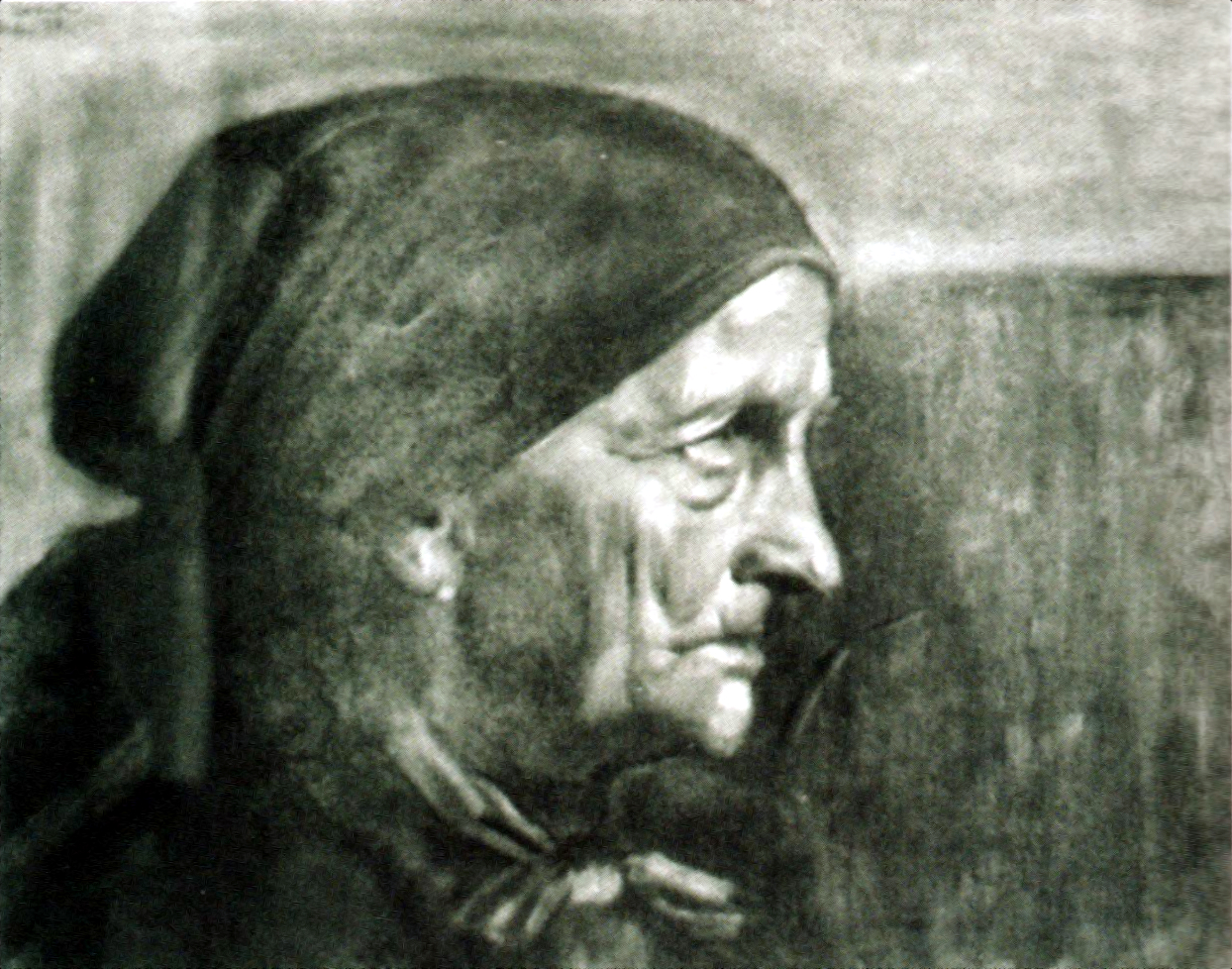
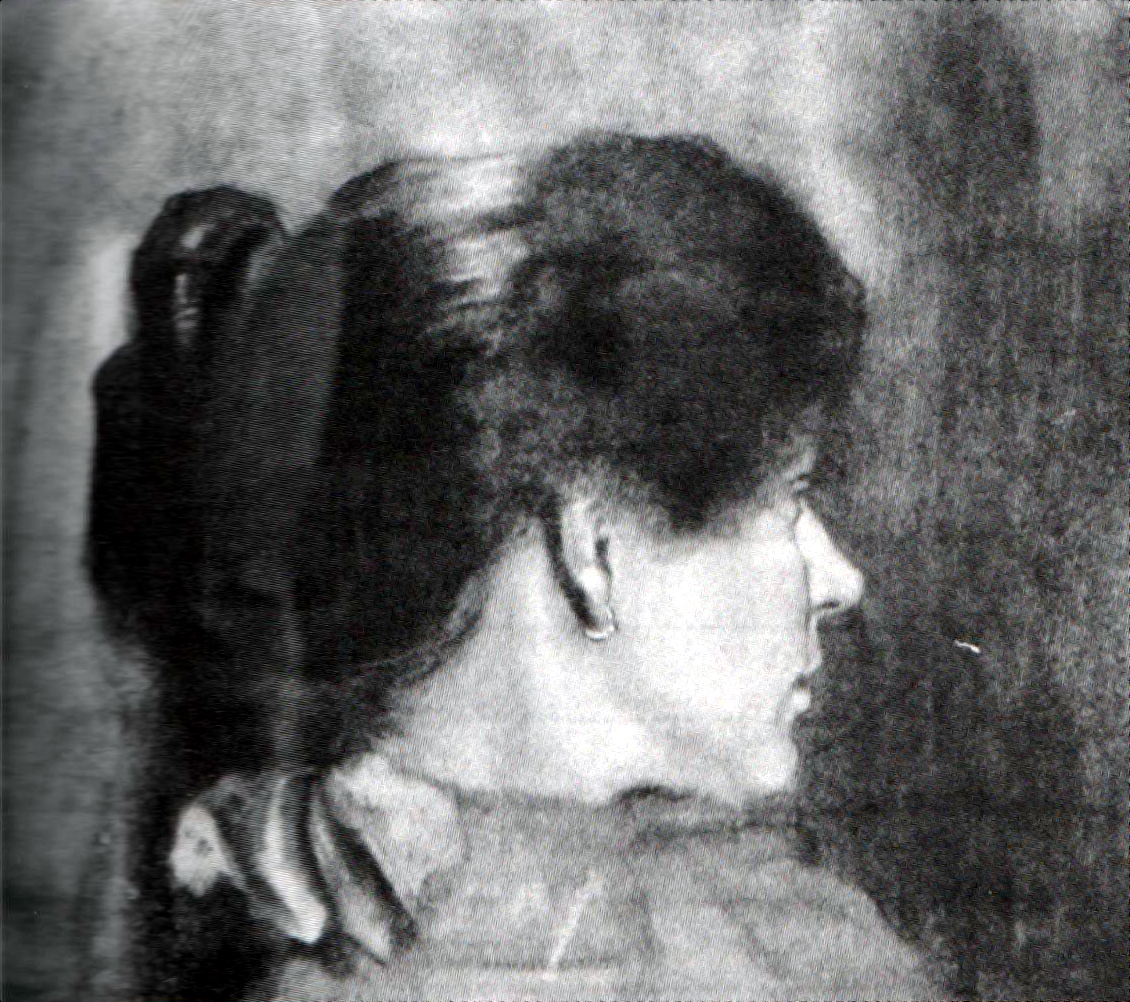
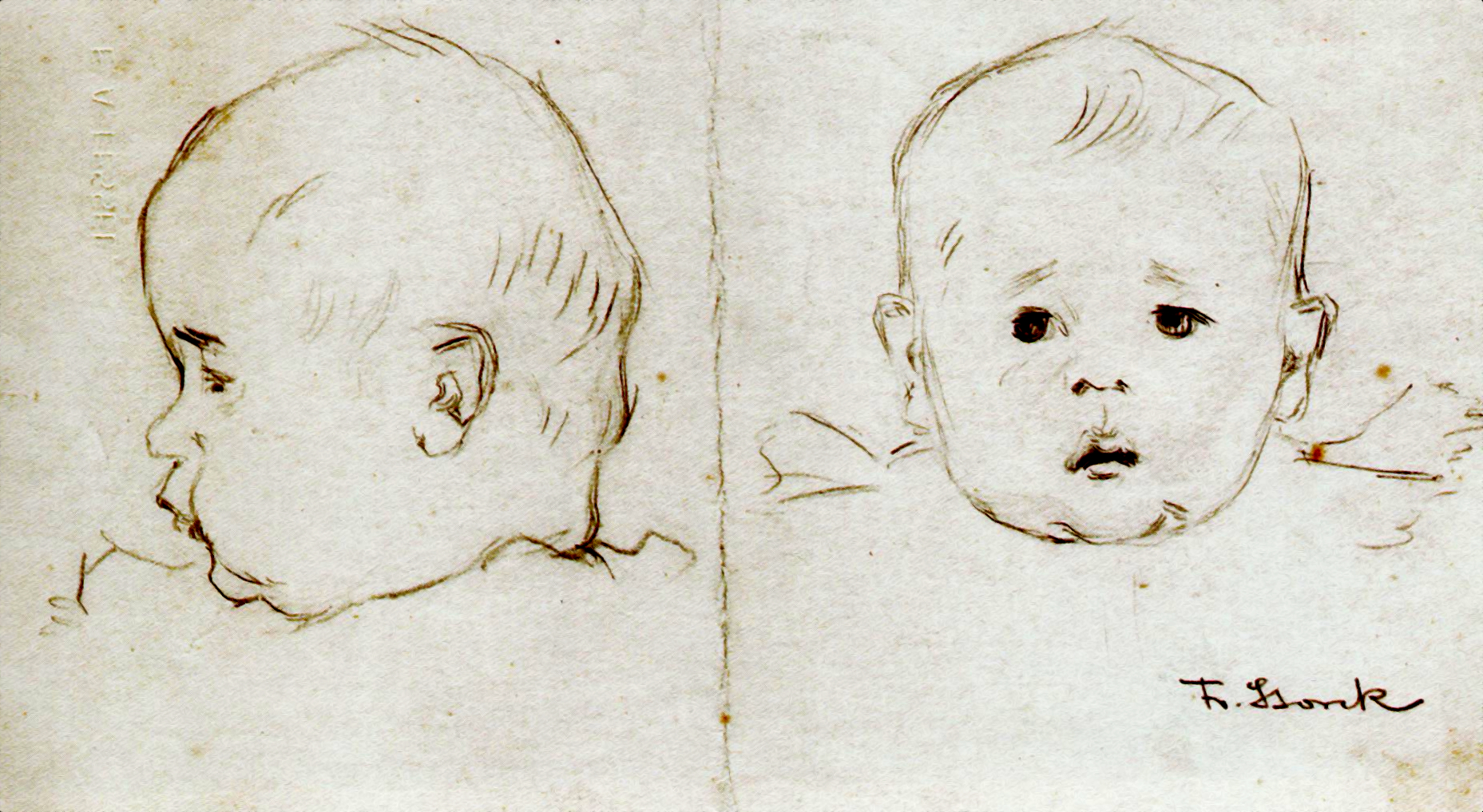
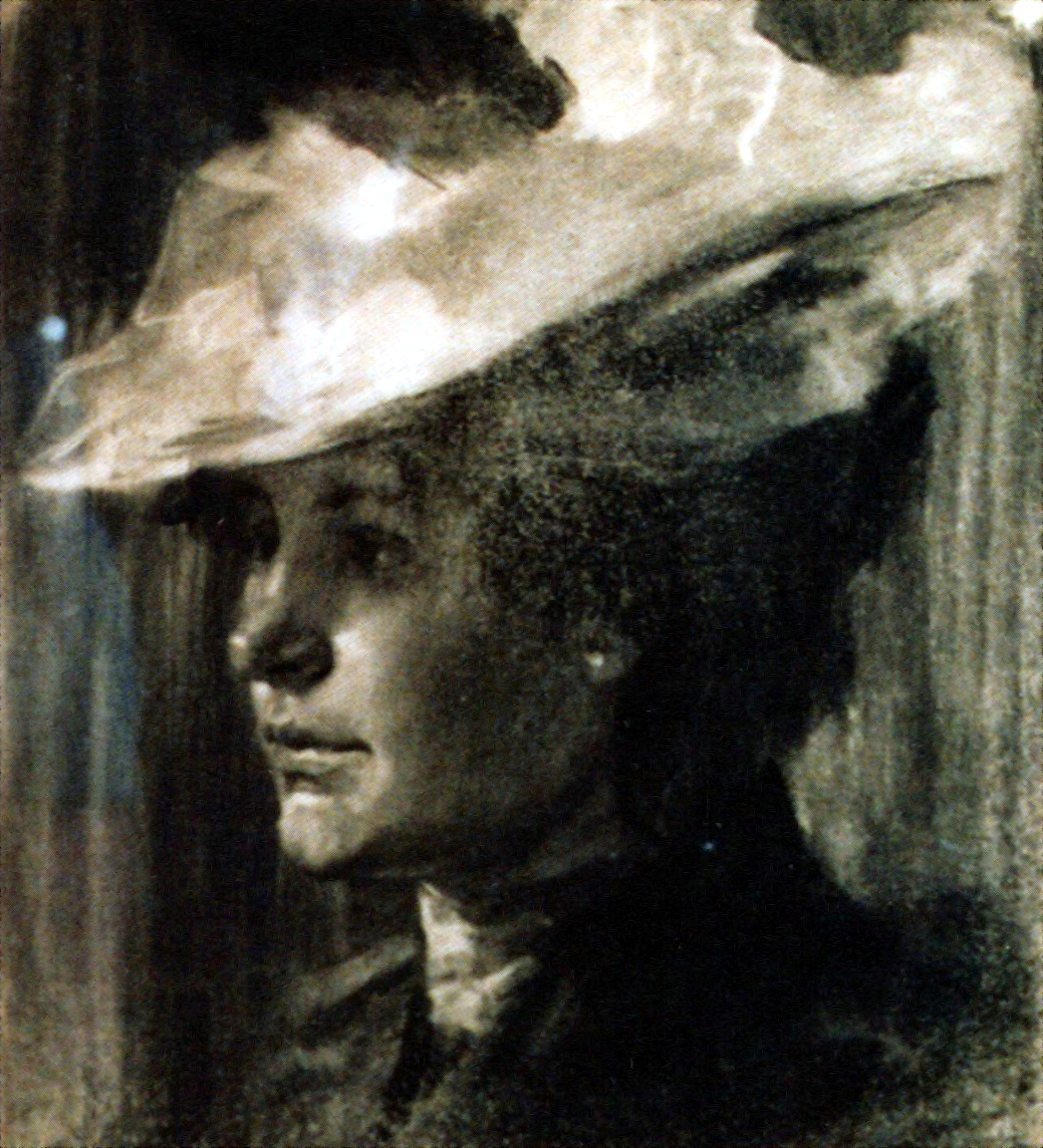

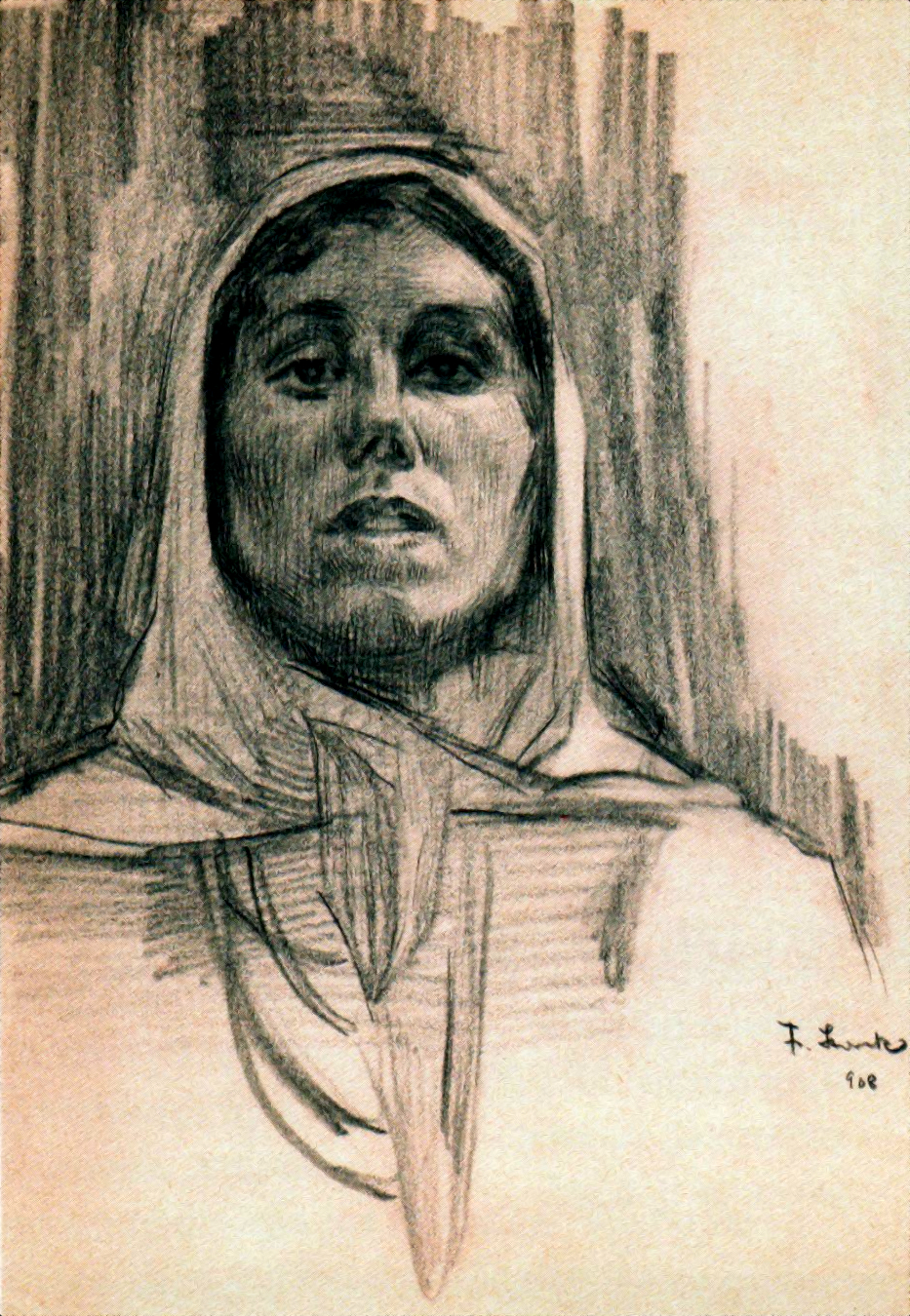
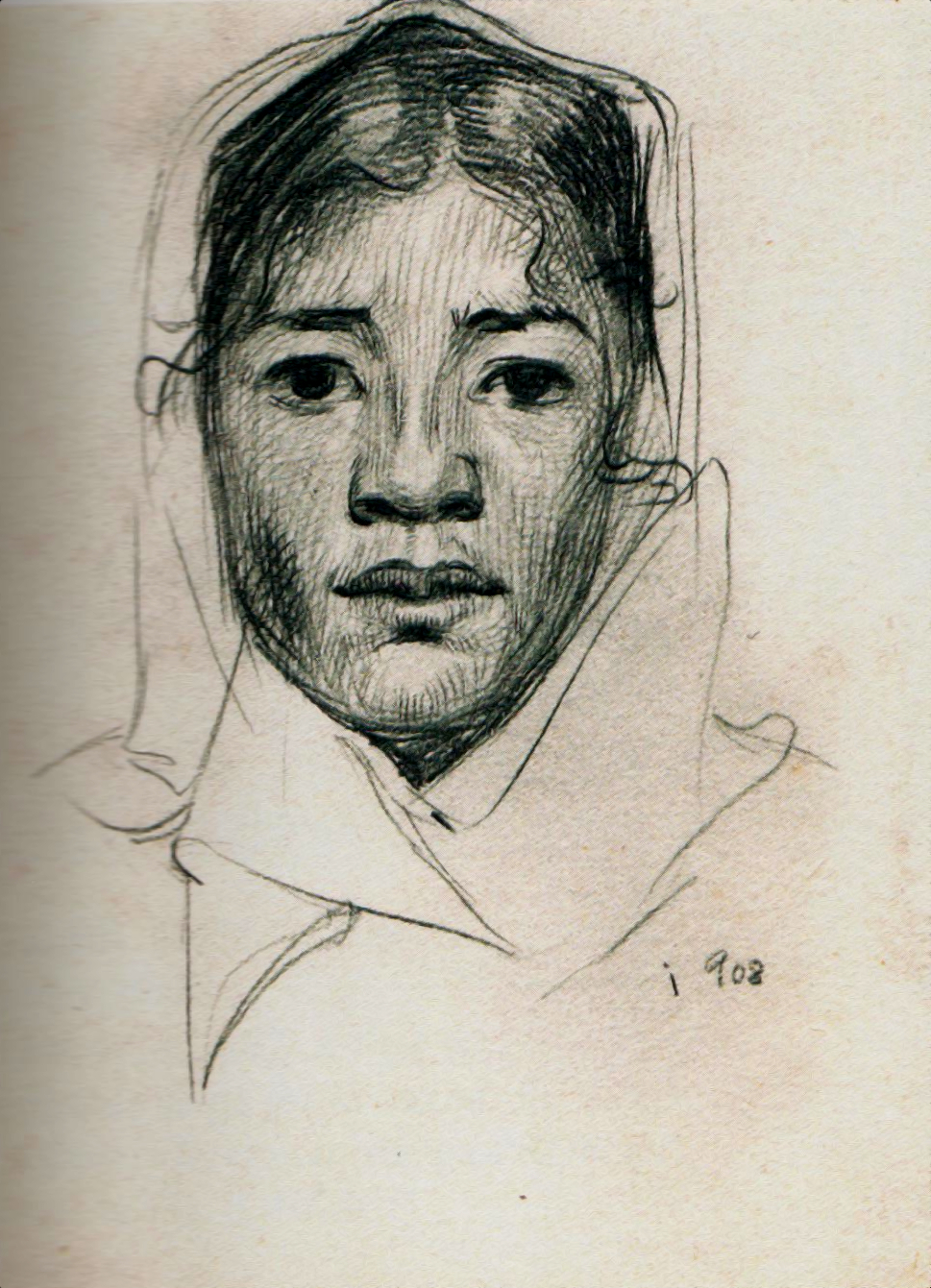
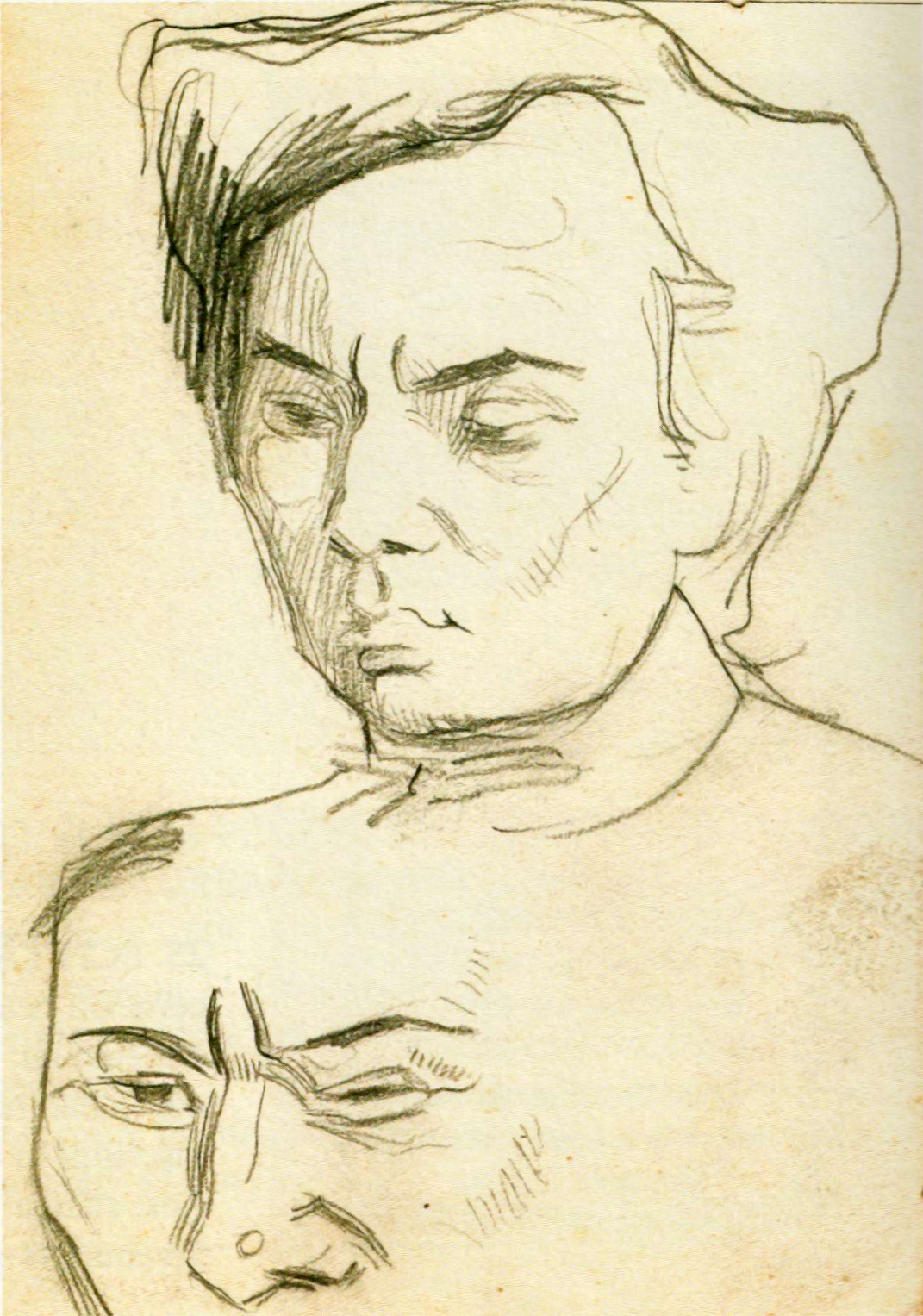
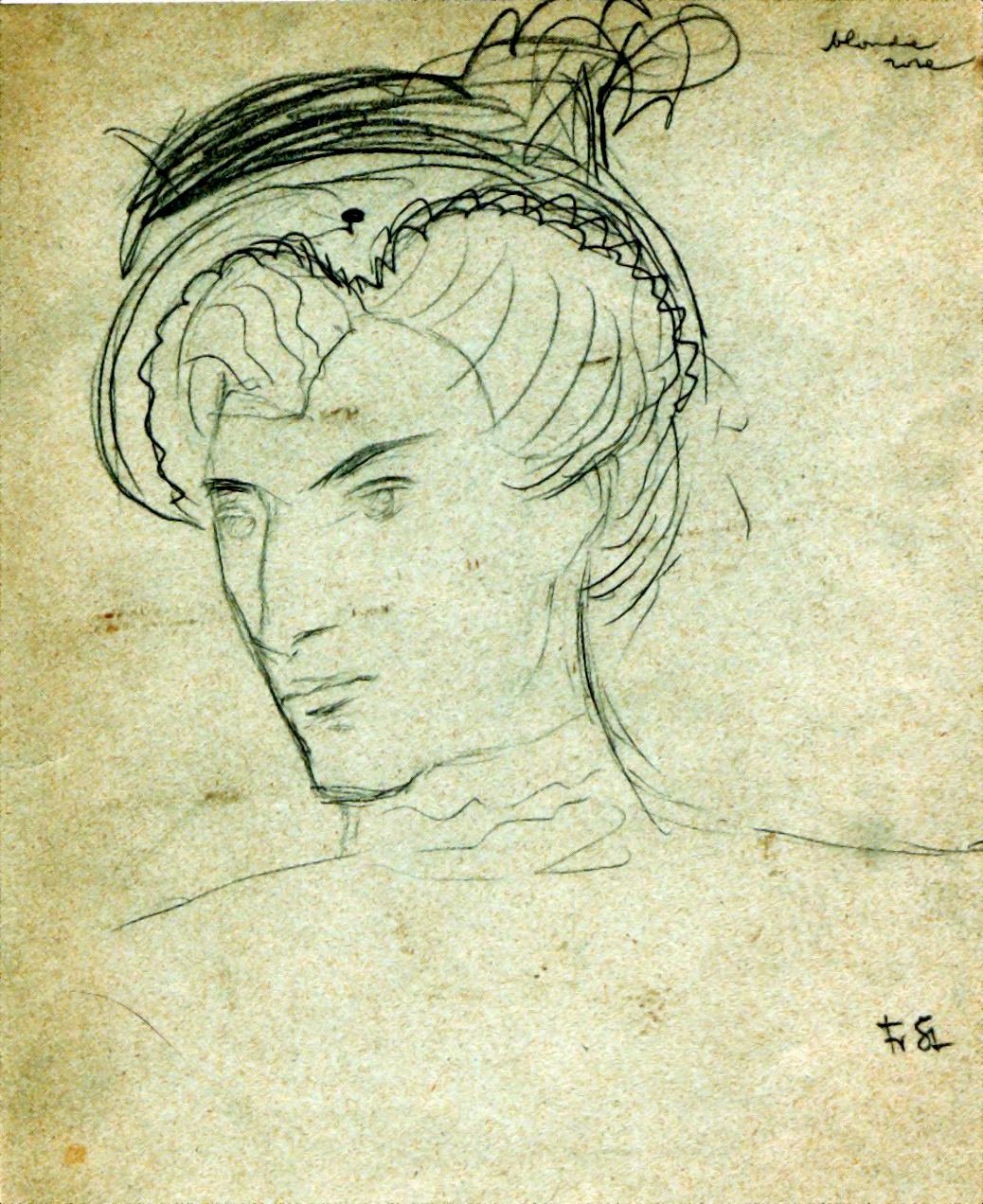
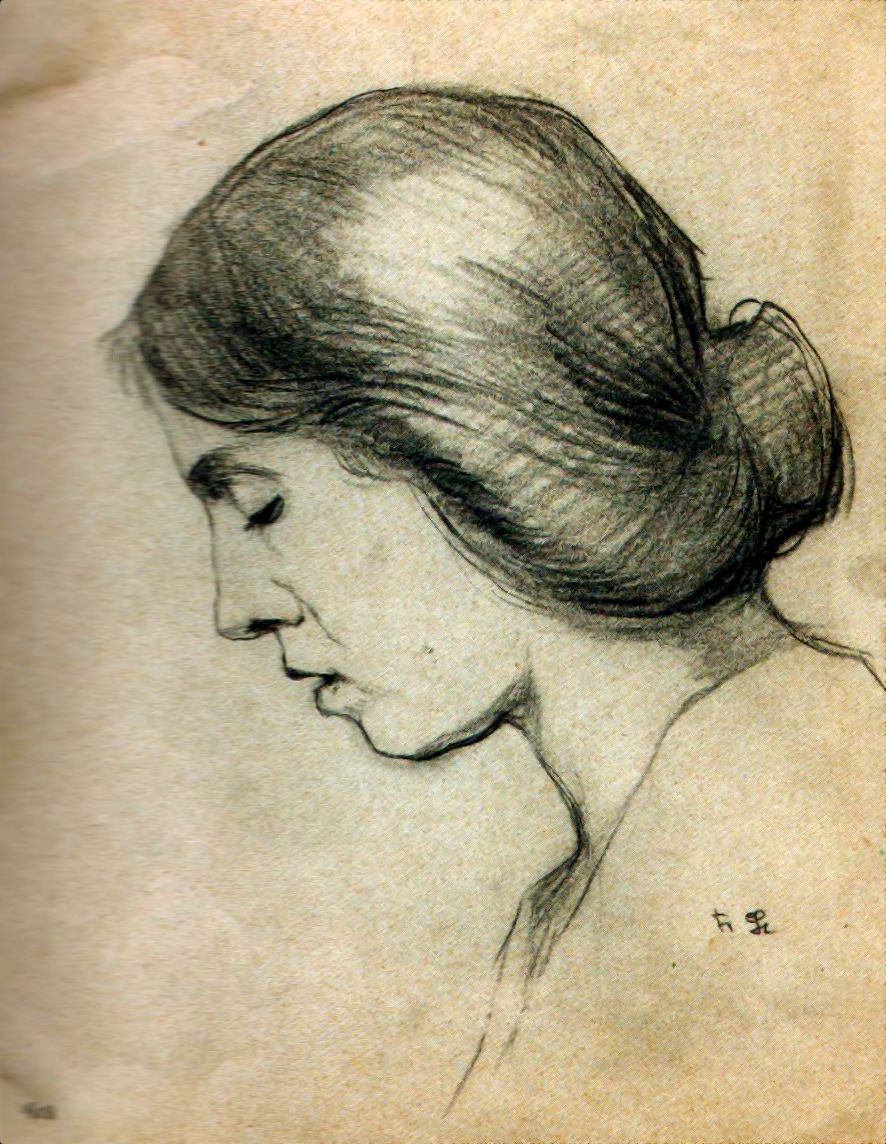
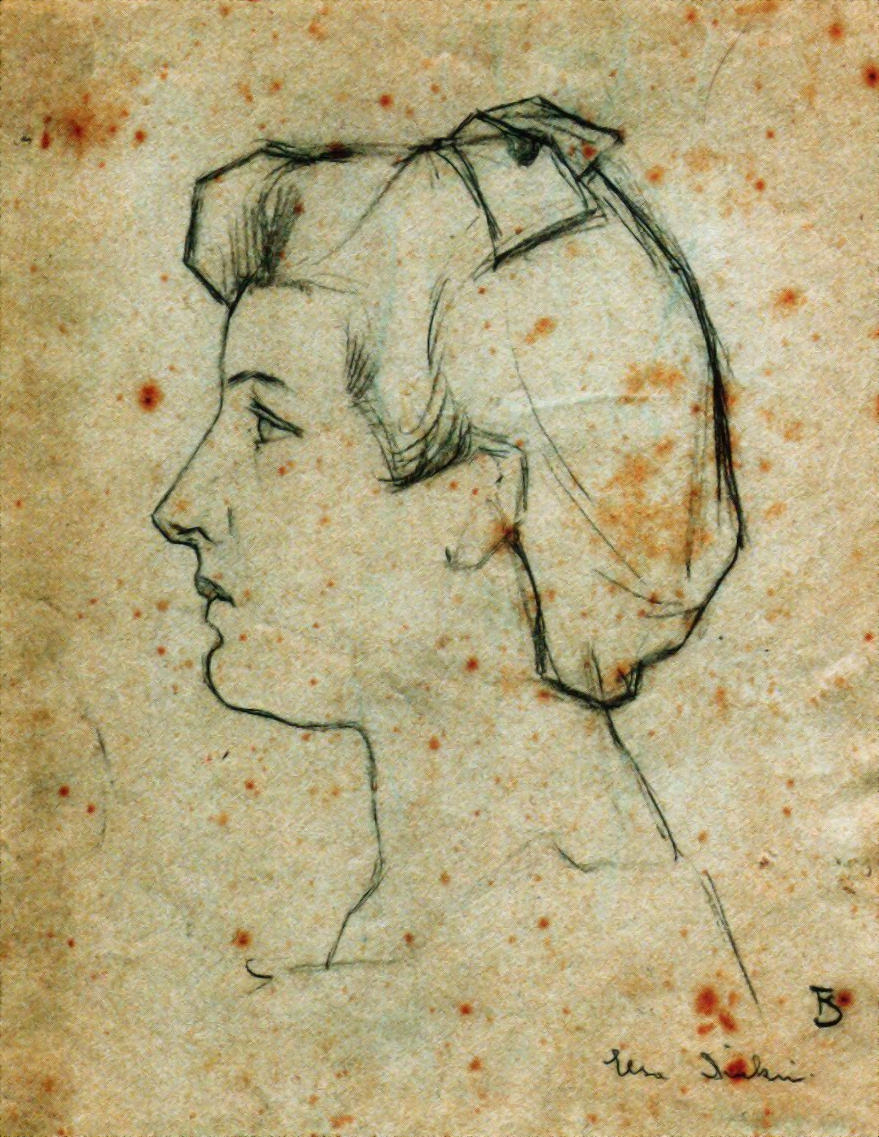
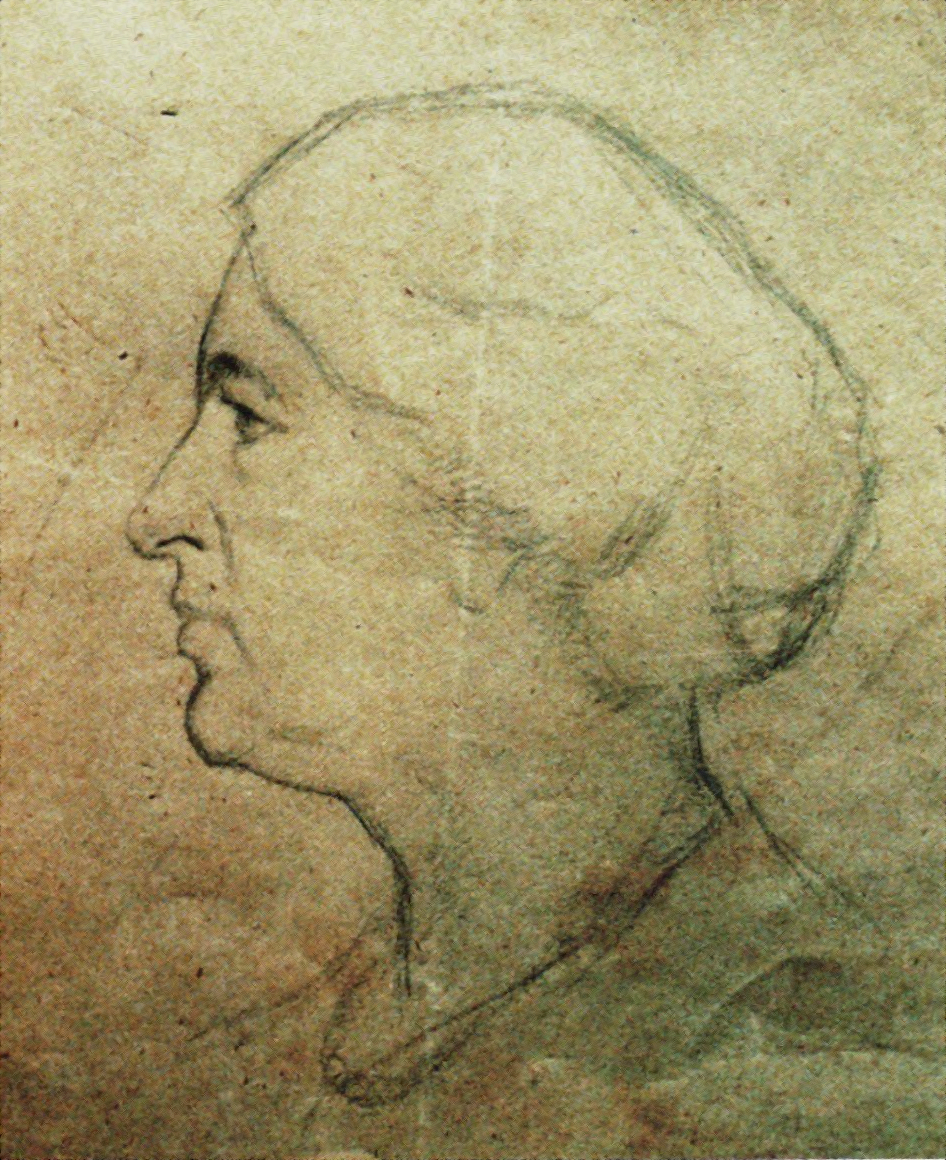

Multe portrete le-a realizat pentru prietenii săi, așa cum sunt busturile lui Kimon Loghi, Octav Băncilă de la Galeria Națională, Boskoff  și Macedonski de la Muzeul Storck etc. A făcut și mai multe autoportrete și busturi ale membrilor familiei sale. A mai făcut zeci de lucrări de natură funerară la Cimitirul Bellu și chiar grupuri alegorice ca cele de la Monumentul lui Jules Florian (1910) sau cel al lui Luca Niculescu. Ținând cont de însușirile artistului de mare desenator și observator al trăsăturilor umane, numeroase din lucrările lui de acest gen sunt admirabile opere de artă și printre cele mai semnificative din sculptura românească.
A executat, într-o viziune clasică și cu un accentuat simț pentru rolul detaliului, portrete remarcabile Anastase Simu, regele Carol I al României, Regina Elisabeta, Florica Condrus,, Spiru Haret, Nicolae Minovici, Ion Ghica, Ionescu-Gion etc. Unele au influențe rodiniene, cum este lucrarea Castaldi (expus la Veneția în anul 1906), Sanda și Alexandrina care amintesc de portretele Renașterii.

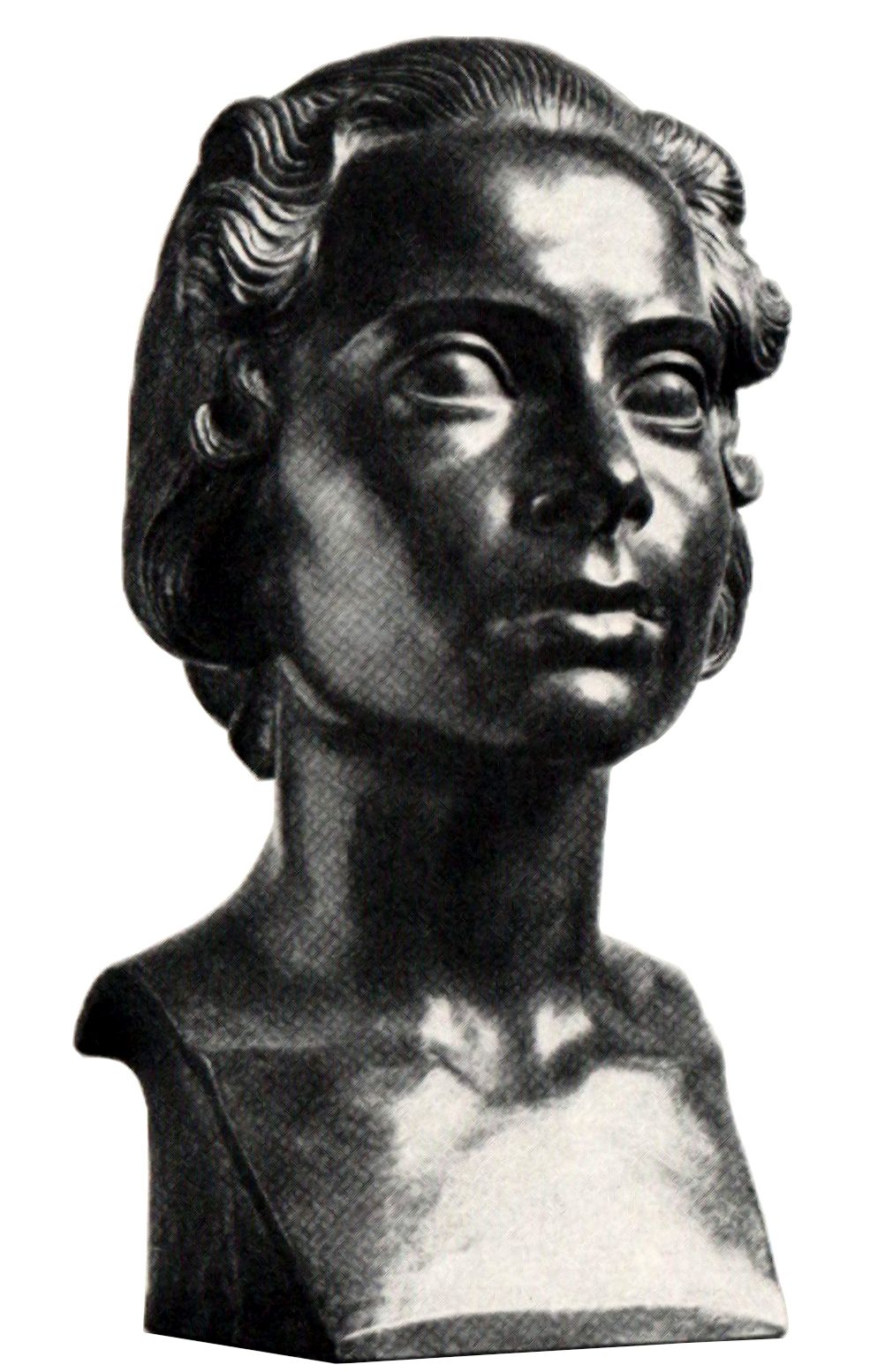
Sanda
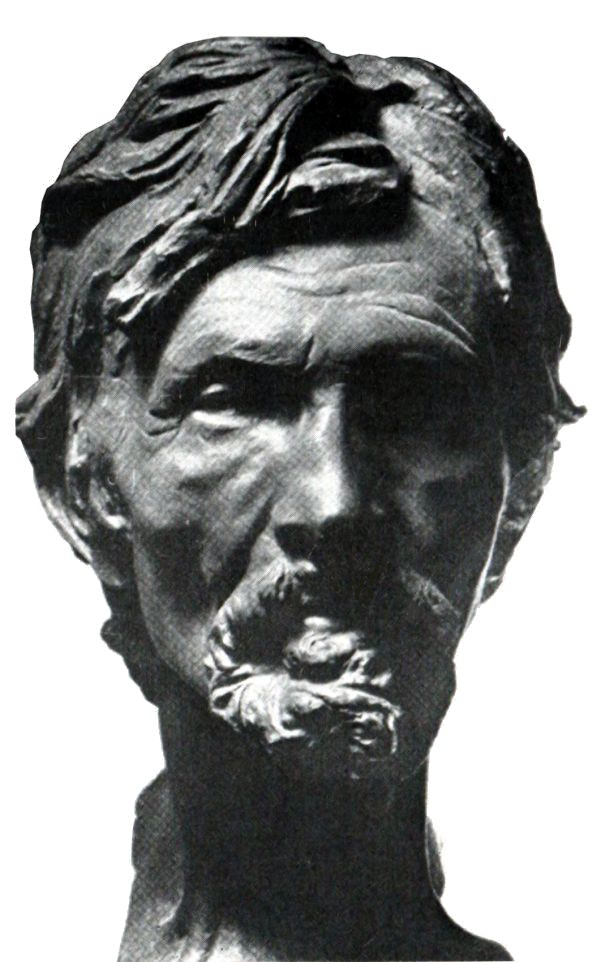
Moș Florea (1) (1902)
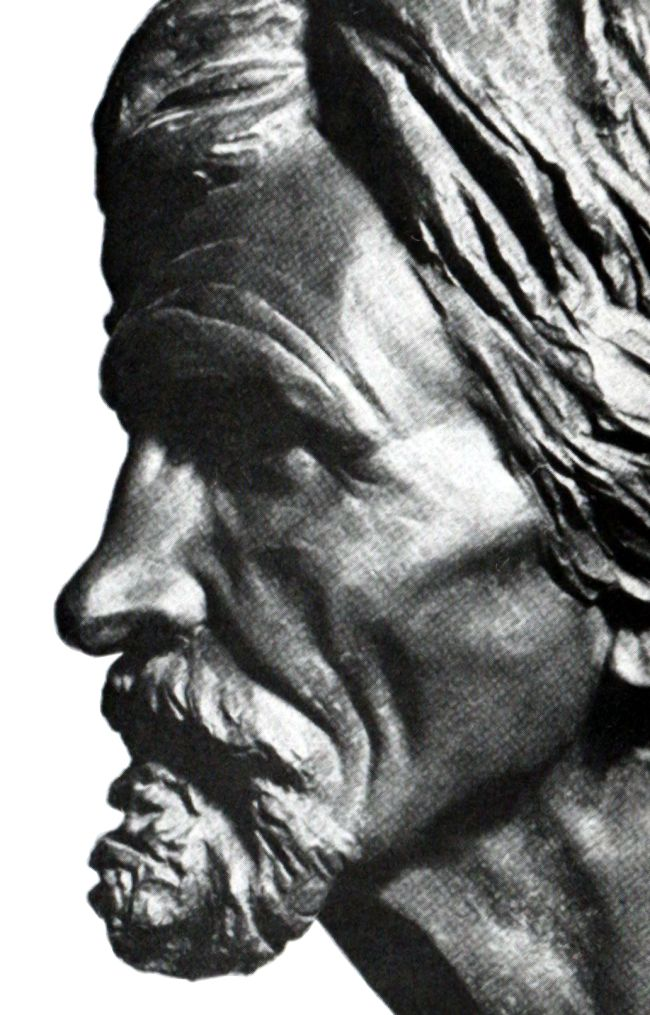
Moș Florea (2)
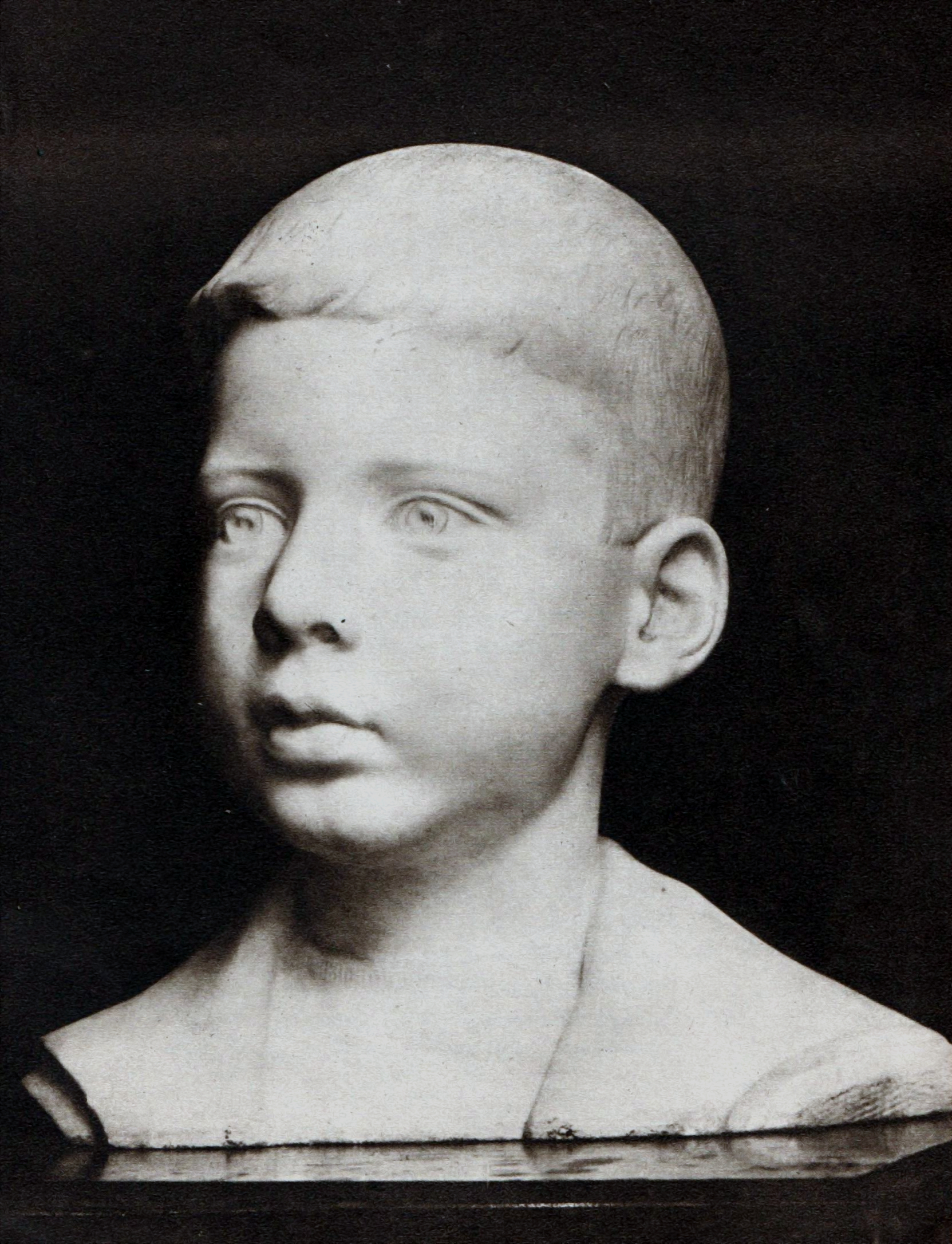
Cap de copil (Carol al II-lea) (1900)
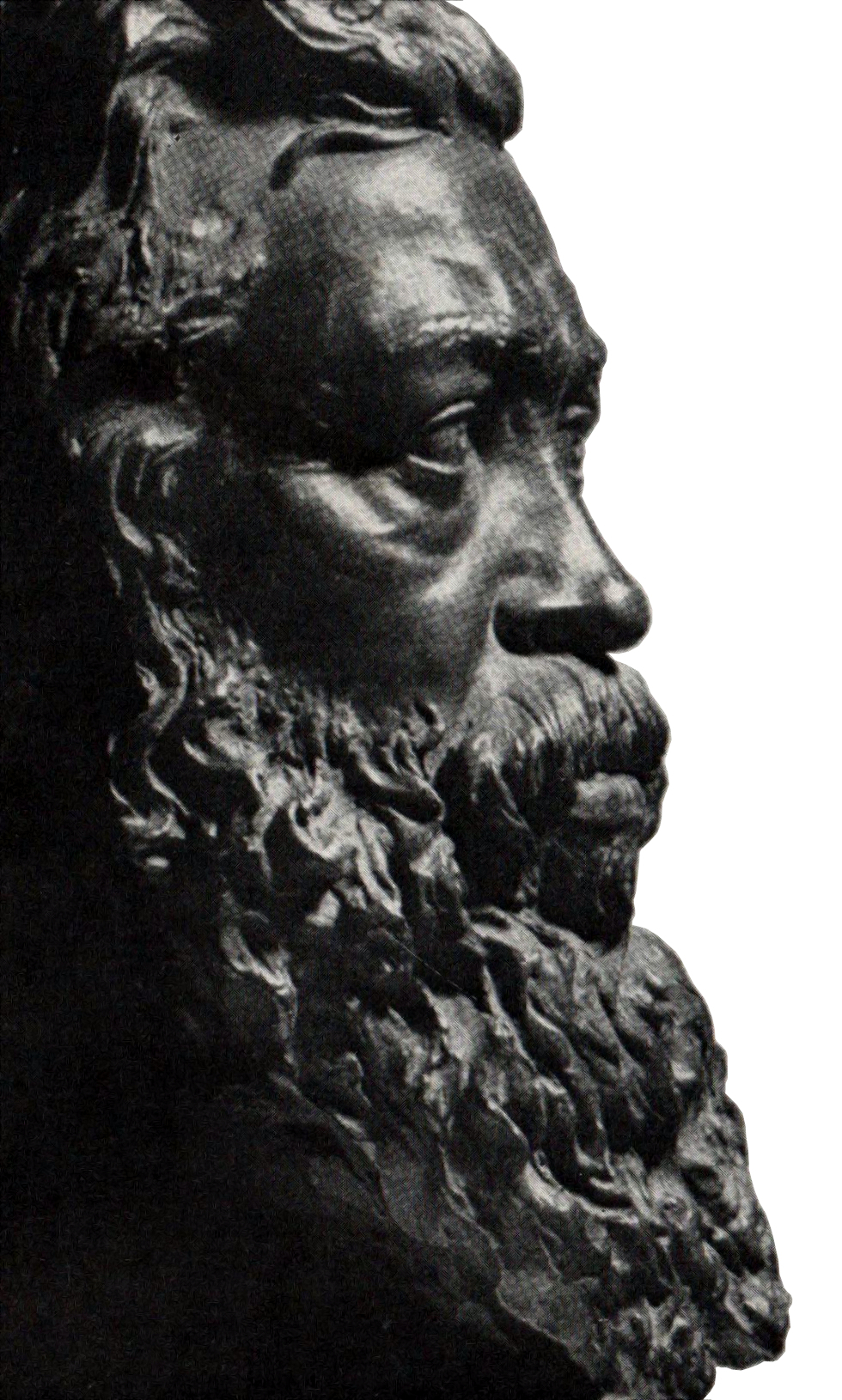
Portret de bărbat
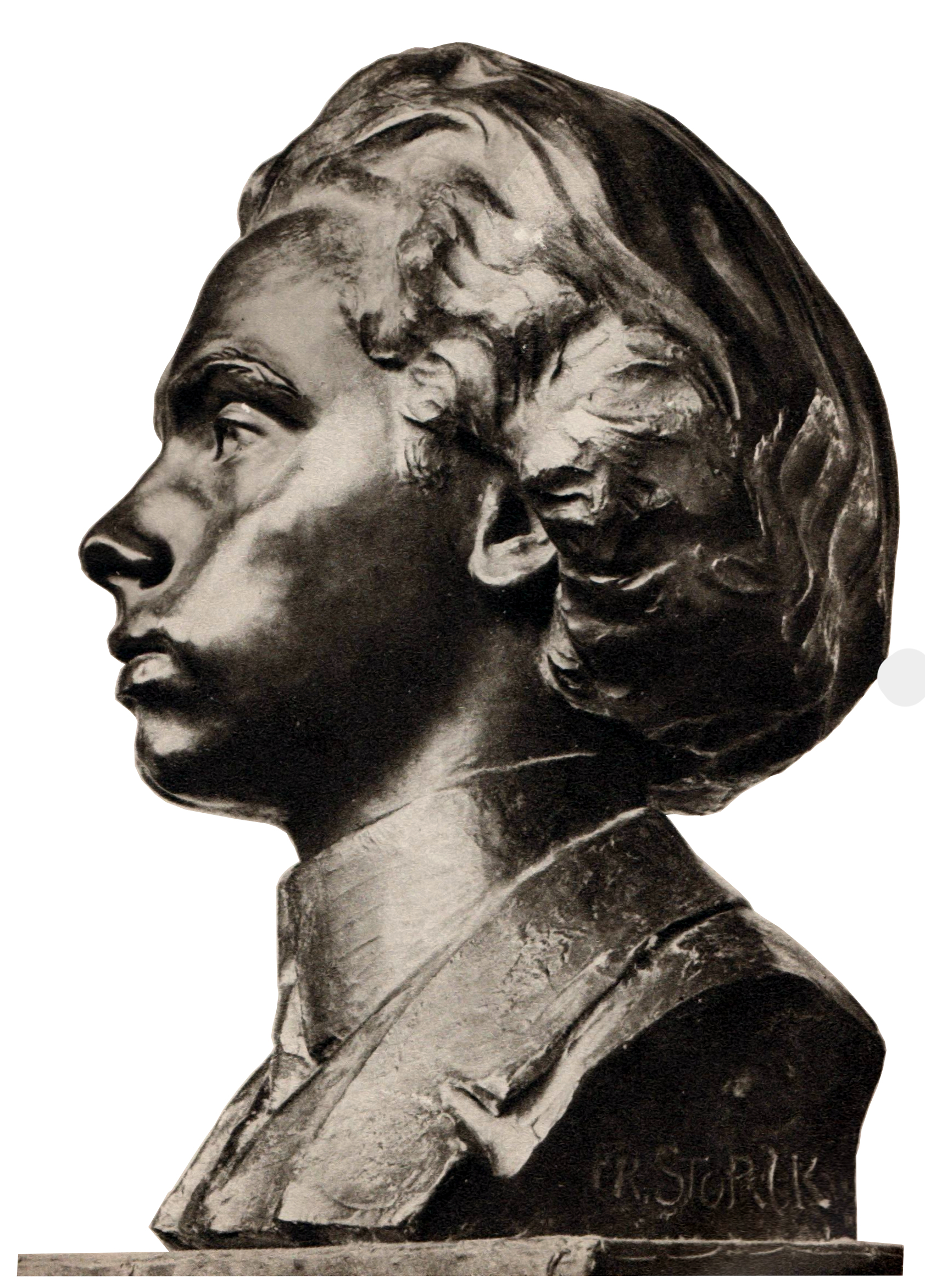
Bosckoff (1906)

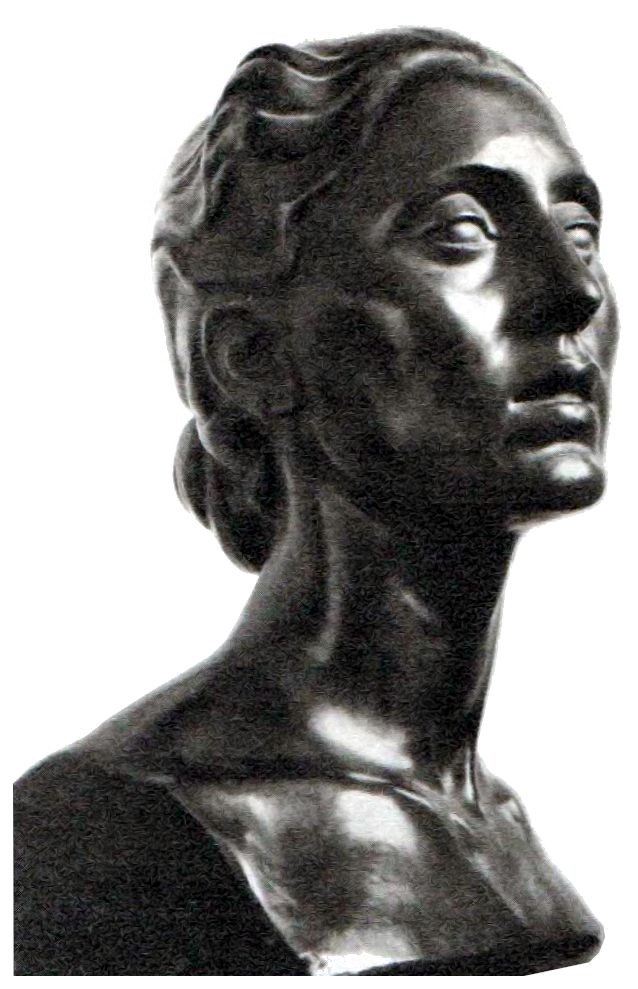
Cap de expresie
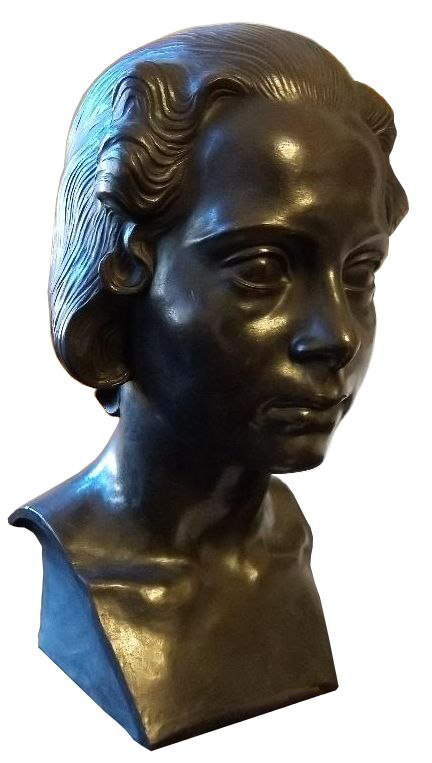
Sanda (1924)
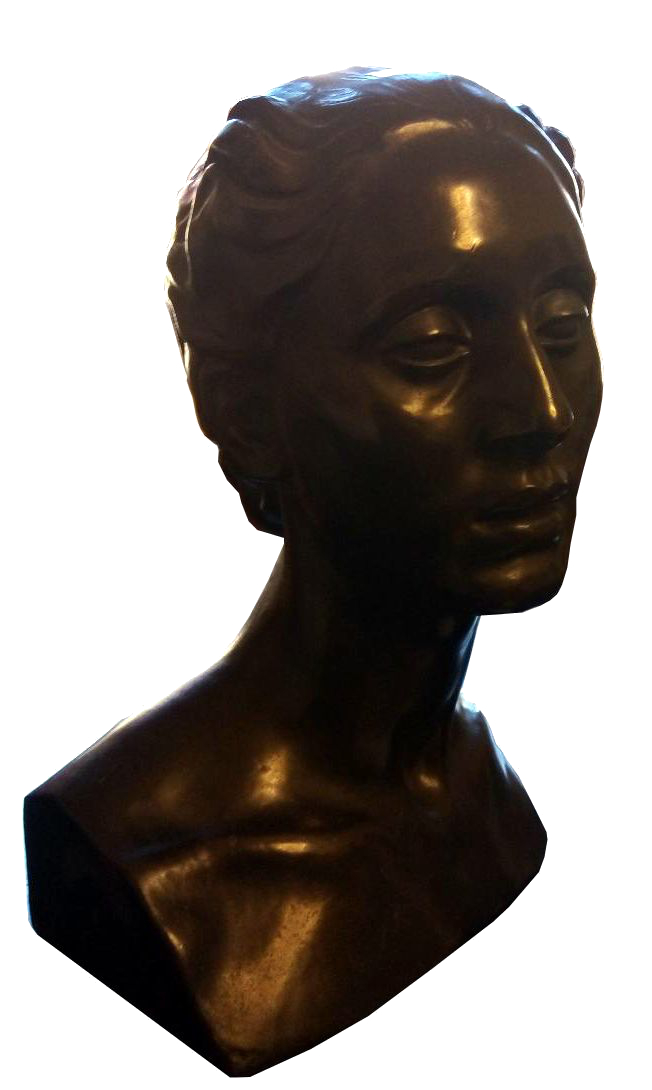
Floarea (1930)
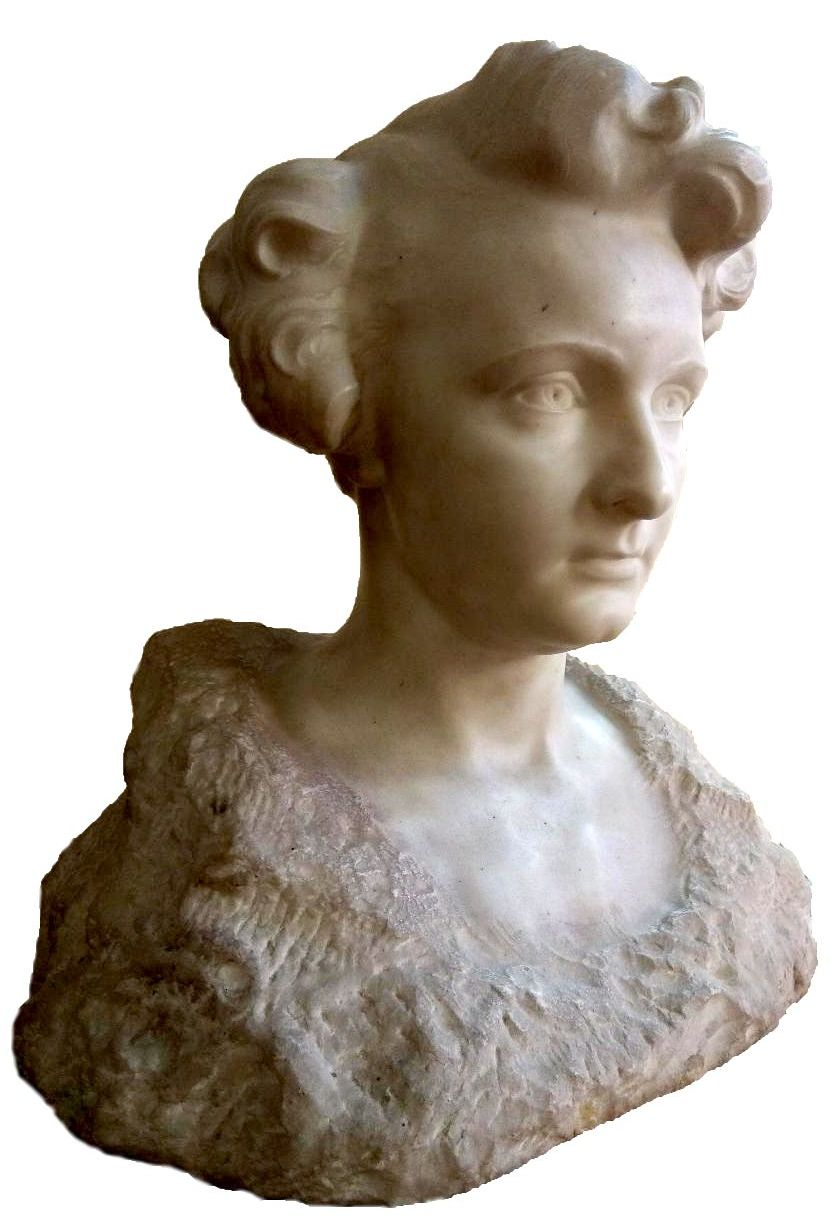
Doamna Dovis (1917)
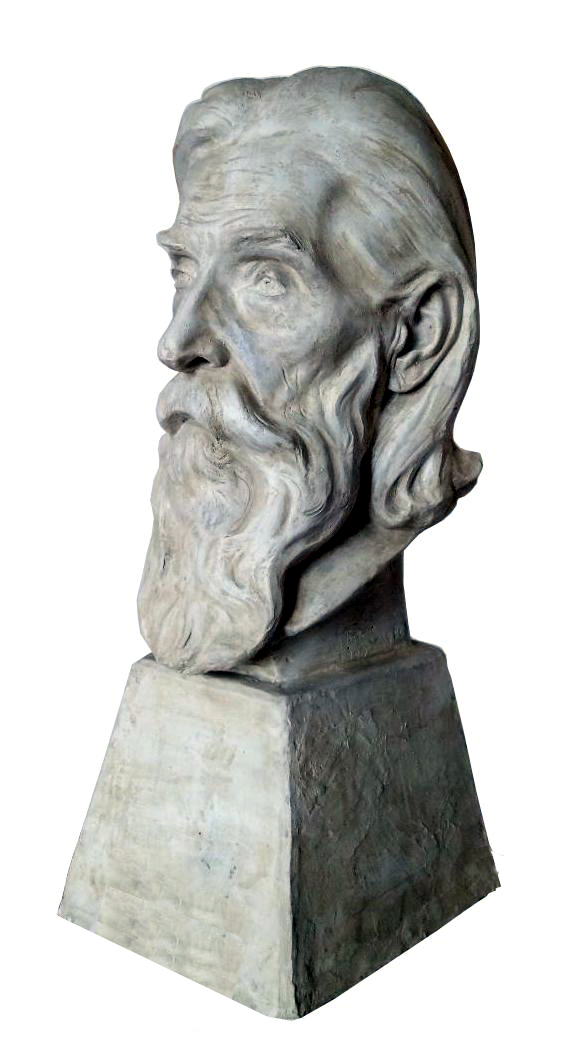
Cap de bărbat (Evanghelist) (1903)
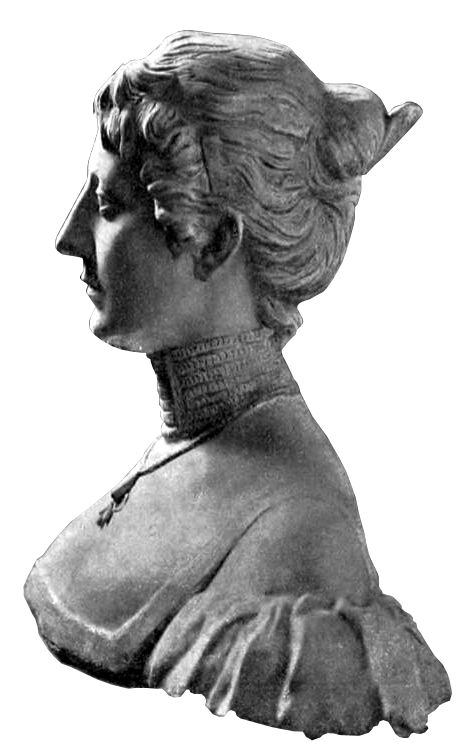
Bust

Artistul a fost atras și de figuri pitorești pe care le-a întâlnit în viată. A realizat astfel numeroase lucrări pe care le-a modelat cu realizarea omenescului cu expresive exteriorizări. Așa sunt Moș Costache și Moș Florea, amândoi cu obrajii brăzdați. Unuia i-a făcut portretul și altuia o statuetă, ambele în variante bronz și marmură.

### Plachete, medalii și basoreliefuri
Albumul Lilianei Vârban & Co: Catalogul operelor de artă ale artiștilor din familia Storck aflate în Muzeul Frederic Storck și Cecilia Cuțescu Storck - Sculptorii Storck, Sculptură plachete și medalii, grafică, pictură din 2006, conține șaizeci și nouă de imagini cu numeroase plachete, medalii și basoreliefuri turnate în bronz sau mulaje în ghips ale acestora. Ele reprezintă membri ai familiei - Jeanna Storck, Frederike Storck, Maria Storck, Rosa Storck, Iulia Storck, autoportrete, figuri biblice - mulajele în ghips ale Evangheliștilor casei Victor Stăuceanu din București, Chriști, Sfântul Gheorghe, Sfânta Elisabeta, compoziții aniversare și portrete ale unor personalități ale epocii sau istorice ca Mihai Viteazul, Marie și Erhard Wolf, Alfred Lowenbach, Emil Miclescu, Elsa Dickin, Frantz Szallay, Dimitrie Gerota, Mauriciu Blank, Augusta Dickin, Dimitrie Sturdza, Familia Capșa, d-na general Fălcoianu, Louis Basset, Thoma Ionescu, Nicolae Grigorescu, Ioan N. Lahovary, Carol Davila, Alexandru Steriade, Florica Condrus, Nicolina Nicolescu, Friedel Goetsche etc.

Plachete, medalioane și medalii realizate de Frederic Storck
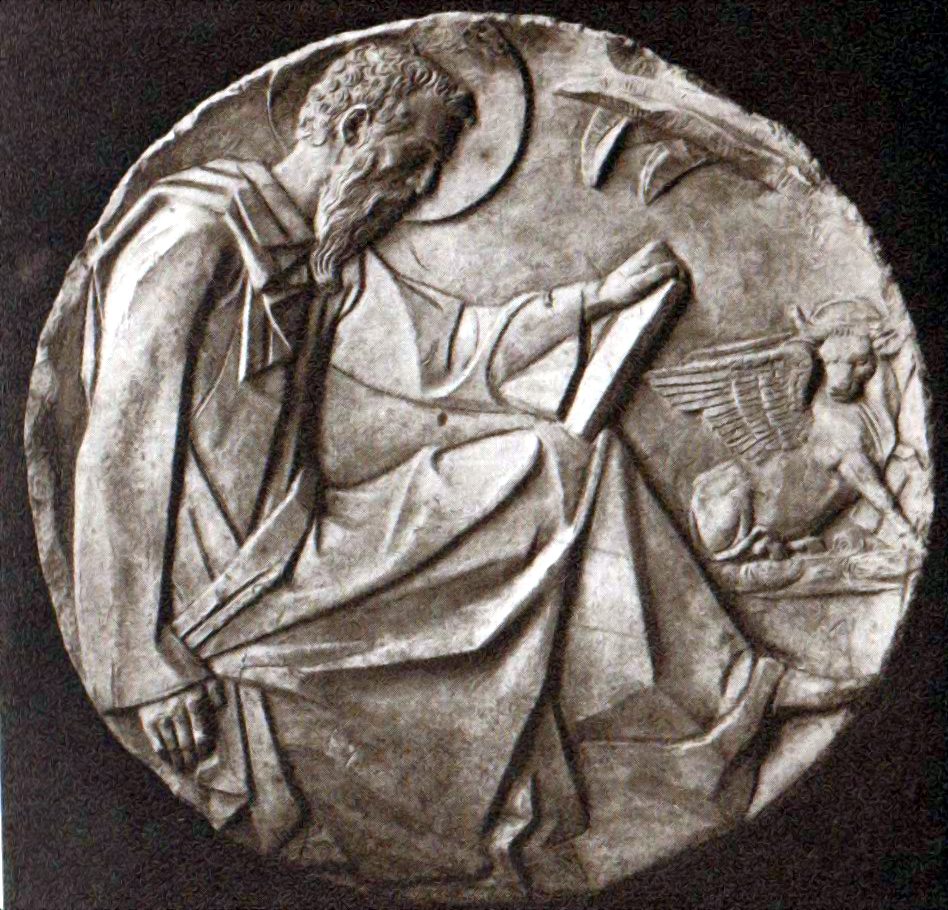
Evanghelistul Marcu (1906) turnată în bronz pentru casa Victor Stăuceanu din București
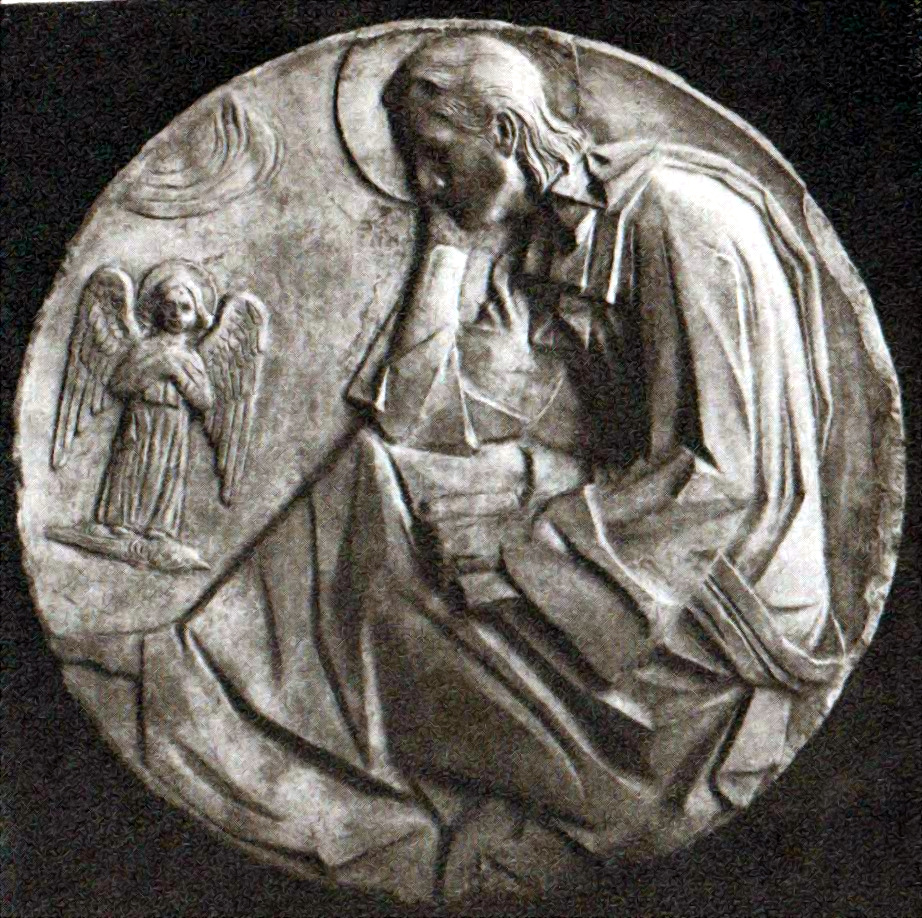
Evanghelistul Matei (1906) turnată în bronz pentru casa Victor Stăuceanu din București
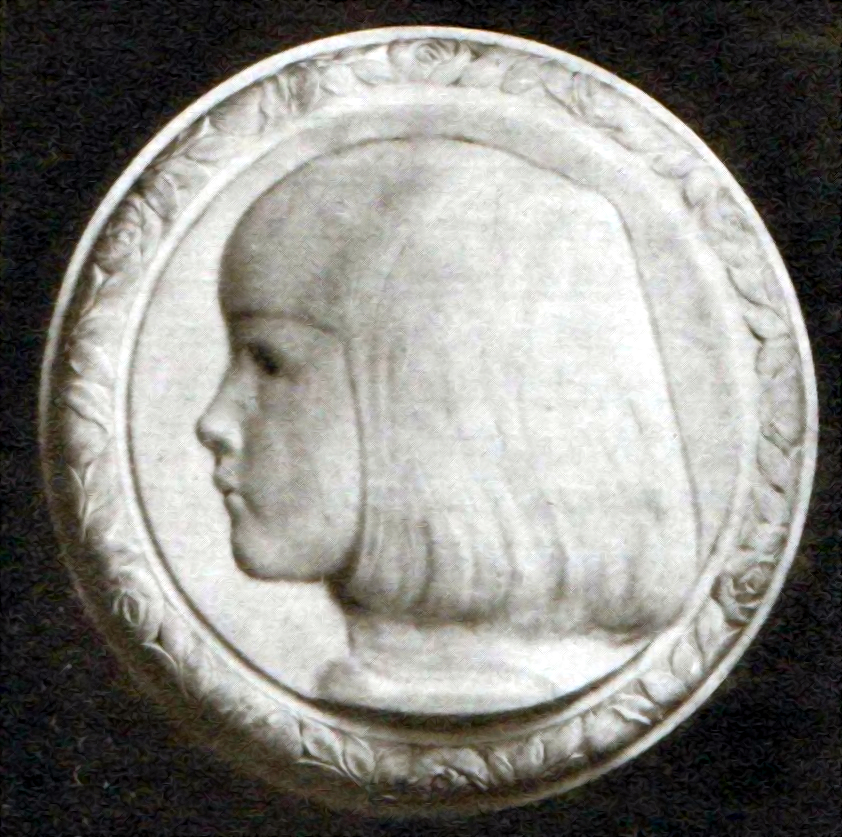
Friedel Goetsche (1908)
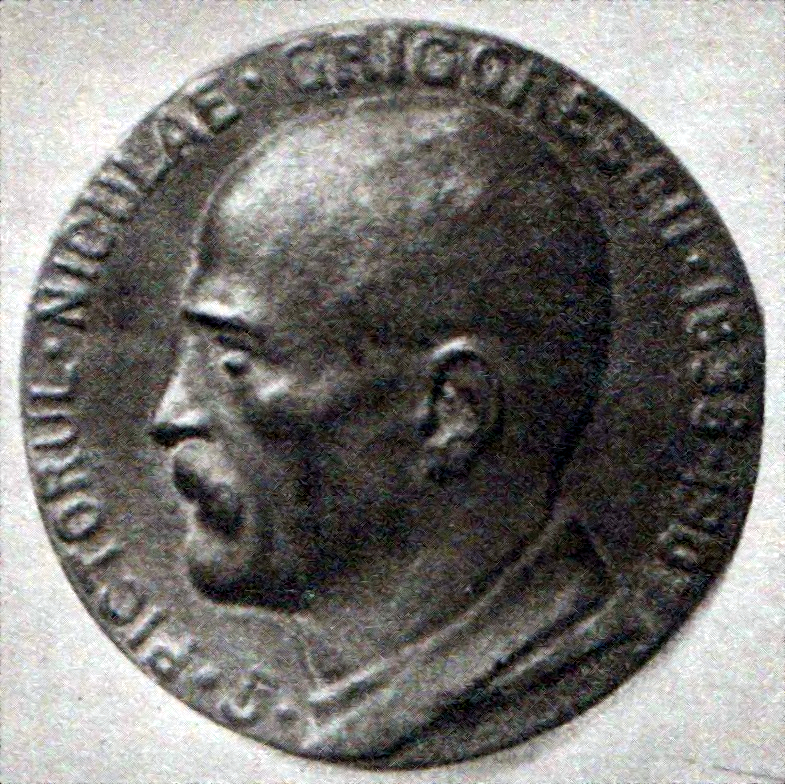
Nicolae Grigorescu (1907)
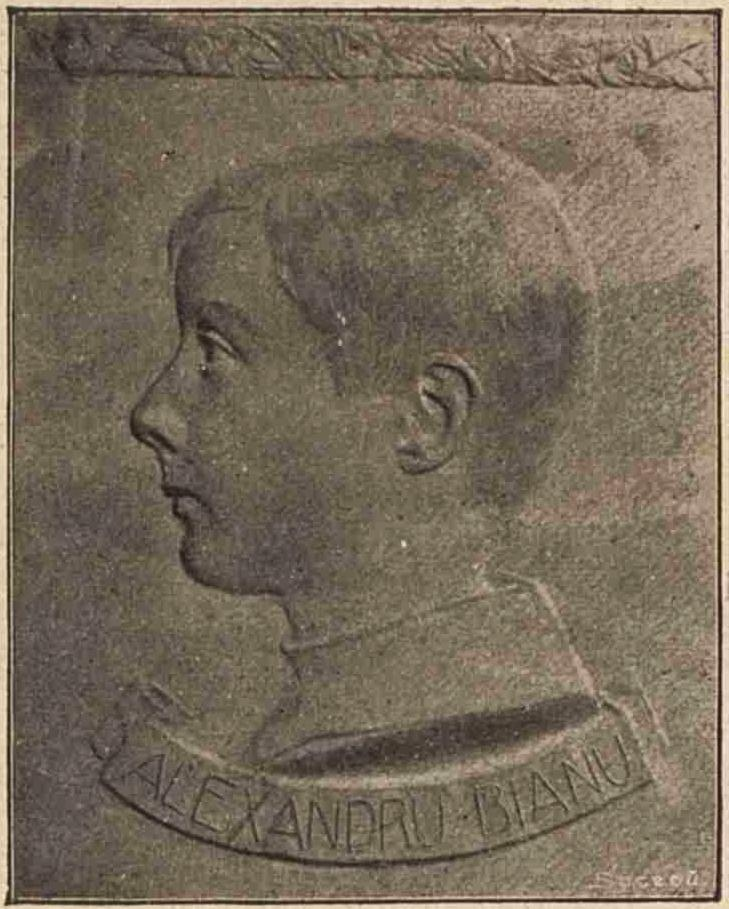
Alexandru Bianu (1905)
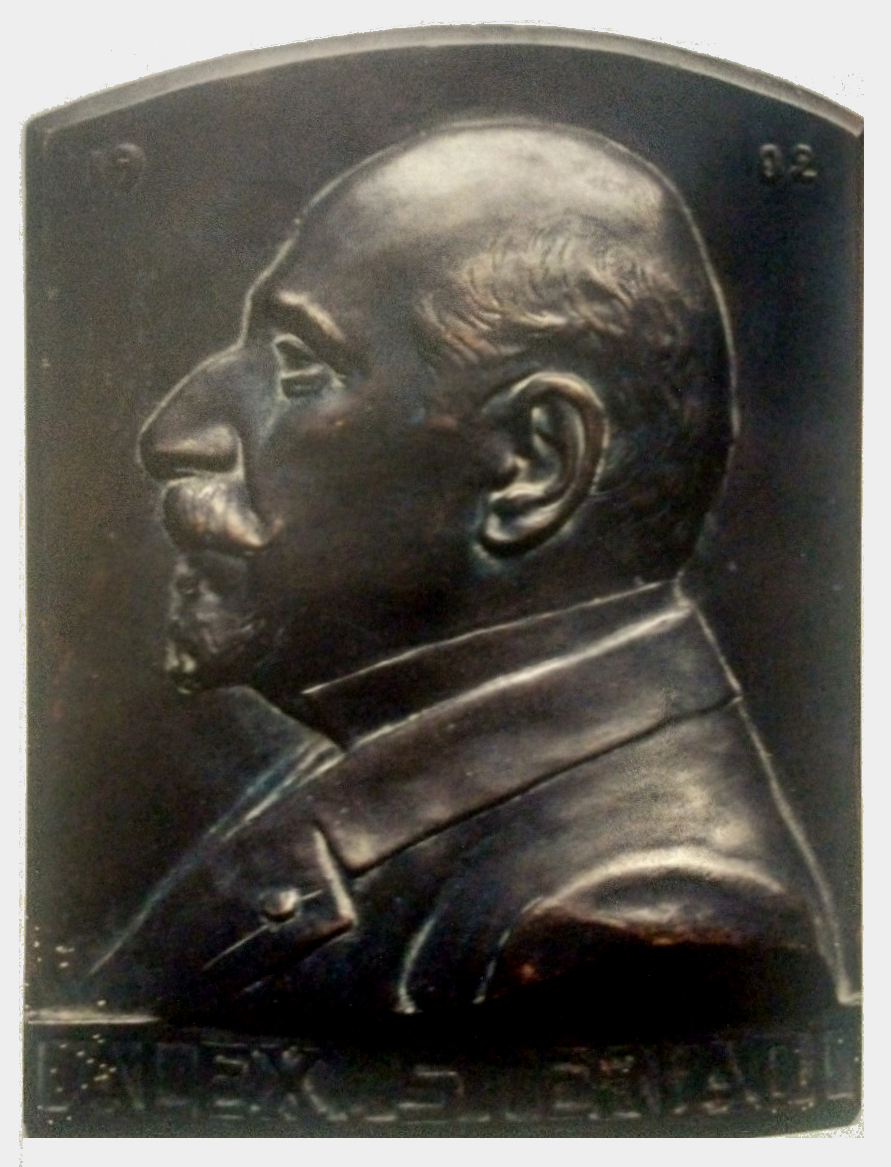
Alexandru Steriade (1902)

Alte lucrări realizate de Frederic Storck
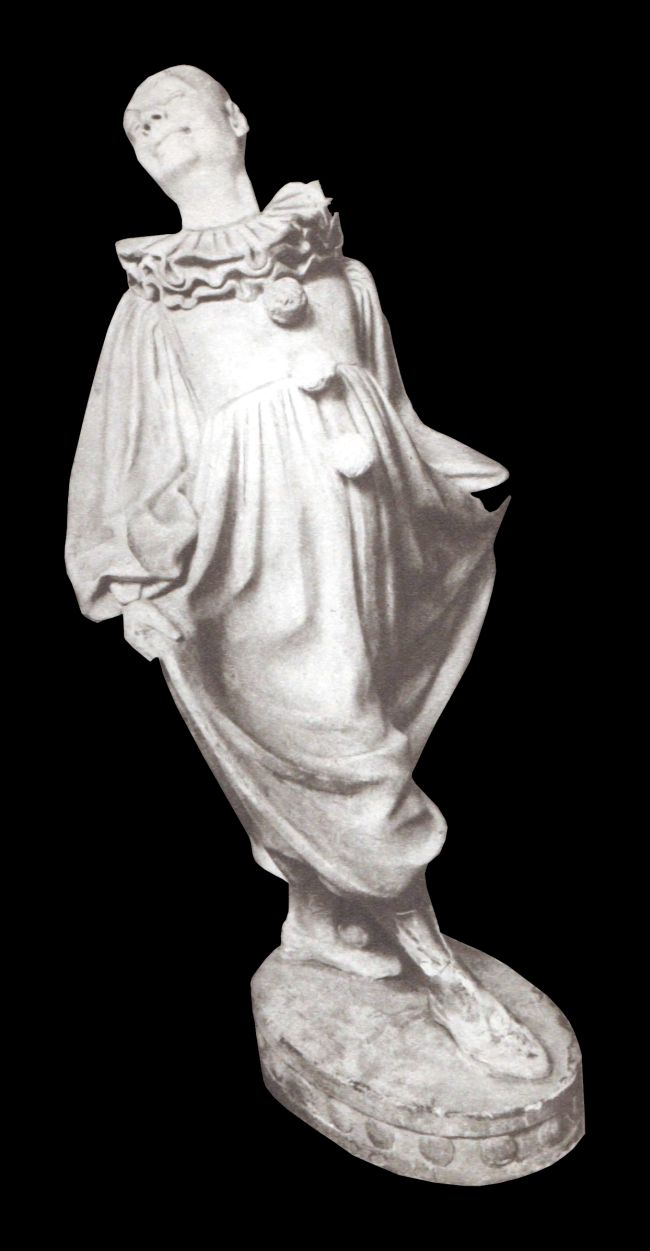
Clovnul (1898)
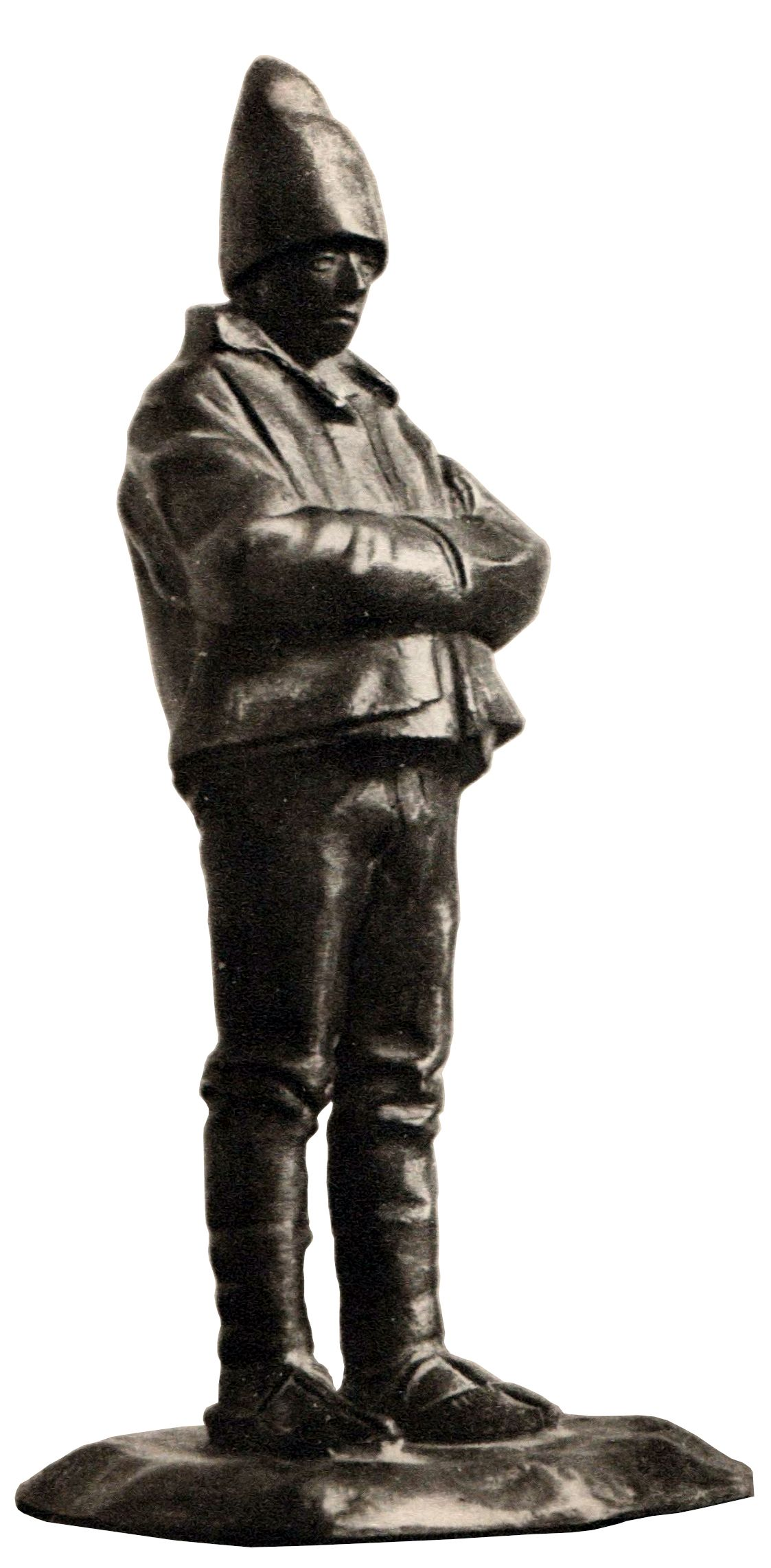
Ciobănaș/Oltenaș (1908)
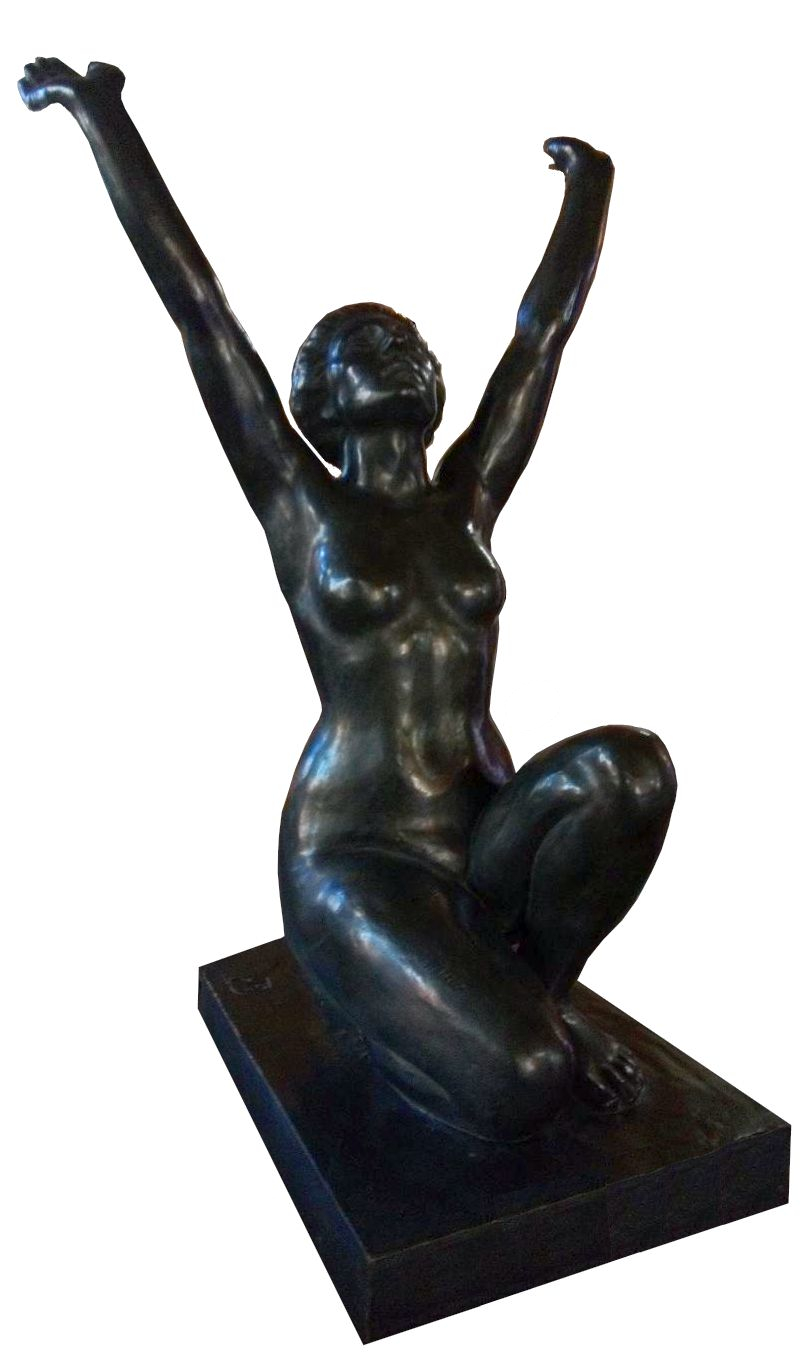
Spre infinit
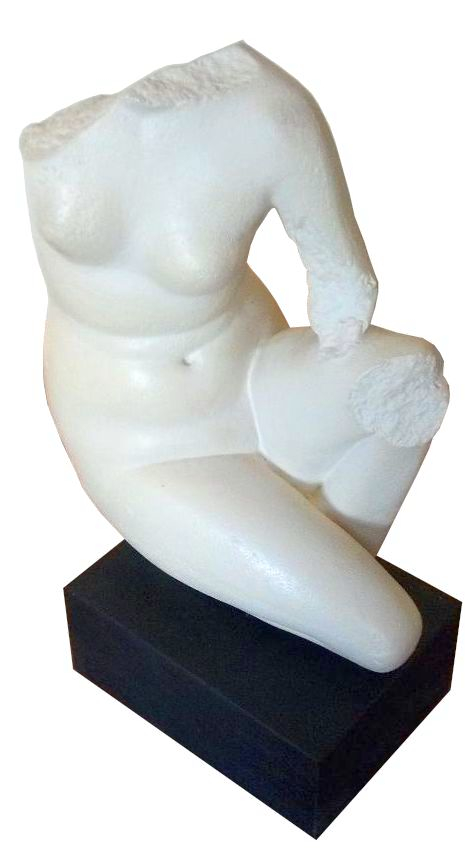
Afrodita
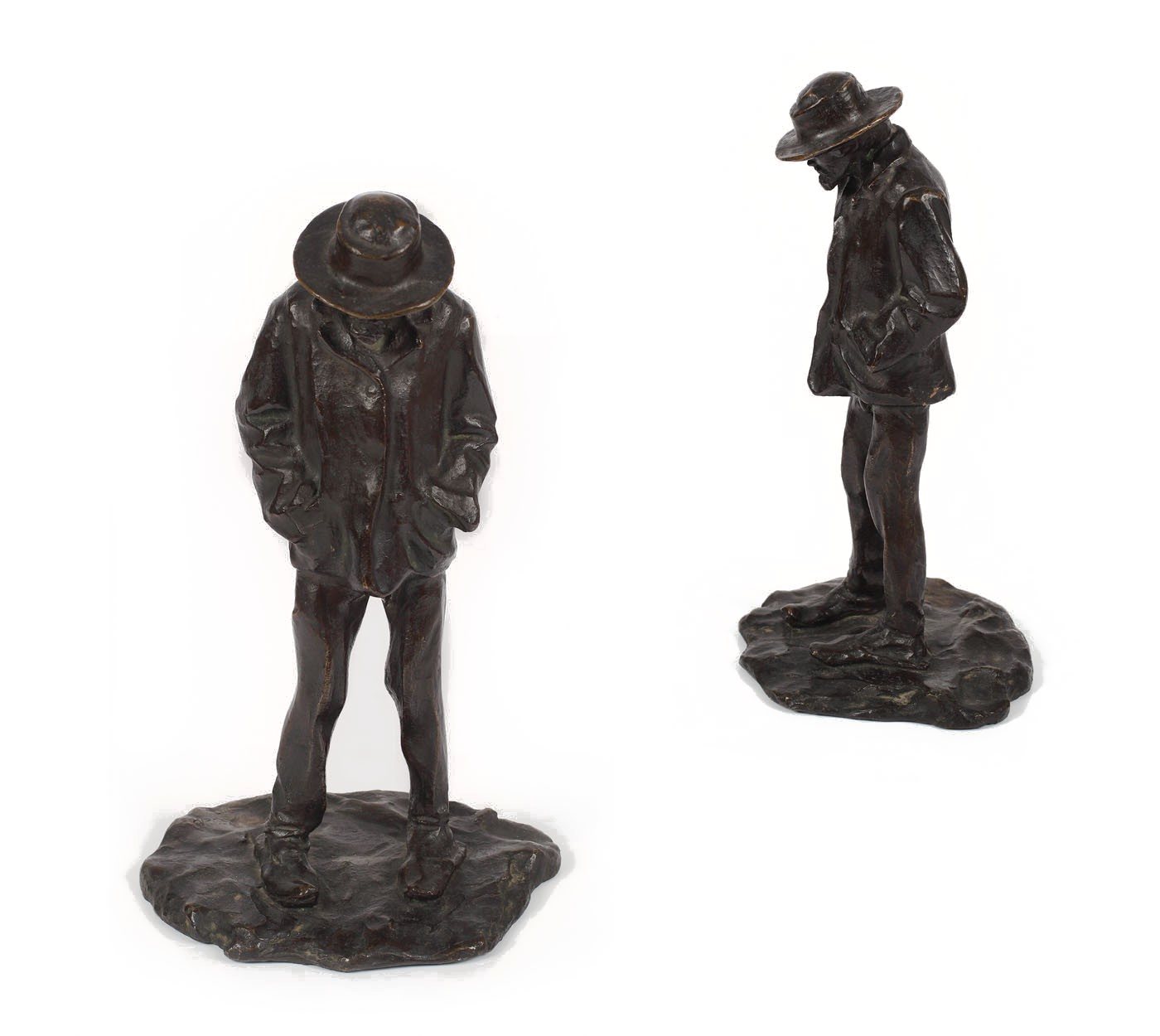
Moș Florea
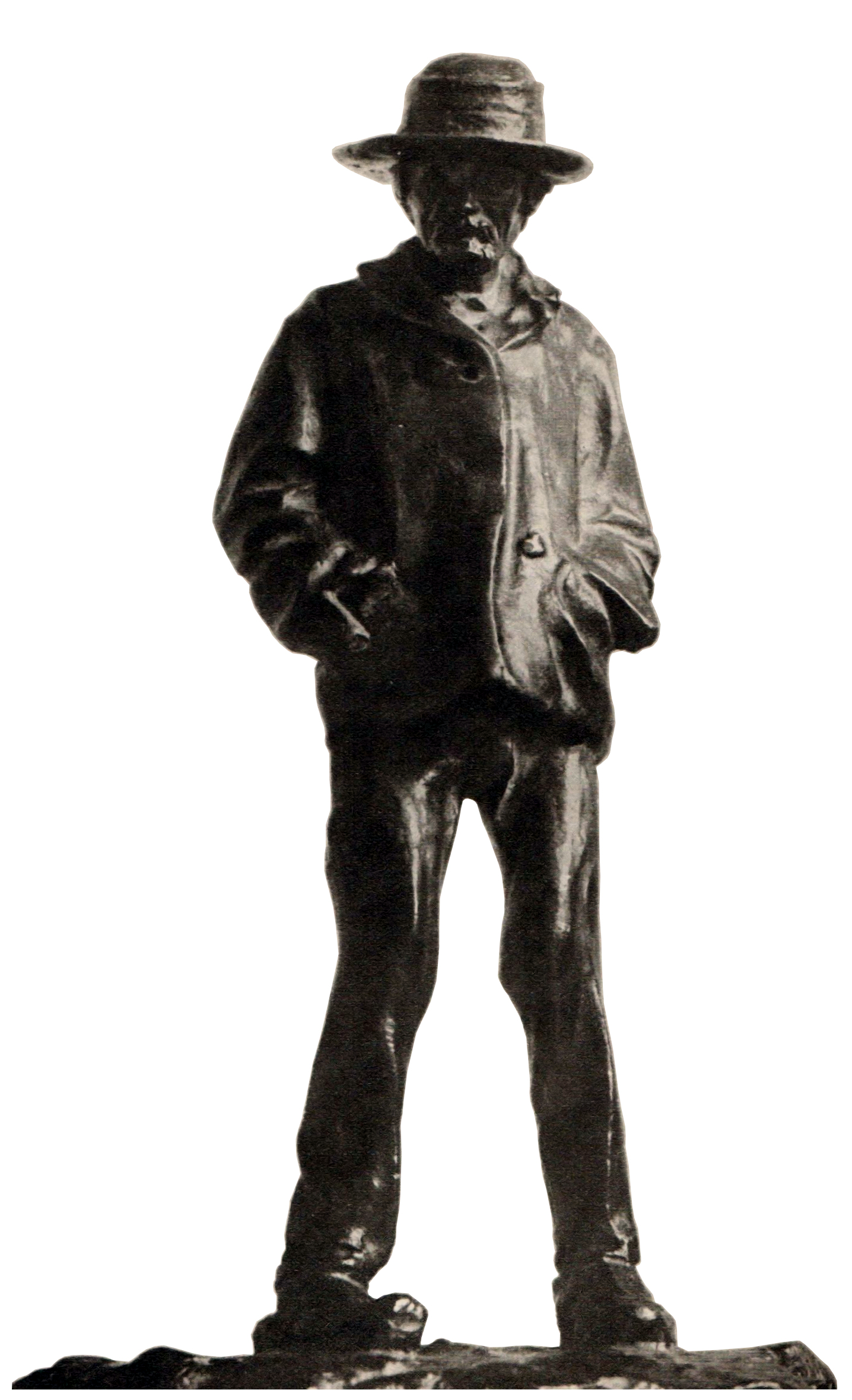
Moș Florea (1902)

#### Nudul bărbătesc

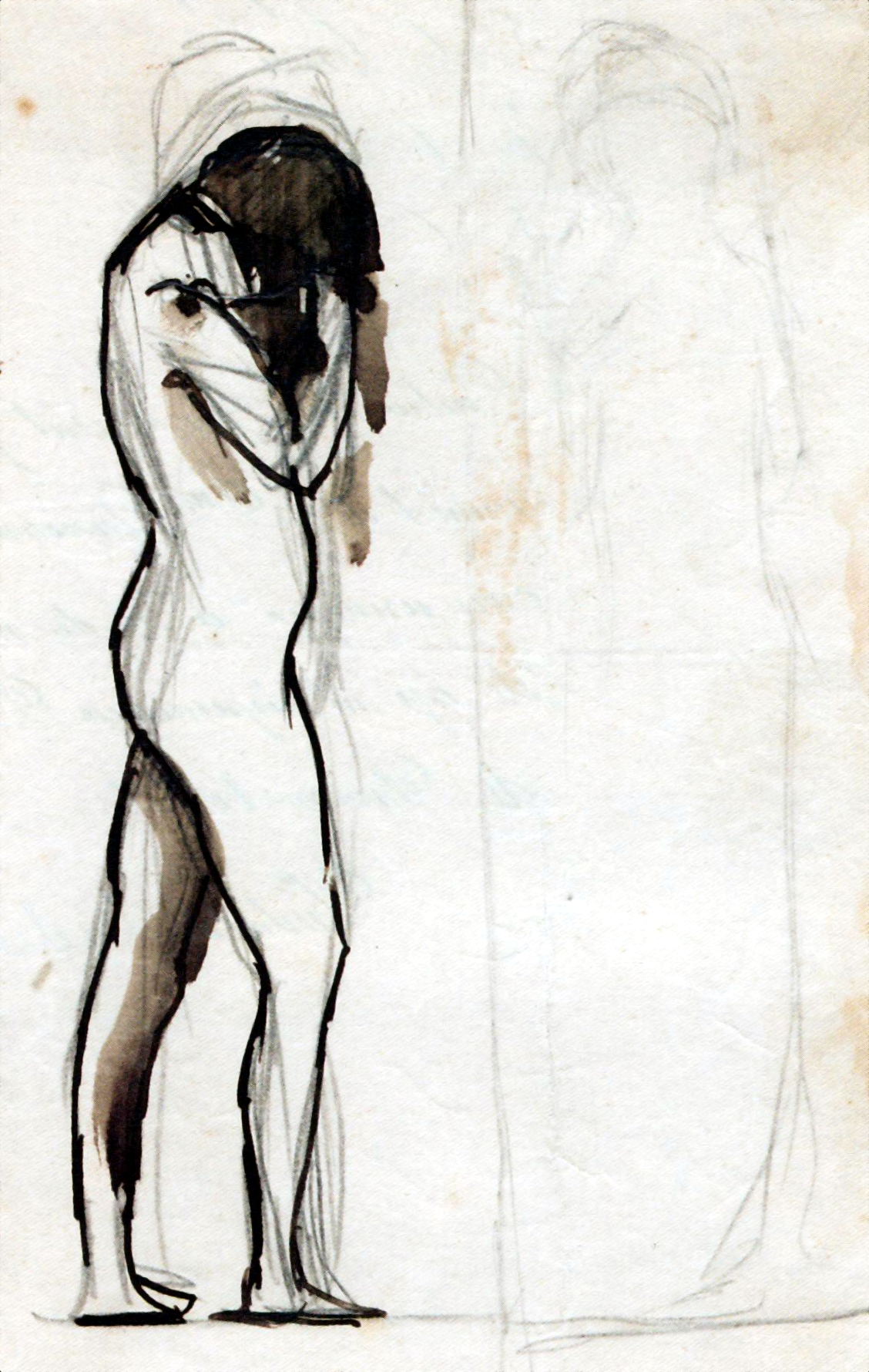
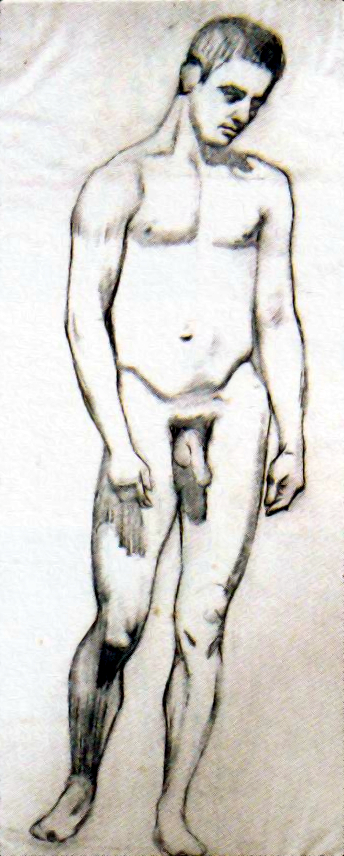
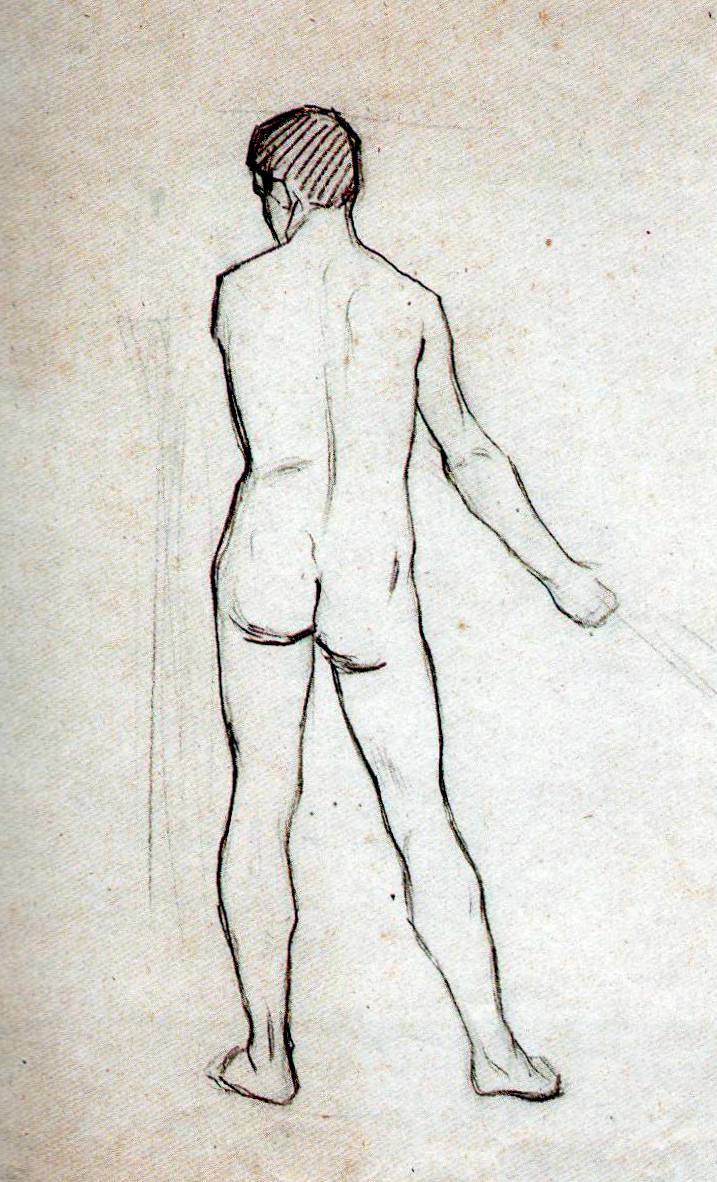
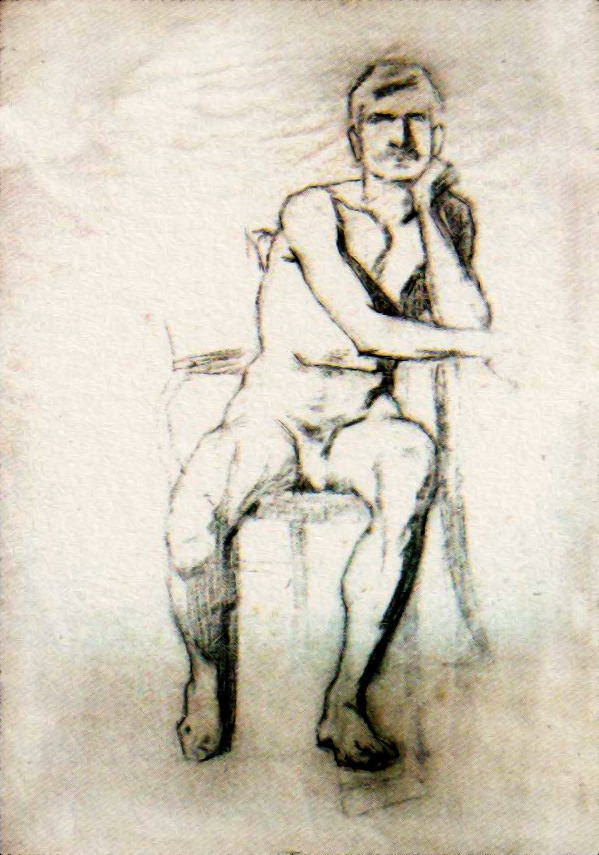
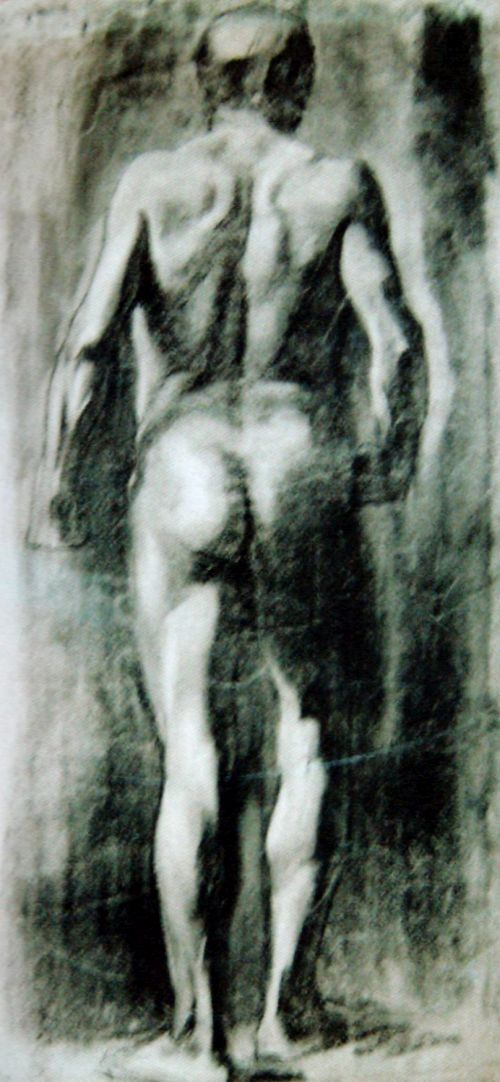
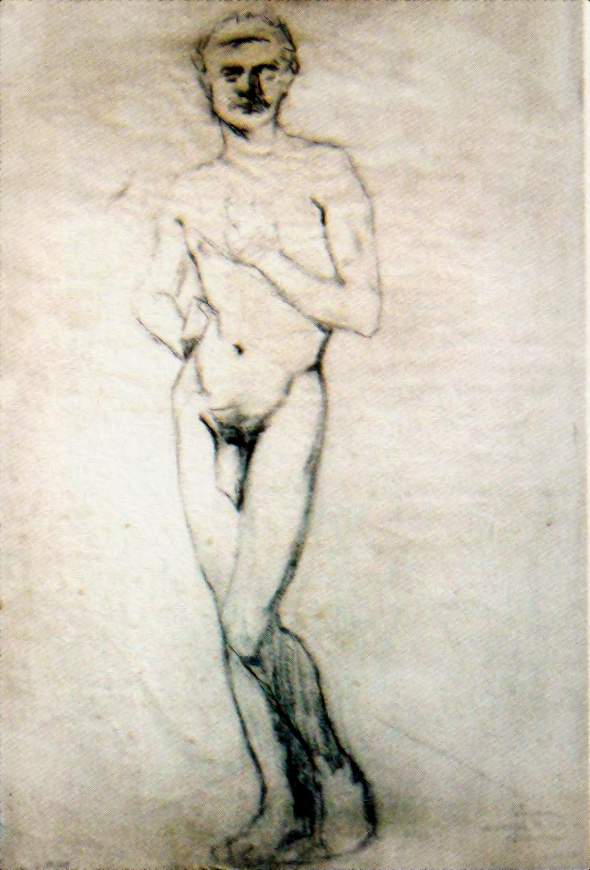
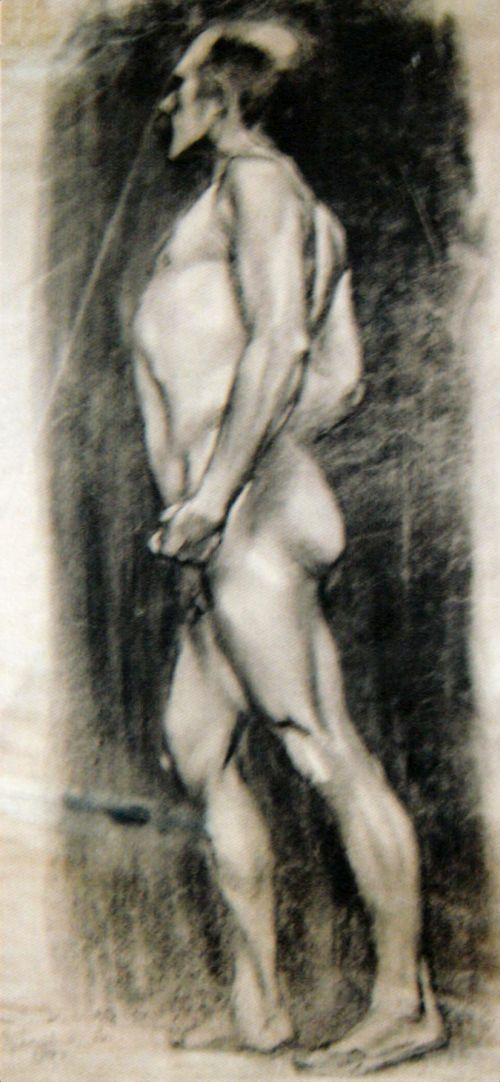

### Galerie grafică

#### Peisaje

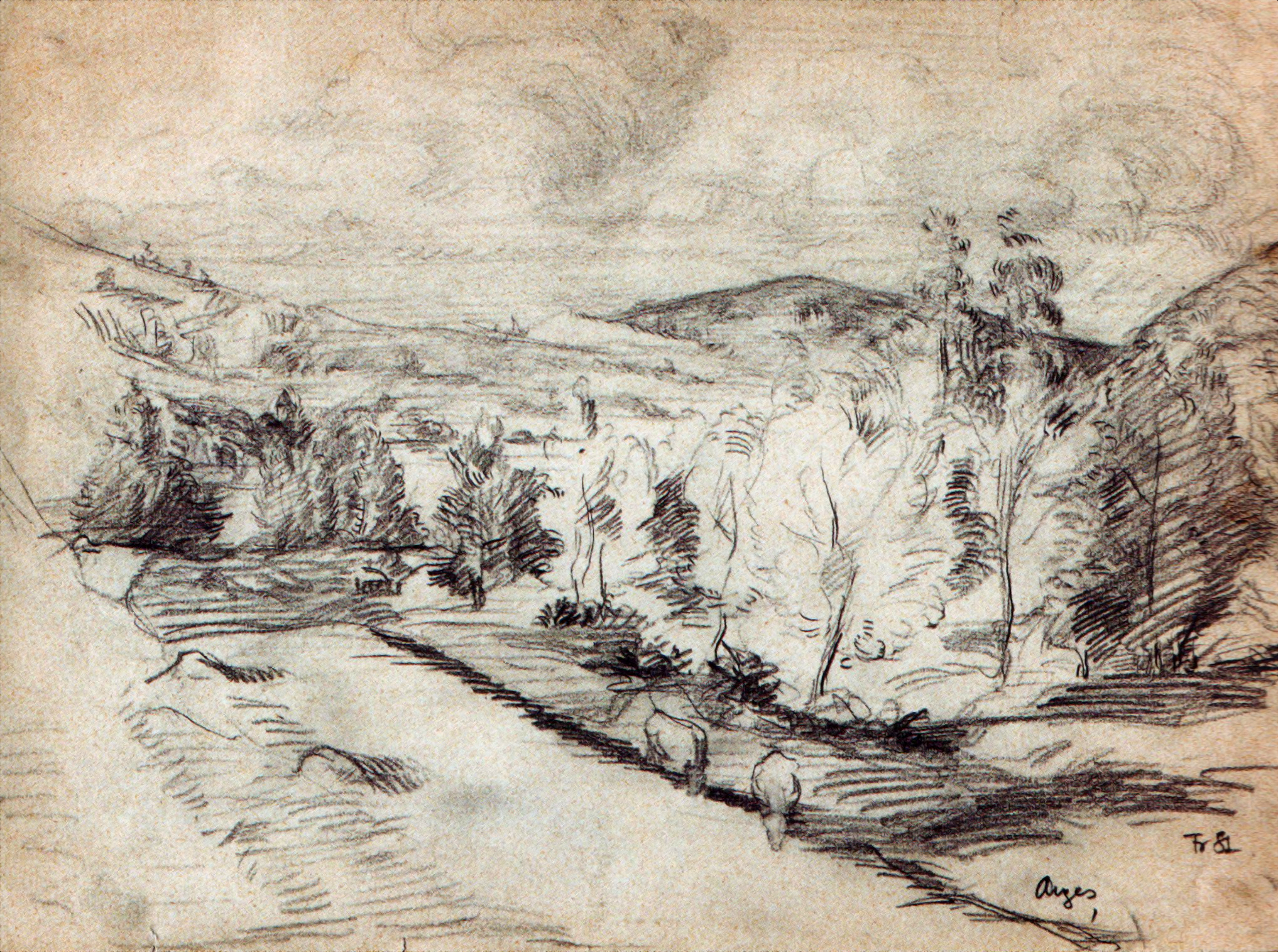
Peisaj din Argeș (1)
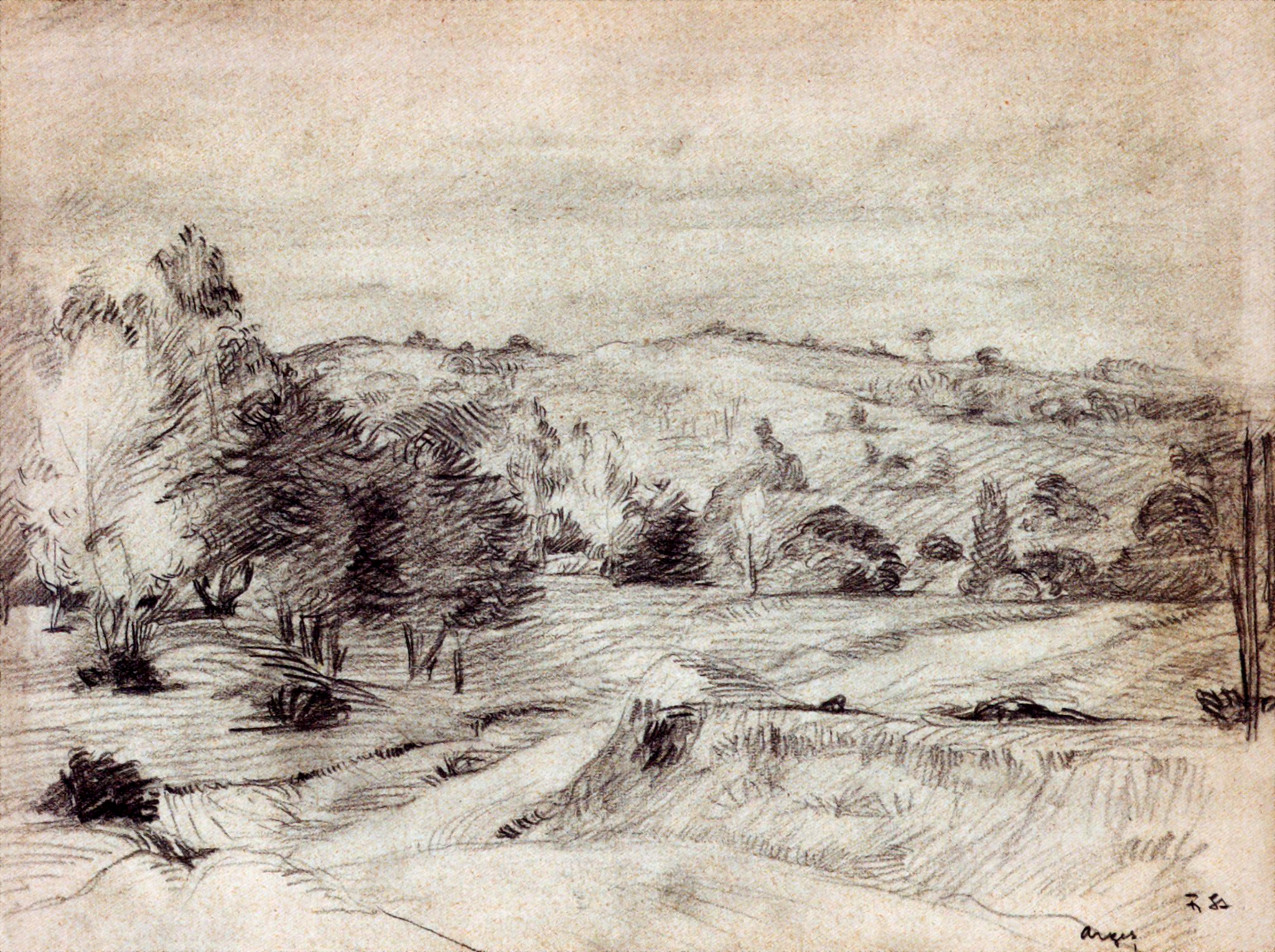
Peisaj din Argeș (2)
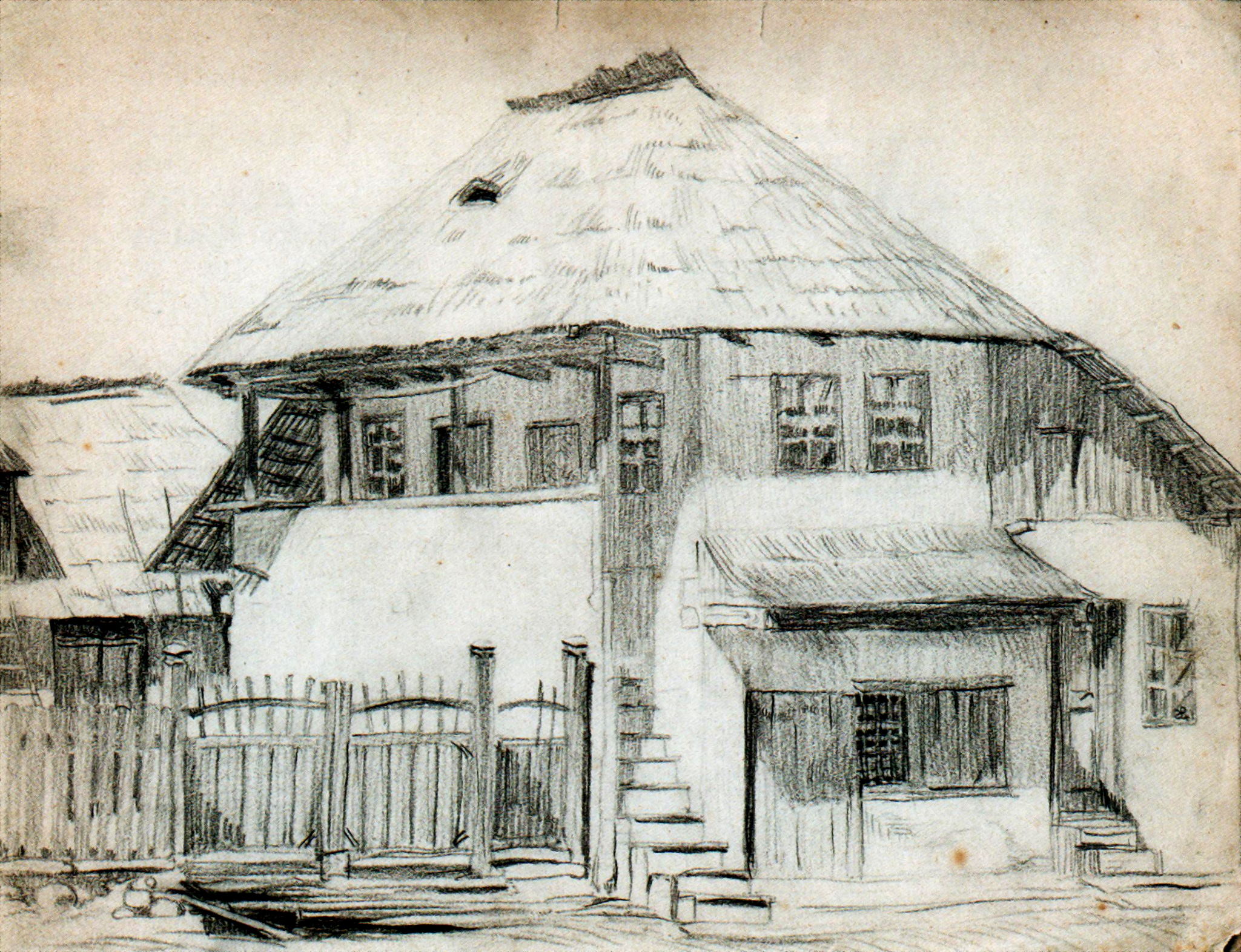
Casă la țară
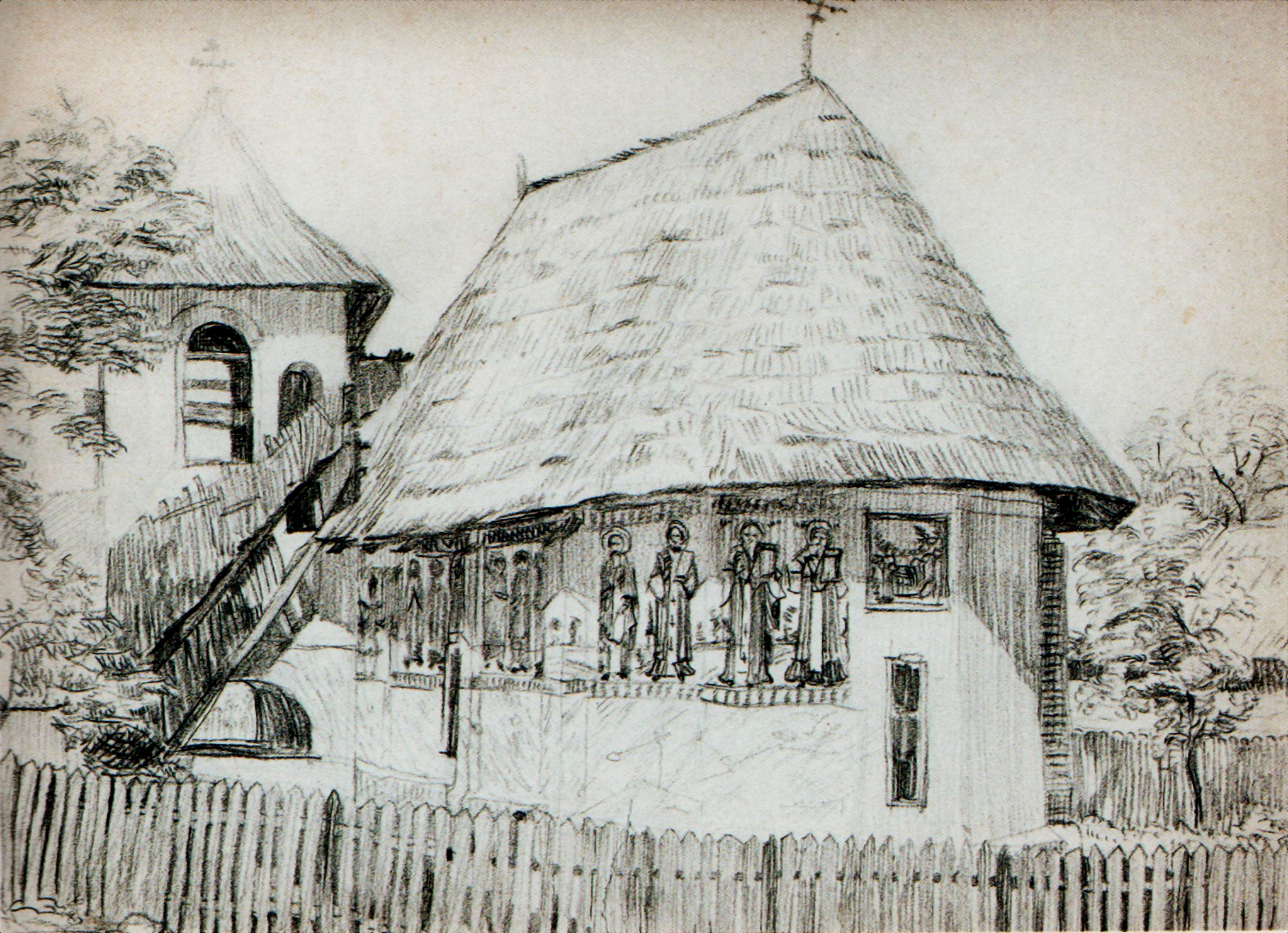
Biserica Olari din Curtea de Argeș
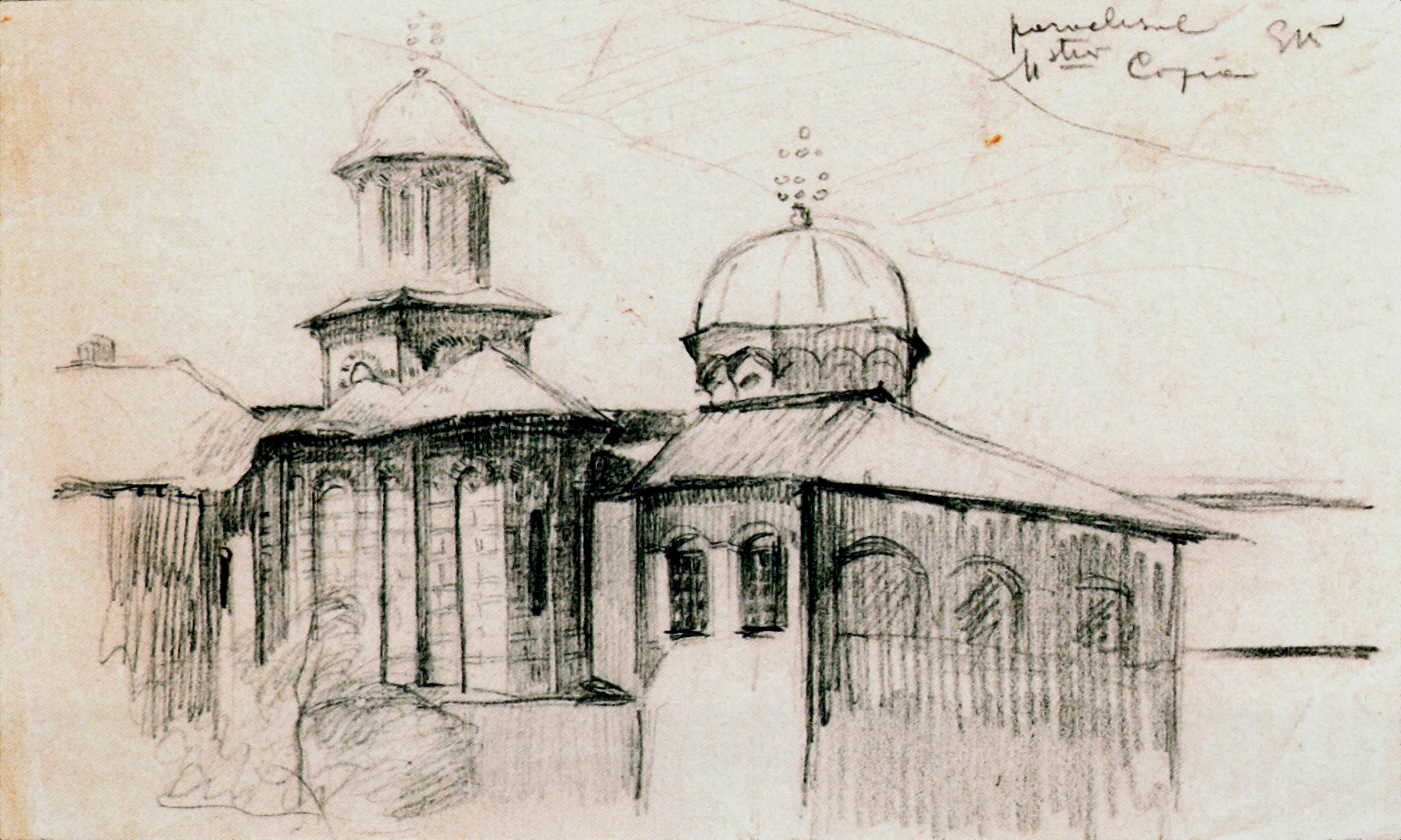
Paraclisul Mănăstirii Cozia

#### Medalii

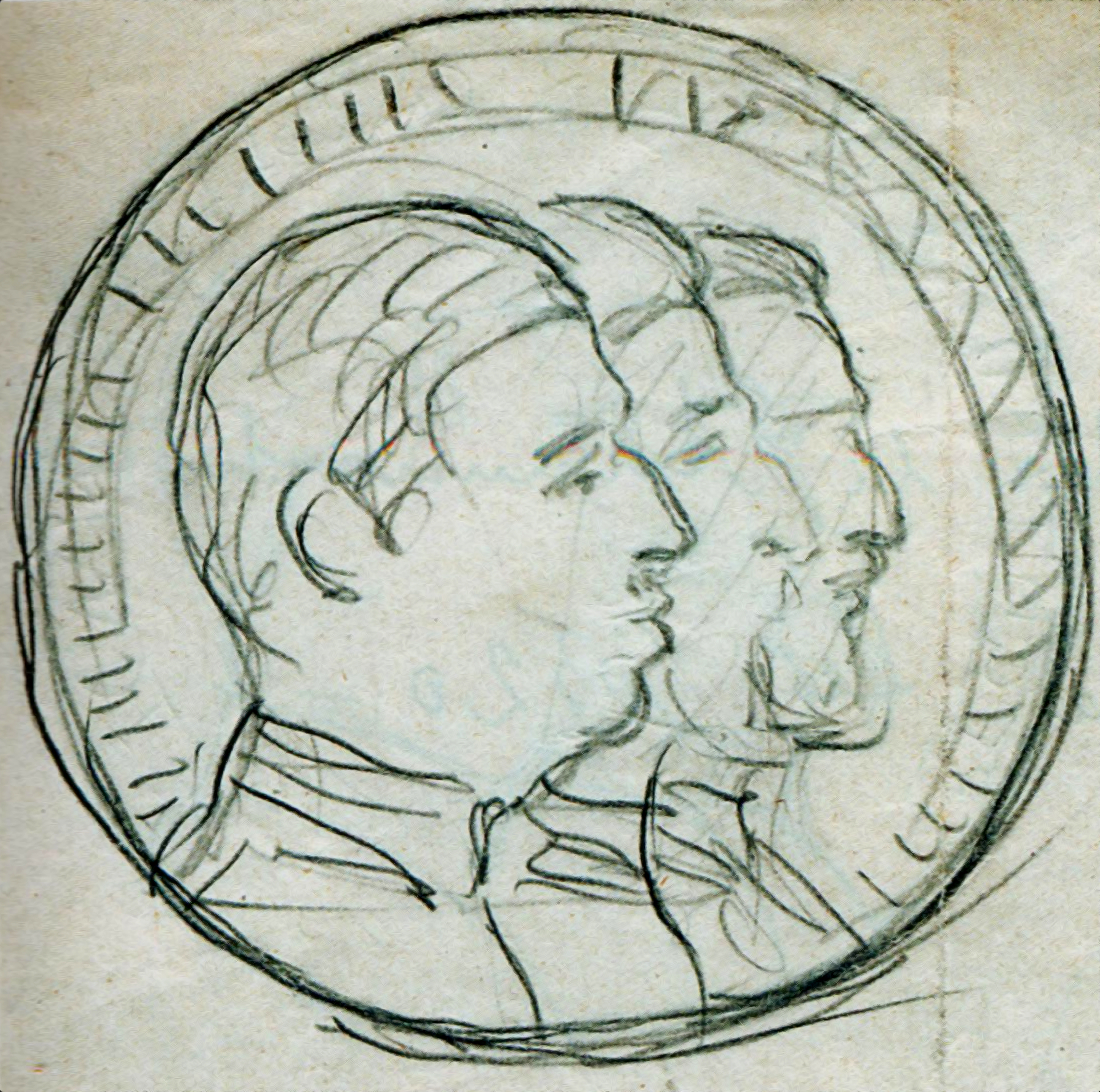
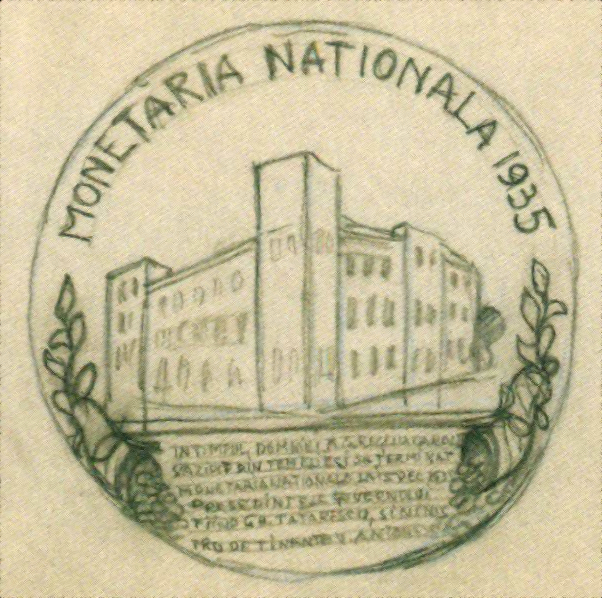
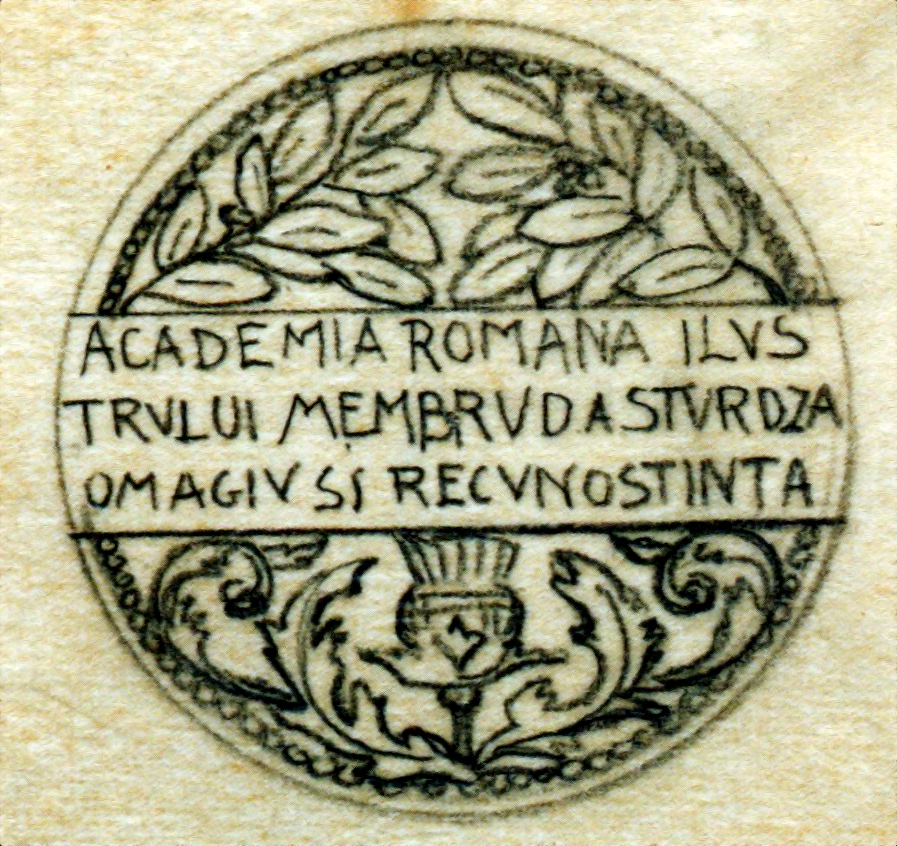
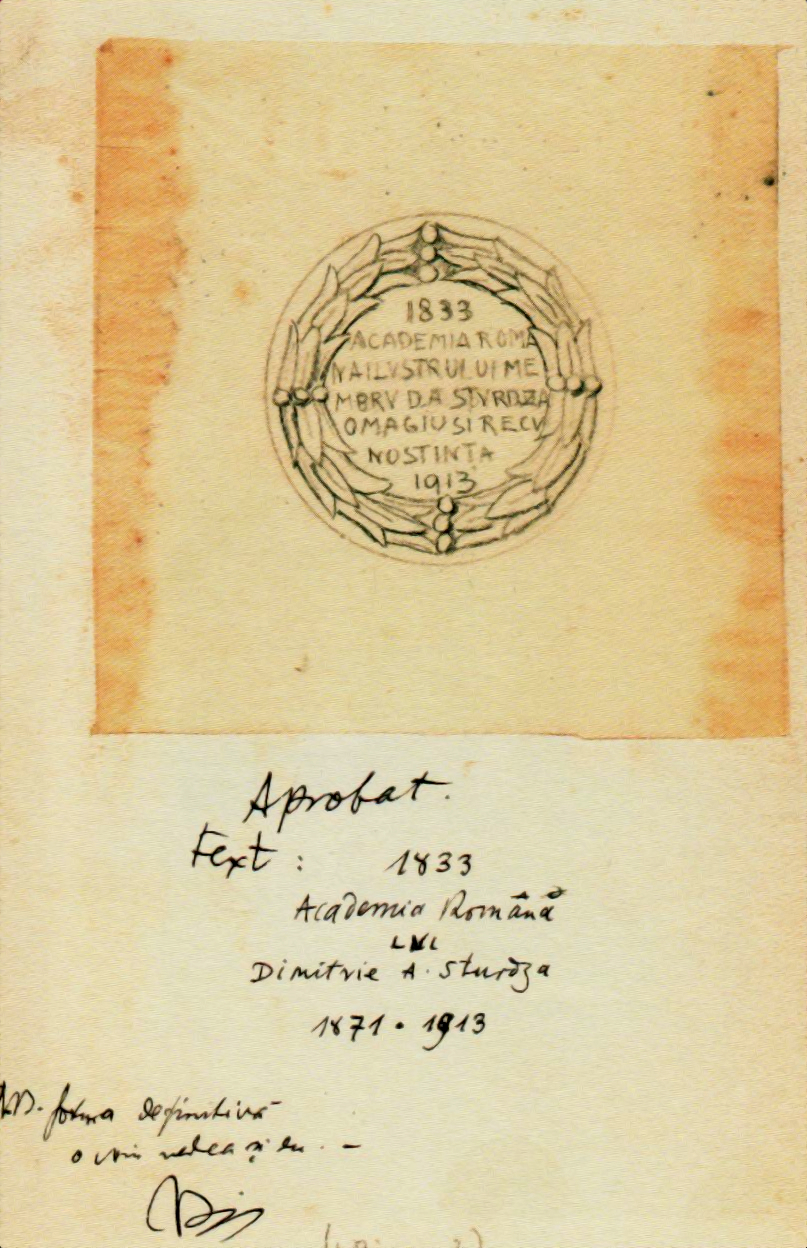
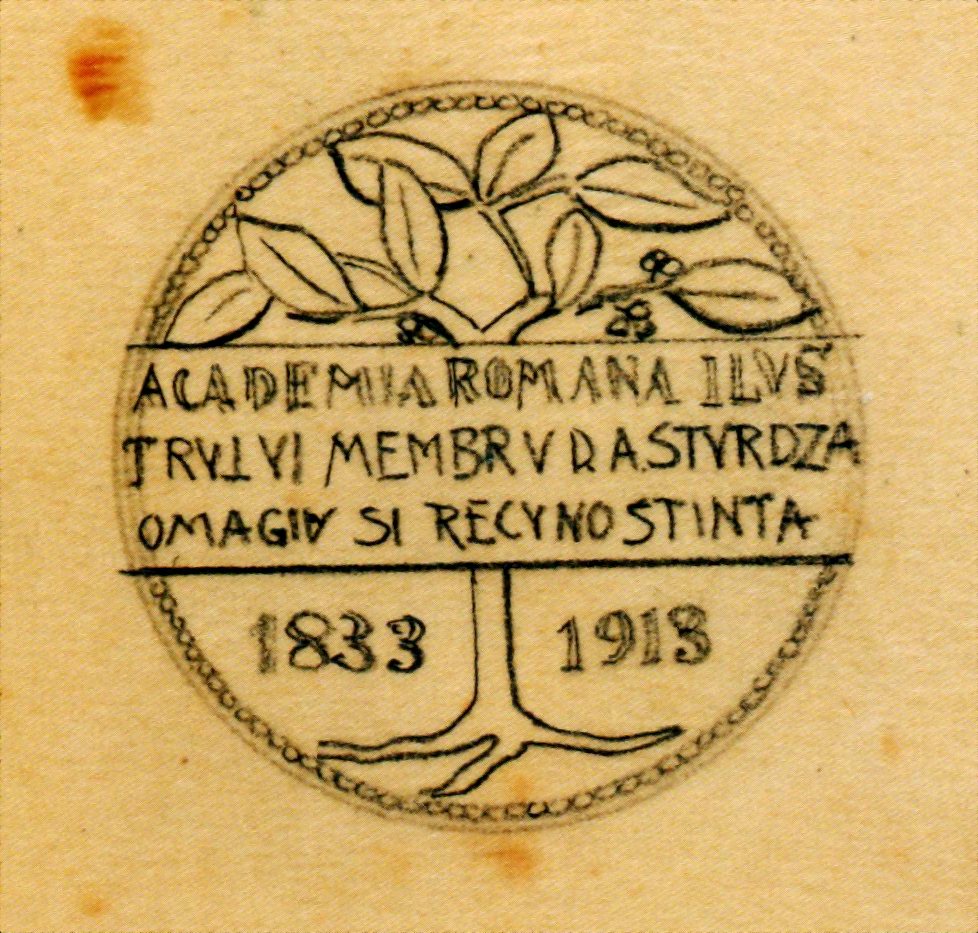
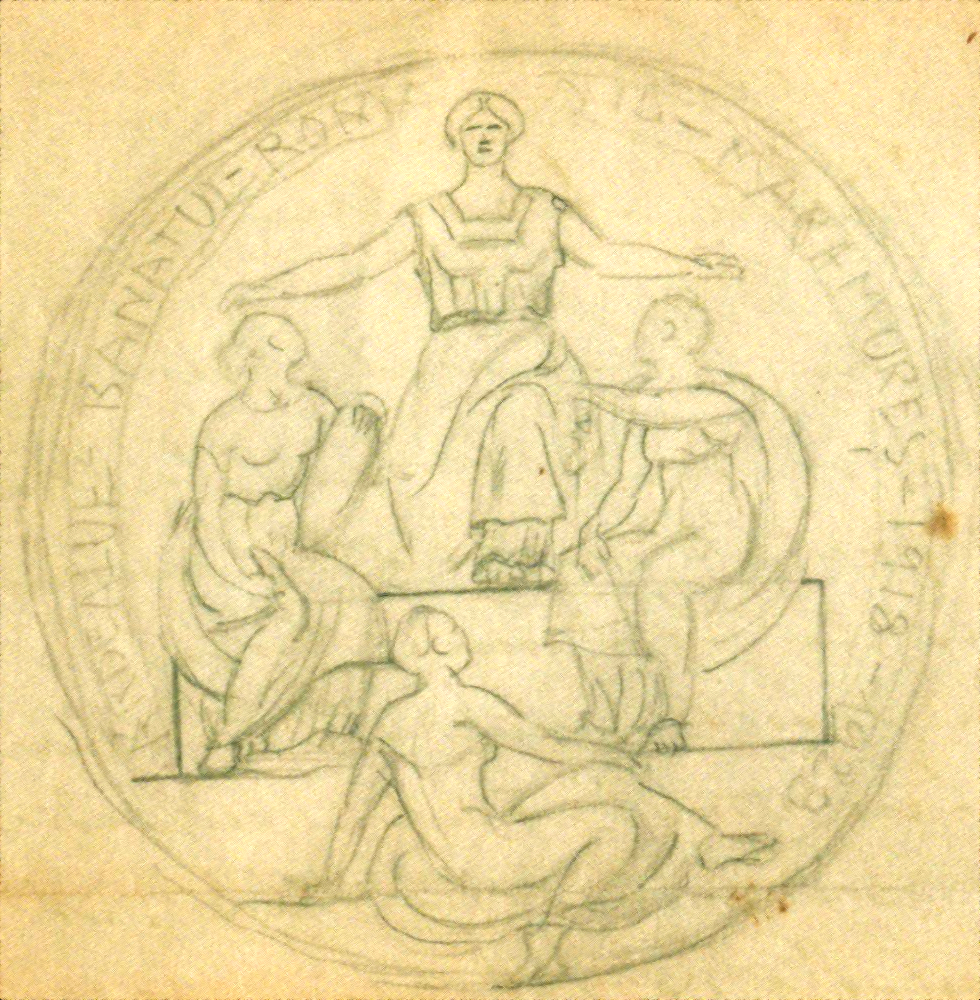
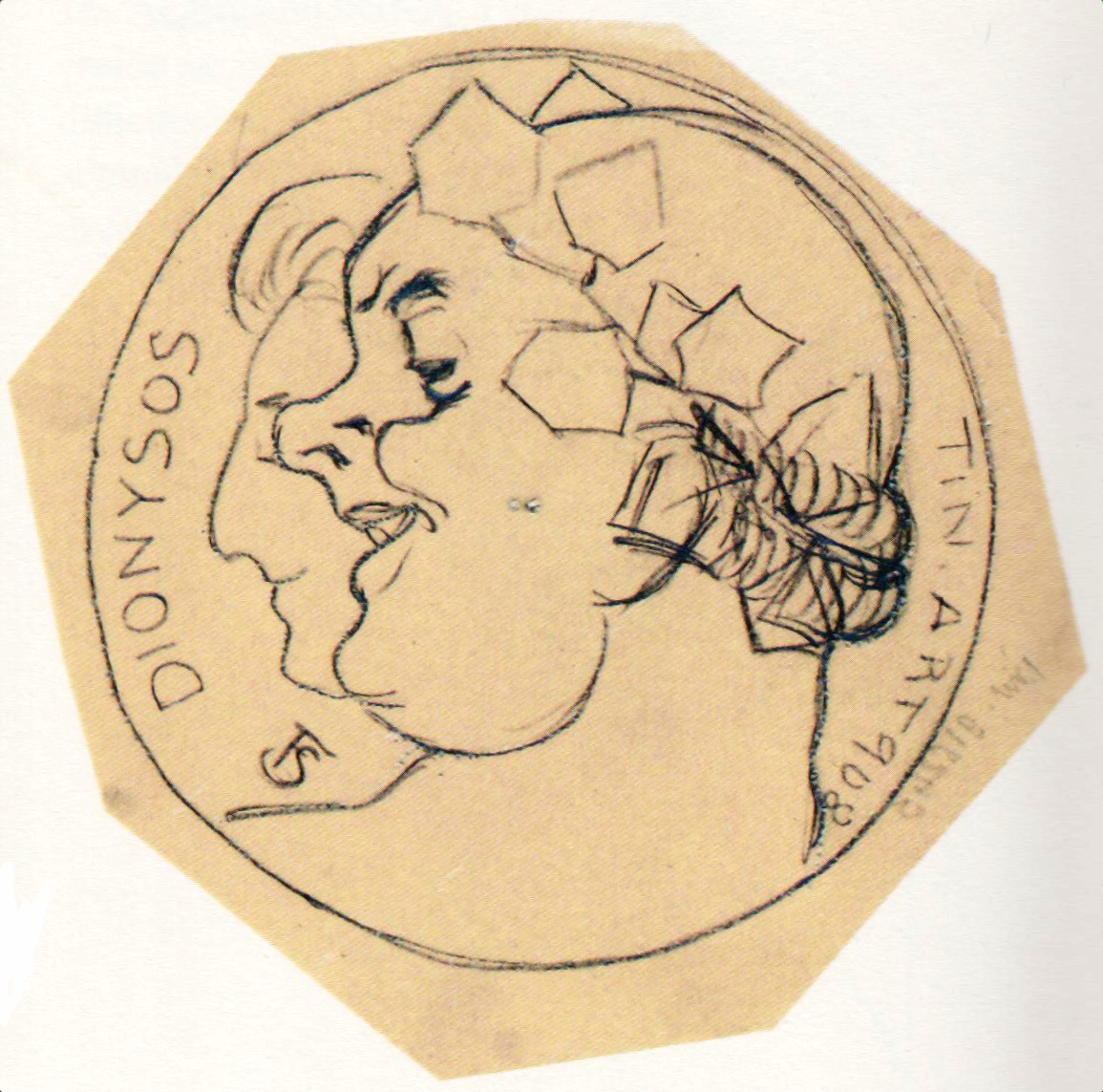
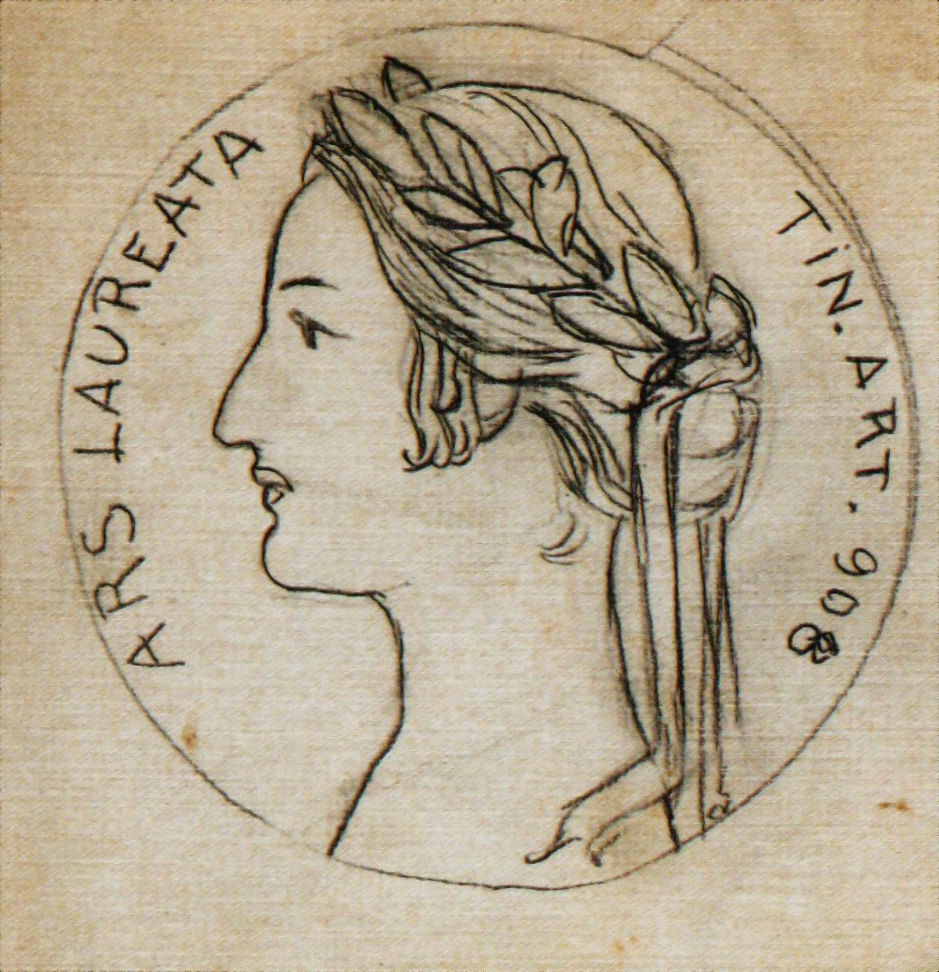

#### Plachete

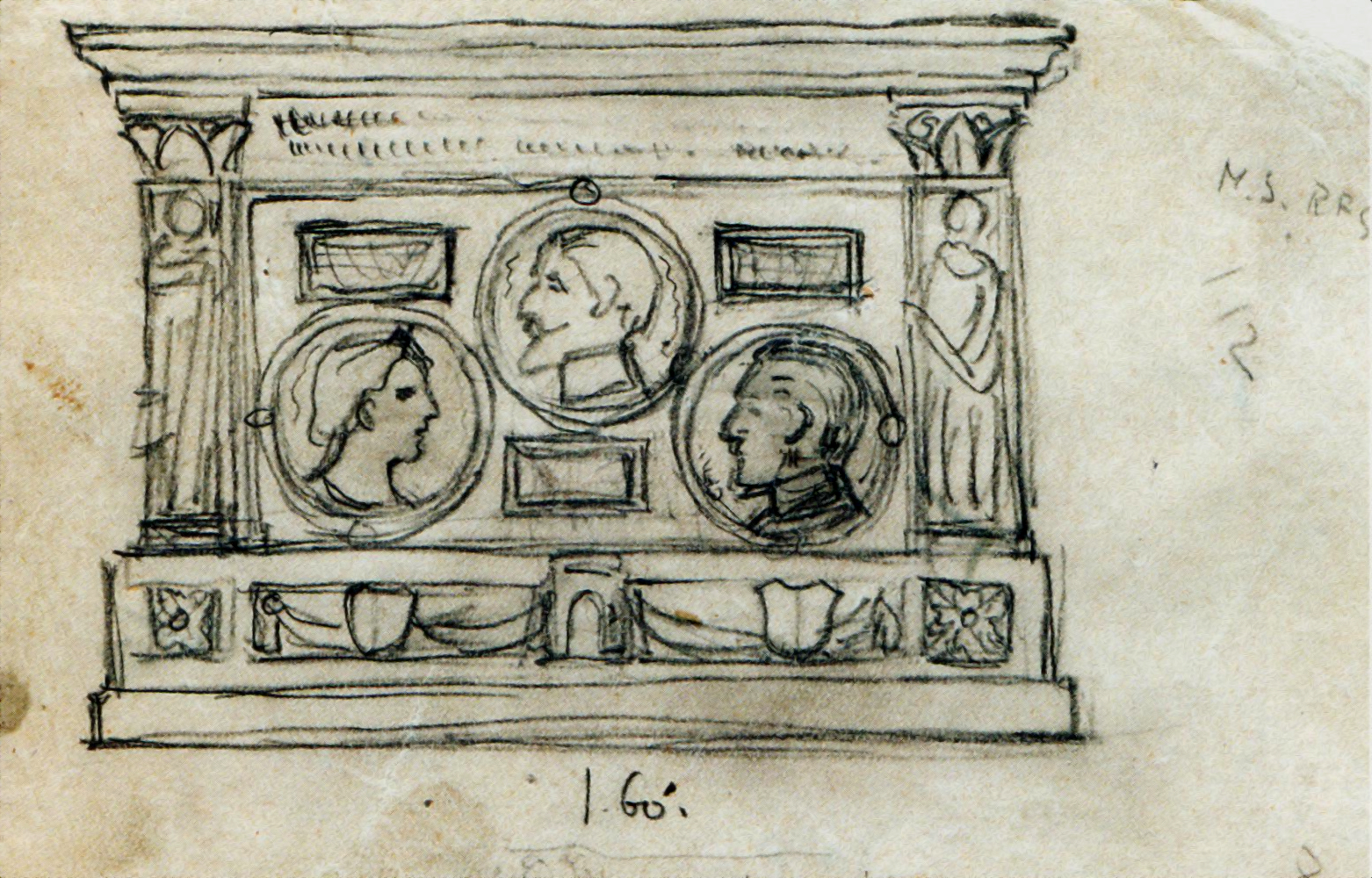
Schiță de plachetă Regele Carol I
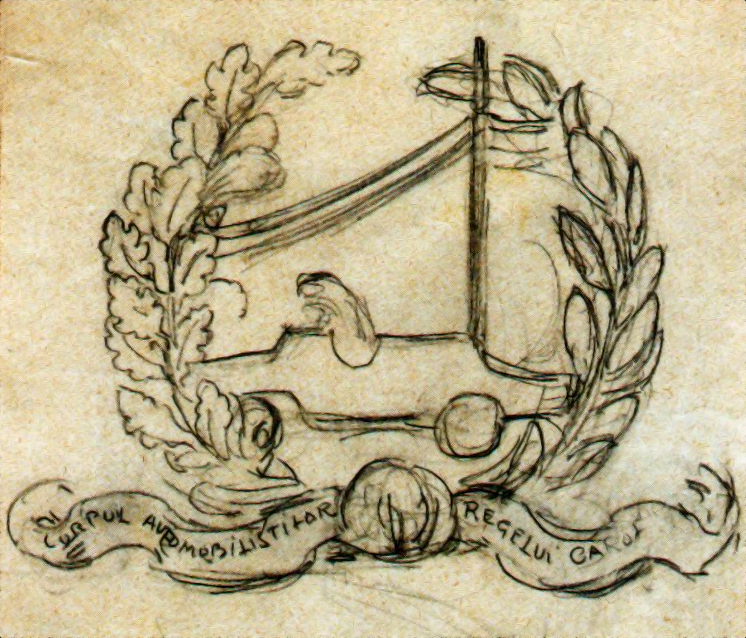
Schiță de plachetă Corpul automobiliștilor
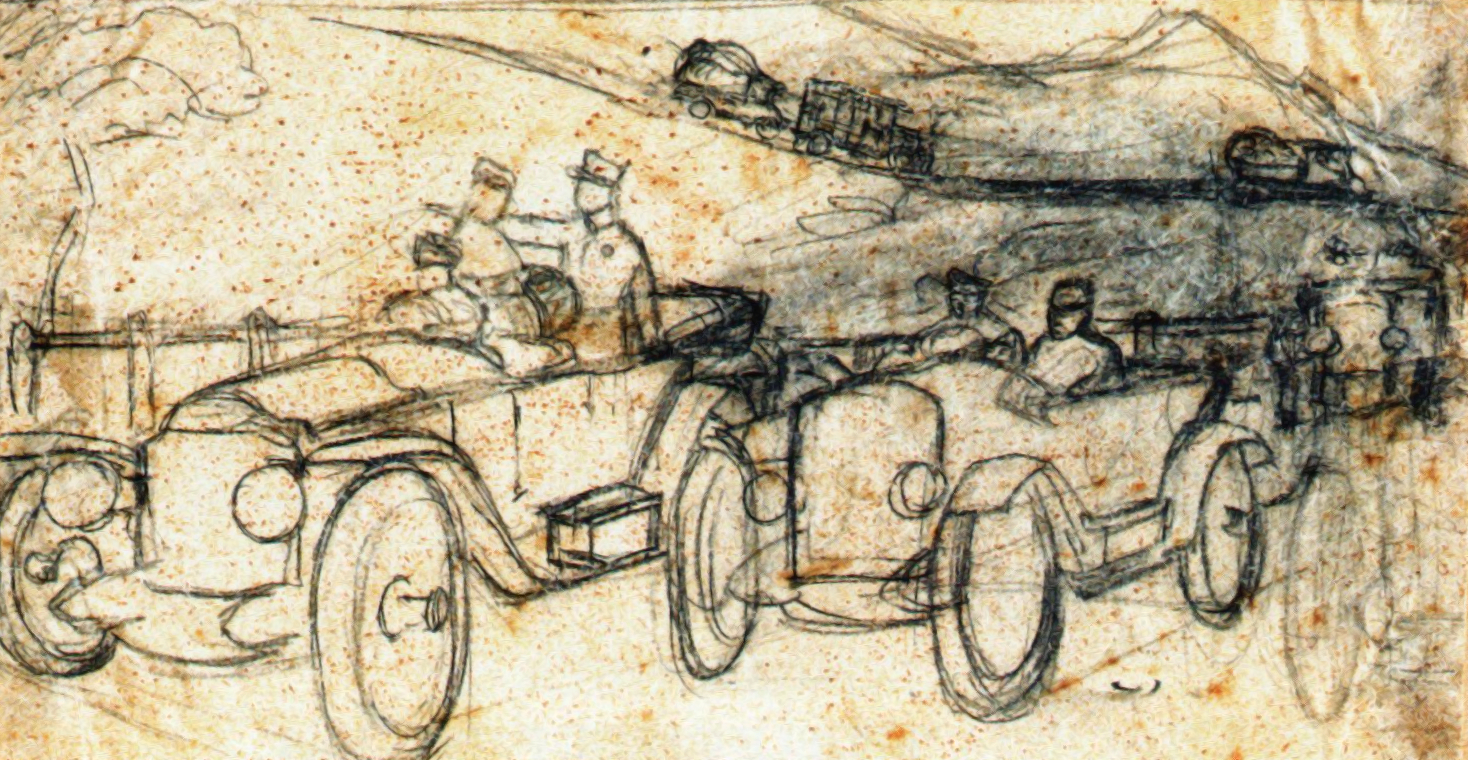
Schiță de plachetă automobilistică (1)
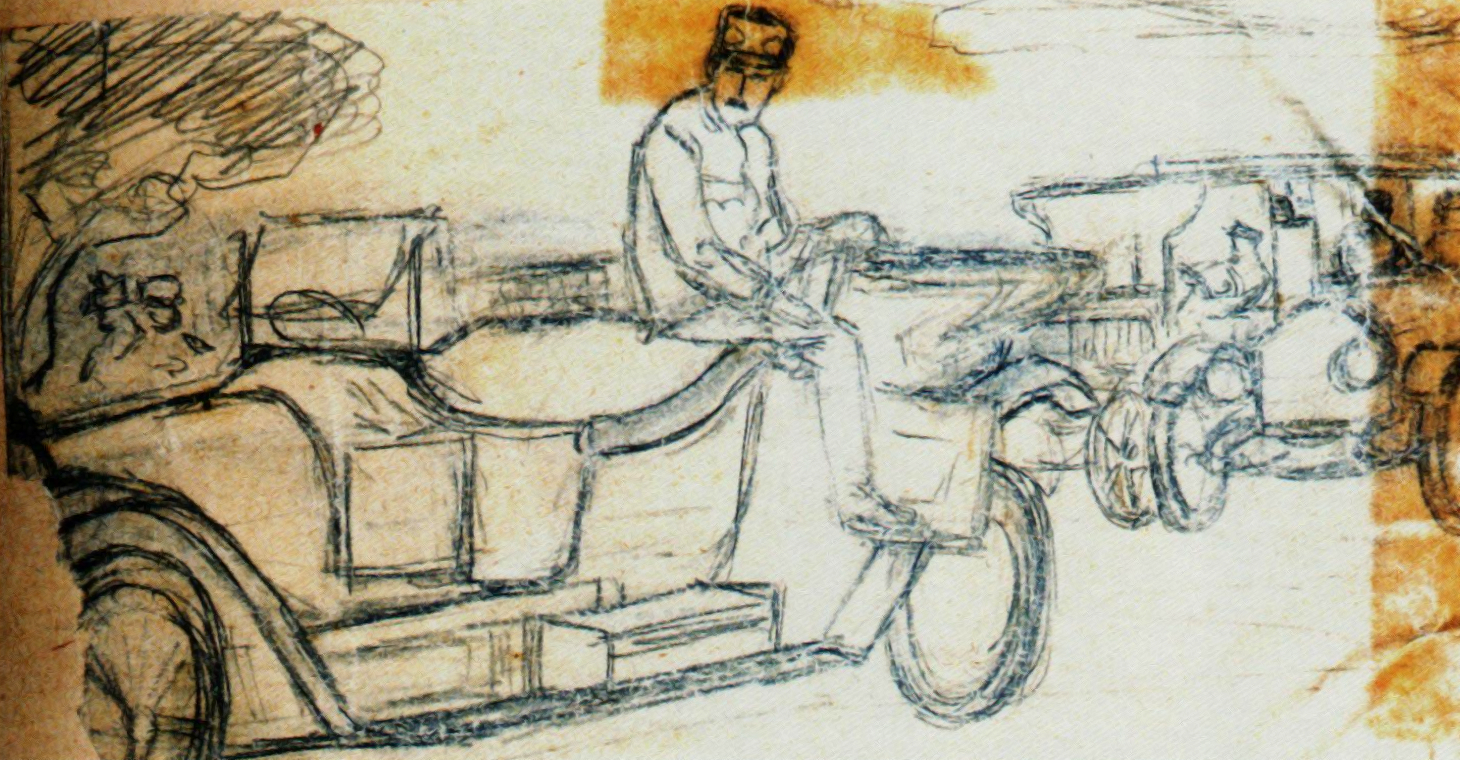
Schiță de plachetă automobilistică (2)
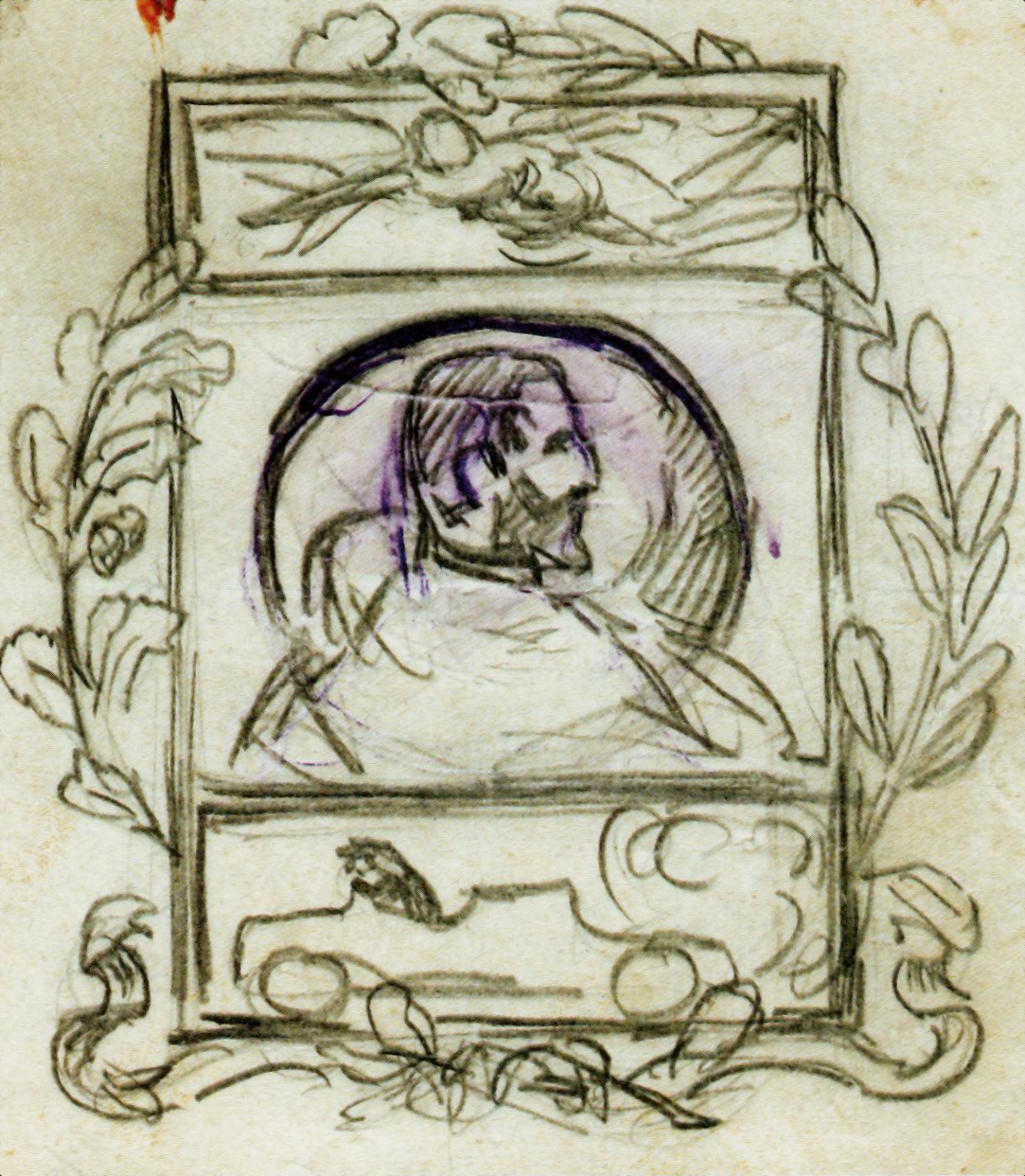
Schiță de plachetă

#### Alegorii

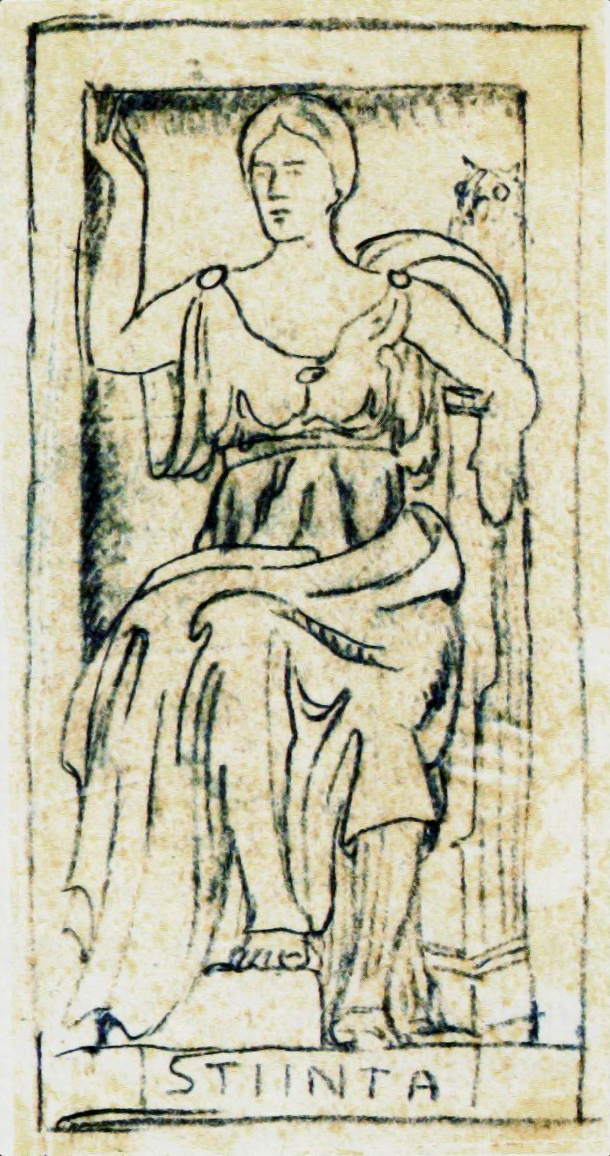
Știința (1)
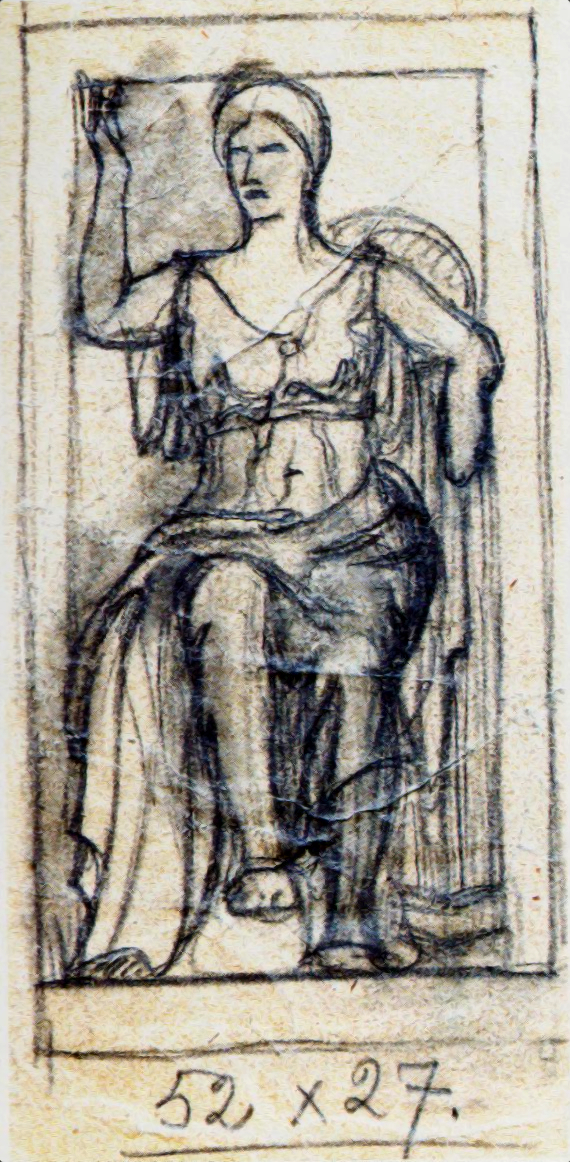
(2)
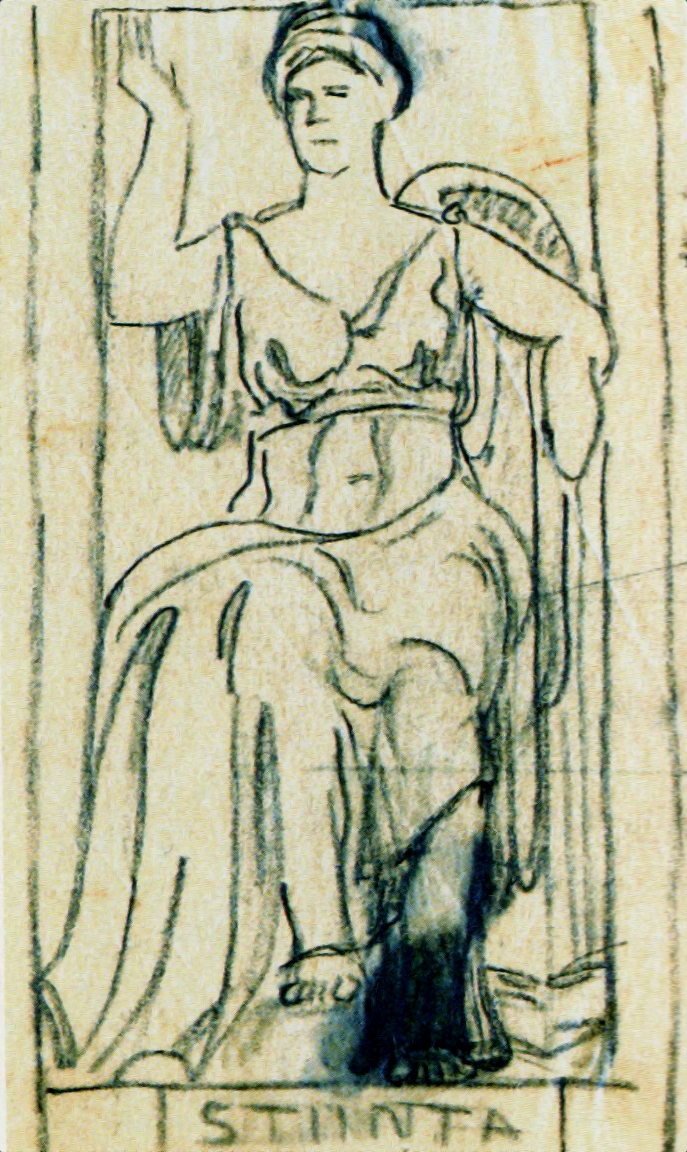
(3)
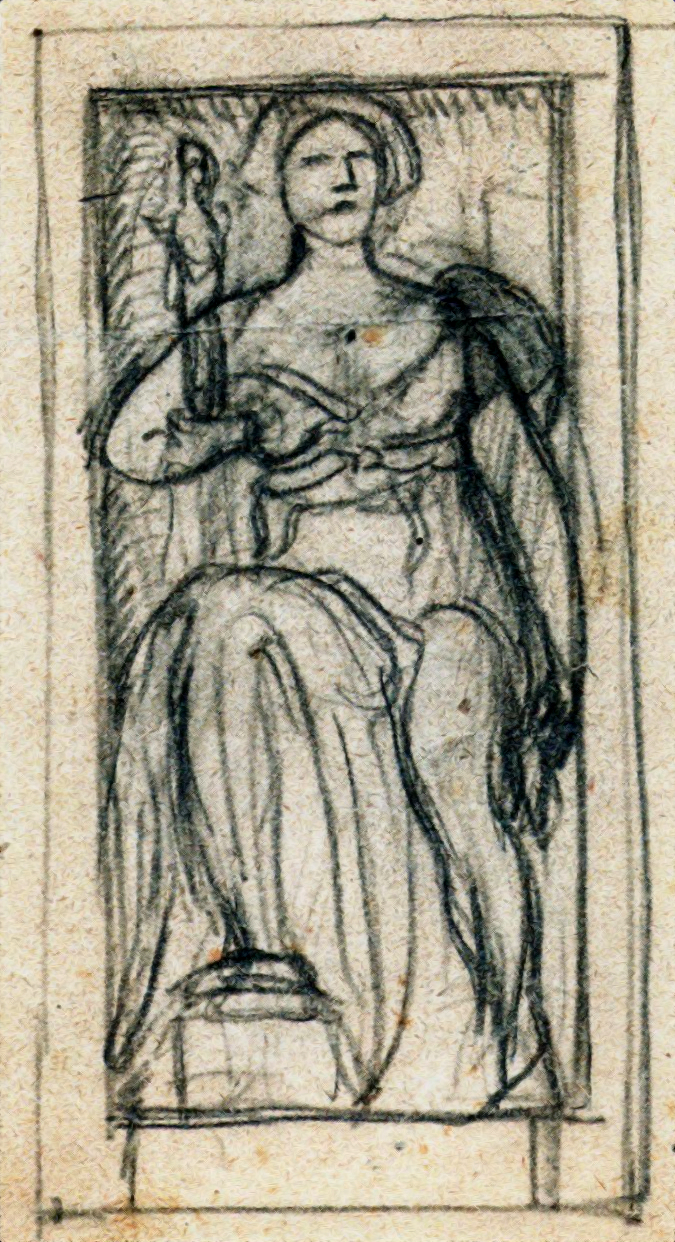
(4)
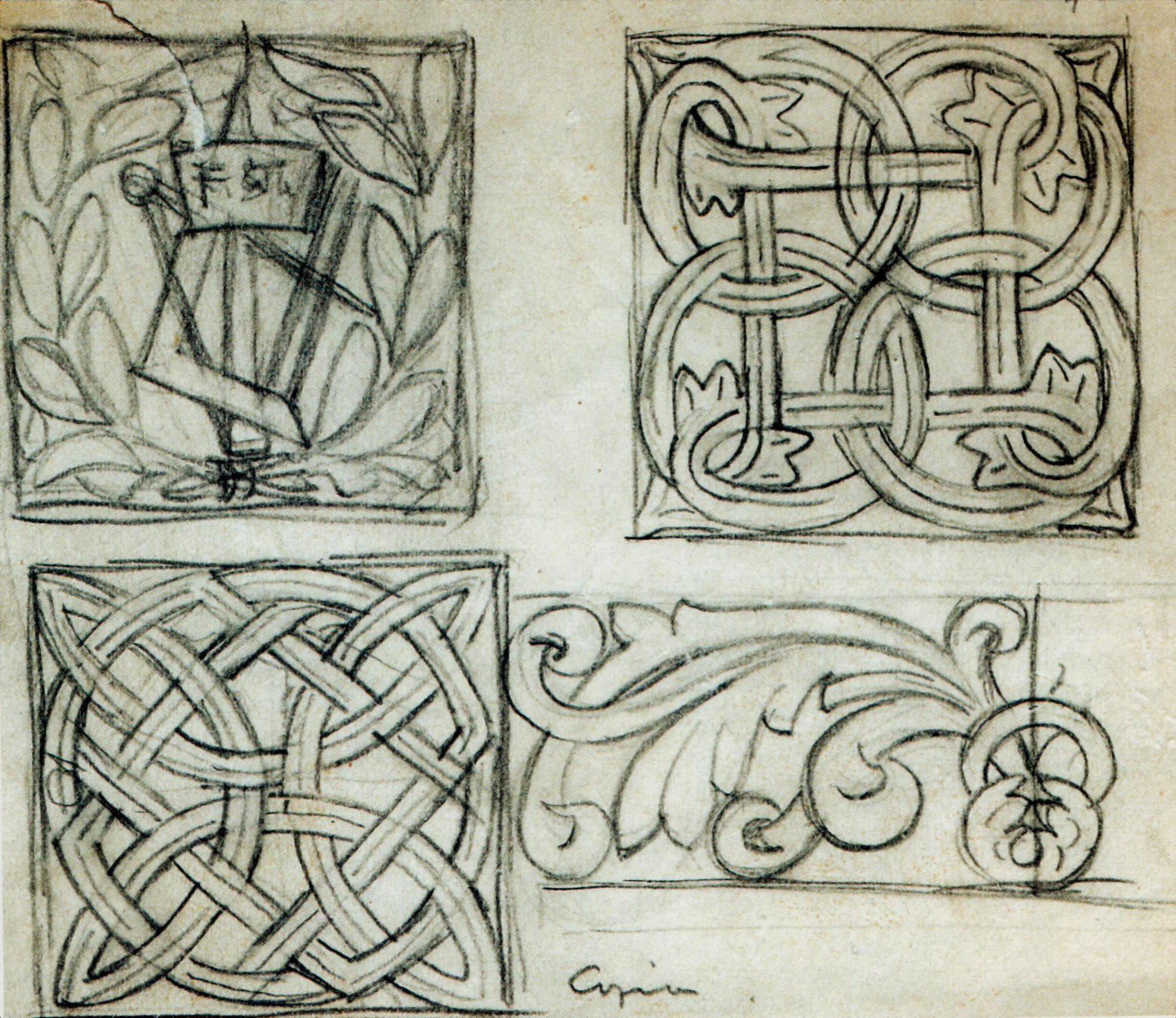
Decorații piatră
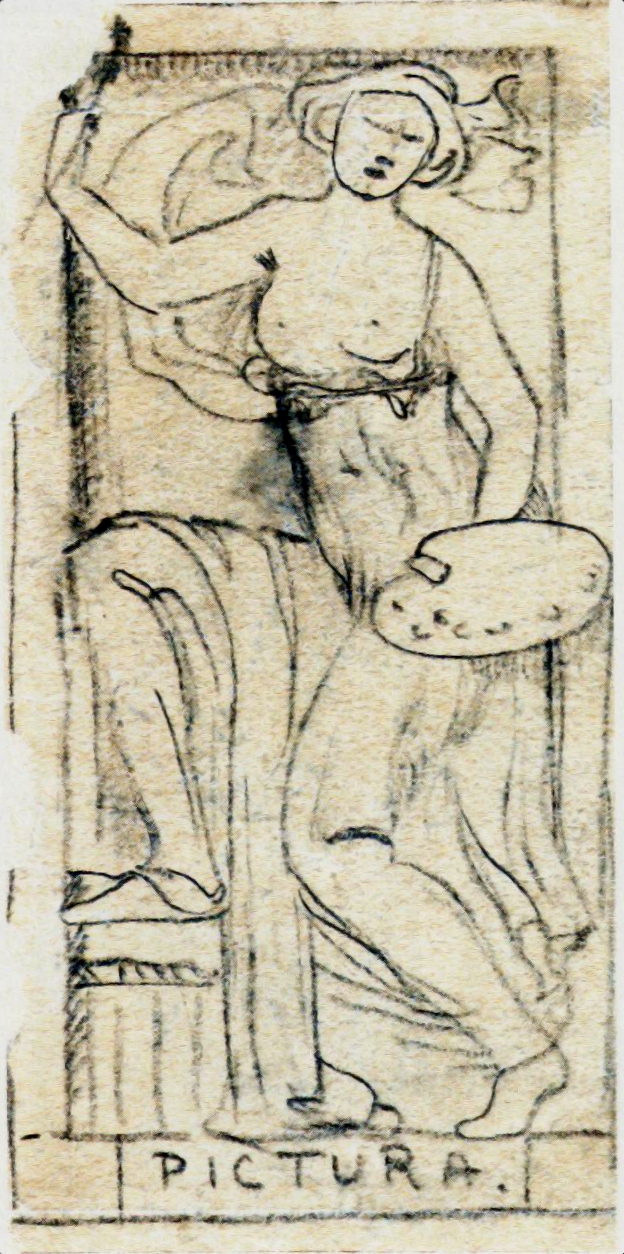
Pictura (1)
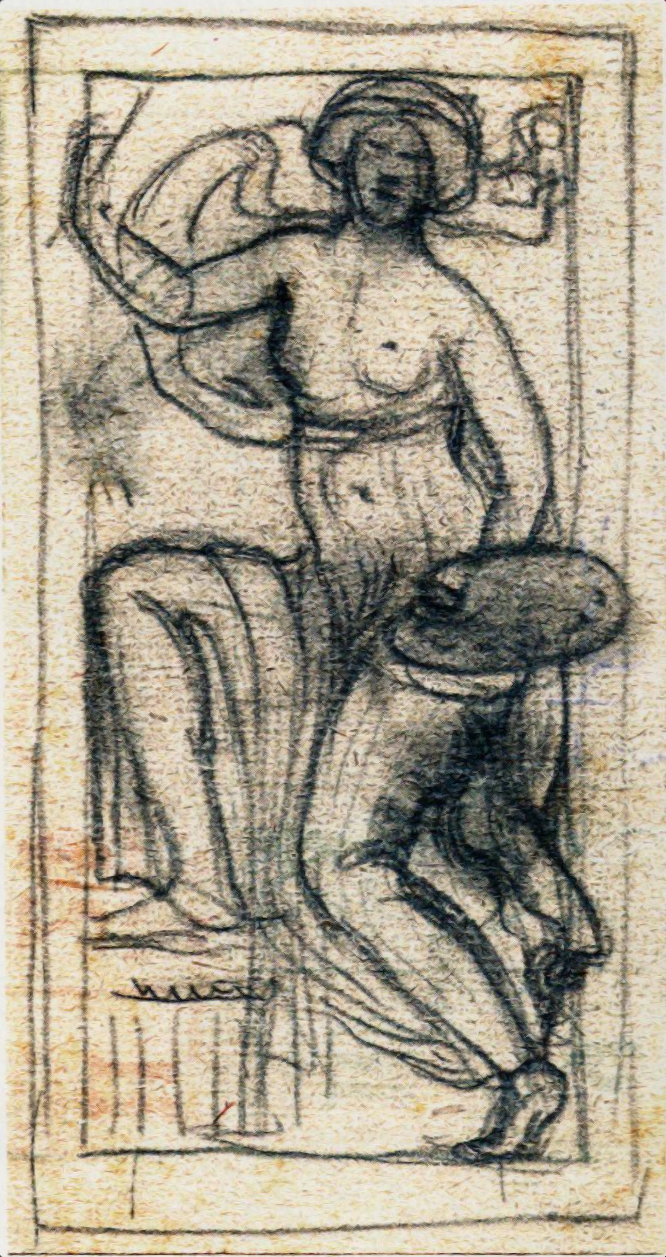
(2)

#### Compoziții

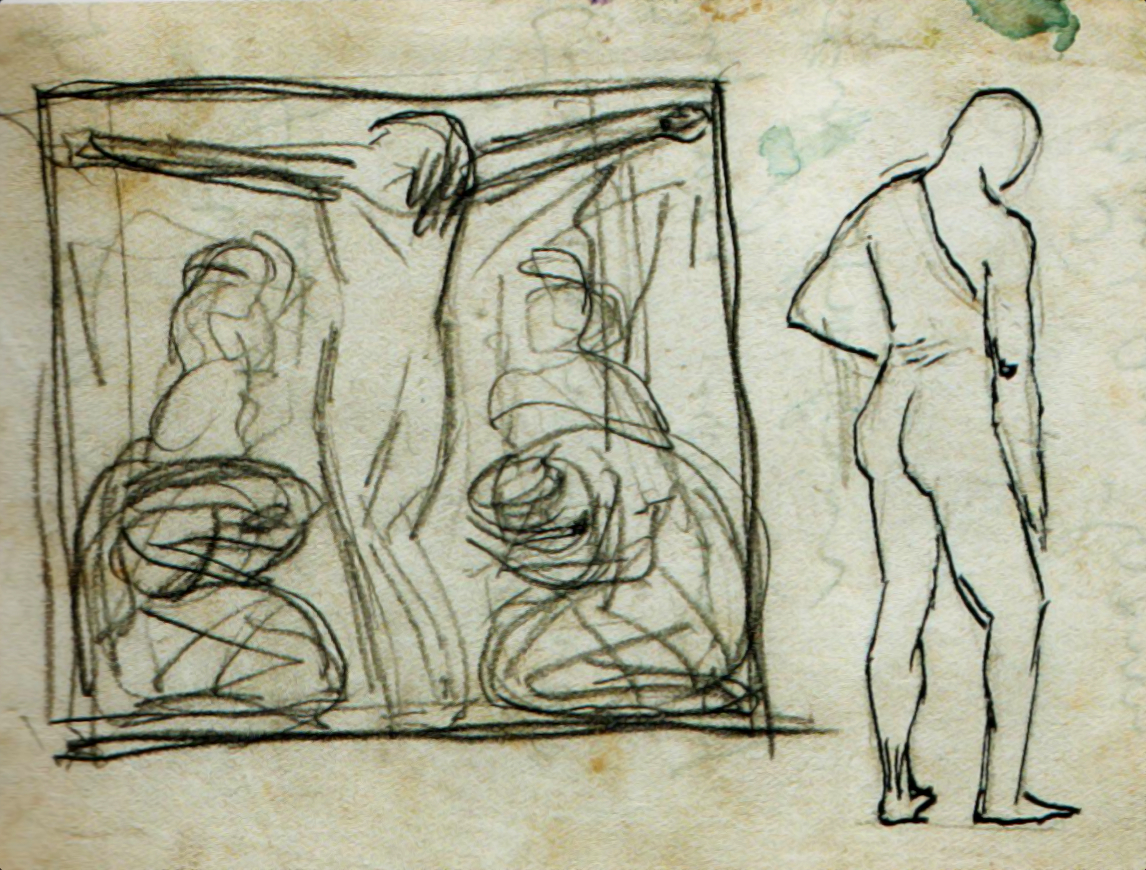
Răstignirea (1)
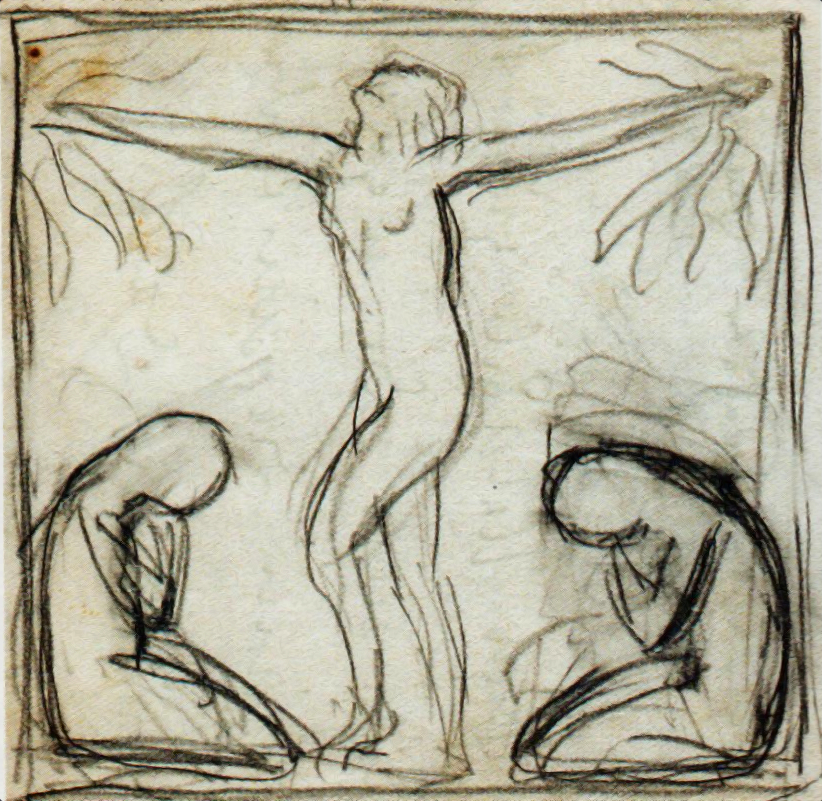
Răstignirea (2)
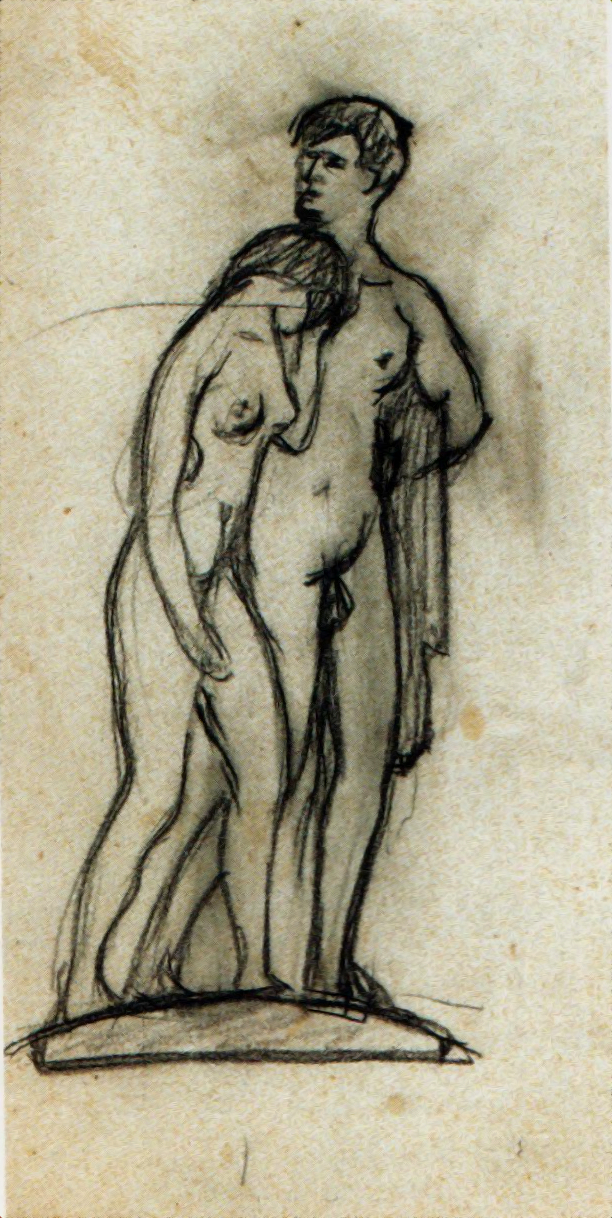
Izgonirea (1)
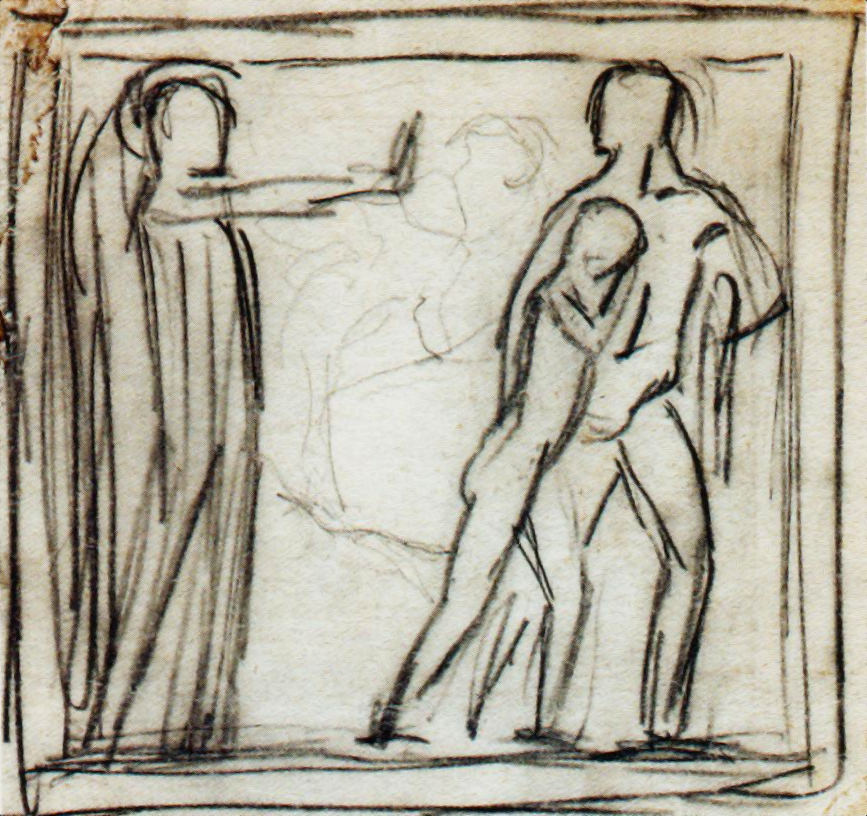
Izgonirea (2)
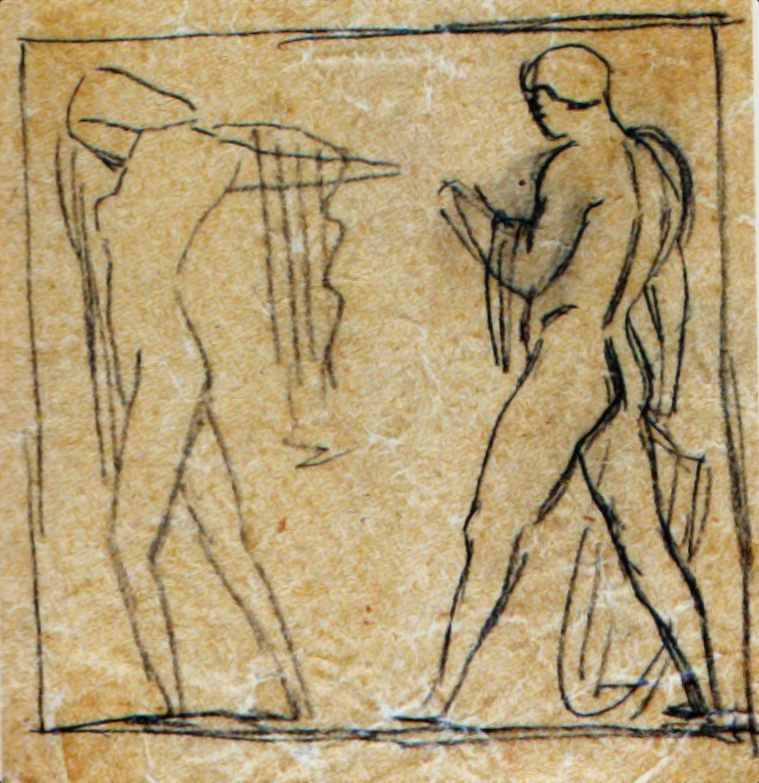
Despărțirea
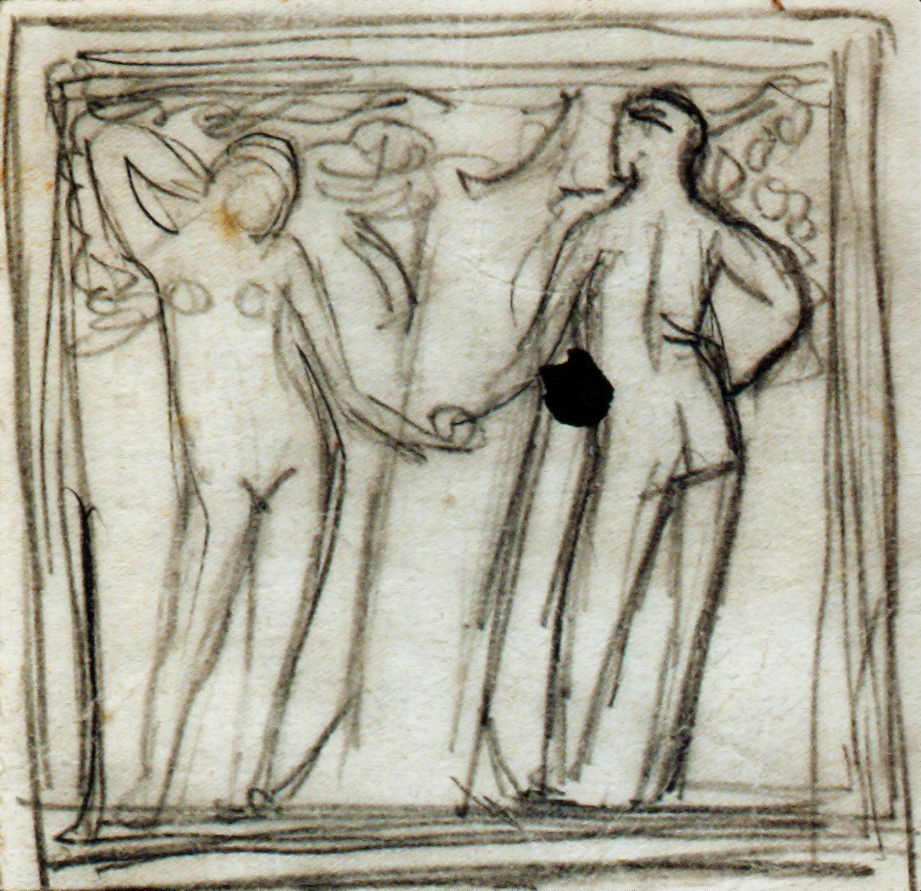
Adam și Eva
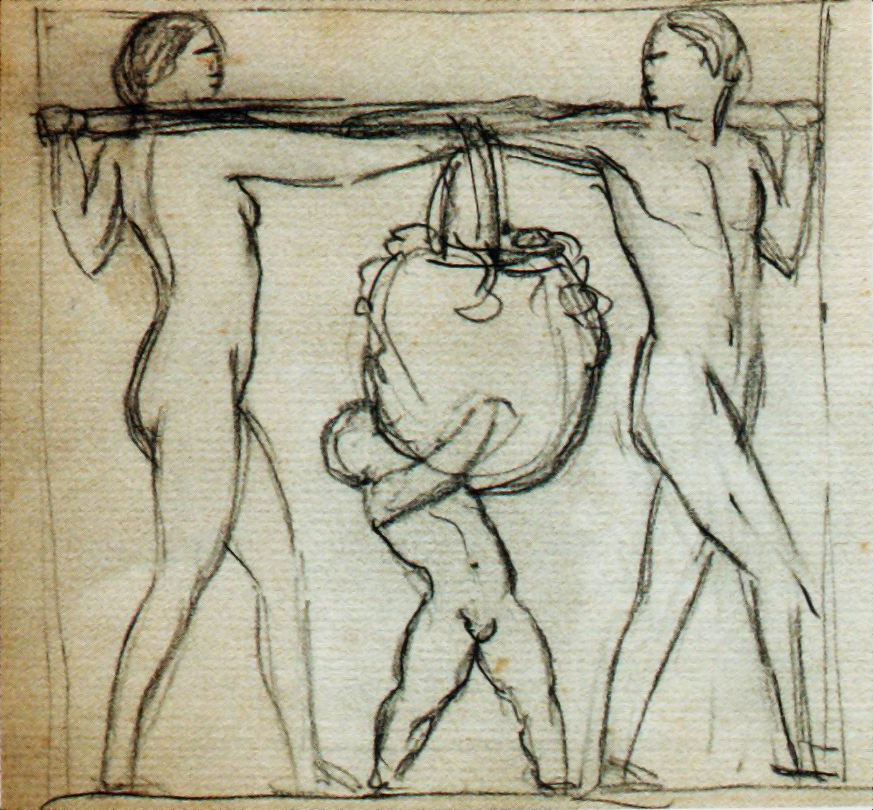
Schiță compoziție
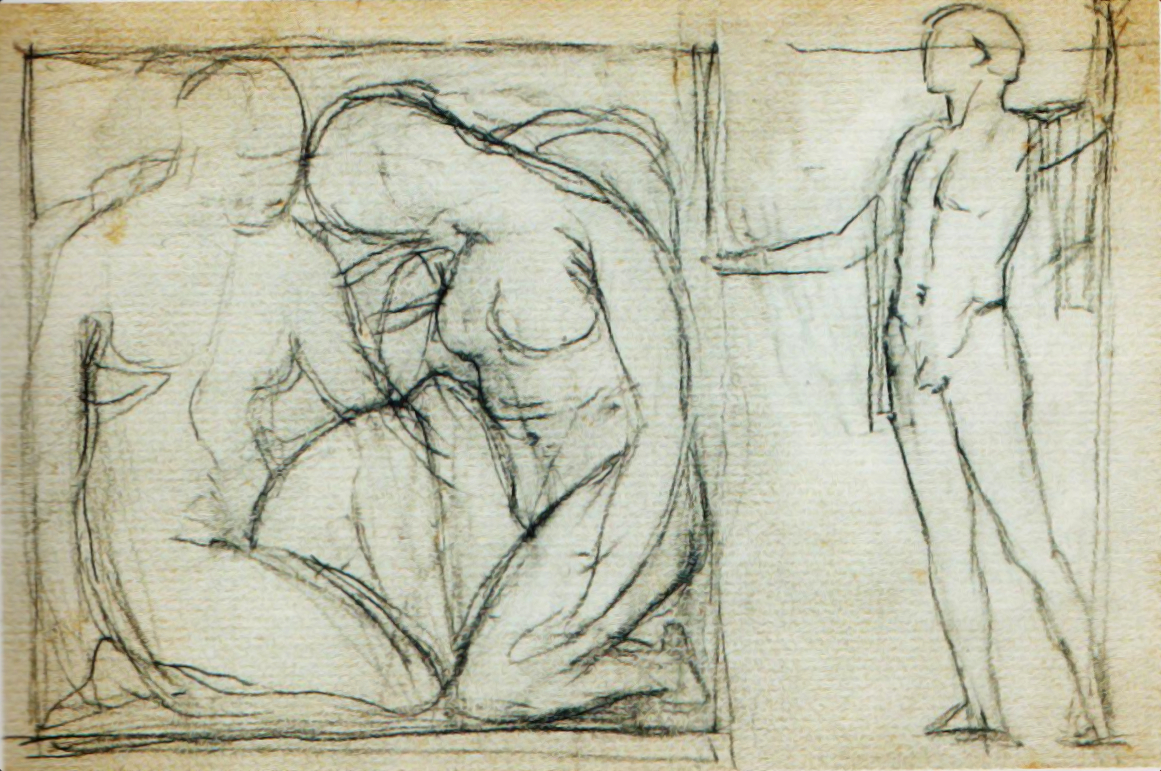
Schiță compoziție

#### Monumente funerare

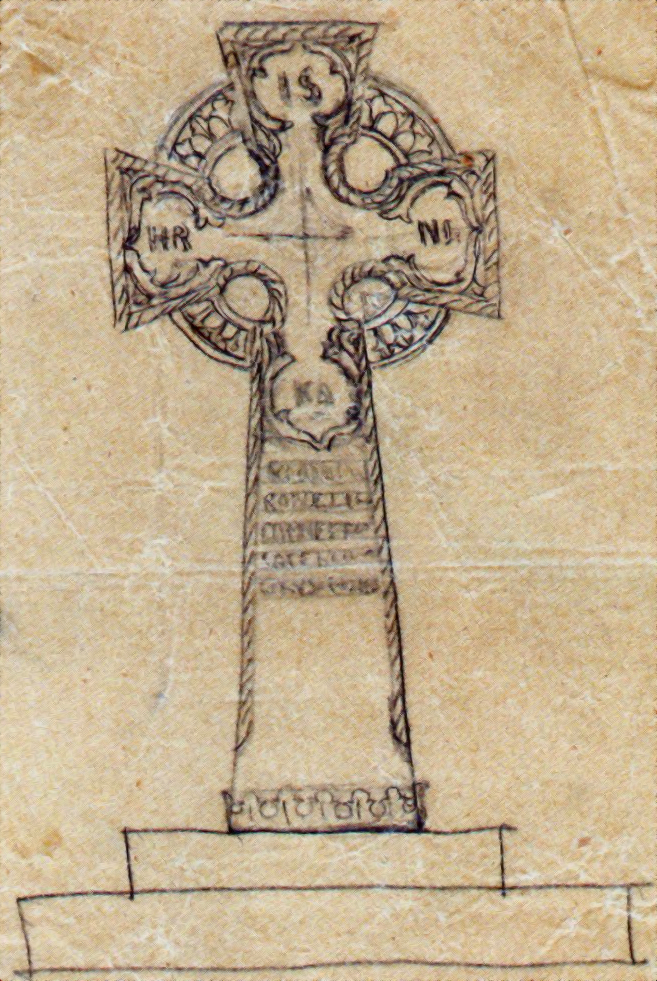
Cruce (1)
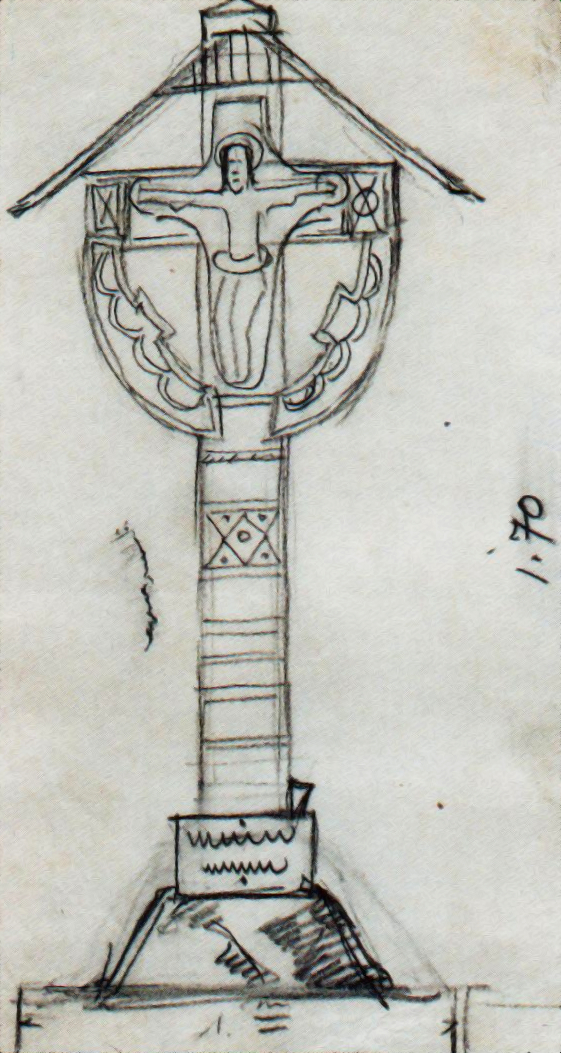
Cruce (2)
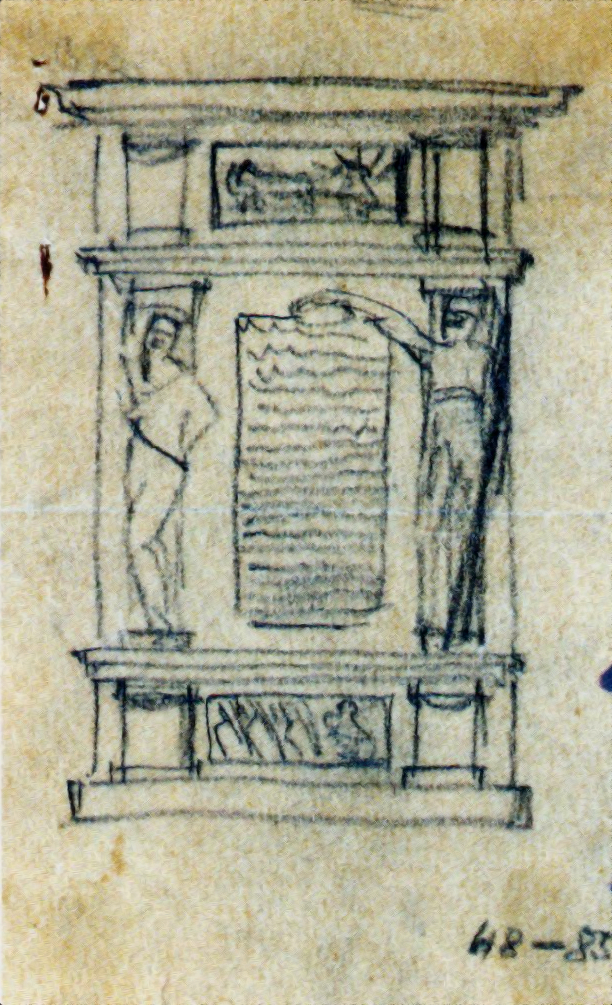
Schiță monument funerar (1)
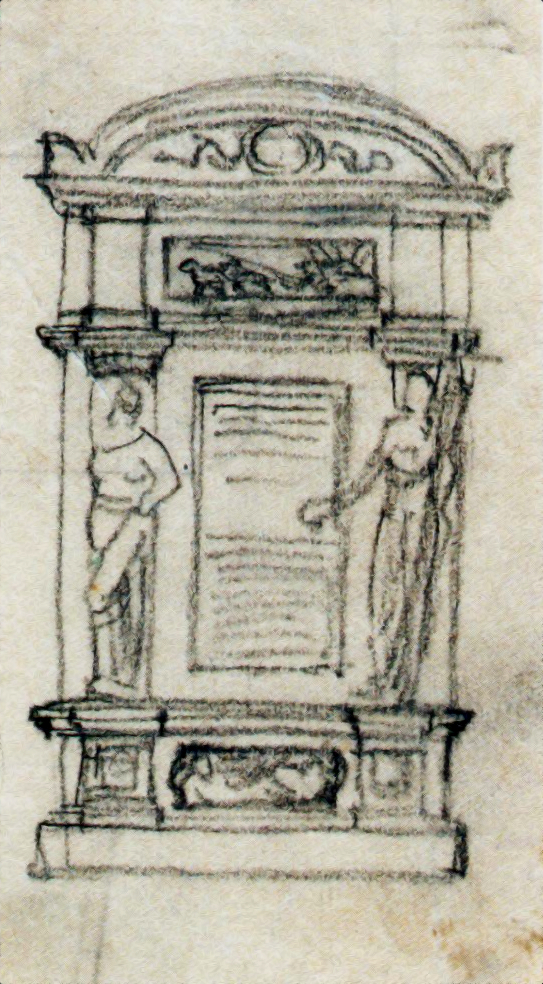
Schiță monument funerar (2)
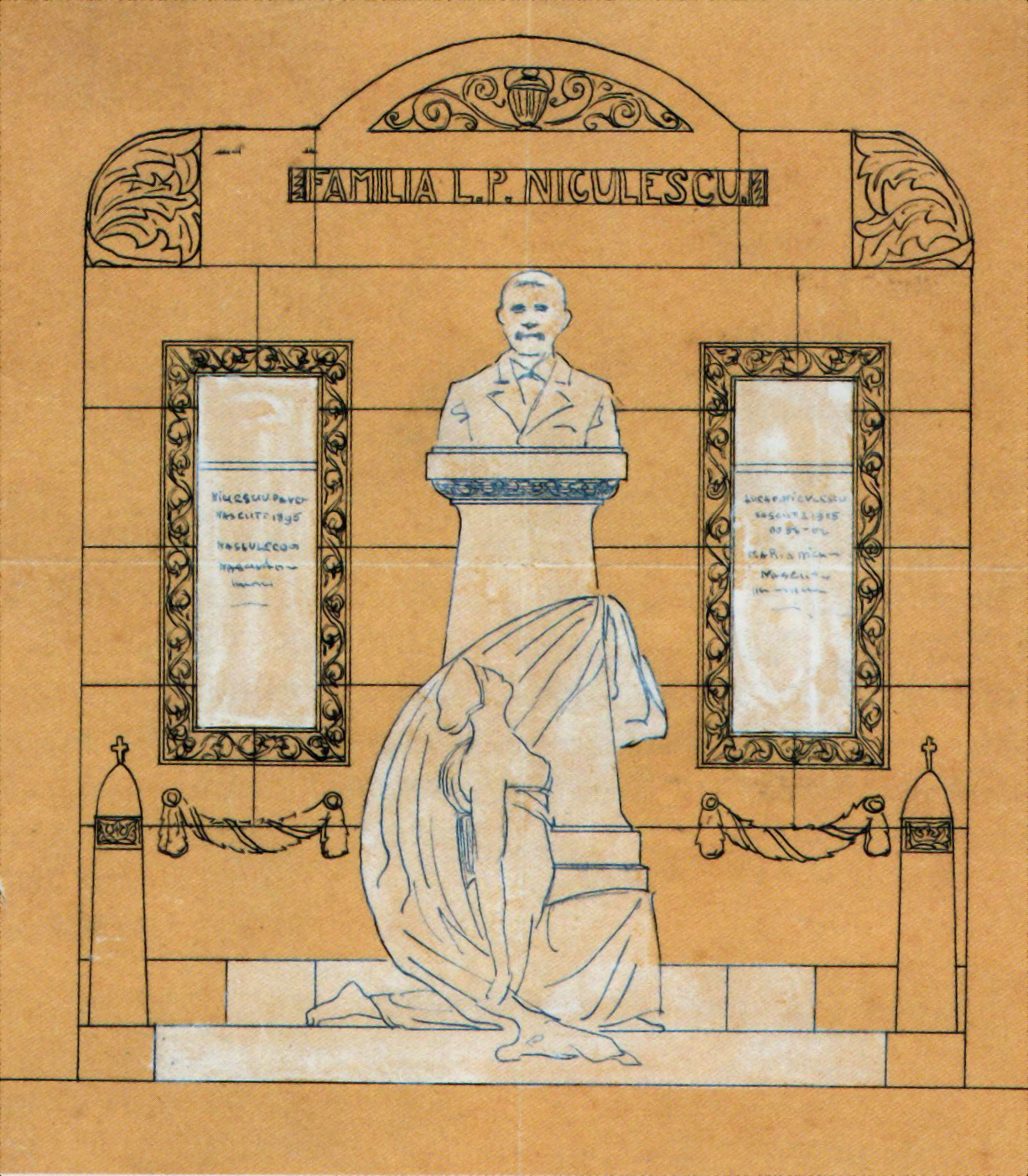
Monument funerar familia Luca P. Nicolescu (Cimitirul Bellu)
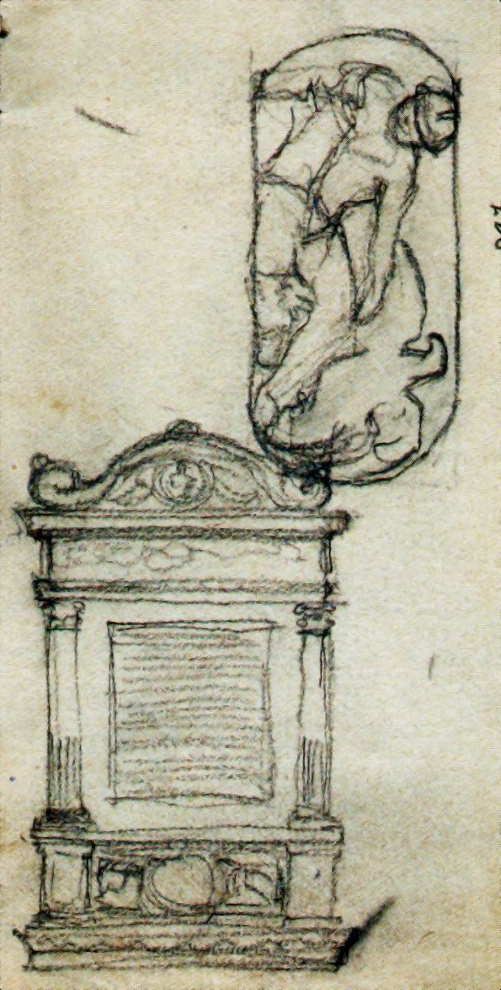
Schiță monument funerar (3)
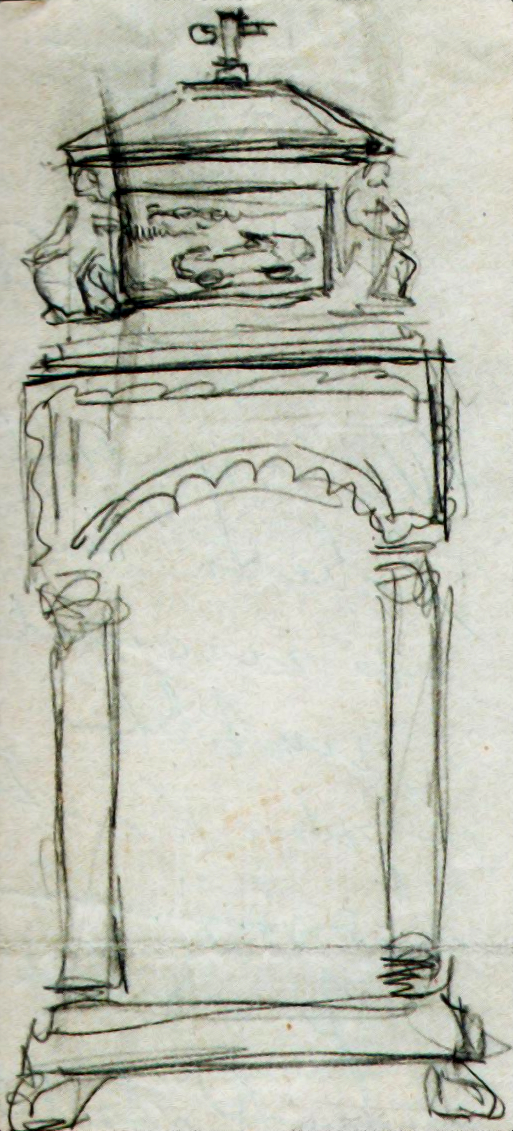
Schiță monument funerar (4)
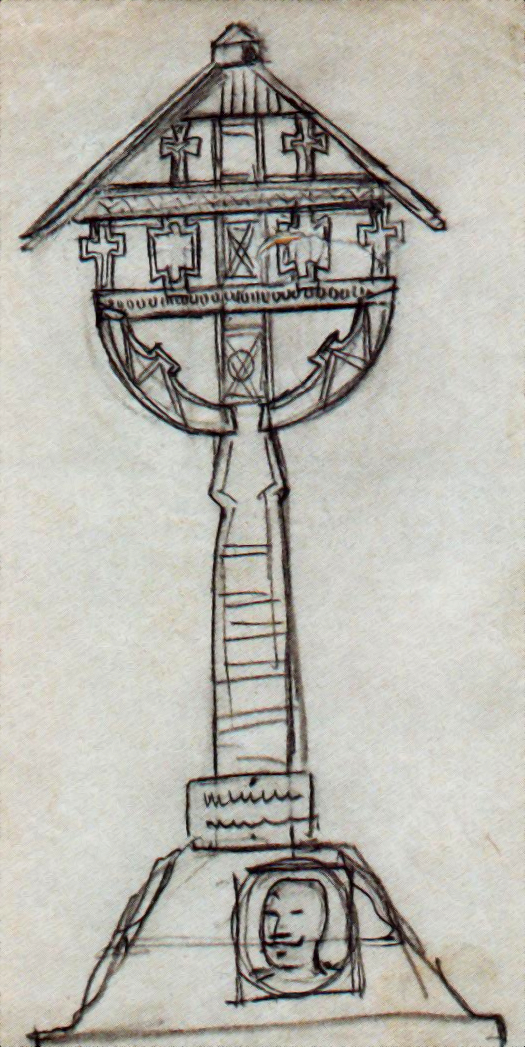
Cruce (3)
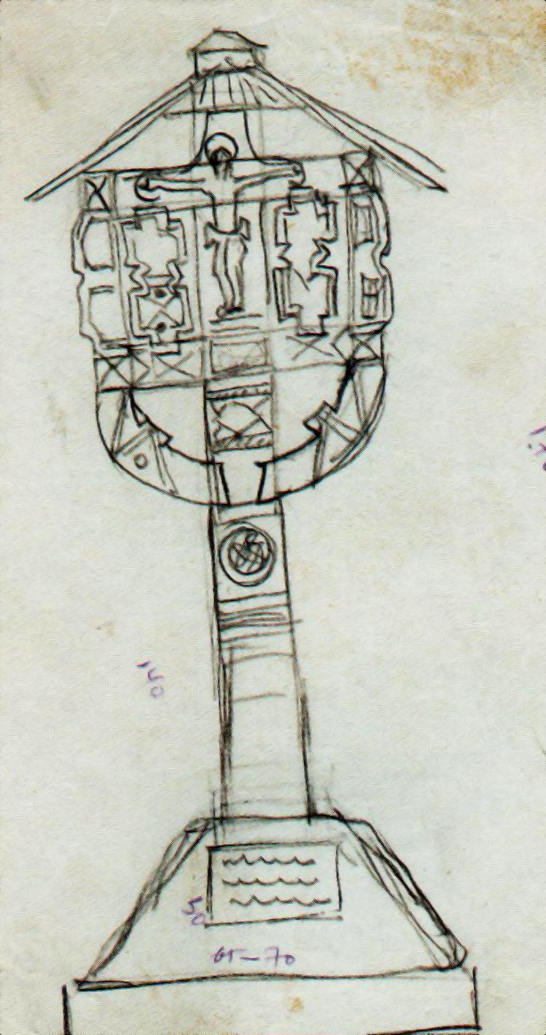
Cruce (4)

#### Sarcofagul lui Mihai Viteazul de la Mănăstirea Dealu

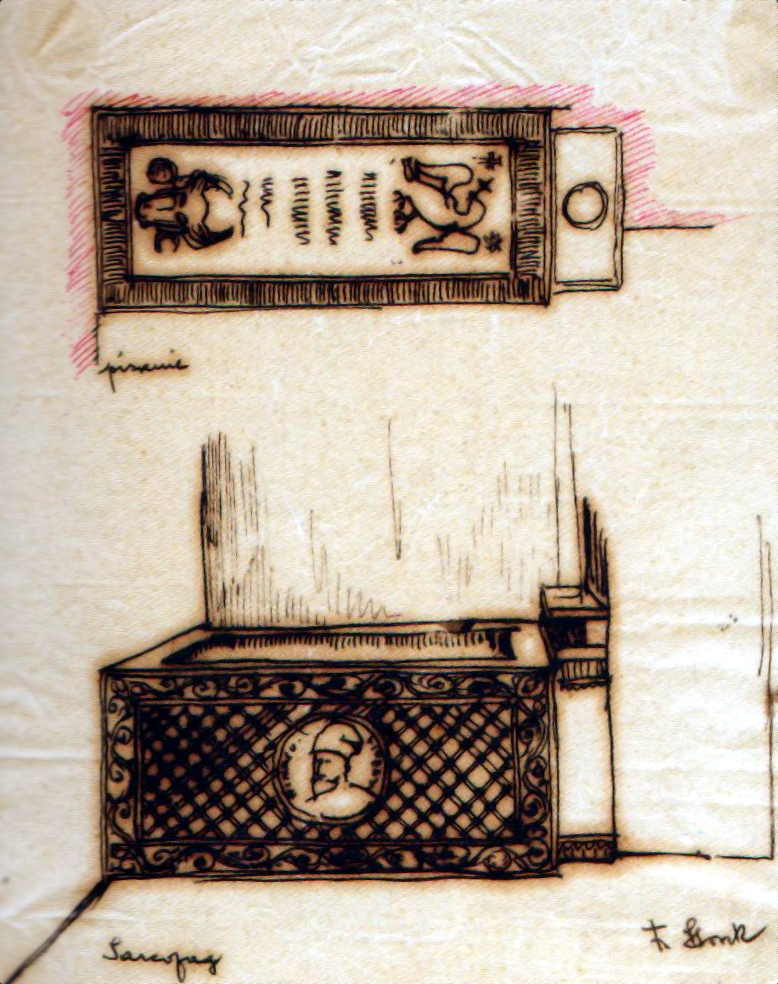
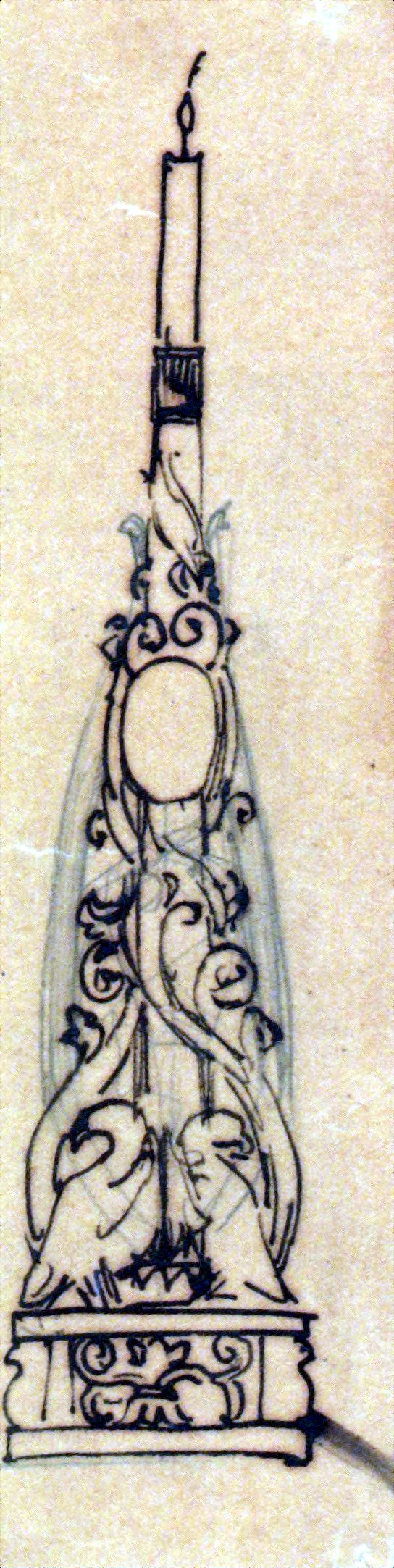
Sfeșnic (1)
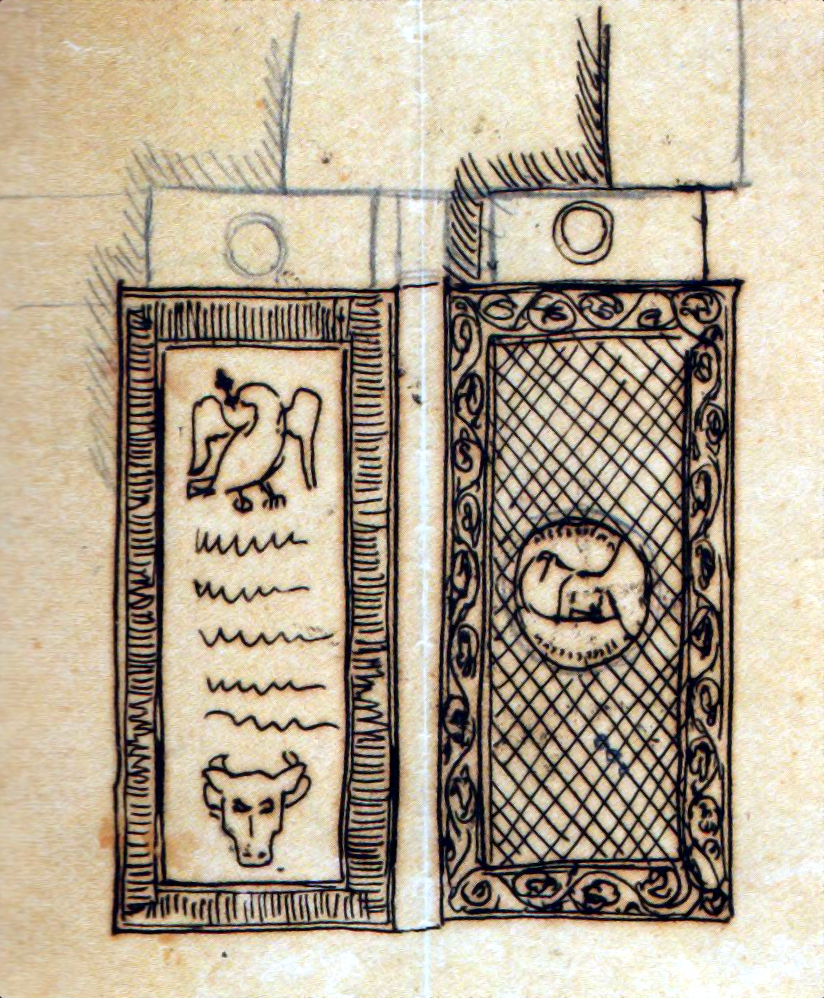
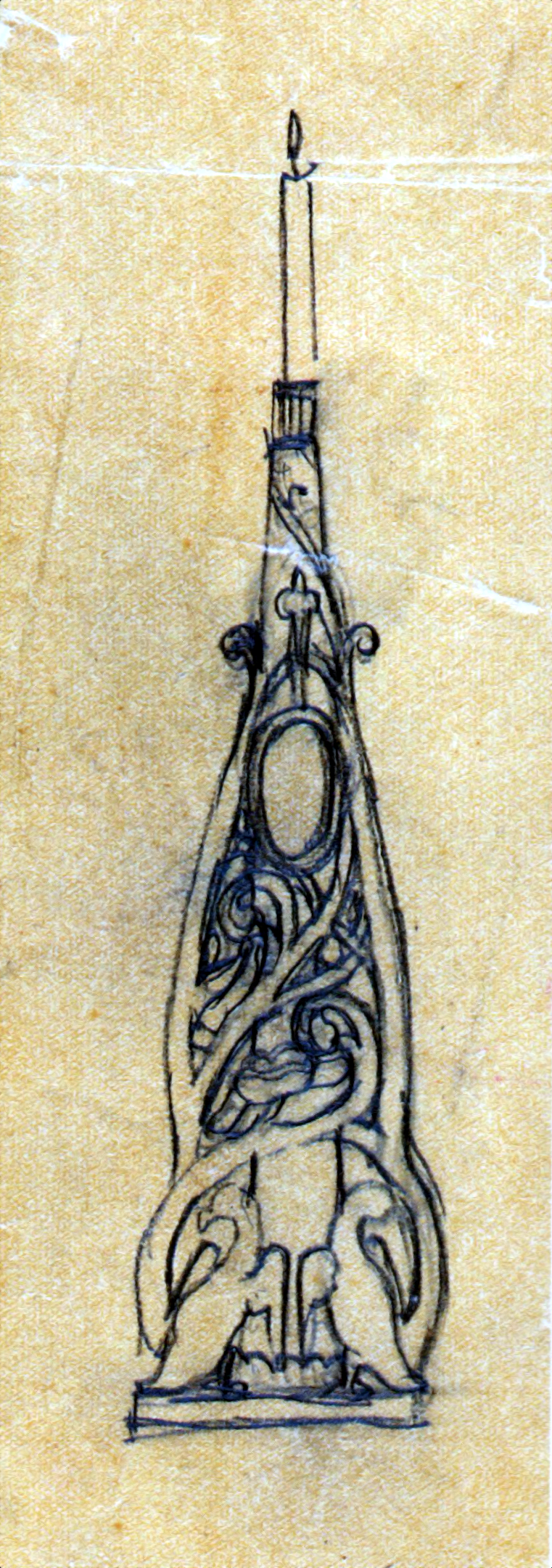
Sfeșnic (2)
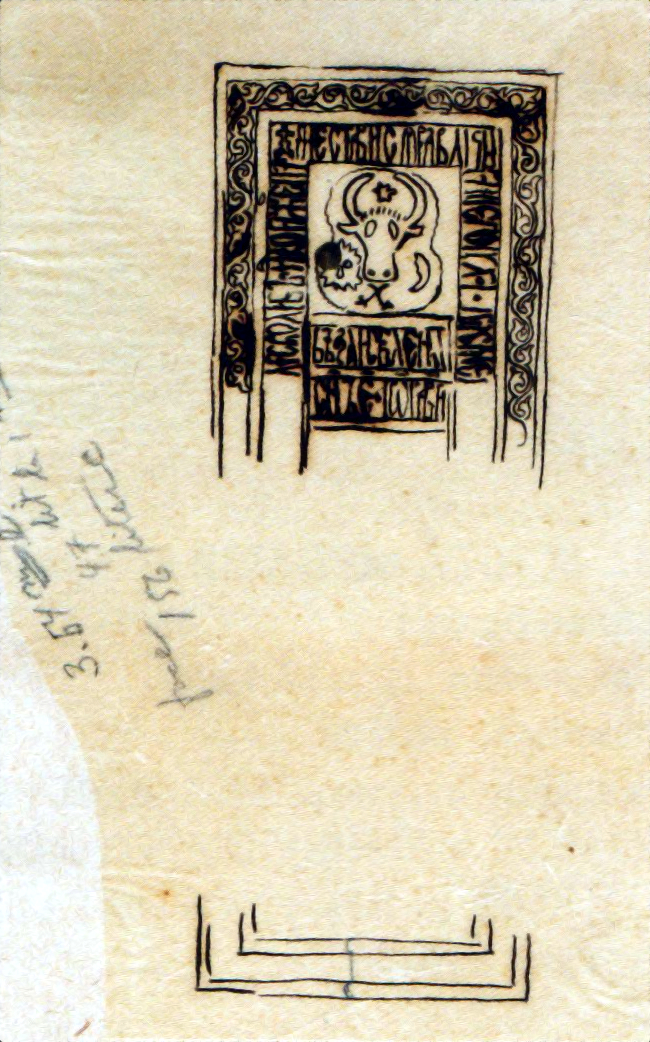
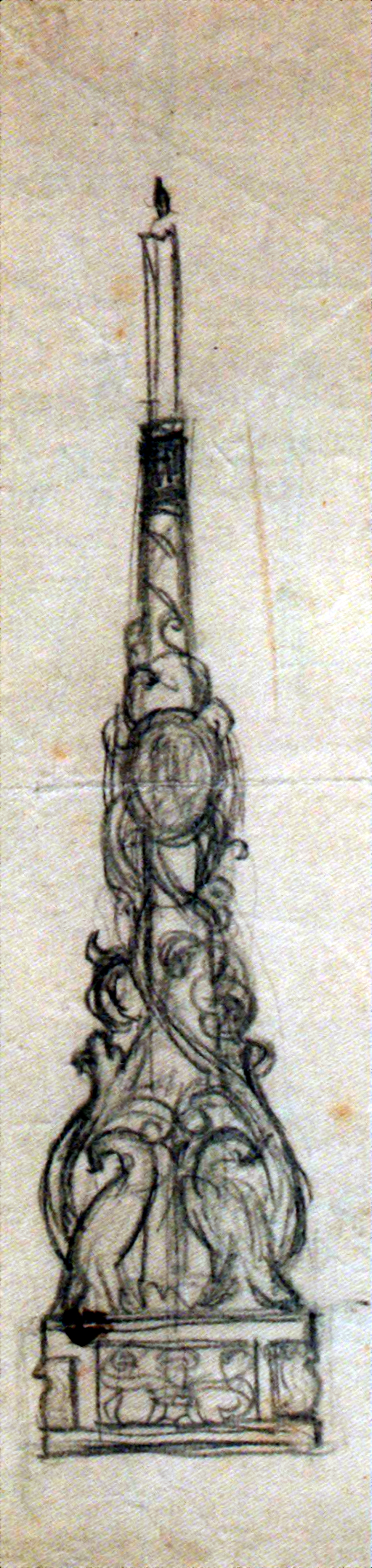
Sfeșnic (3)

## Muzeul de Artă Frederic Storck și Cecilia Cuțescu-Storck

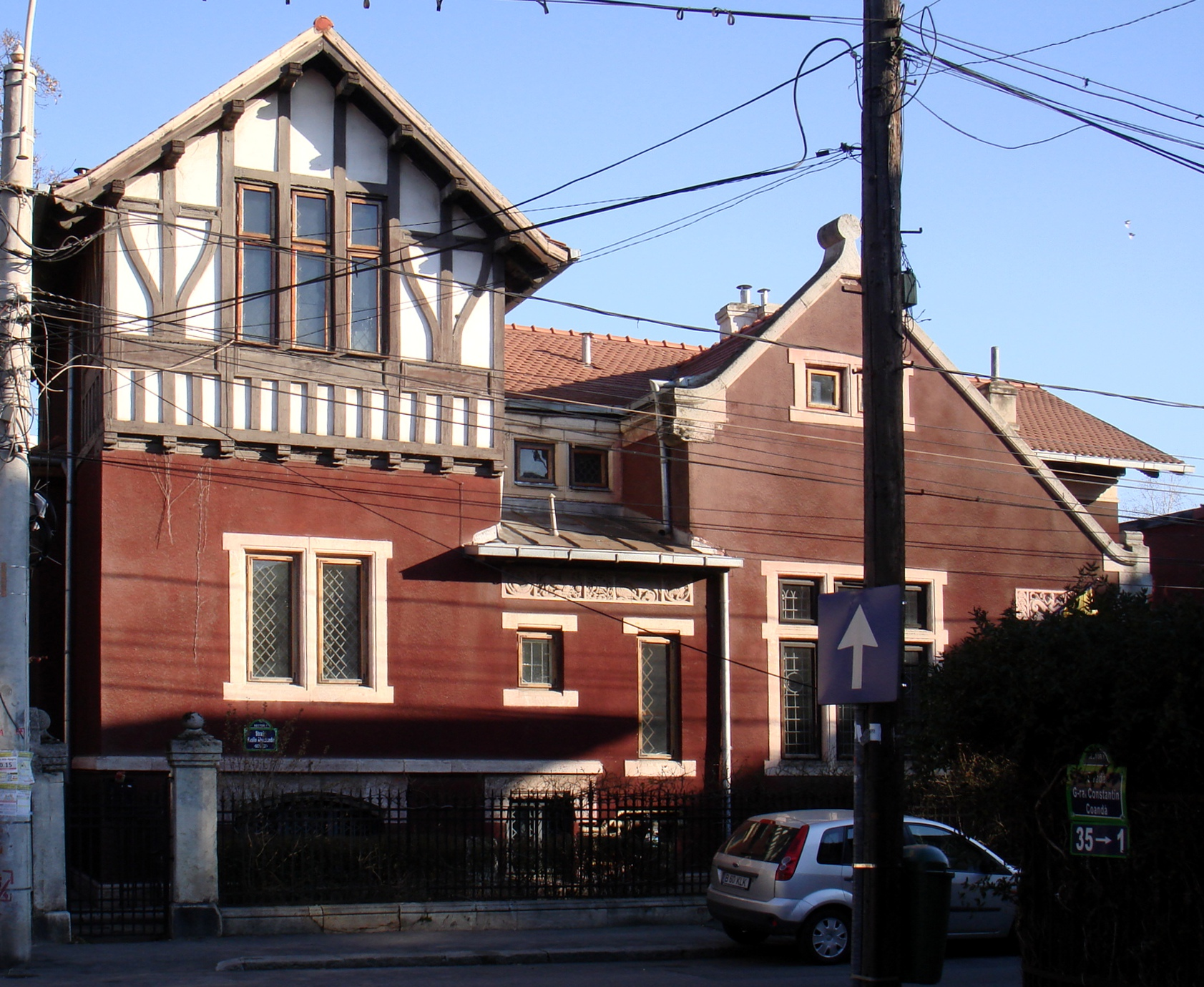
Casa lui Frederic Storck

Casa lui Frederic Storck, construită după planurile soției sale Cecilia Cuțescu-Storck și împodobită cu picturi murale, a devenit muzeu în 1951. Acest muzeu  include operele celor trei sculptori din familia Storck, precum și opere ale pictoriței Cecilia Cuțescu Storck. În ansamblul muzeului se află de asemenea colecții de mobilier de artă, de sculptură în lemn și piatră din secolele XVI-XVII, medalii, monede, icoane vechi românești, ceramică populară, etc.
Pe frontispiciul casei, construită în anul 1913 după planurile arhitectului Alexandre Clavel în stil normand, artistul a pus să se scrie un motto cu îndemnul Să muncești, să muncești, să muncești!
În muzeu sunt expuse și o varietate de portrete, nuduri, capete de expresie în bronz și marmură, medalii, plachete și piese cu valoare numismatică aparținând lui Frederic Storck.

## Elevii lui Frederic Storck

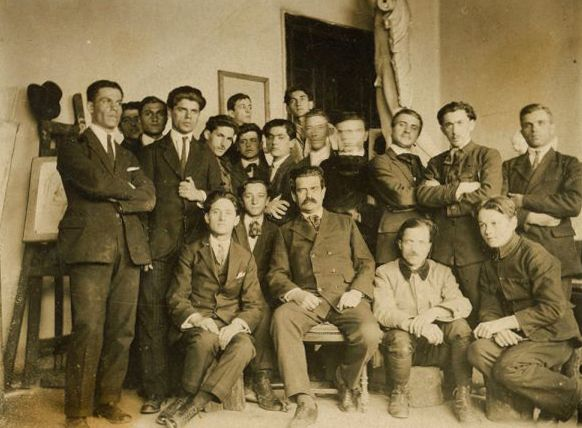
Frederic Storck și elevii săi

| - Ion Valentin Anestin - Constantin (Mușat) Baraschi - Vasile Blendea - Boris Caragea - Alexandru Ciucurencu - Ion (Ioan, Jean) Dumitriu-Bârlad - Iosif (Negrulea) Fekete - Oscar Han - Lucian Grigorescu | - Carol Pleșa - Hedda (Lindenberg Hedwig) Stern (Sterne) - Gheorghe Naum - M. H. Maxy - Ion Jalea - Gheorghe Ghițescu - Filip Marin - Vasile Popescu |

## Distincții

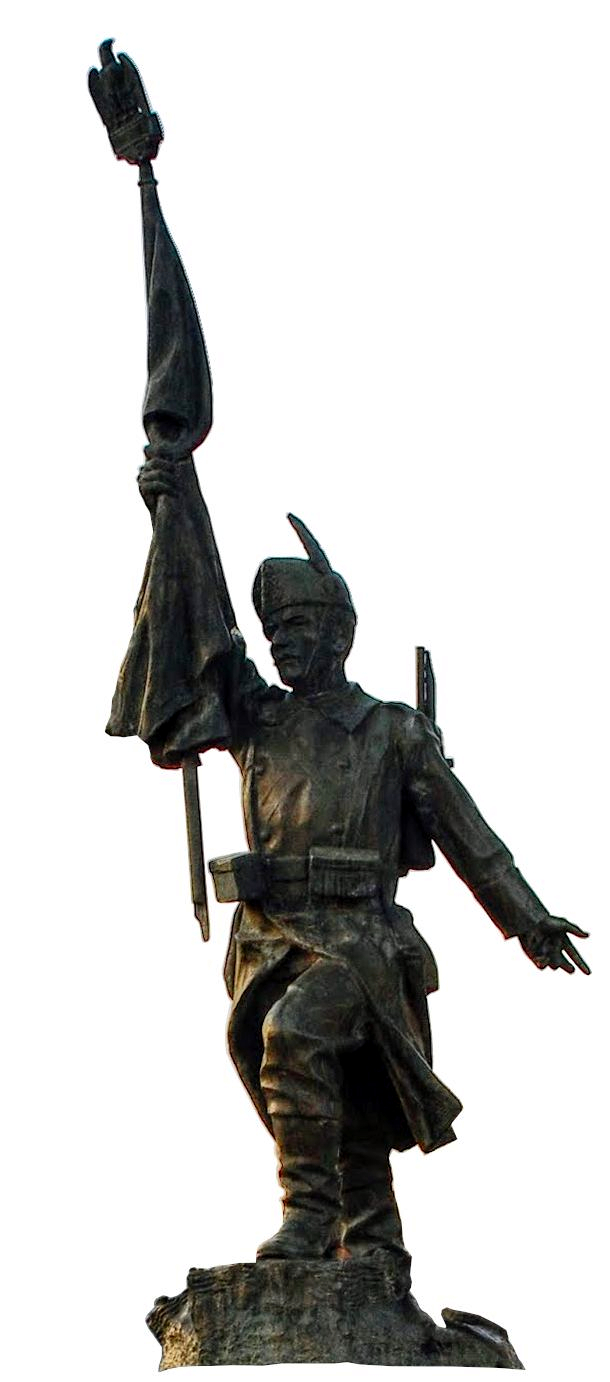
Monumentul Dorobanțul de la Cislău (1911)

- 1888 - 1893 -- Premiile pe care le-a luat Frederic Storck la Școala de Belle Arte din București sunt următoarele:

- Mențiuni onorifice:

- 23 decembrie 1890 sculptură pentru bust antic, desen;
- 14 iunie 1891 pentru bust antic, desen;
- 1-14 iunie 1891 sculptură figură antică, desen;
- 14 iunie 1891 sculptură pentru natură sculptură;
- 22 decembrie 1891 pentru natură sculptură;
- 14 iunie 1891 pentru perspectivă;
- 22 decembrie 1891 pentru perspectivă;
- 17 iunie 1892 pentru perspectivă;
- 17 iunie 1892 pentru compoziție;
- 15 iunie 1893 pentru estetica și istoria artei.

- Medalii de bronz:

- 23 decembrie 1890 sculptură, medalia clasa a III-a pentru figură antică, desen;
- 22 decembrie 1891, medalia clasa a II-a pentru figură antică, desen;
- 23 decembrie 1890, medalia clasa a II-a pentru natură, desen;
- 15 iunie 1893, medalia clasa a III-a pentru cap de expresie;
- 15 iunie 1893, medalia clasa a III-a pentru compoziție.

- Medalii de argint:

- 20 decembrie 1892 pentru natură - sculptură;
- 15 iunie 1893 pentru natură - sculptură.

- 1896 -- la o expoziție organizată la „Glaspalast" în München, a participat cu lucrarea „Aruncătorul cu piatră". A fost recompensat cu medalia de argint.[82][83]

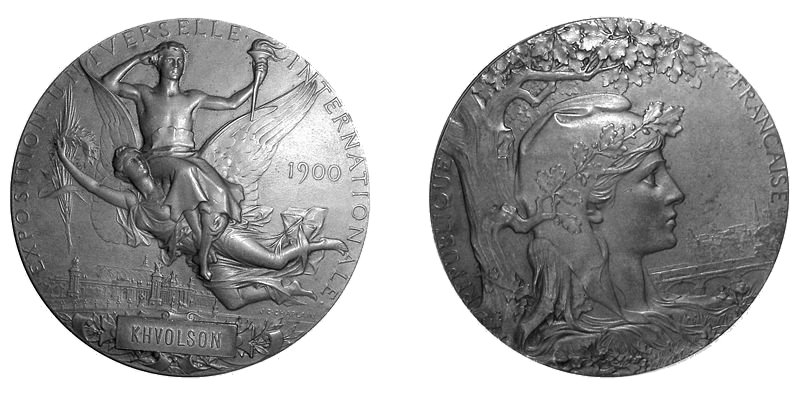
Medalia de argint obținută la Expoziția Universală de la Paris din anul 1900

- 1900 -- la Expoziția Universală organizată la Paris i s-a decernat medalia de argint pentru lucrarea „Aruncătorul cu piatră";[84] Medalia a fost gravată de Jules-Clément Chaplain;[85]
- 1902-1903 -- a executat un proiect pentru monumentul I. G. Duca din București, pentru care a obținut premiul II;[85]
- 1904 -- la propunerea Ministerului Învățământului, i s-a conferit medalia Bene Merenti - clasa a I-a;
- 1905 -- la 28 decembrie, a primit medalia jubiliară Carol I;
- 1906 -- pentru statuia Gigantul a primit diploma de onoare și o medalie de aur pentru expoziția ce celebrare a 40 de ani de domnie al Regelui Carol I;
- 1907 -- a fost numit membru al Ordinului „Coroana României", în grad de cavaler;
- 1912 -- 4 iulie, a primit Medalia I la Salonul Oficial al Societății artiștilor în viață;
- 1921 -- Direcția generală a Artelor din Ministerul Cultelor și Artelor, a înaintat tabele cu funcționari ai săi, propuși spre decorare cu ocazia încoronării proiectate pentru acel an. La poziția 47 era înscris sculptorul Frederic Storck cu propunerea „ofițer al Coroanei”.[86]
- 1922 -- 2 decembrie, prin decretul regelui Ferdinand I, pentru contribuția sa ca sculptor la Comisia încoronării a primit Ordinul „Coroana României" în grad de ofițer;
- 1929 -- la Expoziția Internațională de la Barcelona organizată de Alexandru Tzigara-Samurcaș a primit „Marele premiu clasa a I-a bis";
- 1931 -- Regele Carol al II-lea i-a conferit Ordinul „Meritul cultural" în grad de cavaler, clasa I-a pentru contribuția sa în domeniul artelor plastice;
- 1933 -- ianuarie, statul francez i-a acordat înalta distincție Ordinul „Legiunea de onoare" în grad de cavaler, conform decretului nr. 43649.

## Expoziții de grup

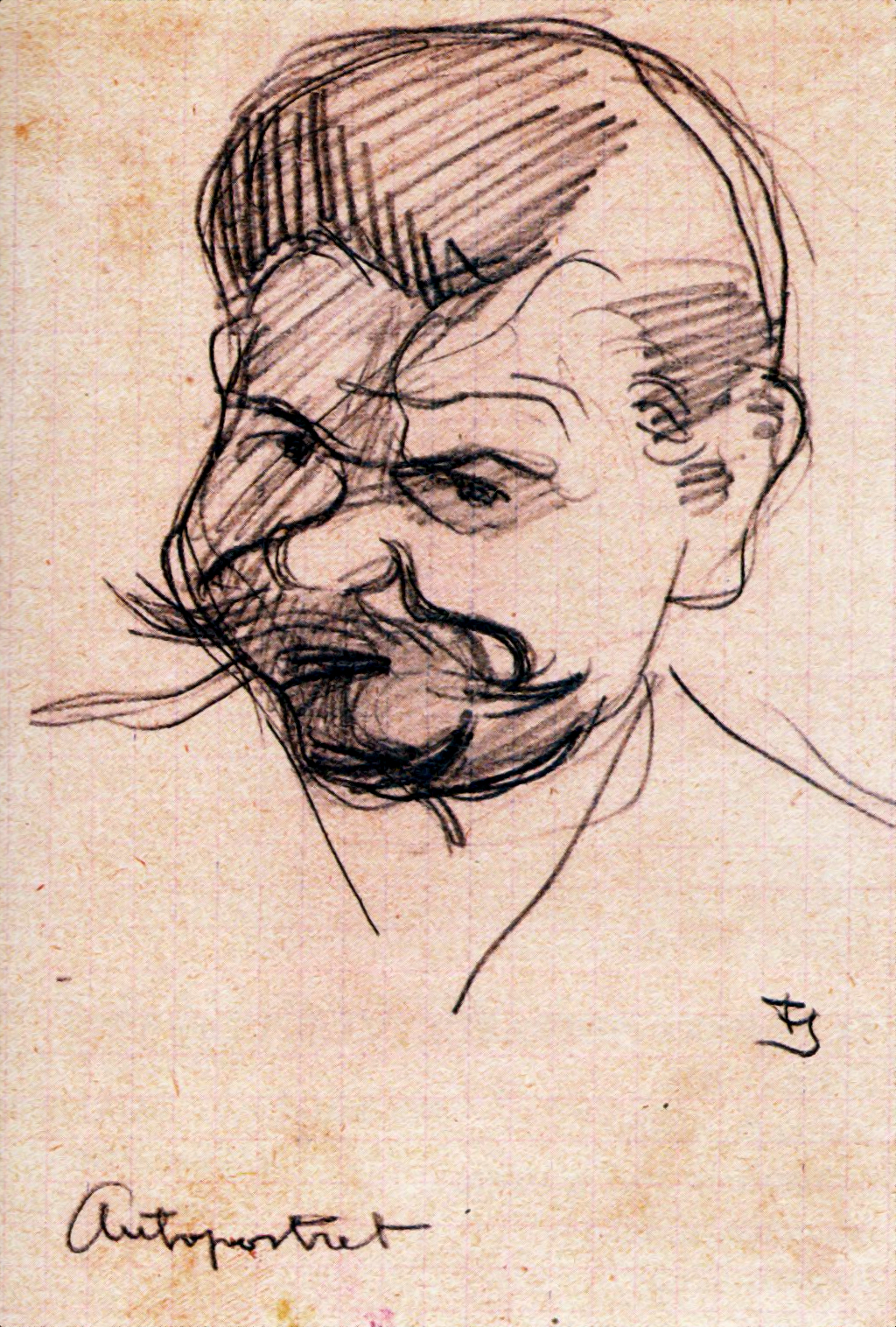
Autoportret caricatural

- 1895 — a participat anual la Glaspalast, Mūnchen;[14]
- 1896 → 1942 — a participat anual la expozițiile Salonului Oficial din București;[14]
- 1897 → 1910 — a participat la expozițiile grupului Seccesion, Mūnchen;[14]
- 1900 — Expoziția internațională de la Paris;[14]
- 1902 / 1905 → 1942 —  a participat anual la expozițiile Tinerimii artistice;[14]
- 1904 — Expoziția internațională de la Atena;[14]
- 1904 — Expoziția internațională de la Roma;[14]
- 1905 — München, Glaspalast, (Aruncătorul de piatră);[87]
- 1908 — București, la Tinerimea artistică (Portrete,  bronz; Statuetă,  presse-papier, bronz; Statuetă, bronz; Plachetă Ioan Lahovary);[87]
- 1910 — București, la Tinerimea artistică (Autoportret; Agricultura; Industria);[87]
- 1913 — București, la Tinerimea artistică (ASR Principesa Maria, marmoră; Constantin Boerescu,  bust,  bronz; Dna  A.D.  plachetă);[87]
- 1915 — București, la Tinerimea artistică (Dl  W.D.,  marmură; Țigancă râzând; Amintiri triste);[87]
- 1924 — București, la Salonul Oficial (Poetul Alexandru Macedonsky, bronz; Bust de țigancă, nr. 4, bronz);[87]
- 1926 — București, la Tinerimea artistică (Mister, bronz; Adolescentă, bronz);[87]
- 1927 — București, la Salonul Oficial (Madonă,  bust,  marmură; În  contemplare,  bronz);[87]
- 1928 — București, la Salonul Oficial (Portret, marmură);[87]
- 1929 — București, la Salonul Oficial (Eminescu);[87]
- 1932 — București, la Salonul Oficial (Gh.  Murgoci;  bronz; Abundența,  bronz; Floarea,  marmură);[87]
- 1933 — București, la Salonul Oficial (Beethoven,  gips);[87]
- 1935 — Bruxelles, La Roumanie à l’Exposition de Bruxelles [cat., text Al. Tzigara-Samurcaș și  Al.  Busuioceanu].[87]
- 1936 — București, la Salonul Oficial (Repaos, bronz);[87]

## Controverse

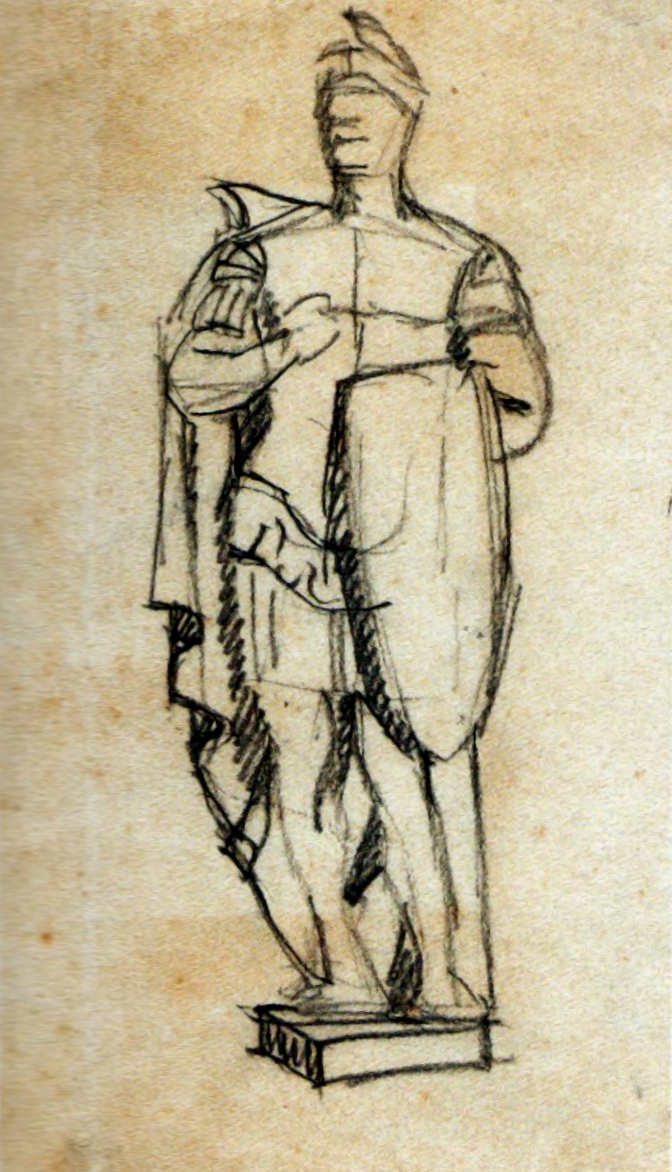
Schița statuii Legionarul care a decorat Arcul de Triumf in București

Ziua de naștere a lui Frederic Storck suferă de incertitudine din cauză că sursele care au vorbit despre sculptorul român au dat date contradictorii. Astfel, Marin Mihalache în anul 1975 a precizat că Storck s-a născut în ziua de 7/19 ianuarie 1872. George Oprescu a menționat doar anul 1872. George P. Nedelcu amintește de inventarul averii rămase în urma decesului lui Karl Storck și precizează că unul din copii se numea Frideric Ștefan Storck născut în ziua în București la 13 septembrie 1876. Liliana Vârban amintește de ziua de 19 ianuarie 1872. Petre Oprea în 2006 a precizat că data nașterii a fost 19 ianuarie 1872 la București.

## In memoriam
- din anul ? UAP acordă bursa  națională  de  sculptură  „Frederic  Storck”;
- din anul 1951 s-a deschis Muzeul de Artă „Frederic Storck și Cecilia Cuțescu-Storck” în casa unde a locuit artistul;